# Afrique

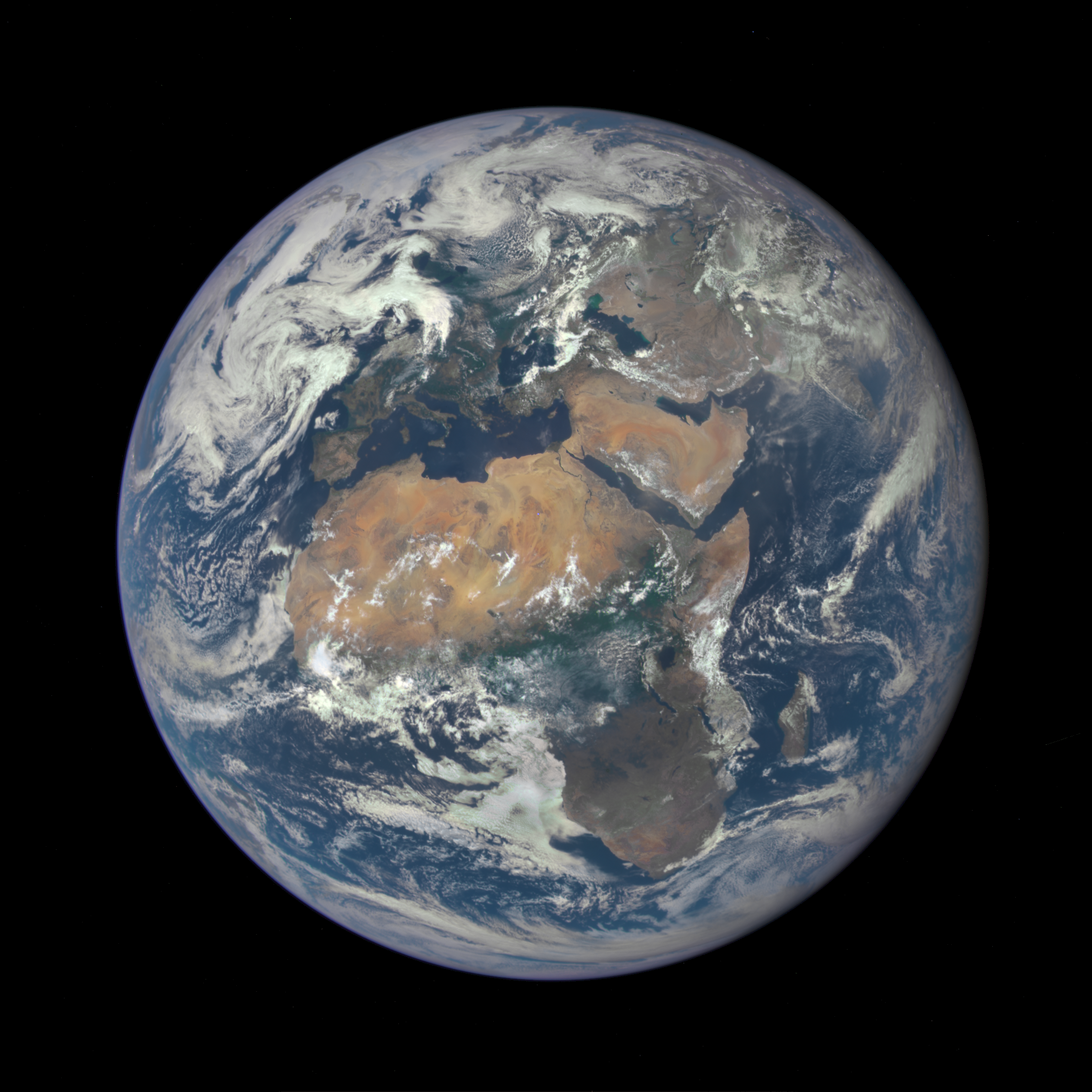
L'Afrique vue de l'espace.

Pour les articles homonymes, voir Afrique (homonymie).
Ne doit pas être confondu avec Union africaine.
L'Afrique est un continent qui couvre 6 % de la surface de la Terre et 20 % de la surface des terres émergées. Sa superficie est de 30 415 873 km2 avec les îles, ce qui en fait la troisième mondiale si l'on compte l'Amérique comme un seul continent. Sa population de 1,3 milliard d'habitants classe l'Afrique deuxième continent du monde après l'Asie et représente en 2020 17,2 % de la population mondiale.
Le continent est bordé par la mer Méditerranée au nord, par le golfe de Suez, la mer Rouge et le golfe d'Aden au nord-est, par l’océan Indien et le canal du Mozambique au sud-est et par l’océan Atlantique et le golfe de Guinée à l’ouest.
L'Afrique est traversée presque en son milieu par l'équateur et présente plusieurs climats : chaud et humide au plus près de l'équateur, tropical dans les régions comprises entre l'équateur et les tropiques, chaud et aride autour des tropiques, tempéré dans les zones d'altitude. Le continent est caractérisé par le manque de précipitations régulières. En l'absence de glaciers ou de systèmes montagneux aquifères, il n'existe pas de moyen de régulation naturelle du climat à l’exception de la flore (forêts notamment) et de la proximité de la mer. Les terres arides représentent 60 % du continent, dont l'environnement est néanmoins très riche — on l'a appelé le « paradis de la biodiversité » —. Le continent abrite le second massif forestier continu de la planète : la forêt du bassin du Congo, mais qui est menacé par la surexploitation, la déforestation la fragmentation forestière et la baisse de la biodiversité, conséquences de la pression anthropique, exacerbée par le changement climatique.

En 2020, les indicateurs climatiques montraient une élévation continue des températures en Afrique, une accélération de l'élévation du niveau de la mer, et des événements météorologiques et climatiques extrêmes plus fréquents (ex : inondations, sécheresses, et leurs effets dévastateurs). Le rétrécissement rapide des derniers glaciers d'Afrique de l'Est, qui devraient fondre entièrement dans un avenir proche, signe aussi la menace d'un changement imminent et irréversible du système Terre.
Le continent est considéré comme le berceau de l'humanité, là où sont apparus les ancêtres de l'Homme, puis, il y a 200 000 ans environ, l'homme moderne qui s'est ensuite répandu sur le reste du globe. Le Sahara, le plus grand désert chaud du monde, a créé un hiatus, conduisant à des évolutions historiques distinctes entre le nord et le sud. À la période historique, la civilisation de l'Égypte antique se développe le long du Nil, l'Afrique subsaharienne voit naître ses propres civilisations dans les zones de savanes ; l'Afrique du Nord, rive sud de la Méditerranée, subit quant à elle l'influence des Phéniciens, des Grecs et des Romains. À compter de 3000 av. J.-C. l'Afrique connaît l'expansion bantoue. Il s'agit d'un mouvement de population en plusieurs phases, orienté globalement du nord, depuis le grassland du Cameroun actuel, vers le sud, jusqu'en Afrique australe, atteinte aux débuts de l'ère chrétienne. L'expansion bantoue explique la carte ethnolinguistique actuelle de la zone subsaharienne.
La religion chrétienne s'implante en l'Afrique dès le Ier siècle, essentiellement dans l'Afrique romaine du nord du continent puis en Éthiopie. Le VIIe siècle voit les débuts de l'islam en Afrique, lequel s'installe sur la côte est et dans le nord du continent jusqu'à la frange septentrionale de la zone subsaharienne. L'Afrique du Nord est, dans le même temps, arabisée. En Afrique subsaharienne, à partir du VIIIe siècle et jusqu'au XVIIe siècle, de puissants et riches empires se succèdent. Vers la fin de cette période, au XVe siècle, les Portugais, suivis par d'autres nations européennes, installent sur la côte ouest un trafic d'esclaves, la traite atlantique, qui s'ajoute à la traite intra-africaine et à la traite orientale qui sévissent déjà sur le continent.
Le XVIIIe siècle marque le début des explorations européennes, suivies par la colonisation massive du continent entre la fin du XIXe et le début du XXe siècle. La traite esclavagiste cesse au début du XXe siècle, mais l'Afrique est presque entièrement sous domination coloniale jusqu'au milieu du XXe siècle, ce qui modèle jusqu'à aujourd'hui les frontières et les économies des pays concernés.
La plupart des États obtiennent leur indépendance entre la fin des années 1950 (Tunisie, Maroc, Ghana…) et le milieu des années 1970 (Angola, Mozambique…). L'Afrique indépendante est constituée essentiellement de « démocraties imparfaites » voire de « régimes autoritaires » et les conflits y sont nombreux. Depuis l'accession à l'indépendance du Soudan du Sud en 2011, l'Afrique, comprenant Madagascar, compte 54 États souverains (non inclus la RASD et le Somaliland).
Les pays du continent présentent la croissance démographique la plus importante de la planète et une situation sanitaire qui s'améliore nettement tout en progressant moins vite que dans les autres pays en développement.
L'Afrique repose sur une organisation sociale fondée sur la famille élargie et l'appartenance ethnique ; on recense un millier d'ethnies sur le continent, lequel possède en parallèle la diversité linguistique la plus élevée du monde avec près de 2 000 langues vivantes.
L'Afrique contemporaine est dans une situation où le poids de la démographie est délicat à gérer (chômage, financement de l'éducation…) car le continent reste celui qui est le moins développé économiquement malgré une forte croissance depuis le début du XXIe siècle, laquelle a permis l'émergence d'une classe moyenne, moins féconde, aux revenus plus élevés.
Économiquement, le commerce intercontinental est soutenu depuis l'époque antique et, à l'époque des grands empires, le continent est le fournisseur d'or de l'Occident et de l'Orient. Plus tard, la colonisation entraîne une spécialisation massive des économies coloniales qui deviennent presque exclusivement extraverties, dévolues à l'exportation des matières premières, minérales et agricoles, vers les métropoles. Sachant qu'elle possède encore d'importantes réserves minières et pétrolières, cette situation perdure au XXIe siècle, avec, en corollaire, des États rentiers et des oligarchies qui captent les revenus au détriment de populations restées pauvres. Sa place dans la mondialisation économique actuelle est minime, au contraire des siècles passés. Certains pays ont cependant amorcé un tournant économique durant la période récente grâce à la diversification économique, le développement du secteur tertiaire et la « croissance inclusive ».

## Étymologie
Les Grecs de l'Antiquité appellent le continent Λιβύη / Libúē (« Libye »). Quant au terme Afrique, il dérive directement du latin Africa qui vient de afri ou afrou, nom de la déesse de la terre dans la mythologie amazigh. De l'Antiquité romaine jusqu'au Moyen Âge, le terme ne désigne que la partie de l'Afrique du Nord entourant Carthage, le sud à majorité noire étant appelé Éthiopie (du grec Αἰθιοπία / Aithiopía). Ainsi, dans le livre V de Histoire naturelle, Pline l'Ancien mentionne le fleuve Niger, qu'il nomme Nigris, comme délimitation : « le fleuve Nigris sépare l'Afrique de l'Éthiopie » et mentionne également les « nations éthiopiennes » qui vivent à ses abords.
L'étymologie d'Africa a fait l'objet de nombreuses hypothèses :
Les étymologies antérieures au XXe siècle ne sont plus aujourd'hui que des curiosités historiques : Isidore de Séville tirait ce nom du latin aprica (« ensoleillée »), Léon l'Africain invoquait un mot grec fictif a-phrike (« sans froid »).
Selon Michèle Fruyt, le terme Africa est apparu dans les langues européennes par l'intermédiaire des Romains qui désignaient ainsi la partie nord du continent car, en Campanie, africus qualifiait le vent pluvieux provenant de la région de Carthage.
Selon l'hypothèse de Daniel Don Nanjira, le mot latin Africa pourrait provenir soit du nom Afridi, une tribu berbère qui vivait en Afrique du Nord près de Carthage, soit du terme phénicien Afar signifiant « poussière ».
D'après d'autres chercheurs, le mot Afrique provient de la tribu des Banou Ifren (tribu Amazigh),,,, dont l'ancêtre est Ifren, appelée aussi Iforen, Ifuraces ou Afer (terme signifiant également « grotte » ou « caverne » en langue berbère selon Ibn Khaldoun). Ifri, la forme au singulier du mot Ifren, désigne également une divinité amazigh,,.
D'autres encore désignent les Banou Ifren comme étant les habitants de l'ancienne ifrīqīyā إفريقيا qui désignait jadis en arabe l'actuelle Tunisie et que le nom d'Afrique découle de la nomination de la tribu des Banou Ifren,. De plus, les Banou Ifren seraient les Ifuraces, tribu qui rassemble les Afar. Les Ifuraces habitaient l'ancienne Tripolitaine et sont des Zénètes berbères, que Corripus a désigné dans son livre par Ifuraces.

## Géographie

### Géographie physique

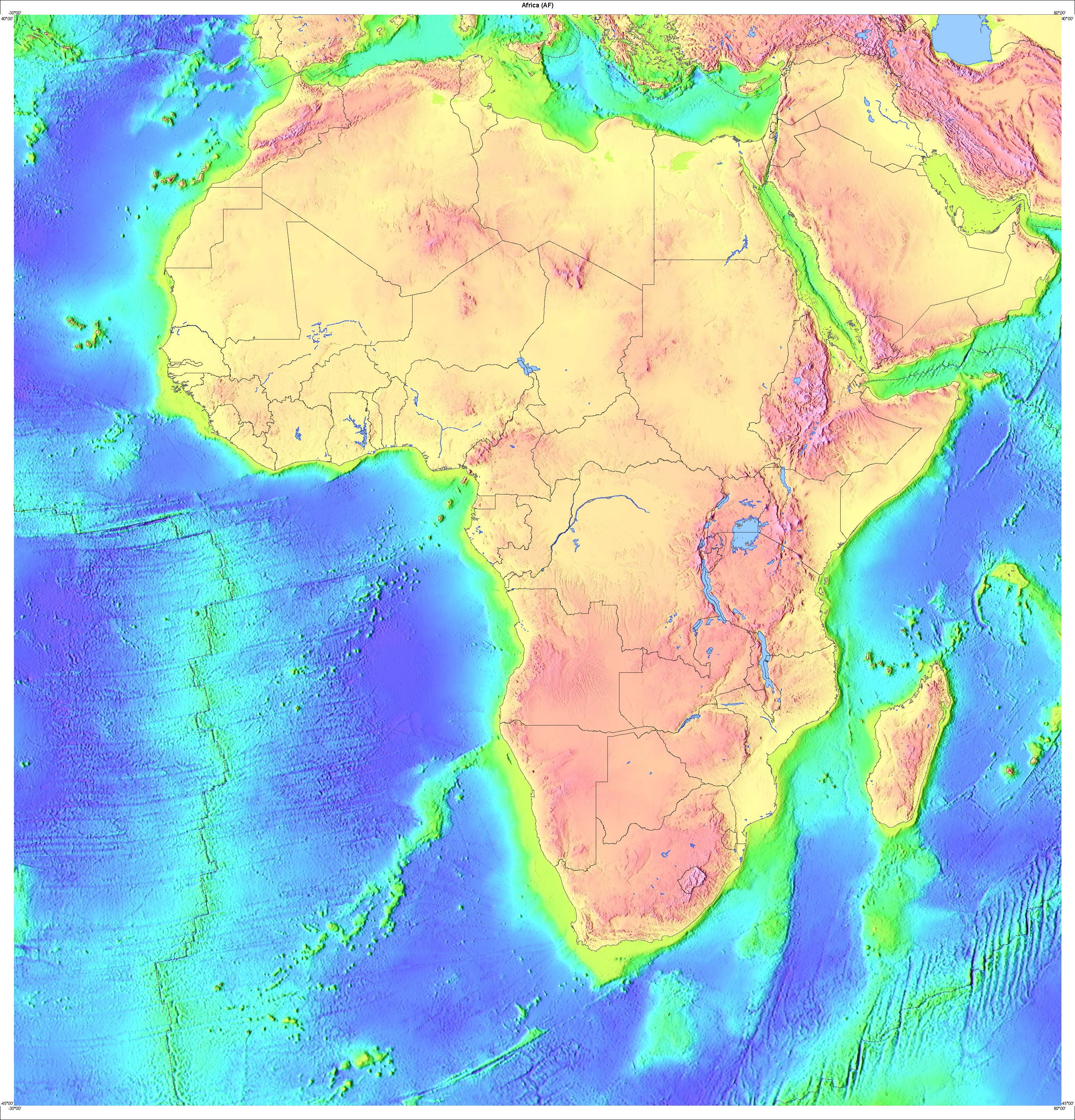
Reliefs de l'Afrique.

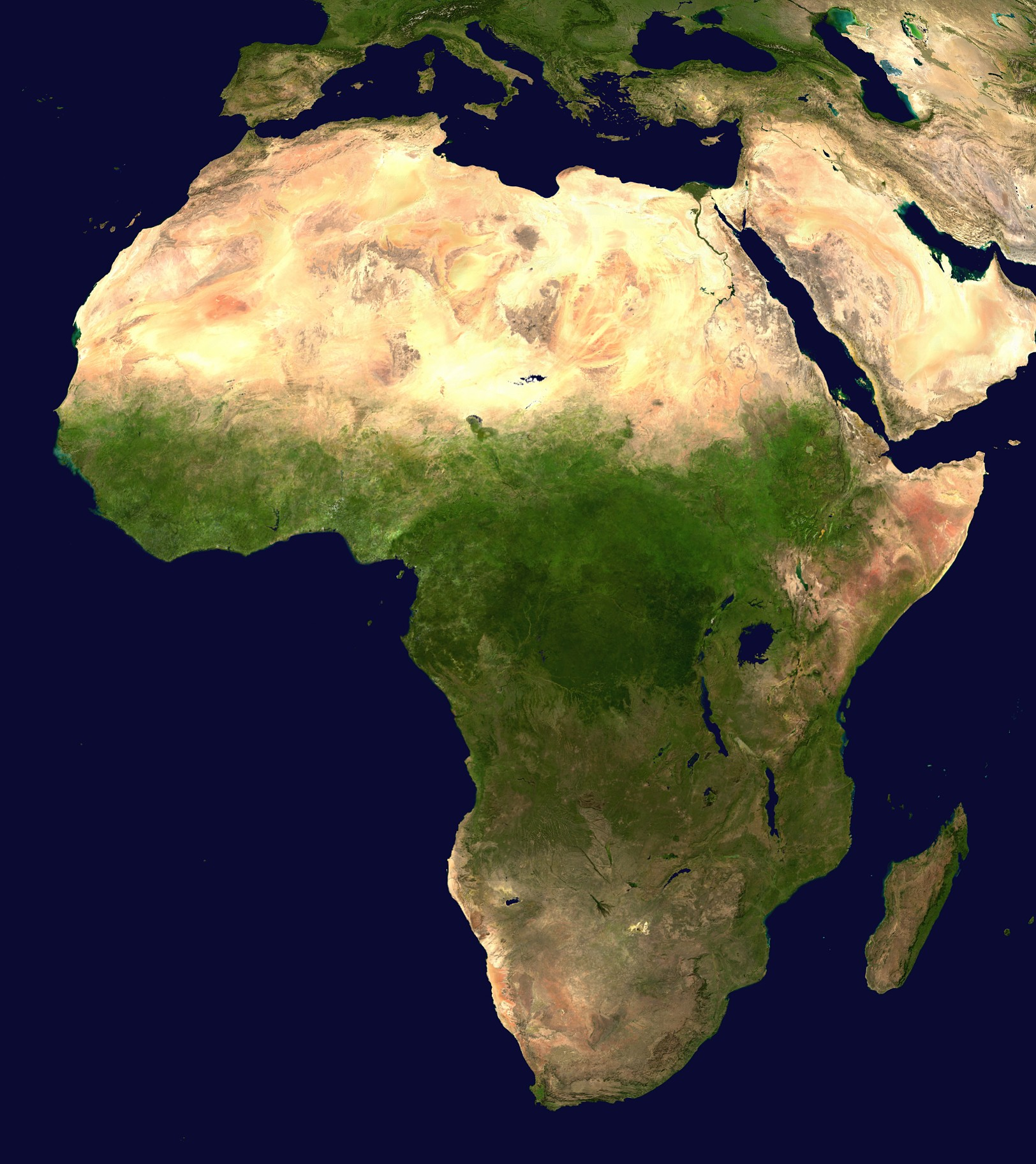
Photographie satellite de l'Afrique.

Avec une surface émergée de 30 millions de km2, l’Afrique est le troisième continent par sa superficie ; cela représente 6 % de la surface terrestre et 20 % de la surface des terres émergées. Séparée de l'Europe par la mer Méditerranée, l'Afrique est rattachée à l'Asie à son extrémité nord-est par l'isthme de Suez (traversé par le canal de Suez) sur 163 km. De son extrémité nord, le cap Angela (37° 20′ 50″ N) en Tunisie, à son extrémité sud, le cap des Aiguilles (34° 51′ 15″ S) en Afrique du Sud, le continent s'étend sur environ 8 060 km. De son extrémité ouest, le cap Vert (17° 33′ 22″ <abbr class="abbr " title="West (ouest)" >W), à son extrémité est, le Ras Hafun (51° 27′ 52″ E) en Somalie, il s'étend sur 7 420 km environ.
Ses côtes, peu découpées, sont longues de 26 000 km. L'absence de profondes entailles de sa rive est remarquable ; en effet, par comparaison, l'Europe, qui s'étend sur 10,4 millions de km2, soit environ un tiers de la surface de l'Afrique, présente un littoral de 32 000 km, plus long de 6 000 km.
Le Sahara, le plus grand désert d'Afrique et le plus grand désert chaud du monde, couvre à lui seul une superficie de près de 8,6 millions de km2. Le Sahel, bande continue de savanes tropicales semi-arides située juste au sud du Sahara, couvre près de 2,7 millions de km2. Ainsi les régions hyper-arides, arides et semi-arides du Sahara et du Sahel couvrent à elles seules environ un tiers de la superficie totale du continent africain.

### Climats

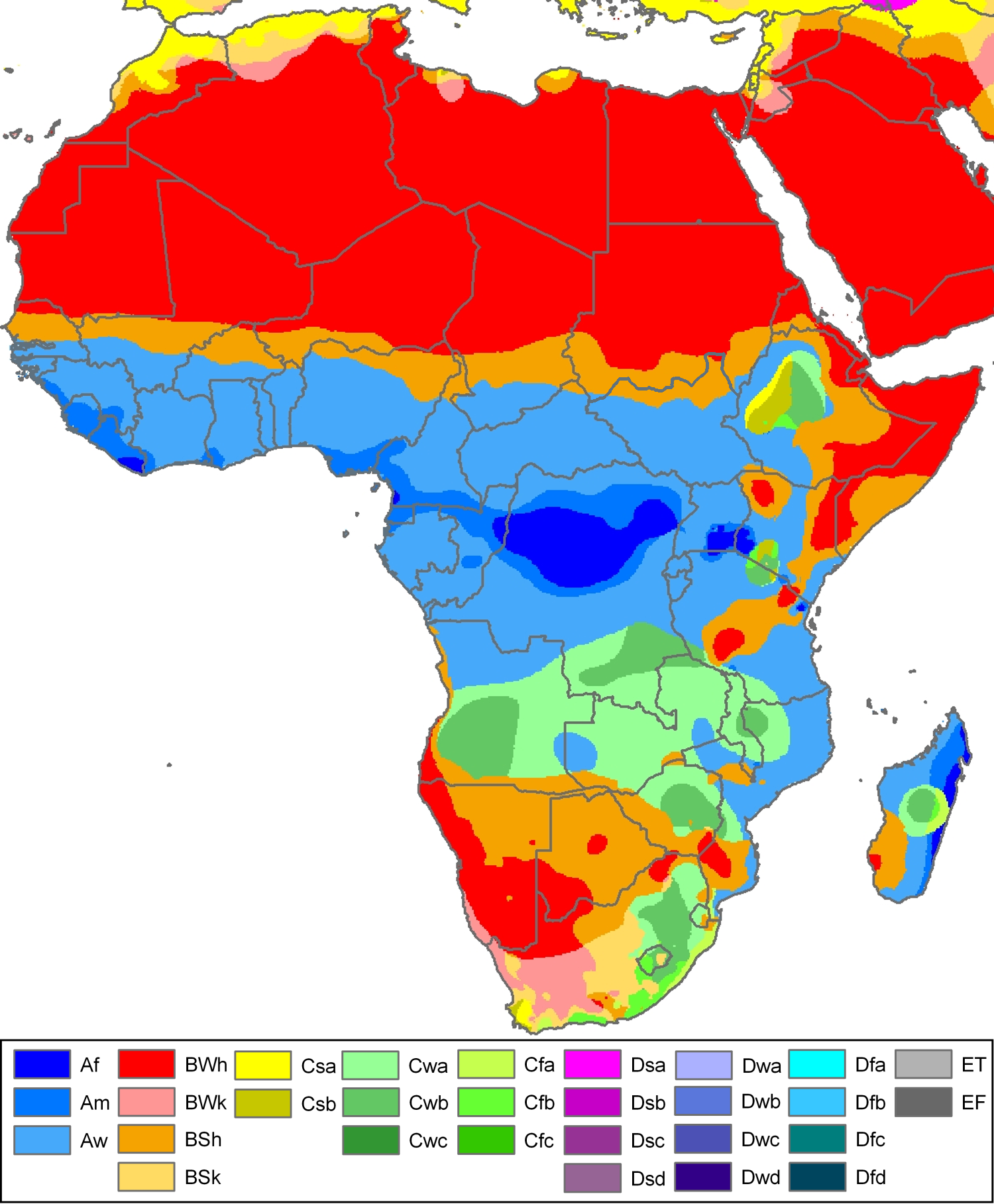
Climats en Afrique.

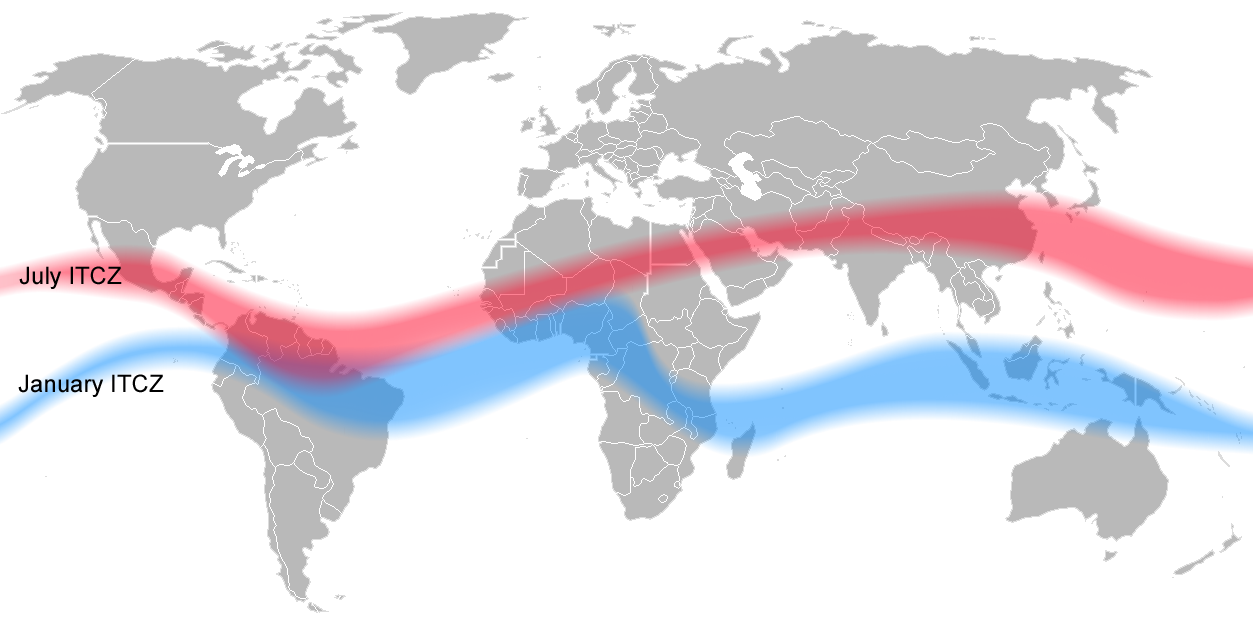
Position de la ZCIT en janvier (en bleu) et en juillet (en rouge).

Traversée presque en son milieu par l'équateur et comprise pour une majeure partie entre les deux tropiques, l'Afrique est un continent chaud, avec une température moyenne supérieure à 21 °C neuf mois sur douze ; l'intensité du rayonnement solaire y est constamment forte. Les climats et la végétation qui leur correspond se définissent en fonction des variations pluviométriques plutôt que thermiques.
La pluviométrie est essentiellement dépendante des mouvements atmosphériques se produisant dans la zone de convergence intertropicale (ZCIT). Il s’agit, dans une zone comprise entre les tropiques et l'équateur, du mouvement ascendant d'un air humide apporté par les alizés. La montée en altitude rafraîchit l’air et l’humidité est relâchée sous forme de précipitations à hauteur de l'équateur, ce qui détermine des climats humides, climat équatorial au plus près de l'équateur et climat tropical de part et d'autre. L'air asséché converge ensuite vers les tropiques nord et sud, ce qui crée un climat aride à ces endroits, aux alentours des 20e parallèles nord et sud. Cela correspond au Sahara au nord, et au Kalahari au sud. Les déserts et les plaines arides prévalent également dans la corne de l'Afrique.
L'allongement de la saison sèche, quand on s'éloigne de l'équateur, caractérise le passage du climat équatorial accompagné de forêt dense au climat tropical, qui s'accompagne de forêts claires, puis de savanes lorsque la saison sèche est intense. Lorsque la saison sèche est largement dominante, la savane prend un caractère semi-aride avec, néanmoins, une saison des pluies intense mais très courte. C'est le cas du Sahel, notamment, où la savane domine. Ensuite, les déserts apparaissent près des tropiques.
Enfin, le climat méditerranéen caractérise les côtes de l'Afrique du Nord et la pointe sud de l'Afrique du Sud.
Les saisons, alternance entre les saisons sèches et humides, sont liées aux oscillations annuelles de la ZCIT. Ces oscillations sont un phénomène majeur pour le continent car il est dépourvu de chaînes montagneuses assez haute et longue pour influencer le climat à grande échelle. Comme la majeure partie du continent est sous l'influence de la ZCIT, il est extrêmement sensible aux perturbations de celle-ci, notamment en Afrique de l'Ouest, même lorsque ces perturbations sont faibles. Ainsi, d'une année à l'autre, la saison des pluies peut varier en durée jusqu'à 30 %.
Les amplitudes thermiques annuelles et journalières sont faibles en climat humide équatorial et tropical ; elles s'accentuent lorsqu'on s'éloigne de l'équateur et diminuent à proximité des côtes ; « au cœur du Sahara, les variations de température [atmosphérique] entre le jour et la nuit atteignent 20 degrés » (et bien plus au sol où la température peut localement dépasser 70 °C plusieurs jours par an, sans toutefois atteindre les records mondiaux, enregistrés dans le désert de Lut ou au Mexique ; l'Afrique détient cependant le record d'étendue désertique chaudes, en surface absolue).
Le record officiel de température atmosphérique est de 55 °C mesuré le 7 juillet 1931 à Kébili, Tunisie,.
D'après une étude scientifique réalisée par plusieurs universités européennes, un Africain citadin sur trois pourrait être soumis chaque jour à des températures avoisinant les 41 °C en 2090.

### Environnement

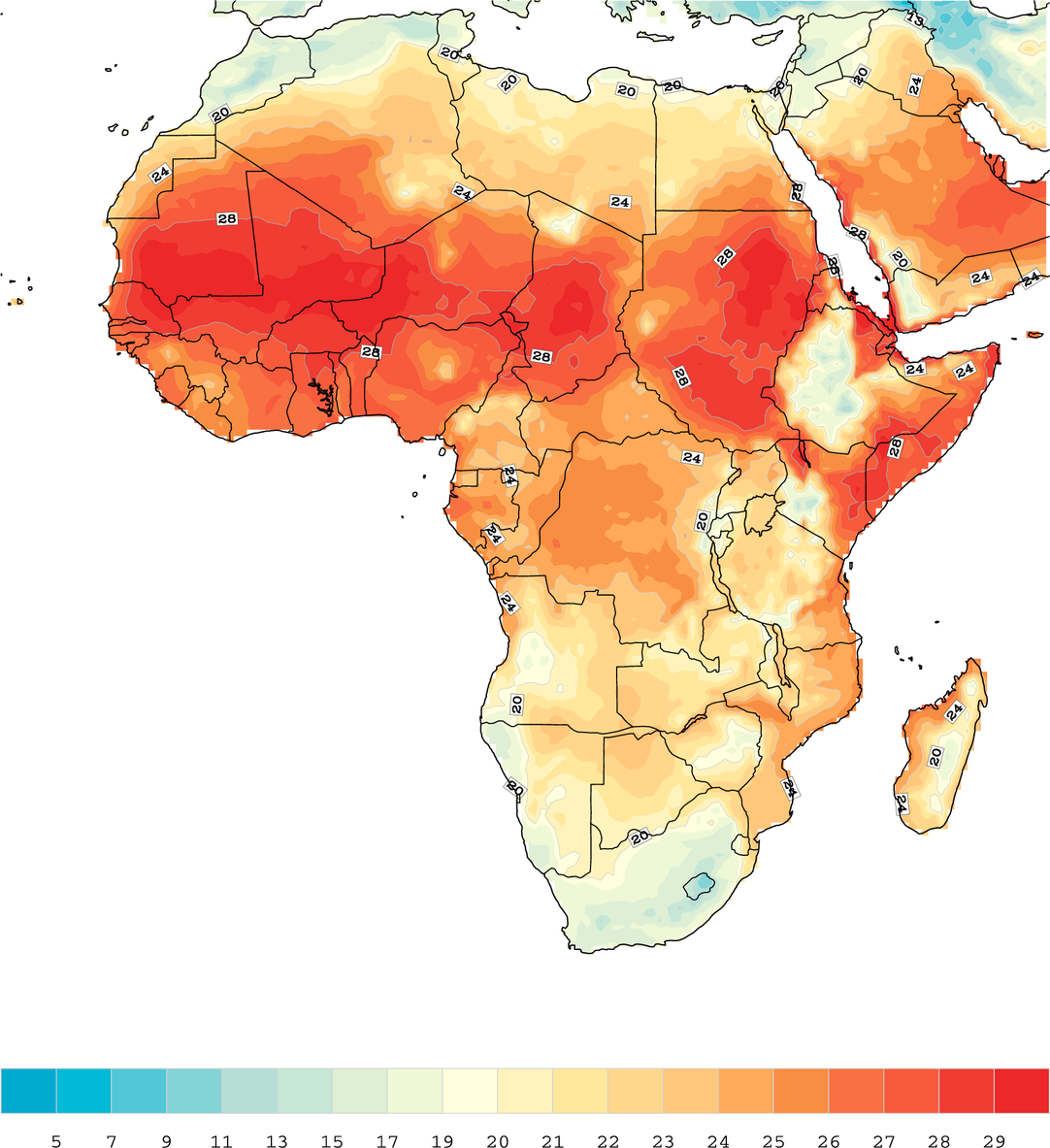
Températures en Afrique 1971-2000.

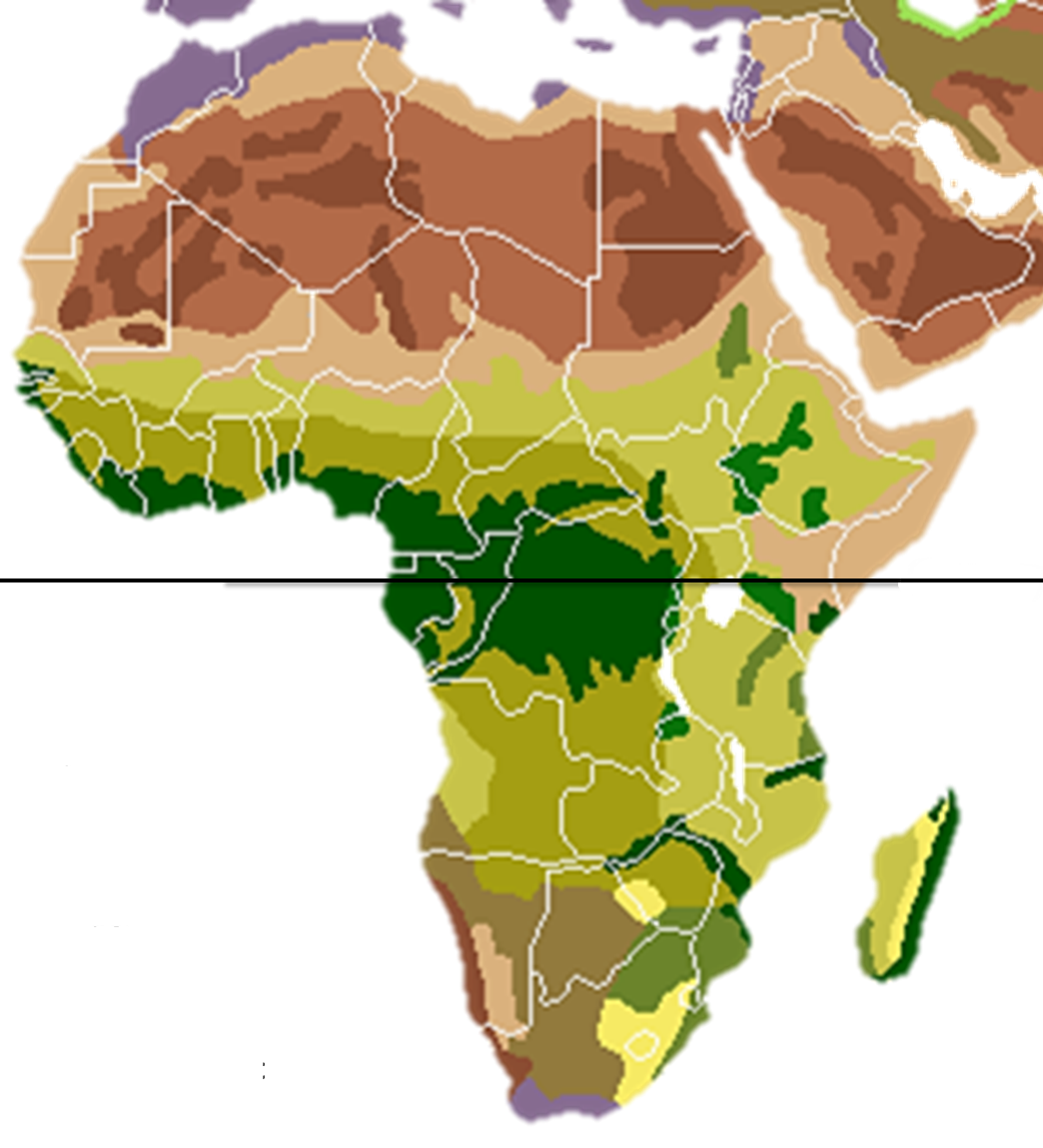
Biomes africains.
Prairies
Forêts sempervirentes subtropicales
Forêts sempervirentes méditerranéennes
Forêts de mousson
Déserts arides
Déserts et broussailles xérophytes
Savane aride
Déserts semi-arides
Savanes
Savanes et forêts claires
Forêts décidues sèches tropicales et subtropicales
Forêts décidues humides tropicales et subtropicales

L'Afrique est une mosaïque de climats et de biomes ; deux de ses principales caractéristiques sont, d'une part, qu'il s’agit du continent le plus chaud et le plus sec de la planète, et, d'autre part, d'un des endroits au monde les plus sensibles à la variabilité climatique.
Les terres arides représentent plus de 60 % de la surface du continent ; il est donc particulièrement sensible à la pluviométrie et à ses variations qui conditionnent fortement le niveau de production agricole et la biodiversité. En effet, quoique l'eau souterraine soit abondante,, la difficulté à l'exploiter fait que l'Afrique est et restera encore longtemps dépendante de l'eau pluviale, et de l'eau de surface dont l'exploitation est peu rationalisée : 20 % seulement du potentiel d'irrigation du Sahel est exploité. La prévalence de l'onchocercose (cécité des rivières) explique sans doute l'absence d'une tradition d'irrigation (à la notable exception du Nil) sur le continent, malgré la présence de fleuves parmi les plus puissants du monde.
La problématique de l’eau conditionne largement les conditions du développement humain. Le stress hydrique, défini par l'ONU comme « une insuffisance d’eau de qualité satisfaisante, pour pouvoir répondre aux besoins humains et environnementaux » concerne, par ses conséquences en matière de sécurité alimentaire et de santé, jusqu'à 300 millions de personnes.
Des conflits, parfois armés, tels celui du Darfour en 2003, sont causés au moins partiellement par l'accès à l'eau ou, plus largement, aux changements climatiques,,,.
Même lorsque l'eau n'est pas rare au sens strict, comme en Afrique de l'Ouest, laquelle, globalement, dépasse le volume de 1 700 m3 d'eau disponible par habitant et par an, seuil retenu pour caractériser le stress hydrique, le contexte de la disponibilité de l'eau rend la région « soudano-sahélienne […] tributaire d’une forte variabilité des précipitations, tant au plan spatial que temporel ». Ce n'est pas l’abondance de la ressource qui est en cause, mais sa variabilité et, par conséquent, la possibilité de l'utiliser au bon endroit et au bon moment.
Autre caractéristique, l'Afrique abrite le second plus grand massif forestier continu du monde : celui du bassin du Congo. Pour l'ensemble du continent, le couvert arboré représente 21,8 % de sa surface quoi qu’avec une répartition très inégale, de zéro pour les déserts à 85 % pour le pays ayant le couvert forestier le plus important,. Mais la déforestation est considérée comme la plus grave menace environnementale car les forêts régressent ; le continent a perdu plus de 10 % de ses forêts intactes (paysage « naturel » considéré comme à la fois non artificiellement morcelé et non dégradé) entre 2000 et 2013 et il a perdu 3,4 millions d’hectares de couvert boisé par an entre 2000 et 2010 même si l'attrition s'est ralentie (la perte était de 4,1 millions d'hectares par an dans les années 1990). La pression démographique, l’extension des villes et l'agriculture itinérante, dont la culture sur brûlis, participent largement à la régression des milieux naturels. La déforestation a, elle aussi, une influence limitative sur le développement humain puisqu'elle est une des principales causes de dégradation des terres. Celle-ci va jusqu'à la désertification, sachant que 63 % de la population d'Afrique subsaharienne et 40 % de celle d'Afrique du Nord est rurale et que 90 % des Africains dépendent du bois et de la biomasse pour leurs besoins énergétiques. Cette utilisation massive de combustibles solides est, de plus, une cause notable de morbidité du fait de la pollution de l'air à l'intérieur des habitations qu'elle entraîne.
Un autre aspect environnemental du continent est celui de sa biodiversité, très importante (le PNUE qualifie le continent de « paradis de la biodiversité ») mais menacée. Huit des trente-quatre points chauds de biodiversité, zones possédant une grande richesse de biodiversité particulièrement menacée par l'activité humaine, sont situés en Afrique,. Trente-quatre pays (sur cinquante-quatre) voient leur biodiversité régresser. Essayant de limiter le phénomène, les pays africains ont créé 1 200 aires protégées, recouvrant 2,5 millions de km2 (250 millions d'hectares).
L'ensemble se conjugue pour dessiner une situation où le continent, soumis à la « variabilité et aux extrêmes climatiques » est l'un des plus fragiles et des plus en danger. Le « changement climatique va progressivement menacer la croissance économique de l'Afrique et la sécurité des populations » car « le climat de l'Afrique est déjà en train de changer et les impacts se font déjà sentir », aggravant les causes environnementales de l'insécurité alimentaire qui touche déjà le continent.

#### Gestion des déchets
Malgré la convention de Bamako, l'Afrique reçoit des déchets occidentaux mais produit également plus de 175 millions de tonnes produites par an depuis 2016. Les déchets subsahariens avoisineront les 500 millions en 2050. Si les États africains travaillent à construire leurs propres systèmes de gestion et traitement des déchets, le chemin est encore long avant de voir émerger des filières de traitement performantes.
À Bamako, les riverains abandonnent leurs déchets en pleine rue avant de les brûler. Impuissants, ils subissent les conséquences : détritus, fumées, odeurs nauséabondes, ainsi que des rats, cafards et mouches.

#### Sommet africain sur le climat
Du 4 au 6 septembre 2023, s'est tenu au Kenya le premier sommet africain sur le climat. Il a réuni 54 pays africains, dont 20 000 membres de délégations du monde entier. Ce premier sommet africain a abouti à l'adoption par les dirigeants africains de la « déclaration de Nairobi », où ils demandent à la communauté internationale de les aider à financer des projets d'énergies renouvelables, dans le but d'accéder leur transition énergétique,,,.

### Géographie politique
Le plus grand pays d'Afrique par sa superficie, le dixième mondial, est l'Algérie tandis que l'archipel des Seychelles, au large de la côte est de l'Afrique, est le plus petit et le moins peuplé (env. 91 000 hab.). Le plus petit État continental est la Gambie. Le plus peuplé est le Nigeria (184 millions d'habitants en 2015), au septième rang mondial.

#### États et dépendances en Afrique contemporaine

Régions d'Afrique selon l'ONU :
Afrique du Nord
Afrique de l'Ouest
Afrique centrale
Afrique de l'Est
Afrique australe

En 1914, du fait de l'essor des empires coloniaux, le « continent noir » ne comptait plus que deux États souverains, l’Abyssinie (ou Éthiopie) et le Liberia. Depuis la Seconde Guerre mondiale, le nombre d'États africains indépendants n'a cessé d'augmenter, passant de 4 en 1945 à 27 en 1960, pour atteindre 53 en 1993 et 54 en 2011, (non inclus le Sahraouie et le Somaliland).
Les frontières des États africains sont en grande partie issues de la colonisation. Quant au regroupement des différents pays en sous-régions, il est plus utilisé dans un souci pratique qu'en référence à une réalité historique.
On distingue généralement :
- l’Afrique du Nord, limitée au sud par le Sahara, habitée par des populations à majorité arabe et berbère ;
- l'Afrique subsaharienne, elle-même subdivisée en quatre sous-régions :
  - l’Afrique de l'Ouest,
  - l’Afrique de l'Est,
  - l’Afrique centrale ;
  - l'Afrique australe constituée de l'ensemble des territoires situés au sud de la forêt équatoriale.

##### Liste des États africains et des dépendances européennes

Les drapeaux des États d'Afrique.

| Noms des pays et des territoires, avec drapeau | Superficie (km2) | Population (chiffres relevés en 2016 sur le CIA World factbook) | Densité de population (par km2) | Capitale     |
| ---------------------------------------------- | ---------------- | --------------------------------------------------------------- | ------------------------------- | ------------ |
| Burundi                                        | 27 830           | 10 742 276                                                      | 386                             | Gitega       |
| Comores                                        | 2 236            | 780 971                                                         | 359,9                           | Moroni       |
| Djibouti                                       | 23 000           | 828 324                                                         | 36                              | Djibouti     |
| Érythrée                                       | 121 320          | 6 527 689                                                       | 53,8                            | Asmara       |
| Éthiopie                                       | 1 127 127        | 99 465 819                                                      | 88,2                            | Addis-Abeba  |
| Kenya                                          | 582 650          | 45 925 301                                                      | 78,8                            | Nairobi      |
| Madagascar                                     | 587 040          | 23 812 681                                                      | 40,5                            | Antananarivo |
| Malawi                                         | 118 480          | 17 964 697                                                      | 151,6                           | Lilongwe     |
| Maurice                                        | 2 040            | 1 339 827                                                       | 656,8                           | Port Louis   |
| Mozambique                                     | 801 590          | 25 303 113                                                      | 31,5                            | Maputo       |
| Ouganda                                        | 236 040          | 37 101 745                                                      | 157,2                           | Kampala      |
| Rwanda                                         | 26 338           | 12 661 733                                                      | 480,7                           | Kigali       |
| Seychelles                                     | 455              | 92 430                                                          | 203,1                           | Victoria     |
| Somalie                                        | 637 657          | 10 616 380                                                      | 16,6                            | Mogadiscio   |
| Somaliland de facto (est. 2008)                | 137 600          | 3 500 000                                                       | 25                              | Hargeisa     |
| Soudan du Sud                                  | 619 745          | 12 042 910                                                      | 19,4                            | Djouba       |
| Tanzanie                                       | 945 087          | 51 045 882                                                      | 54                              | Dodoma       |
| Zambie                                         | 752 614          | 15 066 266                                                      | 20                              | Lusaka       |
| Zimbabwe                                       | 390 580          | 14 229 541                                                      | 36,4                            | Harare       |

| Noms des pays et des territoires, avec drapeau | Superficie (km2) | Population (chiffres relevés en 2016 sur le CIA World factbook) | Densité de population (par km2) | Capitale    |
| ---------------------------------------------- | ---------------- | --------------------------------------------------------------- | ------------------------------- | ----------- |
| Angola                                         | 1 246 700        | 19 625 353                                                      | 15,74                           | Luanda      |
| Cameroun                                       | 475 440          | 23 739 218                                                      | 49,9                            | Yaoundé     |
| Gabon                                          | 267 667          | 1 705 336                                                       | 6,3                             | Libreville  |
| Guinée équatoriale                             | 28 051           | 740 743                                                         | 26,4                            | Malabo      |
| République centrafricaine                      | 622 984          | 5 391 539                                                       | 8,7                             | Bangui      |
| République démocratique du Congo               | 2 345 410        | 79 375 136                                                      | 33,8                            | Kinshasa    |
| République du Congo                            | 342 000          | 4 755 097                                                       | 13,9                            | Brazzaville |
| Sao Tomé-et-Principe                           | 1 001            | 194 006                                                         | 193,8                           | São Tomé    |
| Tchad                                          | 1 284 000        | 11 631 456                                                      | 9                               | N'Djaména   |

| Noms des pays et des territoires, avec drapeau | Superficie (km2) | Population (chiffres relevés en 2016 sur le CIA World factbook) | Densité de population (par km2) | Capitale               |
| ---------------------------------------------- | ---------------- | --------------------------------------------------------------- | ------------------------------- | ---------------------- |
| Algérie                                        | 2 381 741        | 39 542 166                                                      | 16,6                            | Alger                  |
| Égypte                                         | 1 001 450        | 88 487 396                                                      | 88,3                            | Le Caire               |
| Libye                                          | 1 759 540        | 6 411 776                                                       | 3,6                             | Tripoli                |
| Maroc                                          | 446 550          | 33 322 699                                                      | 74,6                            | Rabat                  |
| Sahara occidental                              | 266 000          | 570 866                                                         | 2,1                             | Laâyoune et Bir Lahlou |
| Soudan                                         | 1 886 068        | 36 108 853                                                      | 19,4                            | Khartoum               |
| Tunisie                                        | 163 610          | 11 037 225                                                      | 67,4                            | Tunis                  |

| Noms des pays et des territoires, avec drapeau | Superficie (km2) | Population (chiffres relevés en 2016 sur le CIA World factbook) | Densité de population (par km2) | Capitale |
| ---------------------------------------------- | ---------------- | --------------------------------------------------------------- | ------------------------------- | -------- |
| Afrique du Sud                                 | 1 219 912        | 53 675 563                                                      | 44                              | Pretoria |
| Botswana                                       | 600 370          | 2 182 719                                                       | 3,6                             | Gaborone |
| Eswatini                                       | 17 363           | 1 435 613                                                       | 82,7                            | Mbabane  |
| Lesotho                                        | 30 355           | 1 947 701                                                       | 64,1                            | Maseru   |
| Namibie                                        | 825 418          | 2 212 307                                                       | 2,7                             | Windhoek |

| Noms des pays et des territoires, avec drapeau | Superficie (km2) | Population (chiffres relevés en 2016 sur le CIA World factbook) | Densité de population (par km2) | Capitale     |
| ---------------------------------------------- | ---------------- | --------------------------------------------------------------- | ------------------------------- | ------------ |
| Bénin                                          | 112 620          | 10 448 647                                                      | 92,7                            | Porto-Novo   |
| Burkina Faso                                   | 274 200          | 18 931 686                                                      | 69                              | Ouagadougou  |
| Cap-Vert                                       | 4 033            | 545 993                                                         | 135,4                           | Praia        |
| Côte d'Ivoire                                  | 322 460          | 23 295 302                                                      | 72,2                            | Yamoussoukro |
| Gambie                                         | 11 300           | 1 967 709                                                       | 174,1                           | Banjul       |
| Ghana                                          | 239 460          | 26 327 649                                                      | 109,9                           | Accra        |
| Guinée                                         | 245 857          | 11 780 162                                                      | 47,9                            | Conakry      |
| Guinée-Bissau                                  | 36 120           | 1 726 170                                                       | 47,8                            | Bissau       |
| Liberia                                        | 111 370          | 4 195 666                                                       | 37,7                            | Monrovia     |
| Mali                                           | 1 240 000        | 16 955 536                                                      | 13,7                            | Bamako       |
| Mauritanie                                     | 1 030 700        | 3 596 702                                                       | 3,5                             | Nouakchott   |
| Niger                                          | 1 267 000        | 18 045 729                                                      | 14,2                            | Niamey       |
| Nigeria                                        | 923 768          | 181 562 056                                                     | 196,5                           | Abuja        |
| Sénégal                                        | 196 190          | 13 975 834                                                      | 71,2                            | Dakar        |
| Sierra Leone                                   | 71 740           | 5 879 098                                                       | 82                              | Freetown     |
| Togo                                           | 56 785           | 7 552 318                                                       | 133                             | Lomé         |

| Noms des pays et des territoires, avec drapeau             | Superficie (km2) | Population | Densité de population (par km2) | Capitale                                           |
| ---------------------------------------------------------- | ---------------- | ---------- | ------------------------------- | -------------------------------------------------- |
| Îles Canaries (Espagne)                                    | 7 492            | 2 118 520  | 282,8                           | Las Palmas de Gran Canaria, Santa Cruz de Tenerife |
| Ceuta (Espagne)                                            | 20               | 80 570     | 4 028                           | Ceuta                                              |
| Îles Éparses de l'océan Indien (France)                    | 44               | 0          | 0                               | Saint-Denis                                        |
| Madère (Portugal)                                          | 797              | 247 400    | 310,4                           | Funchal                                            |
| Mayotte (France)                                           | 376              | 212 645    | 566                             | Mamoudzou                                          |
| Melilla (Espagne)                                          | 12               | 73 460     | 6 121, 7                        | Melilla                                            |
| La Réunion (France)                                        | 2 512            | 843 617    | 336                             | Saint-Denis                                        |
| Sainte-Hélène, Ascension et Tristan da Cunha (Royaume-Uni) | 410              | 7 670      | 18,7                            | Jamestown                                          |
| Territoire britannique de l'océan Indien (Royaume-Uni)     | 60               | 4 000      | 67                              | —                                                  |

#### États, frontières, économie et conflits
Les États africains s'inscrivent dans des frontières largement issues de la colonisation, avalisées et sanctuarisées par l'OUA en 1963.
Elles sont souvent qualifiées d'artificielles et, du fait, considérées comme causes de conflits, d'incohérentes car délimitant des espaces politiques structurellement déficients du point de vue économique, et d'illégitimes car ne correspondant pas à des réalités ethniques ou historiques antérieures, sachant qu'en outre, « la notion de frontière dûment bornée [est] culturellement étrangère [à l'Afrique subsaharienne] », notamment dans les sociétés à « pouvoir diffus » qui présentent un mode d'organisation sociale où le gouvernement n'est pas centralisé mais partagé, où la terre n'est pas un bien que l'on possède et pour lesquelles l'État-nation à l'occidentale est un concept importé.
Certains font cependant remarquer que ces frontières ne sont pas entièrement artificielles, la frontière Niger-Nigeria suivant, par exemple, à peu près les contours d'un califat antérieur.
La malédiction économique des frontières est, elle aussi, relativisée : « l'affirmation du caractère pénalisant des frontières africaines fait partie d'une des nombreuses idées reçues. » L'appartenance ethnique et les langues véhiculaires partagées sur des territoires qui ne coïncident pas avec les délimitations de jure, causent une intense circulation interne, notamment des commerces transfrontaliers opérés par les membres d'une même ethnie et qui profitent aux États formels grâce aux recettes douanières qui peuvent représenter jusqu'à 30 voire 70 % du budget de certains États,. Le manque d'infrastructure conduit cependant à des « temps d'attente à la frontière » et donc à des coûts de transaction élevés. En définitive, les frontières africaines sont poreuses, faciles à franchir, de manière légale ou illégale, et constituent des opportunités pour les opérateurs économiques.
Quant aux conflits ethniques, ils sont largement indépendants des frontières, restant tantôt internes à un pays, tantôt transfrontaliers au gré des configurations locales.
Entre 1963 et 2022, la Cour internationale de justice a statué sur huit conflits frontaliers en Afrique, tels que la bande d’Aozou au Tchad en 1994 et la péninsule de Bakassi au Cameroun en 2002 alors que d'autres dossiers s'accumulent comme la question de la souveraineté de l'île de Mbanié déposée en 2021.
Dans les années 2010 et 2020, des conflits frontaliers voient le jour pour le contrôle de ressources naturelles comme entre le Kenya et la Somalie à propos des ressources en poissons ou entre la Guinée équatoriale et le Gabon à propos des hydrocarbures ainsi que des conflits sécessionnistes comme celui concernant le Soudan du Sud,. En 2022, de larges territoires n'ont toujours pas de statut définit comme le Triangle d'Ilemi, le Triangle de Halayeb et le Sahara occidental. Les anciennes puissances coloniales sont parfois encore en prise avec leurs anciennes colonies. C'est le cas de l'Espagne et du Maroc à propos des villes de Melilla et Ceuta, de la France et de Madagascar à propos des îles Éparses ainsi que du Royaume-Uni et de Maurice à propos de l'archipel des Chagos.
En 2021, en Afrique du Nord et de l'Ouest, 60 % des victimes d'évènements violents se trouvent à moins de 100 km d'une frontière, notamment en raison de la présence de groupes armés transnationaux, tels que les djihadistes. Plus on s'éloigne de ces zones, plus les morts baissent.

## Histoire

### Préhistoire et protohistoire

#### Naissance de l'espèce humaine

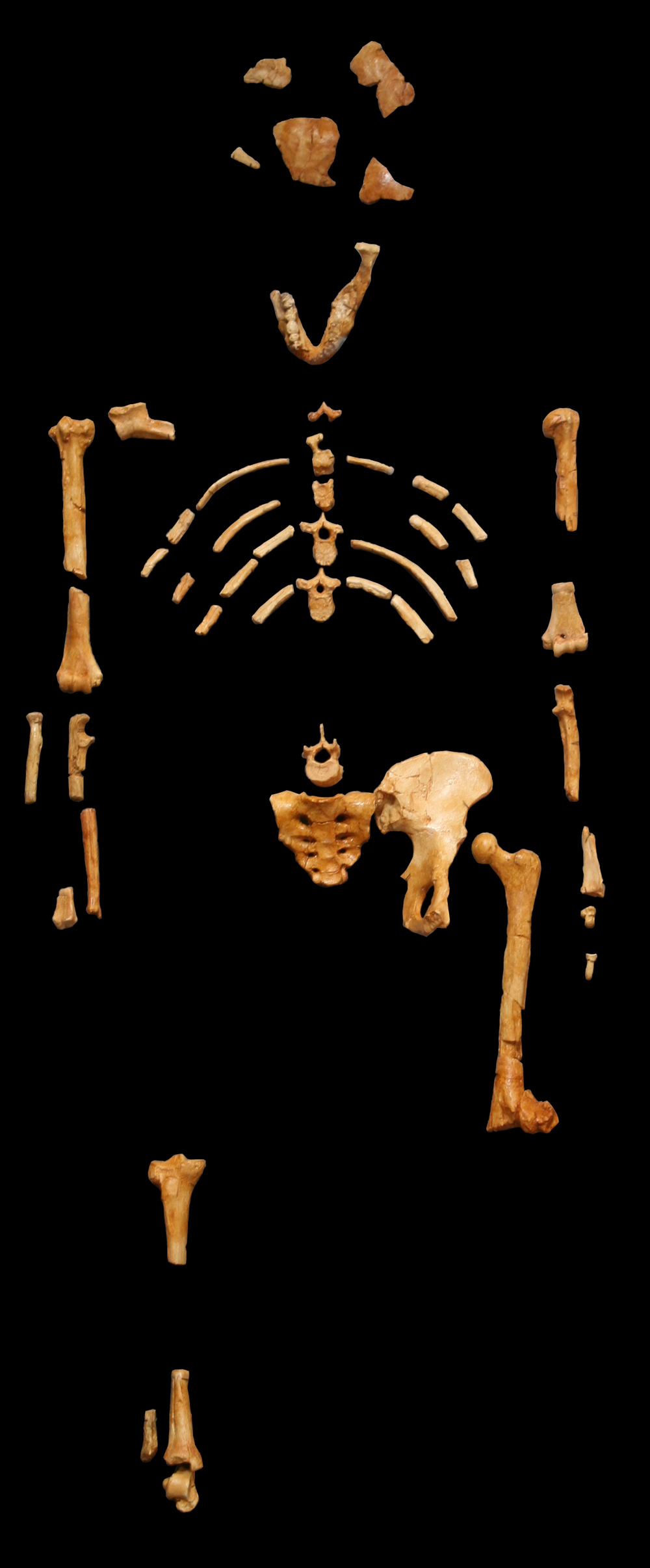
Lucy, squelette d'Australopithecus afarensis, découvert le 24 novembre 1974 dans la vallée de l'Awash, dans la dépression de l'Afar en Éthiopie.

L'Afrique est considérée comme le berceau de l'humanité, où sont apparus la lignée humaine puis la seule de ses espèces qui survive aujourd'hui : l'être humain moderne, Homo sapiens. Dans le courant du XXe siècle, les paléoanthropologues découvrent un grand nombre de fossiles et de preuves d'une occupation par des hominidés précurseurs de l'être humain, datés, par datation radiométrique, de 7 millions d'années avant le présent pour l'espèce Sahelanthropus tchadensis (fossile Toumaï),, de 6 millions d'années pour Orrorin tugenensis, de 4 millions d'années pour le fossile Ardi de l'espèce Ardipithecus ramidus, de 3,9 à 3,0 millions d'années pour l'Australopithecus afarensis, de 2,3 à 1,4 millions d'années avant le présent pour Paranthropus boisei et d'environ 1,9 million à 600 000 ans avant le présent en ce qui concerne Homo ergaster.
Après l'évolution d'Homo sapiens, il y a environ 200 à 100 000 ans, le continent est principalement peuplé par des groupes de chasseurs-cueilleurs,,. Selon la théorie de l'« origine africaine de l'Homme moderne » (Out of Africa), ces premiers humains modernes quittent l'Afrique et peuplent le reste du monde entre 80 et 50 000 ans avant notre époque. Ils auraient quitté le continent en traversant la mer Rouge via le Bab-el-Mandeb,, le détroit de Gibraltar, et l'isthme de Suez.
D'autres migrations de ces humains modernes, à l'intérieur du continent, datent des mêmes époques, avec des traces de peuplement humain précoce en Afrique australe, Afrique du Nord et au Sahara.

#### Hiatus géographique
La taille du Sahara a considérablement varié au fil du temps, essentiellement du fait des conditions climatiques. À la fin de la glaciation qui a lieu aux alentours de 8500 av. J.-C., le Sahara était redevenu un territoire vert et fertile. On trouve, dans le Tassili n'Ajjer, des peintures rupestres, datant d'environ 8000 av. J.-C., représentant un Sahara fertile et largement peuplé. Plus tard, l'échauffement et l'assèchement du climat, vers 5000 av. J.-C., font que le Sahara devient de plus en plus chaud et hostile. À l'occasion d'une évolution qui dure jusqu'aux alentours de 3900 av. J.-C., le Sahara connaît une période de désertification,. Une récession climatique importante se produit, entraînant une diminution des pluies en Afrique de l'est et du centre. Depuis cette époque, ce sont des conditions sèches qui prédominent en Afrique de l’Est. Le Sahara devient un « hiatus climatique […] qui joue un rôle capital dans le cloisonnement géographique d'une grande partie de l'Afrique ». Cela réduit la quantité de terres propices au peuplement et provoque des migrations des communautés agricoles vers le climat plus tropical de l'Afrique de l'Ouest et vers la vallée du Nil, en dessous de la seconde cataracte, où s'établissent des implantations permanentes ou semi-permanentes. Cette émigration a permis l'émergence de sociétés complexes et hautement organisées durant le IVe millénaire av. J.-C., comme en témoigne le site de Nabta Playa. Ce hiatus climatique est un obstacle à la circulation nord-sud ; Pierre Gourou parle de « hiatus isolant ». La vallée du Nil devient le couloir privilégié de circulation et l'Égypte suit un processus de développement distinct du reste de l'Afrique,.

#### Domestication du bétail et agriculture
La domestication du bétail en Afrique précède l’agriculture et existe parallèlement aux cultures de chasseurs-cueilleurs ; ainsi le bœuf est-il domestiqué depuis 7 500 à 6 000 ans av. J.-C. en Afrique du nord,. Dans l'aire nilo-saharienne, de nombreux animaux sont domestiqués, dont l'âne.
L'agriculture apparaît selon un processus complexe et multipolaire vers 6 000 ans av. J.-C. Il s'agit d'abord d'une adoption par l'Égypte de plantes venant du sud-ouest asiatique ; ensuite, vers 2 000 ans av. J.-C., il s’agit d'une agriculture autochtone avec la domestication du mil, du riz africain, de l'igname et du sorgho.

#### Organisation des habitats humains
Des entités politiques notables s'établissent dès avant la période historique.
Ainsi, le site de Nabta Playa, à l'ouest du Nil, dans le désert de Nubie, est peuplé, quoique de manière saisonnière, depuis le IXe millénaire av. J.-C. jusqu'au Ier millénaire av. J.-C. La cuvette où il est situé était, à ce moment, beaucoup plus arrosée et fertile. Le site comporte un important champ mégalithique à vocation astronomique, daté de 6000 à 6500 av. J.-C. Les populations, qui pratiquent l'élevage, présentent des signes d'une organisation d'un niveau élevé, plus que celui de l'Égypte à la même époque. On retiendra comme exemples des constructions en pierre, au-dessus et en dessous du niveau du sol, des villages construits selon des plans établis à l'avance et des puits profonds, capables de retenir l'eau tout au long de l'année ainsi que les connaissances, notamment astronomiques, nécessaires à l'érection des mégalithes,.
Un peu plus tard, contemporaine de Nabta Playa entre −3 800 et −3 000 ans, la culture de Nagada (période prédynastique égyptienne) voit apparaître les premiers hiéroglyphes à Abydos. Les tablettes d'Abydos permettent d'attester l’existence d'une organisation politique en royaume ; elles évoquent le roi Scorpion Ier qui aurait régné vers 3200 av. J.-C. sur l'ensemble de l'Égypte, voire au-delà.

#### Apparition et généralisation du travail du fer
Aux alentours du Ier millénaire av. J.-C., le travail du fer, apparu sur le continent au IIIe millénaire av. J.-C., se répand rapidement en Afrique du Nord et dans la partie septentrionale de l'Afrique subsaharienne. Vers 700 av. J.-C., le travail du fer est monnaie courante en Afrique de l'Ouest. Des objets en cuivre, datant de 500 av. J.-C., provenant d'Égypte, d'Afrique du Nord, de Nubie et d'Éthiopie ont été découverts en Afrique de l'Ouest, suggérant l’existence d'un commerce transsaharien à cette époque.

### Civilisations anciennes
|  |

#### Aire nilotique et premières civilisations subsahariennes

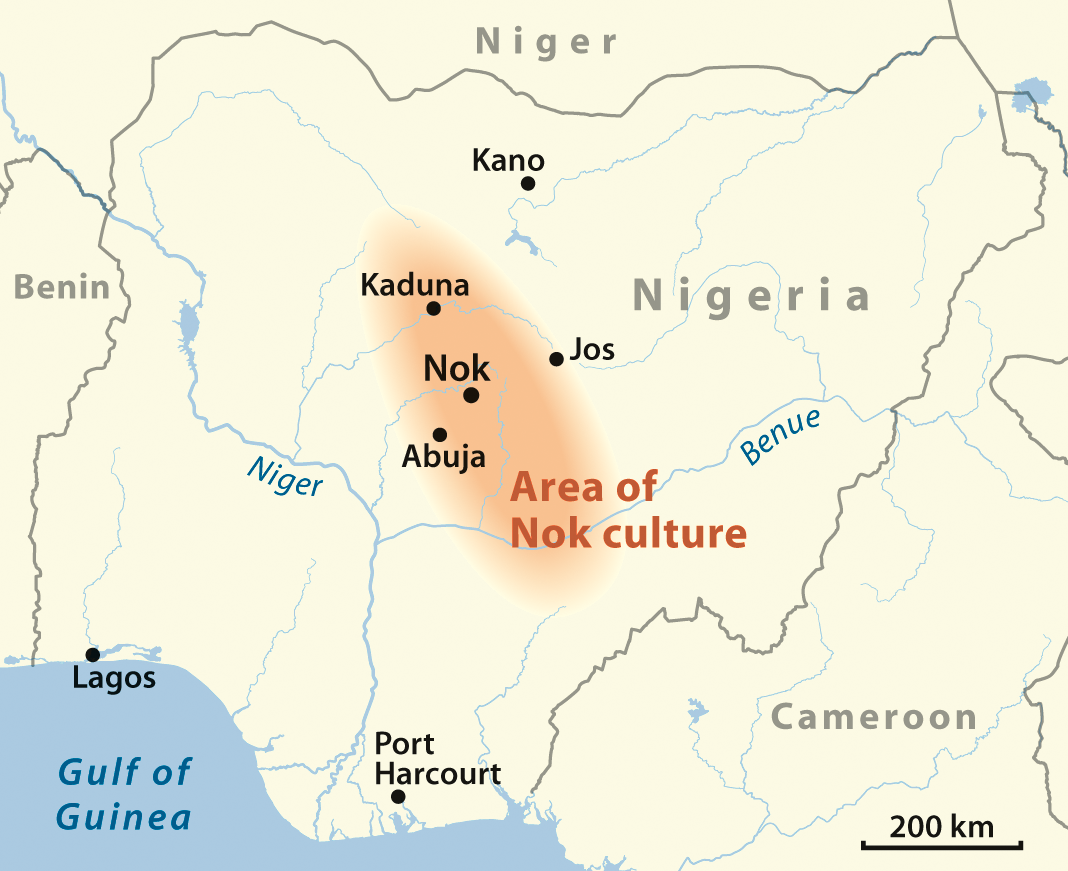
Aire géographique de la culture de Nok.

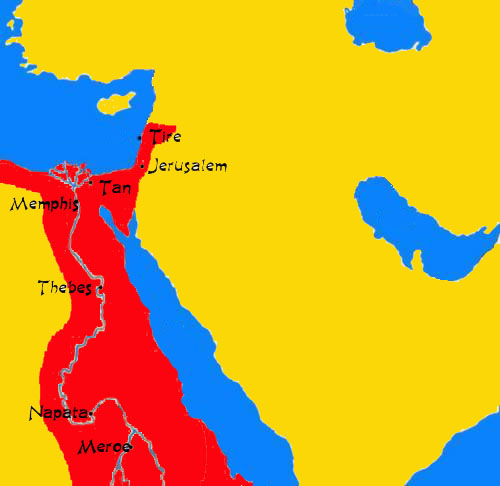
Le royaume de Koush à sa plus grande extension (env.)

Vers 3250 av. J.-C. s'ouvre l'ère historique avec l'émergence de l'écriture dans la civilisation pharaonique de l'ancienne Égypte,. Cette émergence est probablement liée à la forte concentration de population ainsi qu'au degré d'organisation politique qui en découlait. À cette époque, les autres zones de peuplement du continent sont beaucoup moins denses, ce qui n’entraine pas les mêmes besoins en matière d'organisation sociale.
La civilisation égyptienne est l'une des plus anciennes et les plus durables : elle perdure jusqu'en 343 ap. J.-C,. L'influence égyptienne s'est fait profondément sentir dans les territoires qui correspondent à la Libye moderne, au nord de la Crète et de Canaan et, au sud, dans les royaumes, qui lui furent contemporains, de Koush (Nubie) et d'Aksoum (actuelle Éthiopie) notamment.
Au moment où l'Égypte atteint son apogée, vers 1500 av. J.-C., plus au sud, dans l'actuel Nigeria, se développe la culture de Nok, l'une des plus anciennes cultures d'Afrique subsaharienne. Elle est connue pour son art des poteries en terre cuite, mais aussi parce qu'elle atteste de l'utilisation conjointe d'outils lithiques (Later Stone Age) et d'outils en fer, situation représentative de la transition vers l'âge du fer dans cette région,,. Elle disparaît de manière brutale peu de temps après les débuts de l’ère chrétienne, vers 200 ou 300 ap. J.-C. Elle a cependant eu une descendance, notamment artistique, au travers par exemple de la civilisation d'Ife, dont la ville éponyme est peuplée dès le VIe siècle av. J.-C.

#### Expansion bantoue

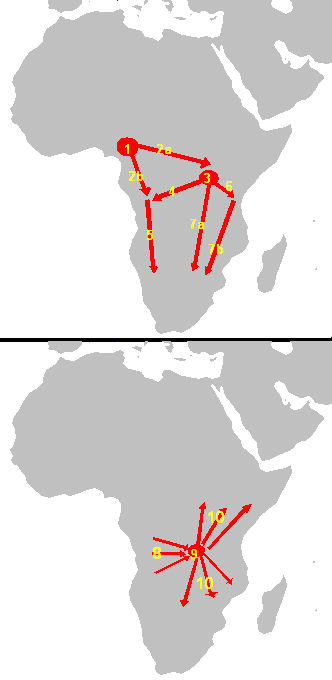
1 = 3000–1500 av. J.-C., origine
2 = env. 1500 av. J.-C., premières migrations
2.a = Bantou oriental, 2.b = Bantou occidental
3 = 1000—500 av. J.-C., Urewe, noyau du Bantou oriental
4–7 = avancée vers le sud
9 = 500 av. J.-C.—0, noyau Congo
10 = 0—1000 ap. J.-C., dernière phase,,

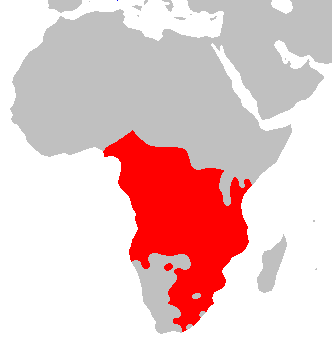
Aire des langues bantoues.

Tandis que prospèrent et se développent les civilisations de l'aire nilotique, vers 2000 av. J.-C. ou 1500 av. J.-C., commence la première migration bantoue vers les forêts tropicales d’Afrique centrale, à partir d'une localisation située au sud-est du Nigeria et du Cameroun actuels. Il s'agit probablement d'un effet de la pression démographique des populations du Sahara qui fuient l’avancée du désert. La seconde phase de migration, environ mille ans plus tard, vers -1000, les amène jusqu’en Afrique australe et orientale. Les bantous, éleveurs et semi-nomades, dans leur mouvement vers le sud, se métissent et s’affrontent aux populations locales de chasseurs-cueilleurs, jusqu'à atteindre l'aire des locuteurs khoïsan, en Afrique australe. Ces évènements expliquent la carte ethnolinguistique de l'Afrique actuelle.

#### Berbères, Phéniciens, Grecs, Perses, Romains
L’Afrique du Nord est peuplée à l'époque antique par les peuples libyens (Berbères) dispersés dans le vaste territoire de la Libye antique (Maghreb actuel). Elle est dans l'Antiquité partagé entre les royaumes de Numidie et de Maurétanie. Des sites archéologiques tel le Medracen et des inscriptions en alphabet Tifinagh témoignent de cette époque. Cette région est en contact avec les autres civilisations de l'aire méditerranéenne, comme les Phéniciens, les Grecs et les Romains.
Sur la côte, la cité-état d'Utique (située dans l'actuelle Tunisie) est fondée par les Phéniciens en 1100 av. J.-C. ; Carthage, base d'une civilisation importante sur la côte nord, est fondée par des colons phéniciens de Tyr, en 814 av. J.-C,. Utique est, plus tard, absorbée par Carthage au fil du développement de cette dernière. Cyrène, en actuelle Libye, est fondée en 644 av. J.-C. par les Grecs. Elle deviendra le centre politique de la Cyrénaïque qui finira englobée dans l'Égypte ptolémaïque. En 332 av. J.-C., Alexandre le Grand est reçu comme un libérateur par l'Égypte, alors occupée par les Perses. Il fonde Alexandrie, qui deviendra la prospère capitale du royaume ptolémaïque.
La prospérité de la civilisation carthaginoise repose sur le commerce méditerranéen, mais aussi sur celui avec l'intérieur de l'Afrique, avec notamment les villes de Sabratha et de Leptis Magna (en actuelle Libye), situées au débouché des pistes transsahariennes. Du point de vue de l'organisation sociale et politique, Carthage ne forme pas un « empire » aussi solide et structuré que celui des Romains, ce qui expliquerait sa défaite,.
Progressivement, à partir de 146 av. J.-C., après la victoire de Rome sur Carthage à l'issue des Guerres puniques qui donnent naissance à la province romaine d'Africa, toute la côte nord du continent est incorporée dans l'Empire romain.

#### Civilisations anciennes au sud du Sahara

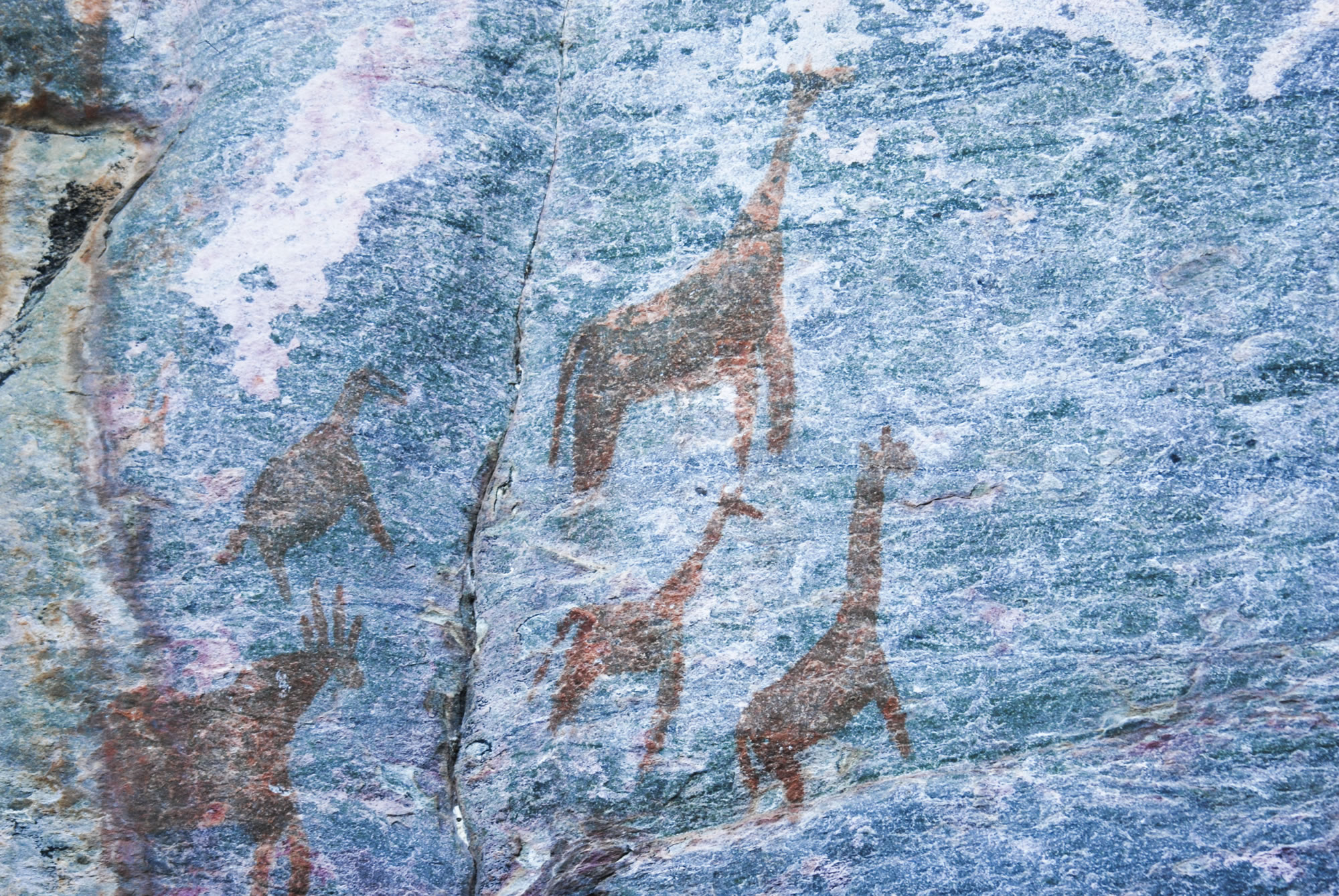
Art rupestre de Tsodilo, Botswana, env.

En Afrique subsaharienne, les habitats humains s'établissent et se structurent notamment en fonction de critères géographiques. Les zones de savanes donnent naissance à des organisations qui, partant de la chefferie, croissent jusqu'à devenir des État-nations voire des empires. Les habitats des zones de forêt dense sont plus petits et plus isolés. Certaines de ces zones ont d'ailleurs joué le rôle de refuges pour les populations chassées par les États en expansion : « Les savanes africaines ont donc joué un rôle bénéfique en favorisant, en Afrique, les conditions préliminaires à la naissance des États. […] le corollaire de l’apparition des États dans les zones de savanes a été l’éparpillement des groupes plus faibles, moins bien organisés, dans des environnements répulsifs : zones montagneuses escarpées ; déserts ; forêts épaisses. »
Malgré le hiatus du désert, le nord et le sud du continent ne sont pas totalement isolés et leur développement respectif est, en partie, lié. Une forme de commerce transsaharien est attestée depuis, au moins, l'époque de la civilisation carthaginoise ; à l'époque historique, il utilise le dromadaire, animal mieux adapté aux conditions climatiques que le cheval. L'Afrique subsaharienne fournit ainsi au monde antique, via les commerçants carthaginois, les plumes d'autruche, l'ivoire et les esclaves. Aux deux extrémités des routes de ce commerce, à 2 000 km de distance, Carthage et les premiers royaumes africains prospèrent simultanément, connaissant croissance démographique et développement agricole. Mais les échanges ne sont pas seulement transsahariens, le commerce transcontinental et intercontinental du cuivre, du fer, de l'or ainsi que celui du sel est la base du développement économique et démographique de l'Afrique subsaharienne.

### Empires
| Frise chronologique Les périodes indiquées sont données à titre d'illustration graphique et sont donc approximatives. |

#### Conquête arabe du nord de l'Afrique
En Afrique du Nord, après une courte occupation vandale (439 à 534) puis une emprise byzantine (Exarchat de Carthage, env. 590-642), la conquête arabe commence au début du VIIe siècle sous le règne de la dynastie des Omeyyades : « En 639, les Arabes prennent pied en Afrique, sept ans seulement après la mort du Prophète. » En 641, alors qu'ils viennent de conquérir l'Égypte, ils y fondent la ville d'Al-Fustât (aujourd'hui Le Caire) et construisent la première mosquée d'Afrique. En 670, le général arabe Oqba Ibn Nafi al-Fihri établit son camp sur l'emplacement de ce qui deviendra la ville de Kairouan (actuelle Tunisie), où commence, la même année, la construction de la grande mosquée de Kairouan. Malgré de nombreuses résistances, particulièrement celle des autochtones Berbères (avec les figures historiques de Koceïla et Kahena notamment), et celle des royaumes de Nubie, christianisés depuis le VIe siècle, l'arabisation et l'islamisation du Maghreb progressent rapidement.
Au moment où les Arabes conquièrent l'Afrique du Nord, grâce au commerce de l'or et du sel, la plus puissante et la plus riche entité politique au sud du Sahara est l'empire du Ghana. L'influence de l'islam s'y fait rapidement sentir ; les commerçants sont majoritairement musulmans et il se crée une élite politique islamisée autour d'un roi resté cependant, comme sa population, animiste,.
La zone du fleuve Sénégal, où domine le royaume de Tekrour, est en partie islamisé dès le VIIe siècle et le sera plus massivement au IXe siècle ; le royaume du Kanem, qui deviendra le royaume du Kanem-Bornou au XIIe siècle, établi depuis le VIIIe siècle au nord de l’actuel Tchad, est islamisé dès le IXe siècle. Les Songhai, métissés avec des Berbères qui fuyaient l'avancée arabe, s'installent au début du VIIe siècle le long des rives du Niger ; ils fondent un petit royaume, islamisé au IXe siècle, qui deviendra le puissant Empire songhaï (dont l'apogée se situera aux XVe et XVIe siècles).
La côte est du continent, baignée par l'océan Indien, est depuis longtemps — au moins le début du Ier siècle, comme l'atteste Le Périple de la mer Érythrée — tournée vers l'Arabie et, au-delà, l'Inde et la Chine ainsi que vers l'Europe. Au moment du développement de l'islam, la culture swahilie, métissage culturel entre l'Afrique et le monde arabo-musulman, se déploie concomitamment ; l'islamisation de la zone est attestée dès le VIIIe siècle, des cités commerçantes musulmanes sont fondées ou développées. Mais « les marchands musulmans limitèrent leurs activités aux établissements côtiers, l’intérieur des terres échappant aux influences islamiques. »
L'islamisation de l'Afrique subsaharienne est essentiellement pacifique et, pour une part, superficielle. Il s'agit d'une acculturation et pas d'une colonisation ou d'une conquête. La propagation de la religion est d'ailleurs le fait des Africains subsahariens eux-mêmes (Haoussas, Peuls, Dioulas), qui répandent la religion tout en commerçant. On utilise parfois le terme d'« islam de cour » pour parler des élites musulmanes du commerce, de la science et de la politique qui cohabitent avec les populations restées largement animistes,,.

#### Au sud du Sahel
Plus au sud, dans une région peuplée dès le VIe siècle av. J.-C., au sud-ouest de l'actuel Nigeria, la civilisation d'Ife (ou Ifé), se développe autour de la ville éponyme, laquelle devient une cité importante à partir du IXe siècle et jusqu'au XIIe siècle. Elle restera un centre artistique majeur jusqu'au XIVe siècle.
Encore plus au sud, dans la région des actuels Zimbabwe et Mozambique, les Bantous, arrivés dans la zone vers 500 ap. J.-C., chassant devant eux les autochtones San, construisent, entre le XIe et le XIIIe siècle, le Grand Zimbabwe, capitale de l’empire du Monomotapa, renommé, voire mythique, grâce à son or,. Il atteint son apogée au XVe siècle. Les Portugais essaient de dominer l'empire dès le XVIe siècle, attirés par l'or, mais ils n'y parviennent qu'en 1629 ; le Monomotapa de cette époque a déjà fortement décliné, ses sources d'or tendent à s'épuiser et le commerce des esclaves est passé sous la domination des États côtiers et insulaires de la côte est.

#### Poussée berbéro-musulmane
Au XIe siècle, l'expansion de l'islam en Afrique connaît une deuxième phase, plus guerrière, car justifiée par le Djihad, lorsque les berbères islamisés de la dynastie Almoravide partent à la conquête du continent, vers le nord et le sud. Au nord, ils fondent Marrakech vers 1062, prennent Fès en 1075 et Tlemcen en 1080. Au sud, ils s'emparent, en 1076, à l'issue d'une « expédition sanglante, ponctuée partout de pillages, de massacres et de chasses à l'homme », de la capitale de l'empire du Ghana, Koumbi Saleh, avec l'aide du royaume de Tekrour ; le roi du Ghana se convertit à l'islam.
L'influence de l'islam ne dépasse pas, dans son expansion vers le sud, le 10e parallèle nord, où commence la grande forêt équatoriale, difficile à franchir et peu propice au peuplement dense. On attribue aussi parfois un rôle à la mouche tsé-tsé, vecteur de la maladie du sommeil, dangereuse pour les chevaux des cavaliers arabes,. Mais l'arrêt de l’expansion géographique s’explique aussi par le souci qu'ont les successeurs d'Abou Bakr ben Omar, le vainqueur de l'empire du Ghana, de consolider les possessions almoravides en Afrique et ailleurs.
Lorsqu'au XIIe siècle les Almohades succèdent aux Almoravides, la carte de l'islam en Afrique est fixée ; cette religion est présente et dominante au nord du continent jusqu'à la frontière septentrionale de la forêt tropicale ainsi que dans la zone côtière Est.

#### Traite intra-africaine et traite arabe

Itinéraires de traite en Afrique au Moyen Âge.

À l'instar d'autres organisations sociales de la même époque, les communautés africaines sont inégalitaires et fondées sur l’esclavage et, à certains endroits, sur un système de castes en lien avec les métiers (castes de forgerons, tisserands, griots…). La traite esclavagiste existe depuis longtemps en Afrique : « Ce sont les guerres, nombreuses entre peuples voisins, qui furent les principales pourvoyeuses de prisonniers (et de femmes) incorporés en qualité d'esclaves à la société victorieuse. » Avec la poussée islamique, le commerce transsaharien s'intensifie, faisant circuler entre le nord et le sud du continent, l'or, le sel et les esclaves. Ces derniers forment une part importante des caravanes. La traite arabe prend une dimension supplémentaire en accentuant, outre la traite intra-africaine, un trafic intercontinental soutenu, longtemps avant les Européens. C'est ainsi, par exemple, que la côte est de l'Afrique alimente l'Inde et la Chine en esclaves noirs depuis au moins le IXe siècle,. La traite arabe a concerné environ dix-sept millions de personnes déportées.

#### Ère des empires africains

##### Empire du Ghana

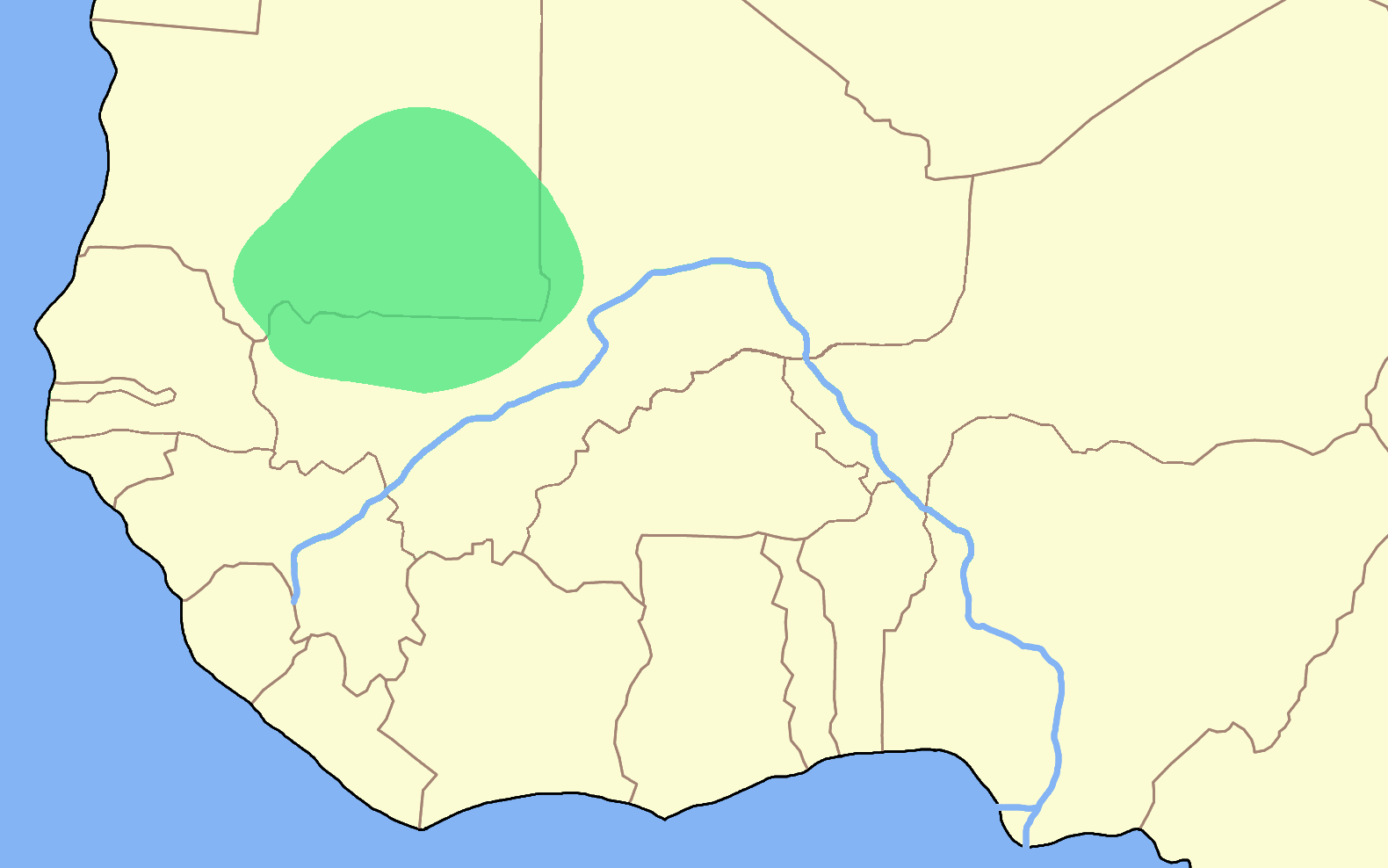
Carte de l'empire du Ghana à son apogée au Xe siècle.

Le premier des trois grands empires subsahariens, l'empire du Ghana, puissant au moment de l'islamisation de l'Afrique, est affaibli par les attaques des Almoravides au XIe siècle et commence à décliner. Il est progressivement réduit à son noyau originel, correspondant au royaume du Ouagadou.
Plusieurs autres royaumes (royaume de Sosso, royaume de Diarra…) se partagent la domination de la région contrôlée par le Ghana à son apogée,,,.

##### Empire du Mali

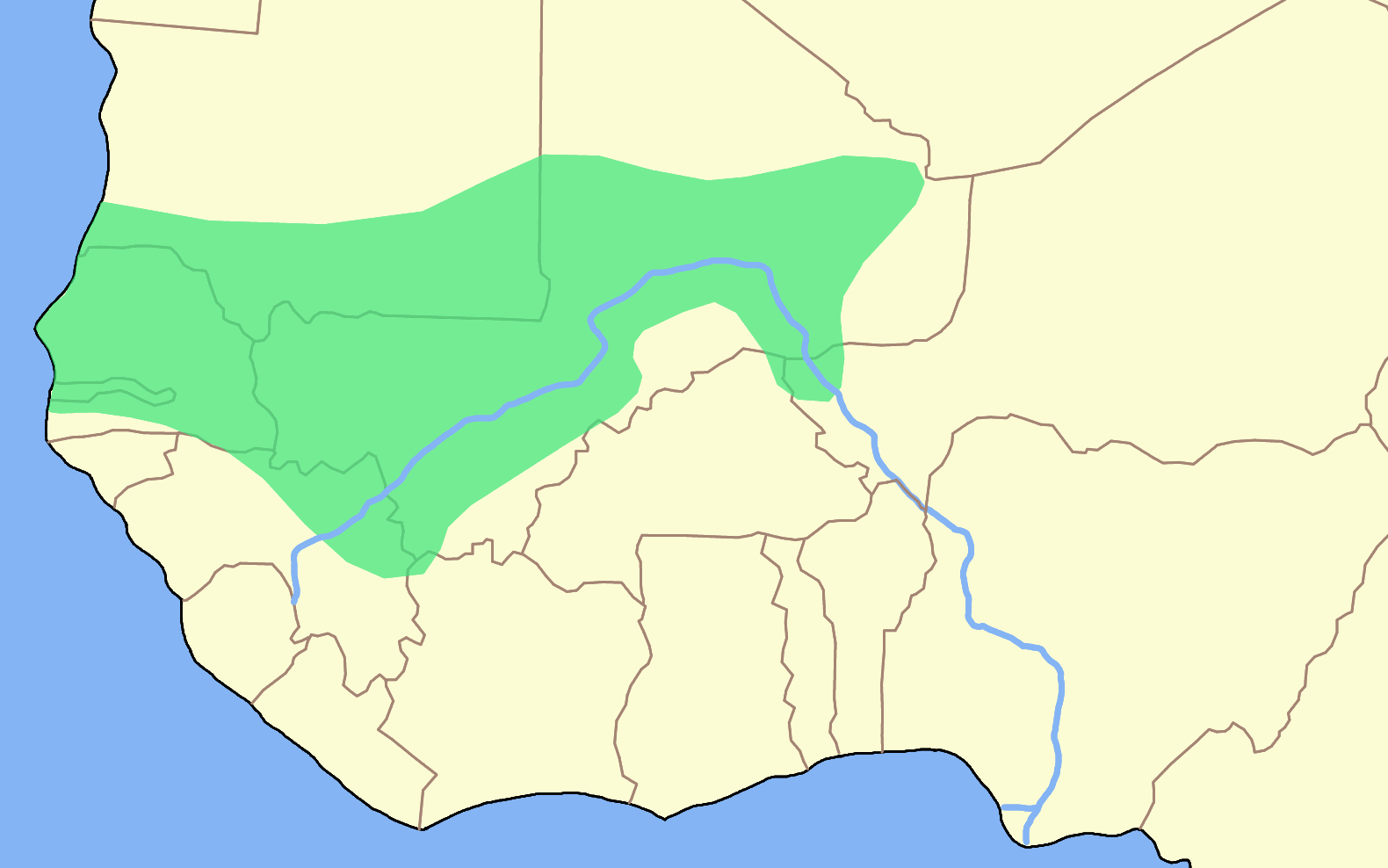
Carte de l'empire du Mali à son apogée au XIVe siècle.

Vers 1230, Soundiata Keïta, roi du Mandé, région correspondant à peu près à l'actuel Mali, coalise les Malinkés afin de contrer les attaques du roi du Sosso, Soumaoro Kanté. En 1235, à la bataille de Kirina, il défait son adversaire. Il poursuit ensuite ses conquêtes, reprenant ainsi Koumbi Saleh, ex-capitale de l’empire du Ghana, des mains du roi du Sosso. Il crée le second des trois grands empires, le très riche et puissant empire du Mali, qui est élargi, organisé et géré par ses successeurs.
L'empire du Mali est aussi connu pour la « Charte du Manden », datant de 1222 ou de 1236, correspondant au serment prononcé par Soundiata Keïta à l'occasion de son intronisation. Considéré comme l'un des plus anciens textes relatifs aux droits de l'homme, il s'agit d'un contenu oral, « constitutionnel », relatif aux droits de l'homme et à l'organisation formelle et légale régissant les rapports entre les hommes. Il ne fera l'objet d'une transcription écrite qu'au XXe siècle,.
Après le règne de Mansa Moussa II (vers 1387), l'empire connaît une période de troubles de succession qui l'affaiblissent ; dans le même temps, les berbères touareg, restés durablement rebelles, lancent des attaques contre les villes de la zone sahélienne, notamment Tombouctou dont ils s'emparent en 1433. Les Portugais, quant à eux, arrivés sur le continent au début du XVe siècle, commercent avec l'empire tout en participant à son affaiblissement car, pour favoriser leur négoce, notamment d'esclaves, ils soutiennent les petites communautés côtières et les poussent à s’émanciper.

##### Empire du Songhaï

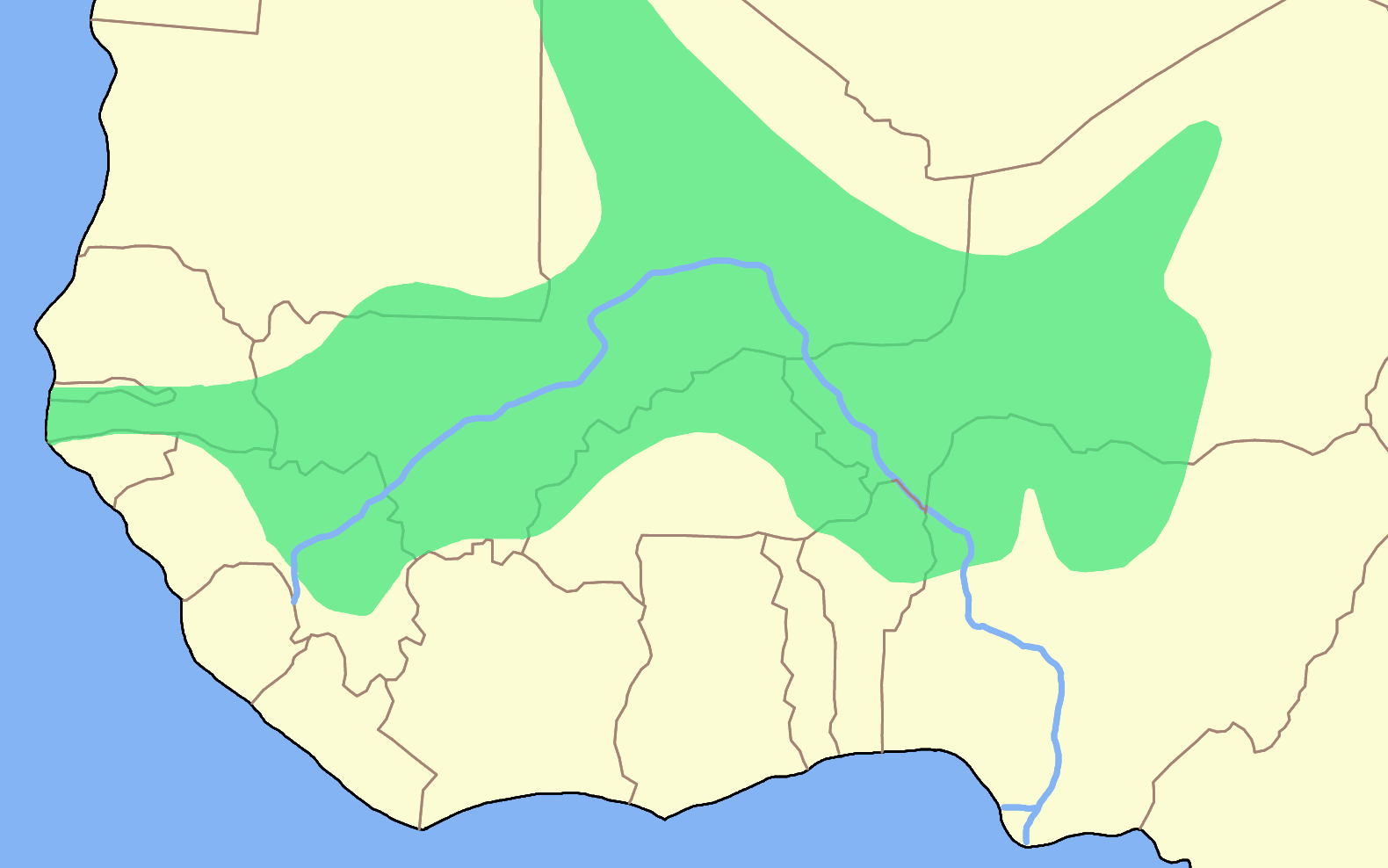
Carte de l'empire songhaï au XVIe siècle.

La domination touarègue dans la zone septentrionale est de courte durée. Sous l'impulsion de Sonni Ali Ber (« Sonni Ali le grand »), considéré comme un grand stratège, le royaume du Songhaï, tributaire de l'empire du Mali depuis 1300, met en place une politique de conquêtes territoriales, rompant avec l'économie de razzia qui prévalait jusqu'alors. Il combat et vainc les Peuls et les Touaregs ; il reprend Tombouctou en 1468. C'est l'avènement du troisième empire, l'empire songhaï, lequel se développe durant le XVe siècle et le XVIe siècle, la conquête territoriale s'appuyant sur une organisation politique largement inspirée de celle de l'empire du Mali.
Sonni Ali, musulman « de façade », reste fidèle aux traditions songhaïs. À sa mort, le parti musulman l'emporte et l'empire Songhaï est dirigé par une dynastie musulmane, la dynastie des Askia, qui porte l'empire à son apogée au XVIe siècle. À la fin du XVIe siècle, des guerres civiles se conjuguent aux assauts des Saadiens, qui lui contestent la possession des mines de sel de Teghazza, au Sahara, pour affaiblir l'empire. La bataille de Tondibi, perdue contre les Saadiens, le 12 avril 1591, marque la fin de l'empire et son allégeance au sultan du Maroc,.

### Tableau résumé des principales entités politiques historiques en Afrique
Références,, :
| Nom                                                  | début                     | fin                      | zone géographique approximative                                                                  |
| ---------------------------------------------------- | ------------------------- | ------------------------ | ------------------------------------------------------------------------------------------------ |
| Égypte antique                                       | 3000                      | 30 av. J.-C.             | actuelle Égypte                                                                                  |
| Culture Nok                                          | 1500                      | 200 ou 300 ans ap. J.-C. | centre de l'actuel Nigeria                                                                       |
| Civilisation carthaginoise                           | 814 av. J.-C.             | 146 av. J.-C.            | Côte nord du continent et actuelle Tunisie                                                       |
| Royaume de Koush (ou royaume de Nubie)               | 750 av. J.-C.             | 340                      | actuel Soudan                                                                                    |
| Royaume d'Aksoum                                     | Ier siècle av. J.-C.      | Xe siècle                | actuelle Éthiopie                                                                                |
| Les trois grands empires                             |                           |                          |                                                                                                  |
| Empire du Ghana                                      | 300 ap. J.-C.             | 1240                     | nord du golfe de Guinée                                                                          |
| Empire du Mali                                       | XIe siècle                | XVIIe siècle             | nord du golfe de Guinée                                                                          |
| Empire songhaï                                       | XIVe siècle               | XVIe siècle              | nord du golfe de Guinée                                                                          |
| Autres civilisations notables                        |                           |                          |                                                                                                  |
| Royaume du Kanem-Bornou                              | VIIIe siècle              | 1846                     | nord du Tchad                                                                                    |
| Royaume du Kongo                                     | IXe siècle ou XIIe siècle | XVIIIe siècle            | actuelles république du Congo, république démocratique du Congo et une petite partie de l'Angola |
| Royaume mossi                                        | XIe siècle                | XIXe siècle              | actuel Burkina Faso                                                                              |
| Ife                                                  | XIIe siècle               | XVe siècle               | sud-ouest de l'actuel Nigeria                                                                    |
| Empire du Djolof                                     | XIIe siècle               | 1549                     | actuels Sénégal et Gambie                                                                        |
| Fédération puis Empire Ashanti                       | XIIIe siècle              | XIXe siècle              | actuel Ghana                                                                                     |
| Royaume du Bénin                                     | XIIIe siècle              | XXe siècle               | actuel Nigeria                                                                                   |
| Empire du Monomotapa ou « empire du Grand Zimbabwe » | XIe siècle                | 1629                     | actuels Zimbabwe et Mozambique                                                                   |
| Empire d'Oyo                                         | XVe siècle                | XIXe siècle              | sud de l'actuel Nigeria                                                                          |
| Royaume du Dahomey                                   | XVIIe siècle              | XIXe siècle              | sud de l'actuel Bénin                                                                            |

#### Autres entités politiques
Références :,,
| D'mt - VIIIe siècle av. J.-C. - VIIe siècle av. J.-C. - Érythrée, nord de l'Éthiopie actuelles |
| Afrique romaine - 146 av. J.-C. - 429 - côte nord et nord-est du continent                     |
| Monoemugi - XVIe siècle - XVIIIe siècle - actuelle Tanzanie                                    |
| Royaume de Loango - XVIe siècle - 1885 - actuelle république du Congo                          |
| Royaume bambara du Kaarta - XVIIe siècle - 1854 - actuel Mali                                  |
| Royaume bambara de Ségou - XVIIe siècle - 1861 - actuel Mali                                   |
| Royaume Kuba - XVIIe siècle - XIXe siècle - actuelle république démocratique du Congo          |
| Royaume zoulou - XVIIIe siècle - XIXe siècle - actuelle Afrique du Sud                         |
| Empire du Macina - XIXe siècle - XIXe siècle - actuels Mali et Mauritanie                      |

#### Galerie

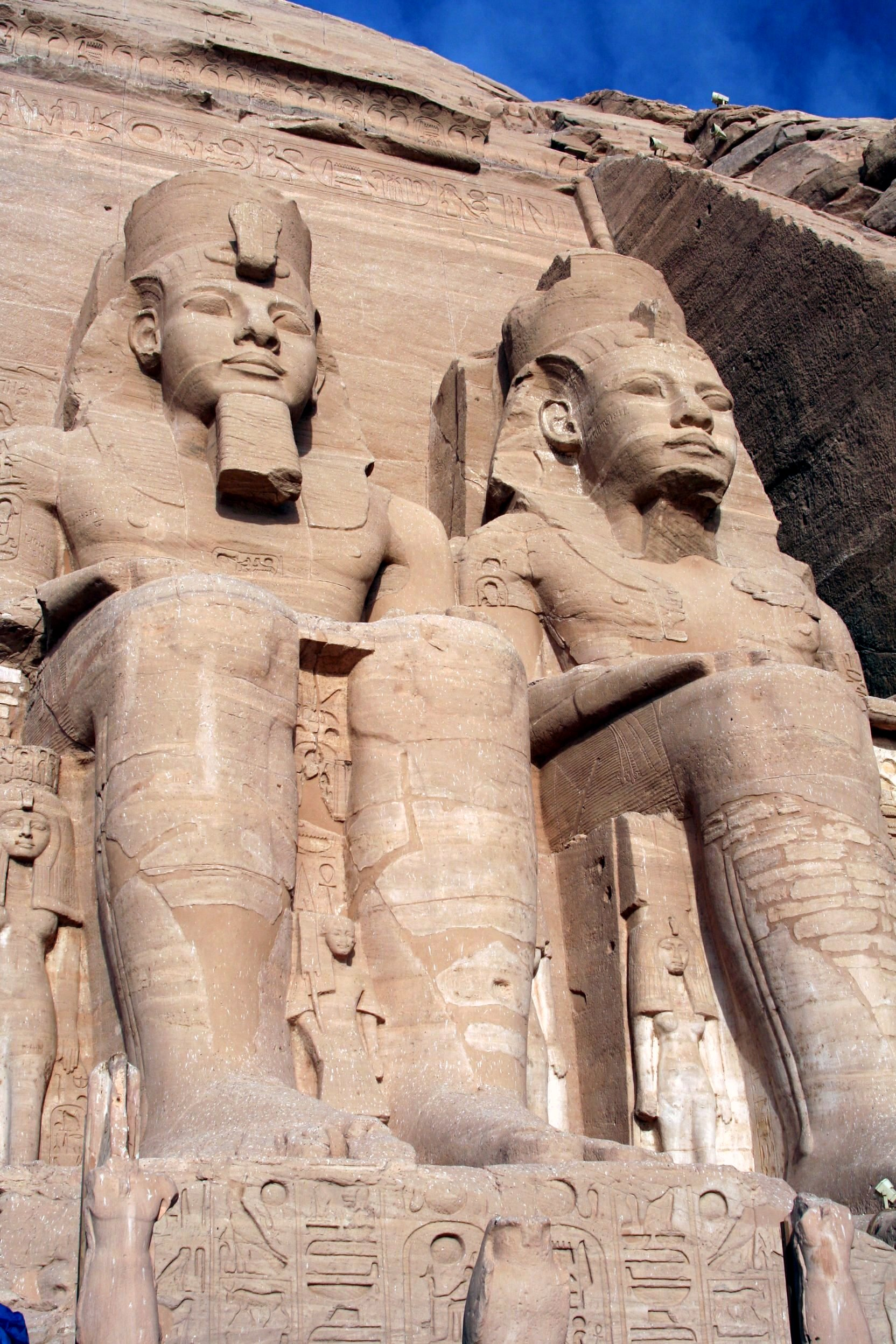
Statues de Ramsès II (règne de 1279 à 1213 av. J.-C.) à Abou Simbel (Égypte).
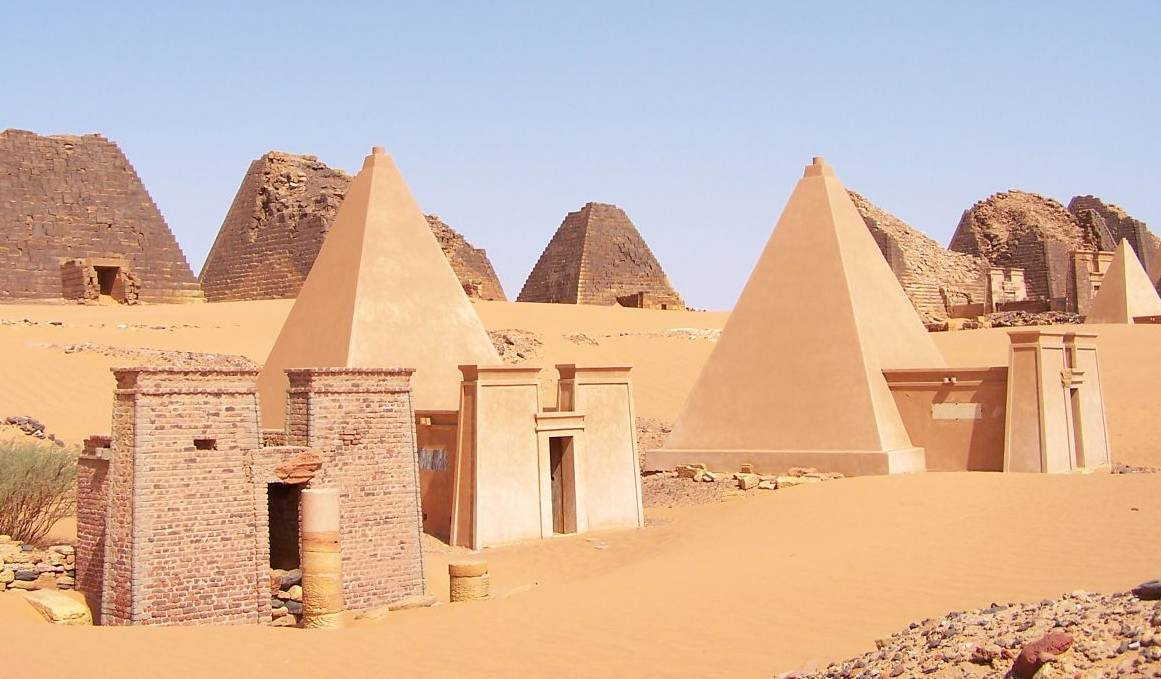
Pyramides de Méroé (Soudan), (VIe siècle av. J.-C.), patrimoine mondial de l'UNESCO[209].
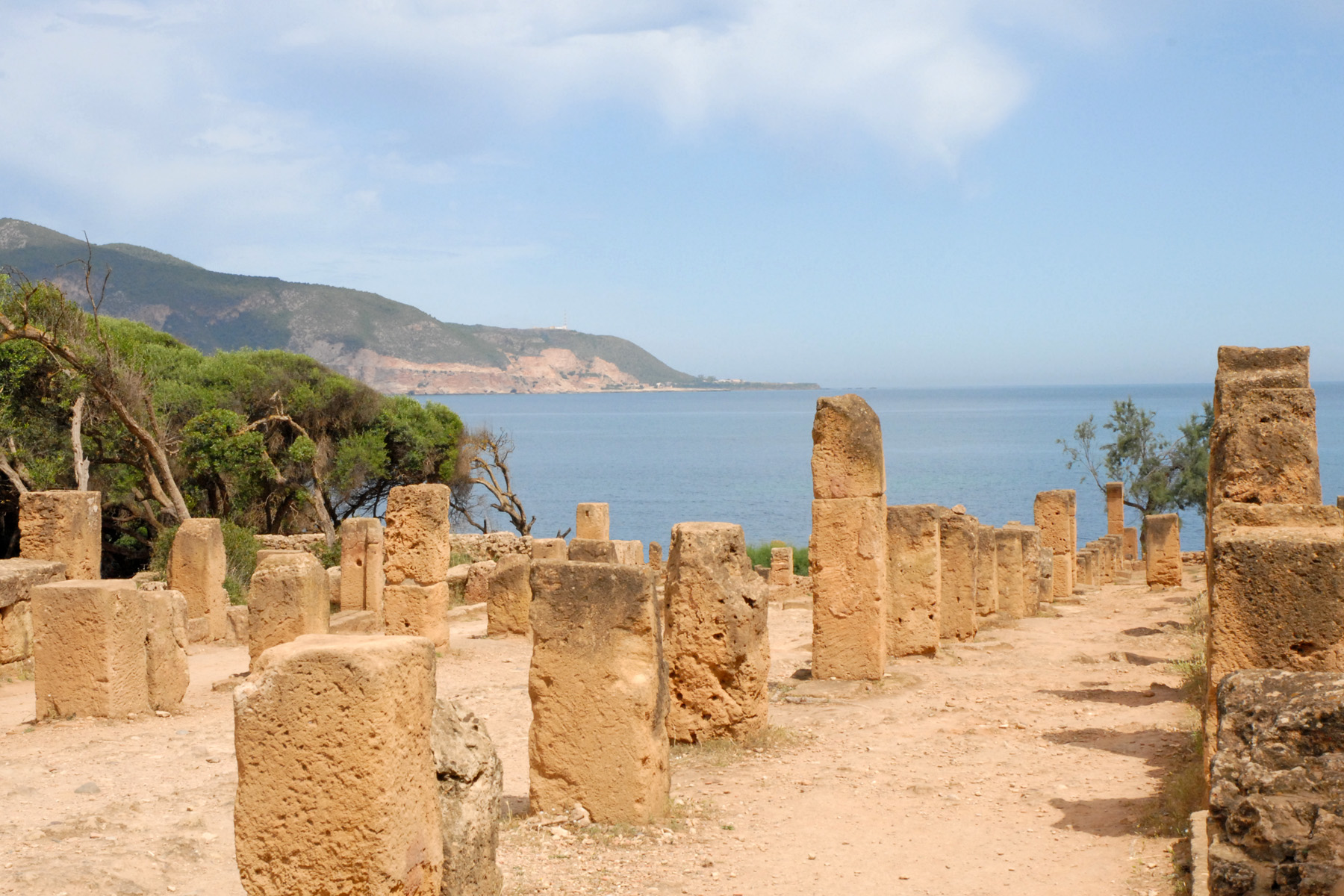
Ruines romaines de Tipaza (Algérie), fondée par les Phéniciens vers le Ve siècle av. J.-C.
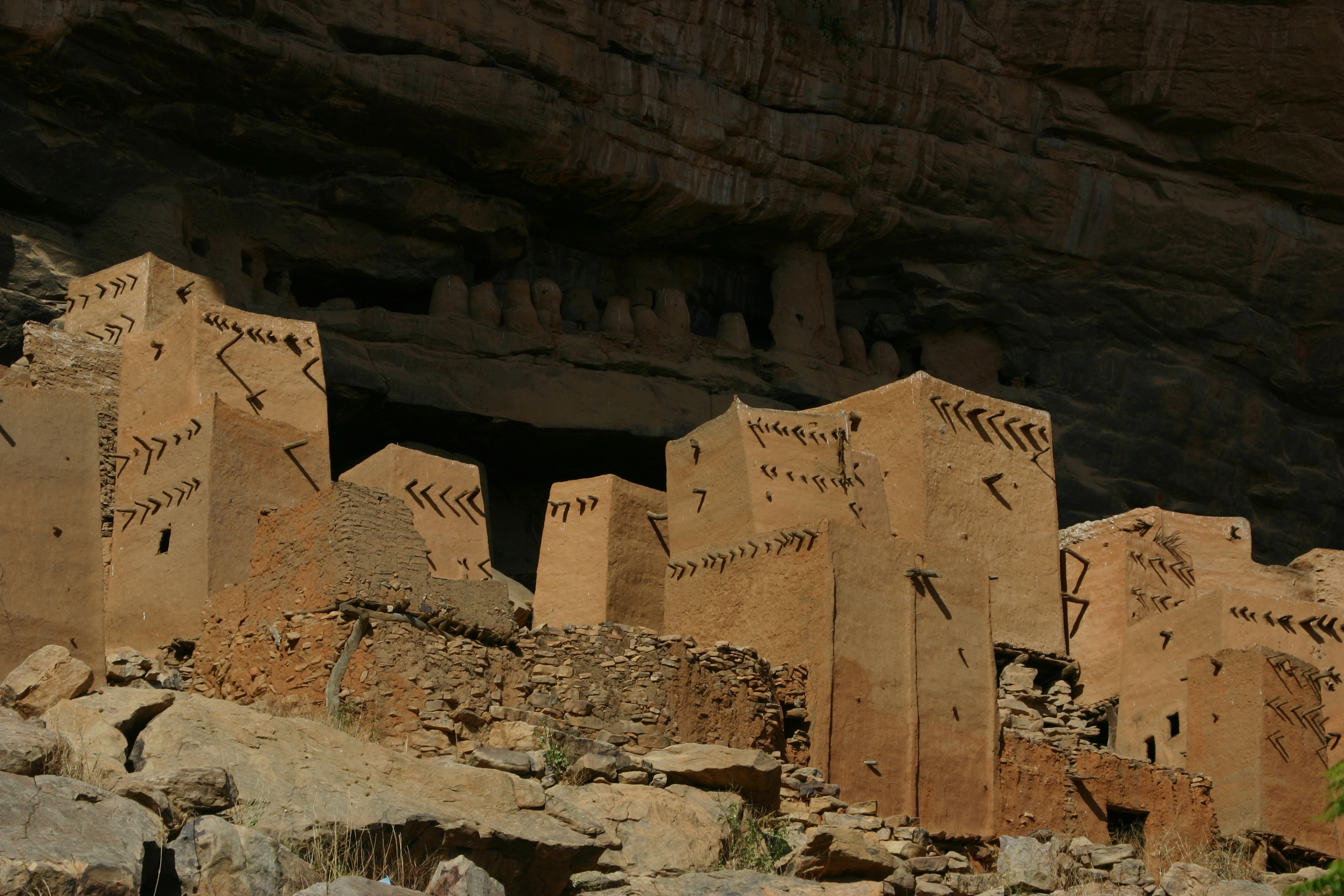
Falaise de Bandiagara (Mali), architecture du pays Dogon, habitée dès le IIIe siècle av. J.-C.
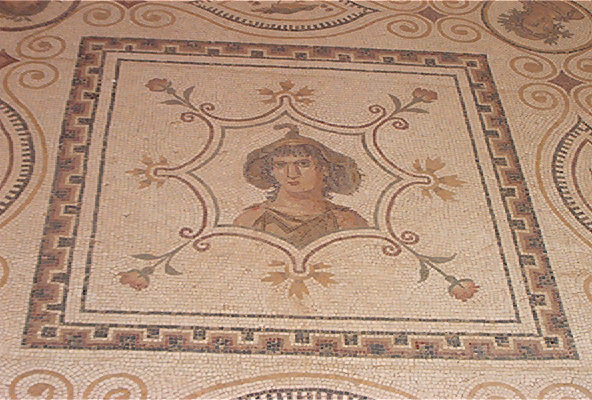
Mosaïque de la Domus Africa de Thysdrus (Tunisie), IIe siècle.
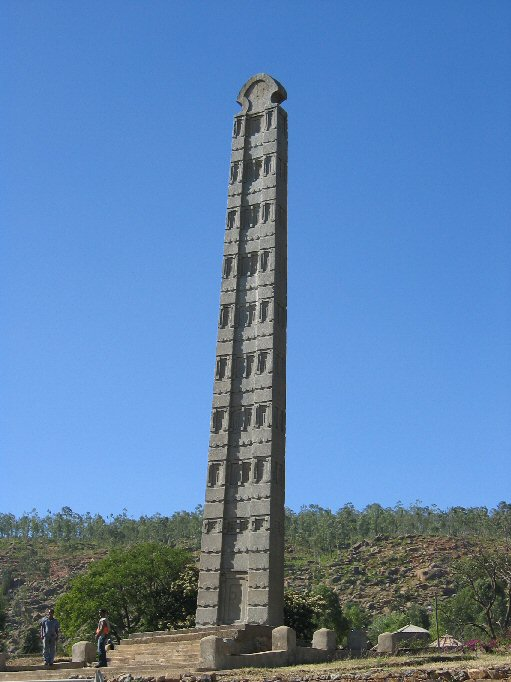
Obélisque à Aksoum (Éthiopie), IIIe siècle.
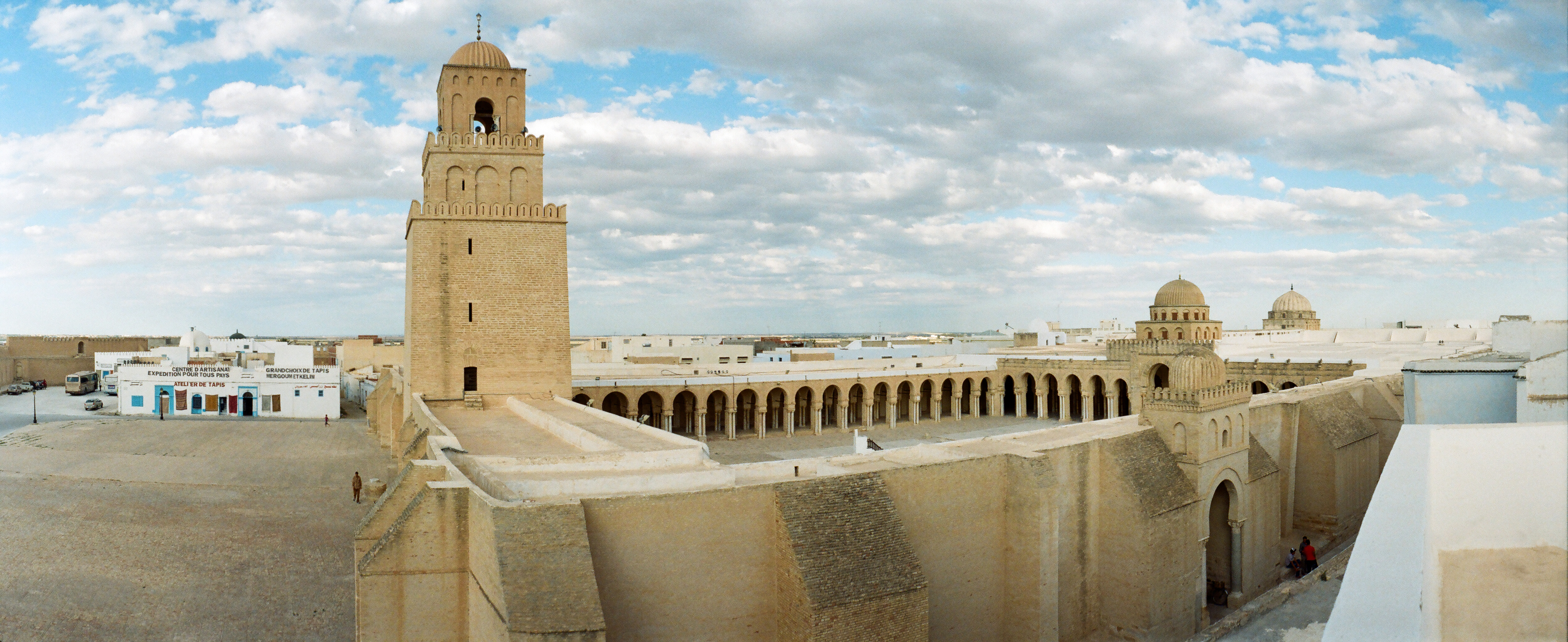
Grande mosquée de Kairouan (Tunisie), construite en 670.
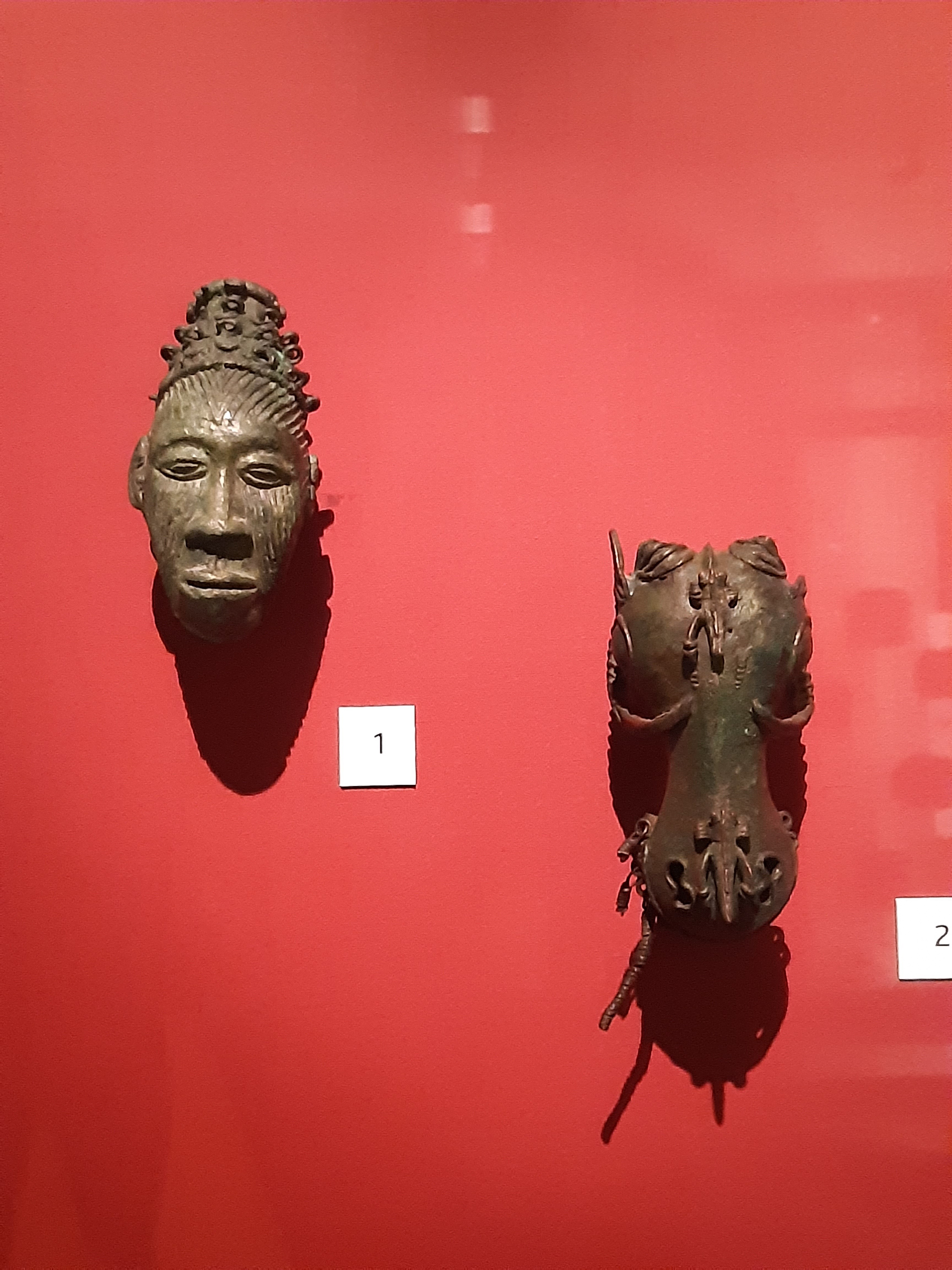
Bronzes d'Igbo-Ukwu (Nigeria), IXe siècle.
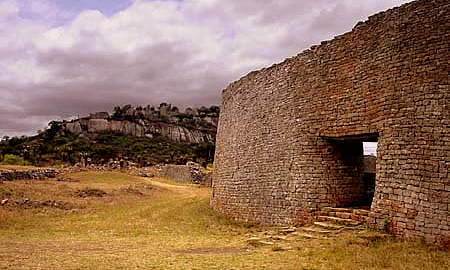
Ruines du Monument national du Grand Zimbabwe (Zimbabwe), XIe au XVe siècle.

### Traite atlantique

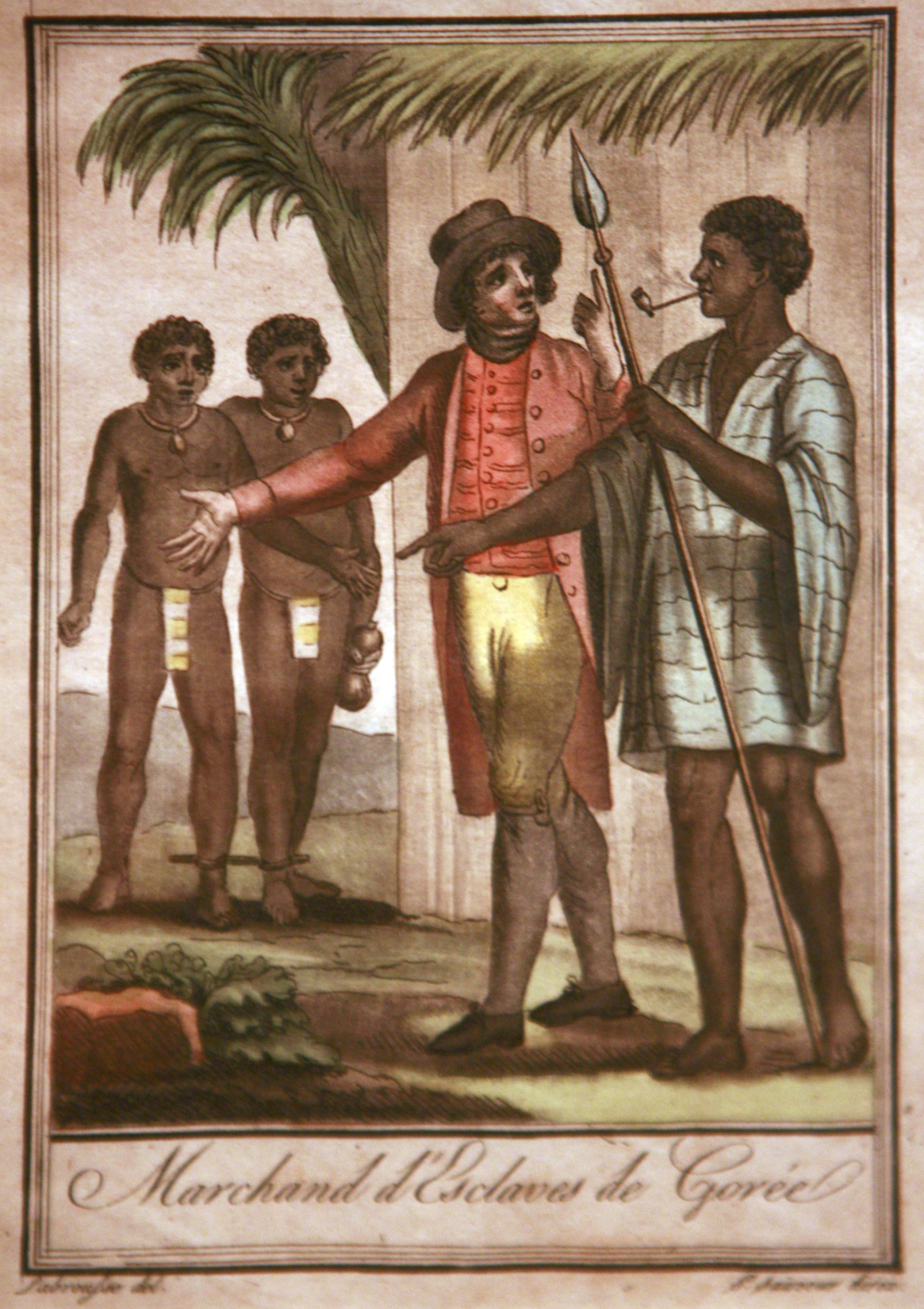
Marchands d'esclaves à Gorée (v. 1797).

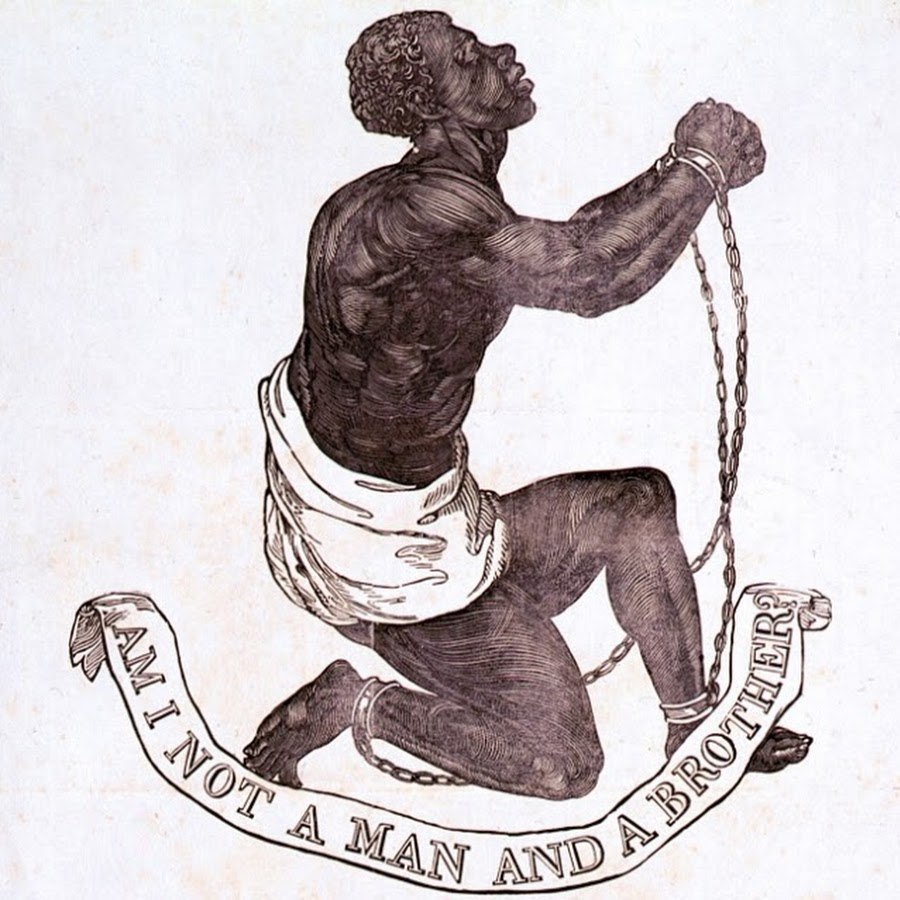
Médaillon officiel de la Société britannique anti-esclavage. L'inscription dit : Ne suis-je pas un homme et un frère ? (1795)

Le commerce des esclaves (traite négrière) se développe massivement avec l'arrivée des Portugais, suivis des autres Européens, qui organisent une « traite atlantique », outre la traite intra-africaine qui continue à emprunter les chemins caravaniers et la traite arabe laquelle transite par la Méditerranée (vers l'Europe) et par l'Océan Indien (vers le Moyen-Orient, l'Inde et l'Asie). Cette traite atlantique prend la forme du « commerce triangulaire » en Atlantique nord : les navires venus d'Europe, chargés de marchandises (tissus, armes, alcool…) débarquent sur les côtes, échangent ces produits contre des esclaves qui sont ensuite vendus aux Antilles et en Amérique. Les navires rapportent ensuite, notamment, la mélasse issue de la canne à sucre, destinée à fabriquer le sucre et l'alcool dans les distilleries européennes. Dans l'Atlantique sud, c'est le « commerce en droiture », pratiqué par les Portugais, qui domine ; les navires relient directement les côtes africaines aux côtes américaines et antillaises.
Ce sont les Portugais qui mettent en place la traite au XVe siècle. Des esclaves africains, venus d'Arguin (île de l'actuelle Mauritanie), sont vendus dans la ville portugaise de Lagos dès 1444 et « les premiers esclaves noirs sont introduits à Hispaniola dès 1493 ». Les Portugais découvrent les îles du Cap-Vert en 1456 puis celles de Sao Tomé-et-Principe en 1471, désertes à l'époque, s'y installent et commencent à cultiver la canne à sucre grâce à des esclaves venus du continent. Ils instaurent ainsi une économie de plantation rapidement transposée aux colonies américaines ; en 1505, le premier circuit triangulaire se met en place, à destination de Cibao et d'Hispaniola. « Les Portugais furent la première et, pendant cent cinquante ans, la seule nation européenne engagée dans la traite négrière atlantique. » Les circuits sont, dès leurs débuts à la fin du XVe siècle, contrôlés et organisés ; le roi du Portugal accorde des droits exclusifs de navigation ou des droits de commercialisation en échange de redevances,.

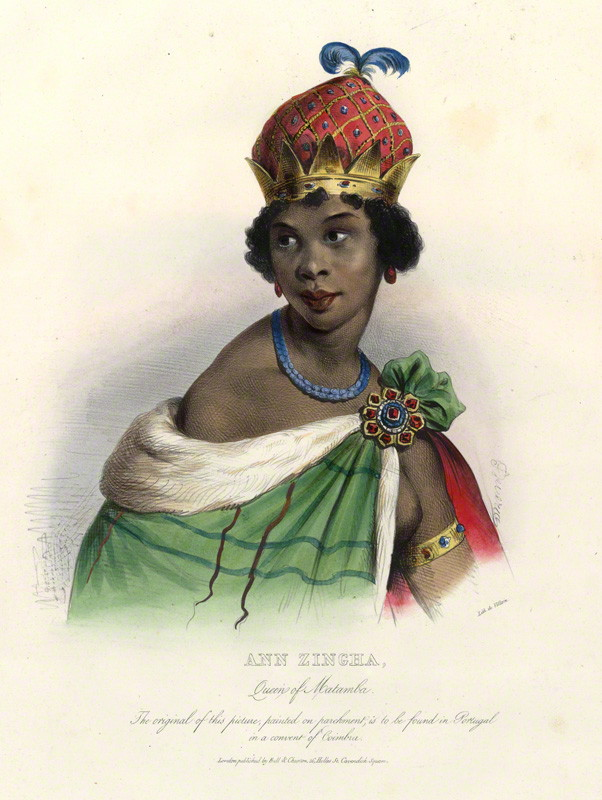
Njinga du Ndongo et du Matamba (1583-1663), reine du royaume de Ndongo et du royaume de Matamba, symbole national angolais revendiquée par les anticolonialistes et les féministes pour sa longue résistance aux Portugais.

Cette traite atlantique s'accélère lorsque l'exploitation du continent américain par les Européens s'accompagne d'une forte demande de main-d'œuvre pour les plantations de canne à sucre, café, cacao, coton, tabac… qui se développent massivement dans la seconde moitié du XVIe siècle. La demande concerne aussi, dans une moindre mesure, l'exploitation des mines d'argent et d'or du Pérou et du Mexique,. Les implantations portugaises puis, plus largement, européennes, de la côte ouest-africaine deviennent les plaques tournantes de la traite, tandis qu'à l'intérieur du continent, de complexes circuits d'échanges s'établissent, la traite atlantique européenne se conjuguant aux circuits antérieurs qui perdurent, ceux de la traite orientale de la côte est et ceux de la traite transsaharienne orientés vers le nord.
Les autres puissances européennes s'engagent dans la traite aux XVIe et XVIIe siècles, impliquant les Français, les Anglais, les Néerlandais et même les Danois et les Suédois. Ces autres nations européennes suivent la même voie que le Portugal, créant des compagnies « à charte » (bénéficiant d'un monopole ou d'un privilège accordé par un État). Cependant, au fil du temps, elles sont progressivement remplacées par des compagnies d'initiatives purement privées ; vers 1720, ces dernières dominent le commerce, profitant de la dérégulation progressive concédée par les gouvernements européens. La place des pays dans la traite fluctue au gré des luttes et des rapports de force entre nations européennes. La fin du XVIIe siècle est marquée par la domination française, et c'est l'Angleterre qui domine la traite atlantique à son apogée, au XVIIIe siècle.
Les Européens ne pénètrent pas encore à l'intérieur du continent. Implantés sur le littoral, ils commercent avec les ethnies et les royaumes côtiers qui livrent les esclaves capturés à l'intérieur des terres. Des royaumes africains, à la fois guerriers et commerçants, prospèrent ainsi grâce à ce commerce — qui coexiste avec la traite orientale —, tels le royaume du Dahomey, le royaume du Kongo, l'Empire ashanti ou le royaume du Kanem-Bornou,, au détriment notamment de l'Afrique intérieure, « objet de razzias incessantes ».
Le nombre d'esclaves déportés depuis l’Afrique au titre de la traite atlantique est évalué à douze millions environ en 400 ans,,.

### Colonisation

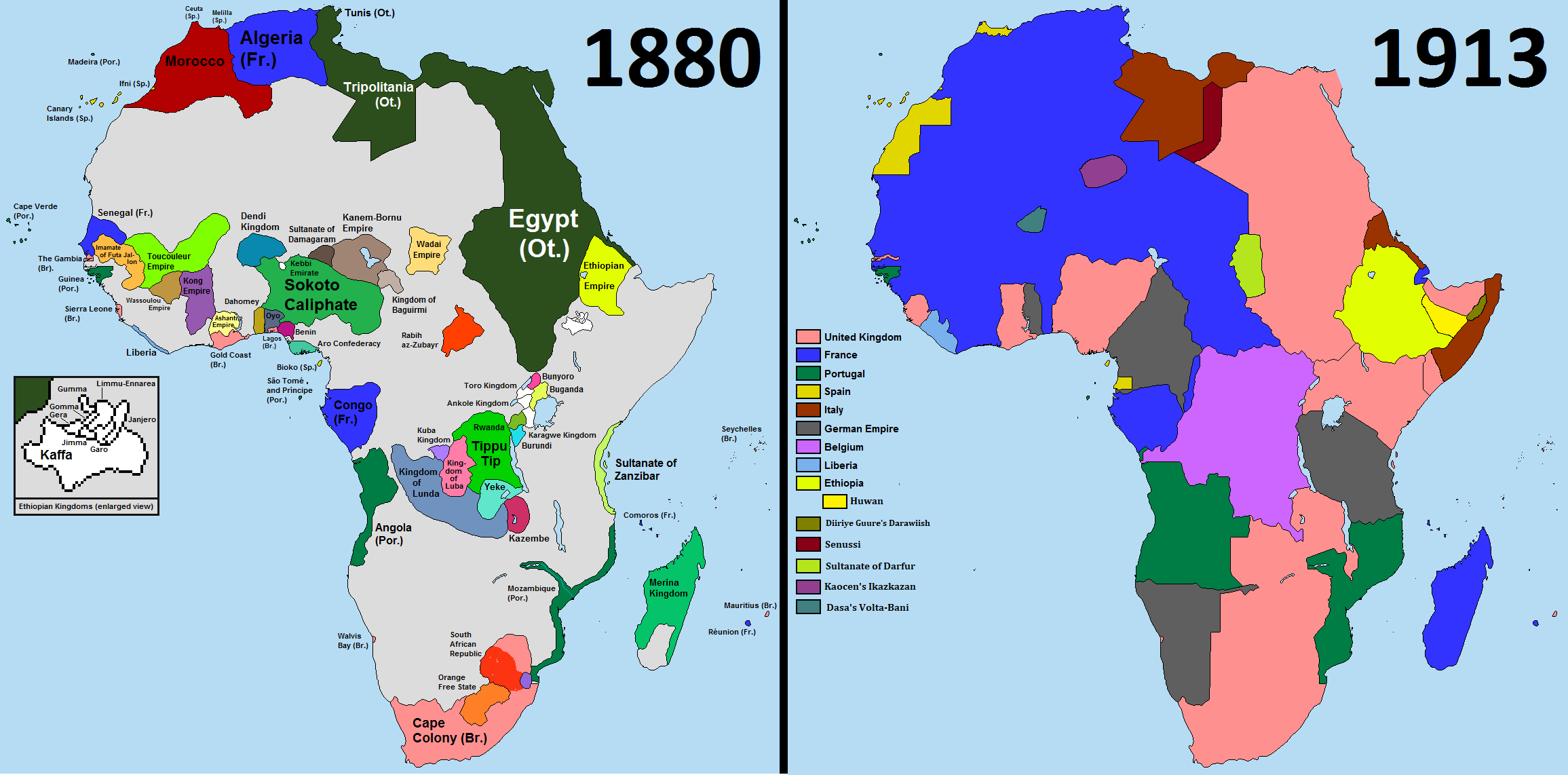
L'expansion coloniale européenne de 1880 à 1913

La colonisation effective de l'Afrique est précédée par une période de grandes explorations.

#### Abolition et fin des traites
Le XVIIIe siècle est en France le siècle des Lumières. L'encyclopédie de Diderot et d'Alembert, qui paraît entre 1751 et 1772, propage les idées humanistes. Un peu plus tard se créent en Angleterre, où l'influence de l'intelligentsia française était loin d'être négligeable, des organisations abolitionnistes qui militent contre la traite et l’esclavage telle l'Anti-Slavery Society, établie dans le premier tiers du XIXe siècle. Ces idées conduisent à une « révolution morale » et à un « élan abolitionniste de l'occident » qui amènent le Danemark à abolir de jure la traite en 1792, suivi par l'Angleterre en 1807, les États-Unis en 1808, la Suède en 1813, la France en 1815 (à l'occasion du congrès de Vienne), l’Espagne et le Portugal en 1817, et le Brésil en 1850 seulement,. L'Angleterre, à la pointe du mouvement abolitionniste et « gendarme des mers », s'attache, dès 1807 et surtout à partir de 1833, à faire respecter l'interdiction de la traite dans les eaux ouest-africaines,, avec plus ou moins de bonheur. La traite atlantique ne s’arrête pas subitement, elle se poursuit illégalement jusque vers le début du XXe siècle. Ainsi, quoique « sérieusement combattu après 1842, le trafic ne disparaît pas des côtes de Loango avant les années 1900. »
Cependant, dans le même temps, les traites arabes et intra-africaines se poursuivent et s’amplifient. La traite intra-africaine augmente même au XIXe siècle car les cultures d'exportation (huile de palme, arachides, miel, clous de girofle, caoutchouc, coton), utilisatrices de main-d'œuvre servile, se développent dans le cadre du commerce avec les Européens. La traite de la côte orientale profite de la baisse de la traite atlantique ; à la fin du XIXe siècle le plus important marché négrier du continent est celui de Zanzibar, à l'époque sous contrôle du sultanat d'Oman. Quant à la côte nord de l'Afrique, elle voit les corsaires sévir jusqu'au début du XIXe siècle. La pénétration européenne fera cesser les traites arabes et intra-africaines qui auront perduré jusqu'aux premières années du XXe siècle.

#### Explorations

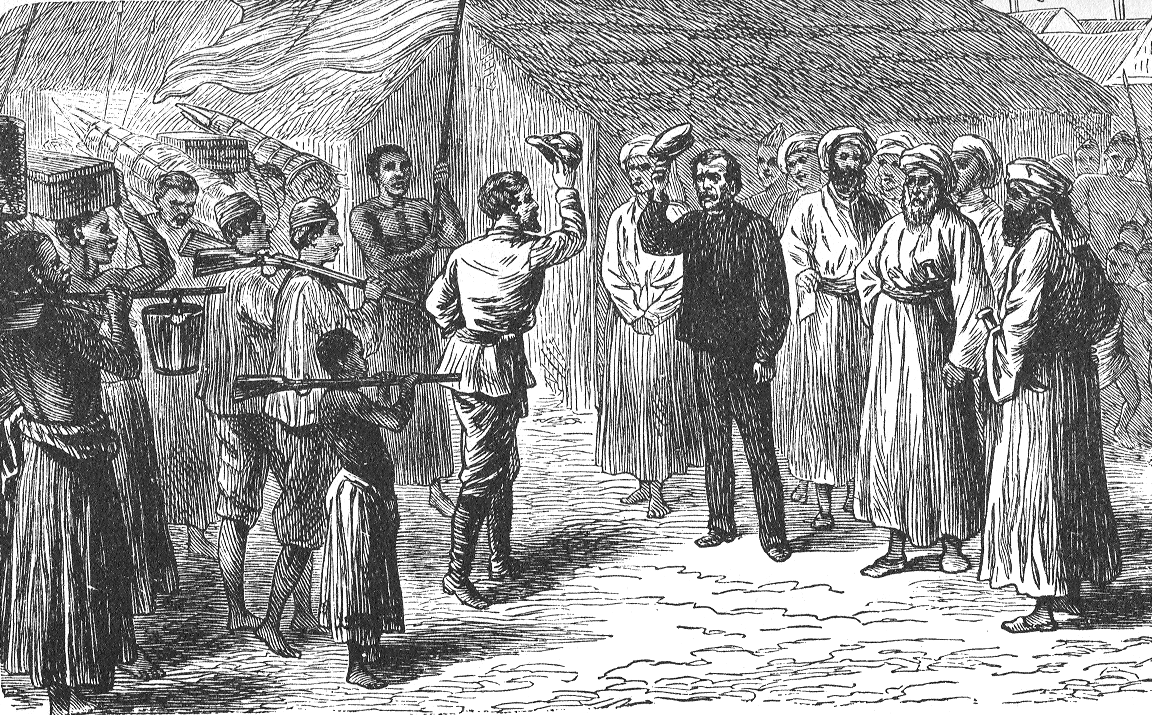
Stanley retrouve Livingstone (illustration de l'ouvrage Comment j'ai retrouvé Livingstone, Paris, Hachette, 1876).

L'Afrique a, aujourd'hui encore, la réputation d'être un « continent insalubre », touché par des maladies comme le paludisme (malaria), la filariose, l'onchocercose (cécité des rivières), la trypanosomiase (maladie du sommeil), la lèpre, ou encore la fièvre jaune. Les voyageurs, avant de se risquer à l'exploration, s'entraînent et s'endurcissent. En 1854, la découverte de la quinine contribue à faciliter la conquête et la colonisation de l'Afrique.
À la fin du XVIIIe siècle, l'esprit du moment en Europe, outre l'abolitionnisme, est aussi celui de la curiosité scientifique — qui justifie l’exploration — et celui de l'impérialisme culturel — qui pousse à évangéliser les populations tout en commerçant — ; c'est la « théorie dite des « trois C » […] [qui] consiste à associer les termes de civilisation, de commerce et de christianisme pour en faire les fondements de l’idéologie coloniale,. » À côté des sociétés abolitionnistes, des sociétés d'exploration (l'African Association par exemple, fondée en 1788 en Angleterre) et des sociétés missionnaires (ainsi la London Missionary Society, créée en 1795) apparaissent à ce moment. Dans les débuts du XIXe siècle, l'intérieur de l'Afrique reste largement inexploré, et les informations géographiques ou ethnographiques concernant le continent sont très anciennes, ; lorsque René Caillié part à la découverte de Tombouctou, qu'il atteint en 1828, « les dernières informations concernant la ville dataient du XVIe siècle et émanaient des récits de Léon l'Africain. » Sous l'impulsion anglaise, la fin du XVIIIe siècle puis le XIXe et le début du XXe siècle voient donc de grandes expéditions se monter, financées par les sociétés missionnaires, les sociétés d'exploration, les grands journaux et les États.
Parallèlement, les missions chrétiennes s'implantent massivement dans tout le continent ; il en existait quelques-unes au début du XIXe siècle, elles se comptent par dizaines à la fin du même siècle.
Les explorations et les missions n'ont pas que des visées désintéressées, scientifiques et évangélisatrices ; dans les faits, une exploration « précède souvent des prises de possession coloniales. » Notable exemple du phénomène, à la fin du XIXe siècle, Léopold II de Belgique commandite plusieurs expéditions, dont une menée par l'explorateur Henry Morton Stanley,, lequel crée l'État indépendant du Congo, en 1885, qui sera la propriété personnelle du roi.

#### Domination coloniale

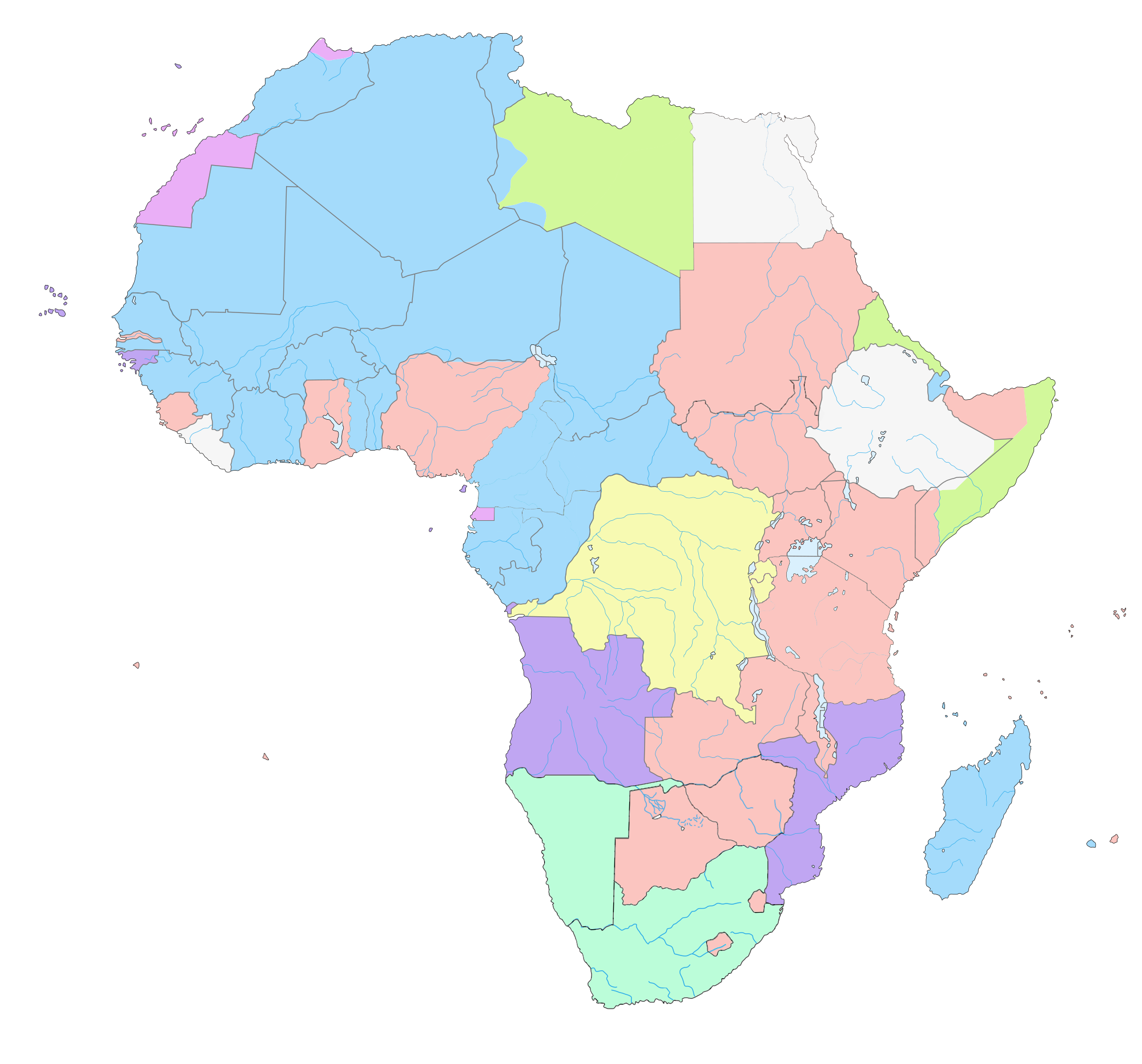
L'Afrique coloniale en 1930.
Allemagne
Belgique
Espagne
France
Grande-Bretagne
Italie
Portugal
États indépendants

L'Afrique coloniale en 1914.

En 1880, à l'aube de la colonisation massive, moins de 20 % du continent est aux mains des Européens. Il s’agit, à l'ouest, de zones côtières, tandis que l'Afrique orientale est exempte de présence européenne. Seule l'Afrique australe est significativement occupée, 250 km à l'intérieur des terres, ainsi que l'Algérie, conquise par les Français en 1830.
Entre 1880 et 1910, en un laps de temps très court du fait de la supériorité technologique des Européens, « les changements les plus importants, les plus spectaculaires, les plus tragiques » de l'histoire du continent se produisent et la quasi-totalité de son territoire est conquise et occupée par les puissances impérialistes qui instaurent un système colonial. La période après 1910 est essentiellement celle de la consolidation du système.
Ce déferlement entraîne des frictions entre les nations européennes ; c'est notamment le cas pour la zone du Congo où les intérêts belges, portugais et français se confrontent et pour l'Afrique australe, où se combattent Britanniques et Afrikaners. Afin de traiter la situation, les États européens organisent, en l'absence de tout représentant africain, à la fin de 1884 et au début de 1885, la conférence de Berlin qui débouche sur un traité fixant les règles auxquelles les signataires acceptent de se soumettre dans le cadre de leur processus de colonisation. Cela a pour effet d'accélérer la colonisation et donc le déploiement des « 3 C » (commerce, christianisme, civilisation) au nom du « fardeau de l'homme blanc ».
Deux pays échappent au partage de l'Afrique, le Liberia, créé par une société de colonisation américaine en 1822 et ayant proclamé son indépendance le 26 juillet 1847 et l'Éthiopie, État souverain depuis l'Antiquité, qui parvient à repousser la tentative de colonisation des Italiens auxquels elle inflige une défaite à la bataille d'Adoua, le 1er mars 1896. Il s'agit de la première victoire décisive d'un pays africain sur les colonialistes,.
Ce que les francophones nomment « partage de l'Afrique », mettant ainsi l'accent sur les conséquences pour le continent, est appelé Scramble for Africa (« la ruée vers l'Afrique ») par les anglophones, qui mettent ainsi en exergue les causes. Ce terme est corrélé avec l'analyse économiste qui avance que cette colonisation est déclenchée par les besoins en matières premières des économies européennes, engagées dans la révolution industrielle et dans le commerce international. Le terme fait aussi référence à la compétition économique que se livrent les nations sur le sol africain. Pour l'acception économiste, inspirée par John Atkinson Hobson, l'impérialisme et la colonisation sont les conséquences de l'exploitation économique pratiquée par les capitalistes et le résultat des rivalités entre les nations.
La plupart des régimes coloniaux mettent fin, de jure, à l'esclavage dans leur zone d'influence — quoique la pratique perdura de facto pendant longtemps encore —, assumant ainsi un rôle de « mission civilisatrice »,. C'est un second volet explicatif de la « ruée » : le sentiment de supériorité de l'Europe vis-à-vis de l'Afrique, conforté par les théories du darwinisme et de l'atavisme social ainsi que par la période de la traite négrière, laquelle avait vu la montée du sentiment raciste et l'idée de hiérarchie entre les races (courant de pensée dit racialiste, incarné par exemple par Gobineau, auteur d'un Essai sur l'inégalité des races humaines en 1855), tout cela justifiant d'apporter la civilisation et le christianisme aux peuples du « continent noir », via le « sabre et le goupillon ».
Enfin, le sentiment nationaliste des pays européens joue aussi un rôle, la compétition pour la domination de l'Afrique en étant un des aspects.
L'économie coloniale qui se met en place repose principalement sur deux secteurs : l'extraction minière et la traite de produits agricoles. L'activité commerciale internationalisée (économie de traite) est aux mains des Européens via leurs firmes pratiquant l'import-export, lesquelles disposent du capital nécessaire à l'investissement local.
Plusieurs dispositifs structurent cette économie : l'impôt de capitation, qui contraint les Africains au travail salarié pour le compte des colons afin d’acquitter l'impôt, les plantations obligatoires, l'« abject » travail forcé et le travail migratoire, le déplacement des populations, la saisie des terres, le code de l'indigénat sous ses diverses variantes qui excluent les colonisés du droit commun, l'indirect rule britannique. Cela déstabilise fortement les structures sociales en place ainsi que le système productif, ce qui conduit à la pauvreté, à la sous-alimentation, aux famines et aux épidémies. Ces pratiques, déjà brutales par essence, s’aggravent de répressions sanglantes contre les soulèvements et les résistances. La répression des Héréros (1904-1907) est ainsi qualifiée de « premier génocide du XXe siècle »,. Les pertes humaines sont telles que la démographie du continent en est affectée : « les deux ou trois premières décennies de l’ère coloniale (1880-1910 environ) […] provoquèrent  […] une forte diminution de la population. »
La Première Guerre mondiale mobilise 1,5 million de combattants africains et, au total, 2,5 millions de personnes sont touchées, d'une manière ou d'une autre, par l'effort de guerre.
La période qui suit, jusqu'à l'aube de la Seconde Guerre mondiale, est qualifiée d'« apogée » de la colonisation ; les puissances coloniales construisent des routes, des voies ferrées, des écoles et des dispensaires. Néanmoins, « la période 1920-1935 resta une période coloniale dure […] Lors de la Grande Dépression [1929], il régnait une misère profonde. » L'Afrique s'intègre de plus en plus à l’économie mondiale, et le continent bénéficie jusqu'en 1950 environ, date à laquelle culminent les profits des entreprises, de la reprise — interrompue par la Seconde Guerre mondiale — qui suit la crise de 1929.

### Autonomie politique et indépendances

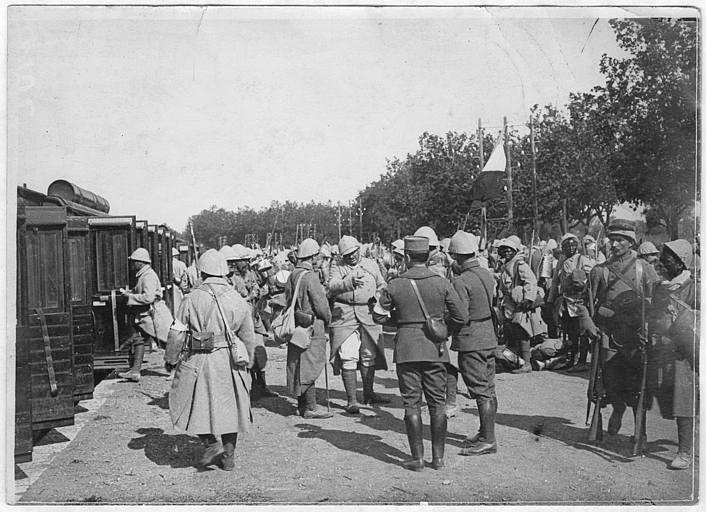
Fréjus, embarquement pour le front de tirailleurs sénégalais (1915).

Même si l'Éthiopie ne fut jamais colonisée et malgré des indépendances précoces (le Liberia en 1847 et l'Union d'Afrique du Sud en 1910), les prémices de l'émancipation de l'Afrique remontent à la Première Guerre mondiale.
Pour les Européens, ce conflit est l'occasion de côtoyer des « frères d'armes » africains (plus d'un million d'Africains sont mobilisés), ce qui change leur regard sur eux. Le tirailleur sénégalais et le tirailleur algérien voisinent avec le poilu dans le livre des images d'Épinal militaires françaises. Pour les Africains, la guerre permet de rompre avec le rapport déséquilibré du colonisé à son « maître », à tel point, par exemple, qu'en « Guinée, le retour des anciens combattants fut le prélude de grèves, d’émeutes dans les camps de démobilisation et d’une contestation de l’autorité des chefs. » Le traité de Versailles de 1919 dépouille l'Allemagne de ses colonies, que les vainqueurs se partagent, ce qui trace à peu près les frontières de l'Afrique actuelle. Le sentiment anticolonial continue à se développer en Afrique après la guerre, ainsi que, modestement, dans les pays occidentaux. Le président américain Woodrow Wilson, dans son programme de paix (les Quatorze points de Wilson), rédigé en amont de la conférence de paix de Paris (1919), mentionne explicitement l'auto-détermination des peuples, ce qui inspire et légitime les mouvements anticolonialistes et nationalistes africains. Ces mouvements se font entendre, comme le Wafd, délégation égyptienne qui souhaite participer à la conférence de Paris pour y plaider l'indépendance de l'Égypte et dont les membres sont déportés par les autorités anglaises. Certains obtiennent d'être entendus par la Société des Nations, tel le National Congress of British West Africa, mouvement indépendantiste de la Gold Coast (actuel Ghana), représenté par J. E. Casely Hayford, qui obtient une audition internationale au début des années 1920. Dans le prolongement, les années 1930 voient la montée des formes de résistance et de syndicalisation qui déboucheront ultérieurement sur les indépendances. Cependant, dans le même temps, en 1931, en France, s'organise l'exposition coloniale, symbole de l'unité de la « plus grande France », faisant suite à la British Empire Exhibition de 1924. À cette époque, à l'instar de la France, les métropoles ne sont pas prêtes à se détacher de leurs colonies. Les empires ont permis de gagner la guerre, grâce aux hommes, mobilisés de force, et aux ressources, réquisitionnées pour alimenter les mères-patries. En 1935, l'Italie fasciste décide même d'envahir l'Éthiopie, où elle se maintient jusqu'en 1941, faisant preuve de persistance dans l'idéologie colonialiste.
La Seconde Guerre mondiale est un tournant crucial. Durant le conflit, les « coloniaux » s'illustrent à nouveau sur les champs de bataille, mobilisés par centaines de milliers, essentiellement par la France et l'Angleterre,. En août 1941, Winston Churchill et Franklin D. Roosevelt, signent la Charte de l'Atlantique, laquelle préfigure la Charte des Nations unies (1945) ; ce faisant, « ils signaient du même coup l’arrêt de mort, pour le restant du XXe siècle de l’idée de légitimité du colonialisme. » L'évolution des modes de pensée consécutive à la guerre tend à rendre insupportable l'idée même du colonialisme : « La raison même d’être de la guerre, lutte contre la tyrannie et la conquête, semblait condamner le colonialisme. » L'année 1945, fin de la guerre, est aussi la date du congrès panafricain de Manchester, qui marque le début du panafricanisme militant. L'après-guerre voit des élites africaines, formées aux États-Unis ou en Europe (Julius Nyerere, Jomo Kenyatta, Kwame Nkrumah, Nnamdi Azikiwe…), prendre en main la contestation du modèle colonial, dénoncé comme étant au service exclusif des Blancs. Des partis politiques sont créés, tels le Convention People's Party (Gold Coast ou Côte-de-l'Or, actuel Ghana, 1949), le Rassemblement démocratique africain (fédération de partis politiques des colonies françaises, 1947)… dont les dirigeants seront les principaux hommes politiques des futurs États indépendants. Les revendications d'après la Seconde Guerre mondiale sont plus affirmées : les « mouvements, qui réclamaient auparavant un plus grand rôle dans l’administration, en viennent à exiger les rênes du pouvoir. »
L'après-Seconde Guerre mondiale est aussi le moment où le monde voit les centres de pouvoir se déporter nettement de l'Europe vers les États-Unis et l'URSS. Succédant à la SDN, « l'O.N.U. devint ainsi la tribune de l'anticolonialisme militant. » La tonalité anti-coloniale de sa charte dérive de l'influence de l'URSS, alors qu'aucun pays européen n'est, à ce moment, sur la même ligne politique. Au contraire, les puissances coloniales se raidissent, effrayées, dans le contexte de la guerre froide, par une possible « subversion communiste » (sic), et elles répriment violemment toutes les manifestations politiques (par exemple, l'insurrection malgache de 1947 ou celle du Kenya dans les années 1950). Les États-Unis, pour leur part, encouragent discrètement les mouvements indépendantistes, à condition qu'ils n'aient pas partie liée avec le communisme. L'URSS soutient elle aussi les mouvements indépendantistes, en lutte contre « l'Impérialisme, stade suprême du capitalisme ».

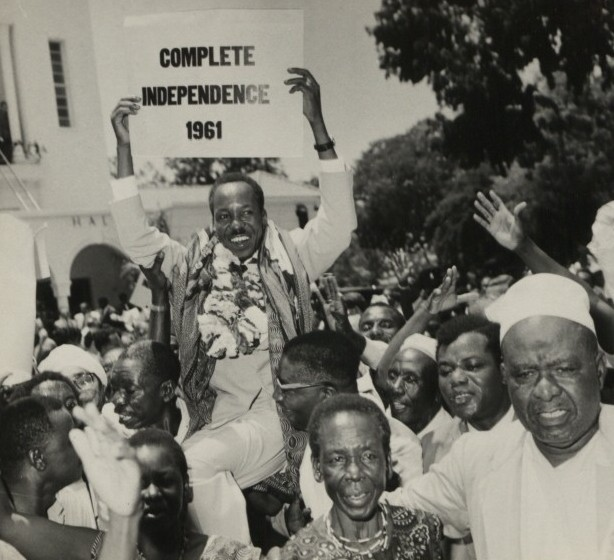
Julius Nyerere et des militants indépendantistes, en 1961

Les années 1950 voient une évolution politique mais aussi l'émergence, en France, du cartiérisme, mouvement de pensée qui expose que les colonies, au lieu d'être source de profit, coûtent cher et qu'il vaut mieux financer la mère-patrie. L'analyse se prolonge par la notion de complexe hollandais, qui entend démontrer que l'abandon des colonies dope l'économie de la métropole, en prenant l'exemple des Pays-Bas, qui perdent leur colonie d'Indonésie à la fin des années 1940 et qui connaissent une forte croissance économique dans les années 1950 grâce à une réorientation des dépenses publiques et de l'investissement.
C'est dans ce contexte que débute le mouvement de décolonisation, que le premier ministre britannique Harold Macmillan appelle en 1960, le « Vent du changement »,.
En 1951, l'Italie vaincue est forcée par l'ONU d'accorder l'indépendance à la Libye dont le territoire est occupé par les forces françaises et anglaises. Les protectorats français au Maroc et en Tunisie accèdent à l'indépendance en 1956. L'Afrique subsaharienne suit, avec l'indépendance de la Côte-de-l'Or, devenue Ghana en 1957, début d'une vague d'indépendance, relativement pacifique et négociée, qui dure jusqu'en 1960. À son issue, plus d'une vingtaine de pays ont obtenu leur émancipation politique, dont la majeure partie des colonies françaises. De 1960 à 1965, ce sont essentiellement les possessions britanniques (Nigeria, Tanganyika devenue Tanzanie, Kenya, Ouganda, Rhodésie du Nord devenue Zambie) qui sont concernées. Les négociations y sont plus compliquées du fait de la forte présence de colons blancs (Kenya) ou d'une grande diversité ethnique ou religieuse (Nigeria).
Certaines indépendances sont cependant plus arrachées que négociées. Pour l'Algérie, l'indépendance arrive en 1962 après une guerre commencée en 1954, la Rhodésie du sud devenue Rhodésie puis Zimbabwe-Rhodésie puis Zimbabwe, déclare unilatéralement son indépendance en 1965. Les possessions portugaises (Guinée-Bissau, Cap-Vert, Sao Tomé-et-Principe, Angola et Mozambique) font l'objet de guerres qui ne se terminent qu'avec la fin du régime de Salazar, en 1974 et 1975, date qui est aussi celle à laquelle l'Espagne abandonne le Sahara espagnol (quoique pour un statut contesté). D'autres territoires obtiennent tardivement leur indépendance de pays non européens. La Namibie doit attendre la fin de l'apartheid en Afrique du Sud et l'année 1990 pour devenir indépendante. L'Érythrée, réunie à l'Éthiopie à la fin de la Seconde Guerre mondiale, s'en détache en 1993, à l'issue de trente ans de guerre et le Soudan du Sud fait sécession du Soudan en 2011.

### Afrique contemporaine

Carte des États d'Afrique.

Les nouveaux États indépendants ont des tâches urgentes à accomplir ; ne voulant pas se lancer dans une recomposition aventureuse, ils décident de conserver les frontières coloniales, que l'OUA, nouvellement créée, décrète intangibles en 1963. Ils font de même avec la langue du colonisateur, idiome commun à des citoyens aux parlers nombreux. La situation diffère cependant en Afrique du Nord, où l'arabe reprend le pas sur la langue du colon ainsi qu'en Afrique de l'Est où le swahili l'emporte.
Les frontières font fi des réalités ethniques et géographiques du continent. L'unité nationale des nouveaux États ne peut donc pas se fonder sur une base ethno-culturelle ou une histoire commune, elle doit plutôt se baser sur des considérations politiques et économiques, constitutives d'un projet commun. Beaucoup de ces pays prennent, de ce fait, le chemin du parti unique, voire de la dictature, les héros de l'indépendance se transformant en despotes tels Sékou Touré, Léopold Sédar Senghor, Léon Mba, Fulbert Youlou, parfois à la suite de putschs comme Gnassingbé Eyadema et Mobutu Sese Seko par exemple ; il s’agit d'imposer à marche forcée une unité à des nations qui en sont dépourvues à l'origine. L'idéologie sert ainsi de vecteur. Certains adoptent une voie « socialiste » ou « marxiste-léniniste », comme l'Algérie, la Tanzanie, le Sénégal, la Guinée, le Mozambique… et les diverses républiques populaires, du Congo, du Bénin… Ailleurs, c'est la religion qui sert à souder l'unité nationale comme en république islamique de Mauritanie,.

Ahmed Sékou Touré en 1982.
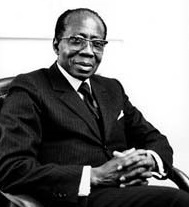
Léopold Sédar Senghor en 1987.
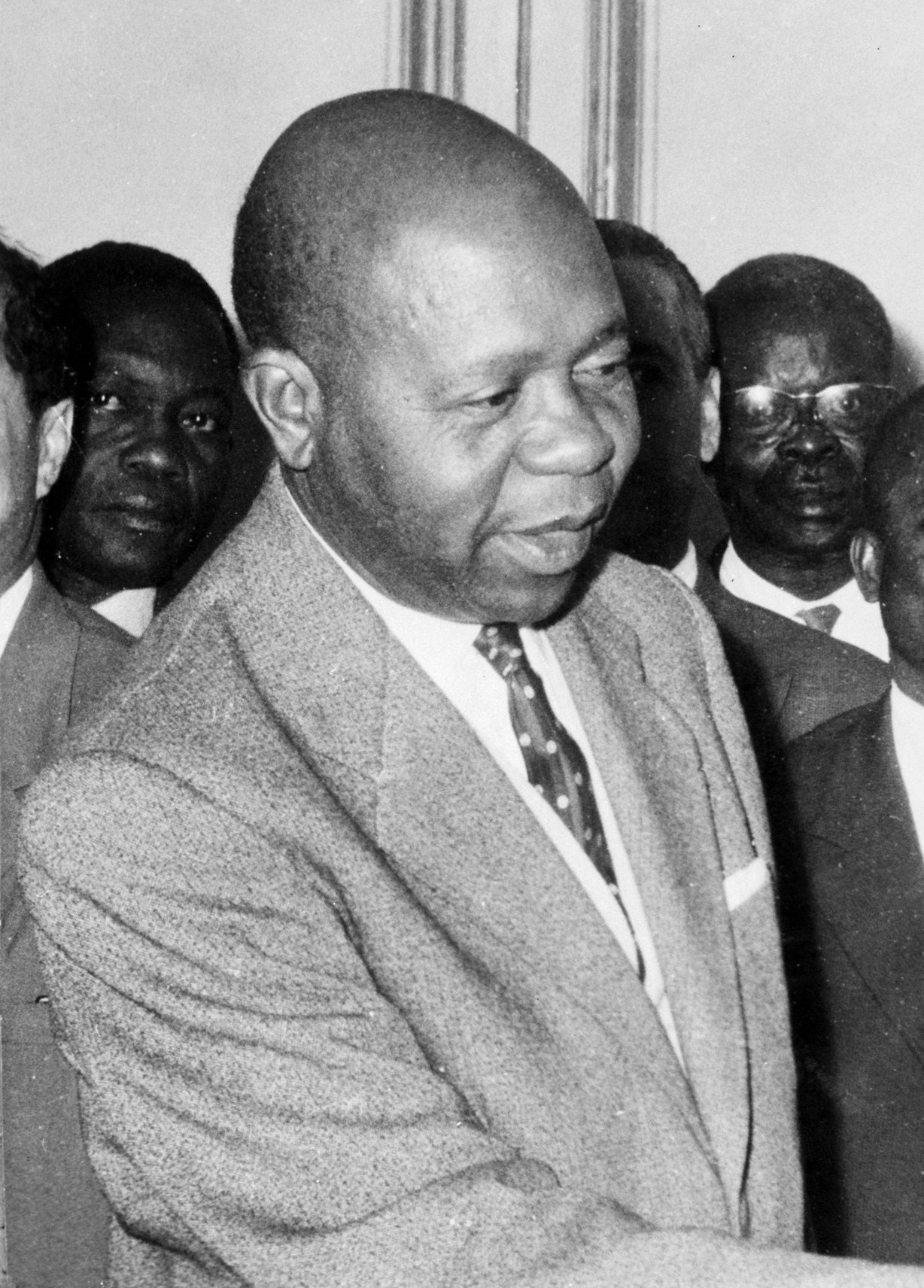
Léon Mba en 1964.
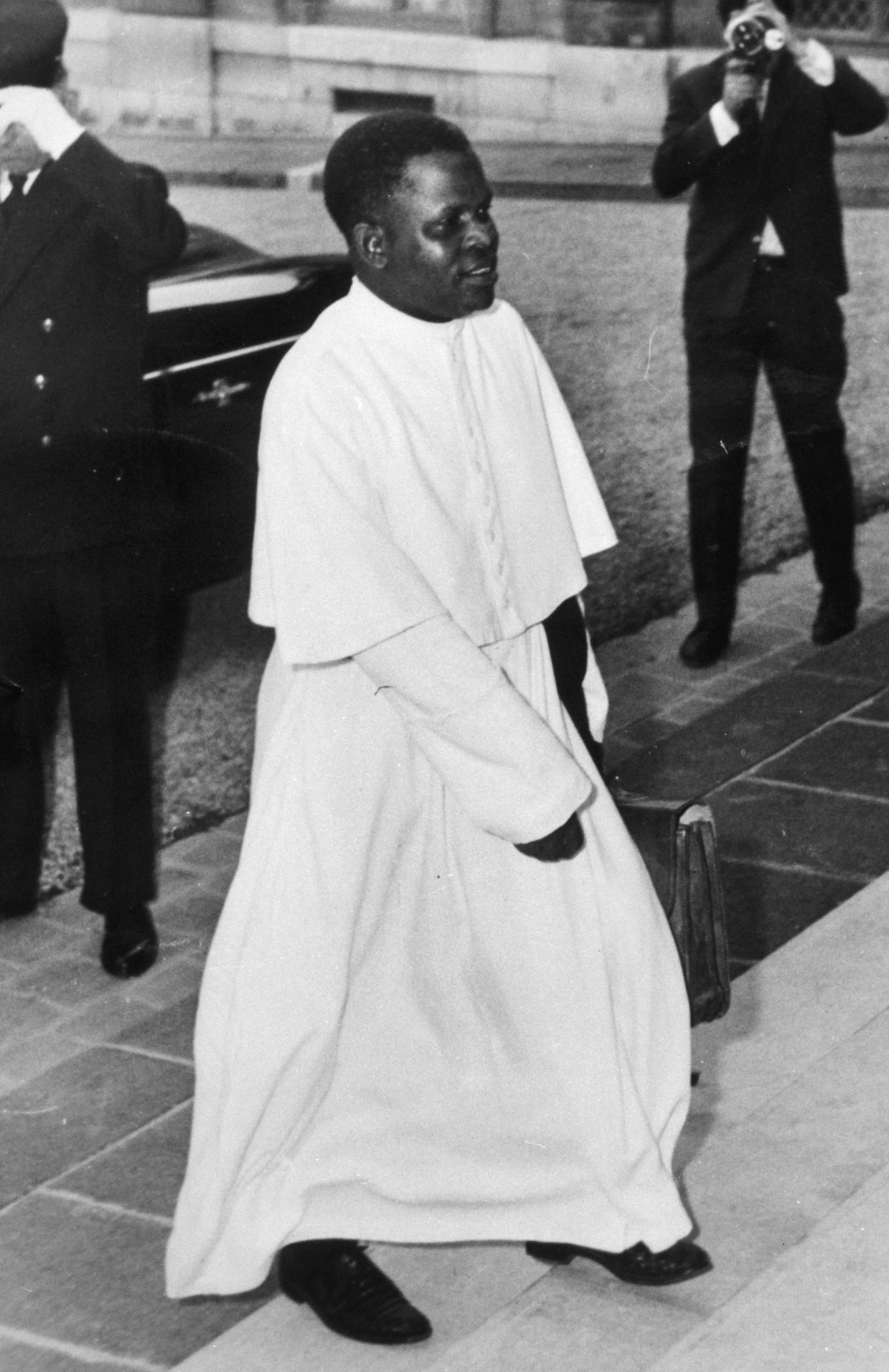
Fulbert Youlou en 1963.
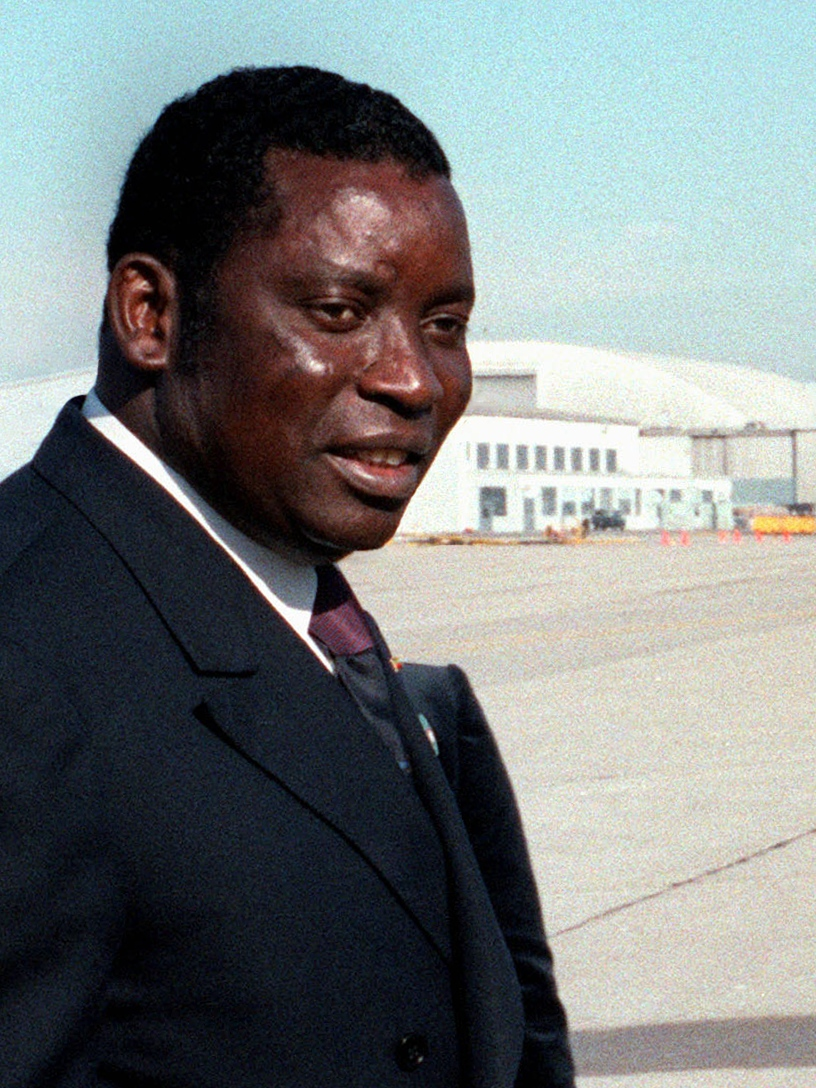
Gnassingbé Eyadema en 1983.
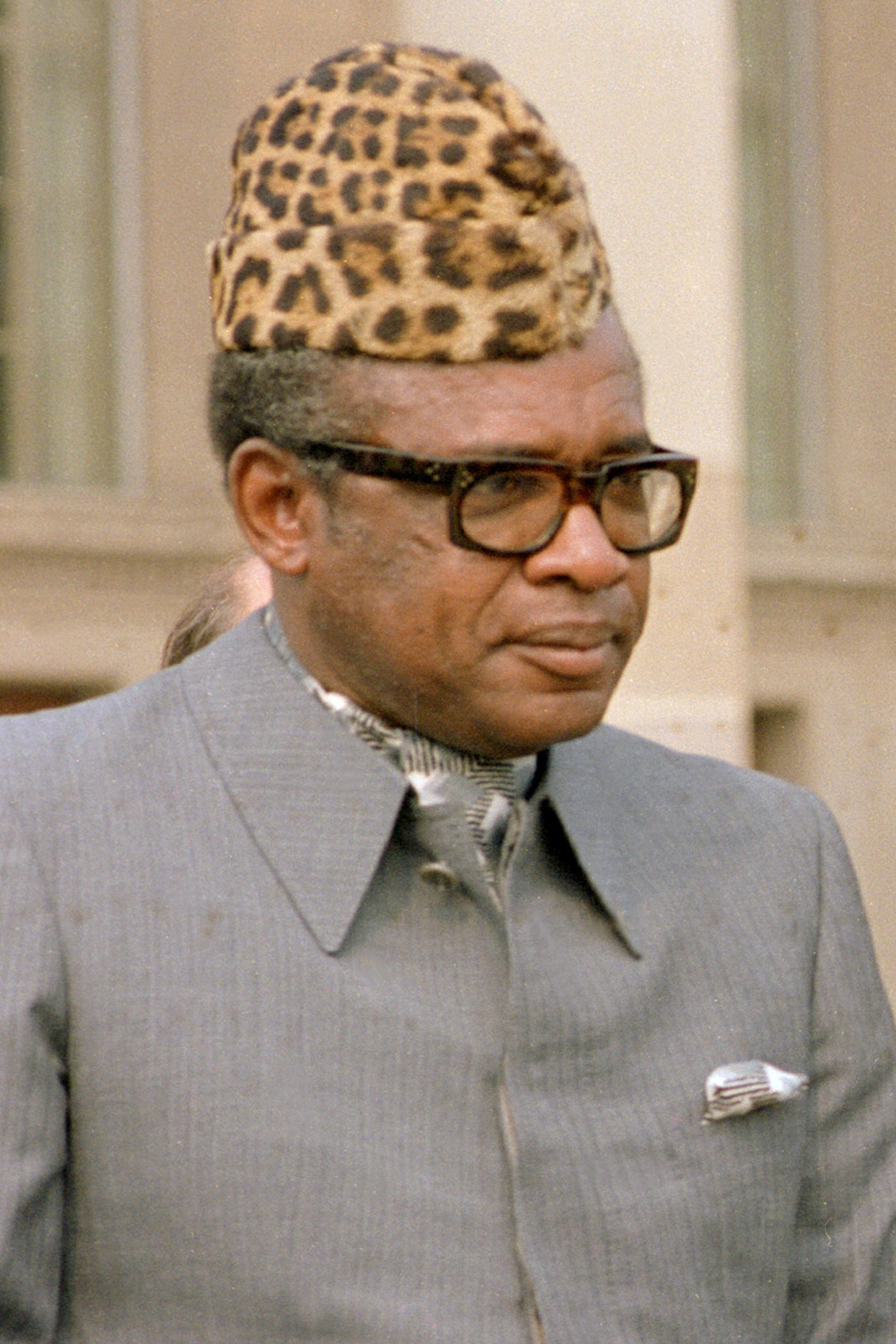
Mobutu Sese Seko en 1983.
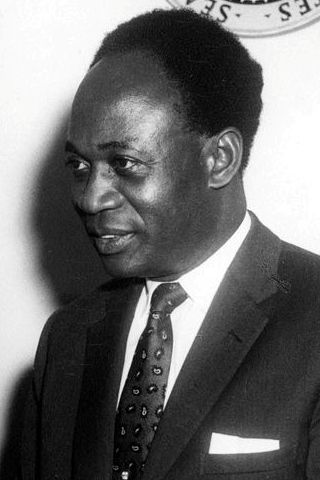
Kwame Nkrumah en 1961.
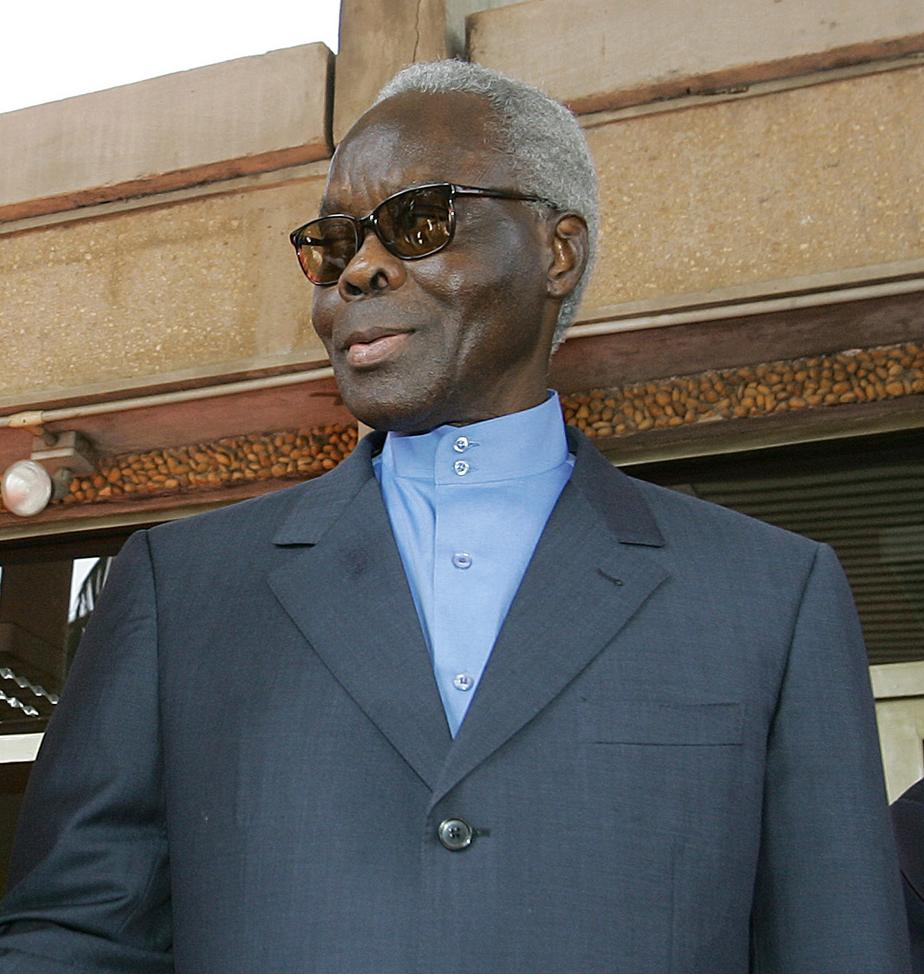
Mathieu Kérékou en 2006.

Politiquement, l'idéologie panafricaine, qui inspirait les mouvements de libération en tant que principe unificateur de lutte contre les puissances coloniales, décline après les indépendances malgré la création de l'OUA en 1963. Par ailleurs, dès 1955, l'Afrique était représentée à la conférence de Bandung, fondatrice du mouvement des non-alignés et base de la naissance du concept de tiers monde. L'« imaginaire identitaire » africain se construit ainsi de manière composite, entre panafricanisme et volonté d'échapper à la logique des blocs de la guerre froide (non-alignement).
Les nouveaux États ne sont cependant pas débarrassés des structures économiques héritées de la colonisation et les liens avec les métropoles ne sont pas rompus. Beaucoup sont signataires d'accords politiques, économiques et militaires, parfois secrets, qui les lient aux anciennes métropoles et la majeure partie des anciennes colonies du Royaume-Uni rejoint le Commonwealth. Les anciennes métropoles entendent conserver ainsi une position privilégiée en échange d'assistance technique et d'aide au développement. De fait, l'immédiat après indépendance est une période dite de « néocolonialisme », concept clé des relations nord-sud à cette époque : les Européens, mais aussi les États-Unis, l'Union soviétique, Cuba, la Chine…, protagonistes de la guerre froide, s'ingèrent largement dans la politique et dans l'économie du continent,.

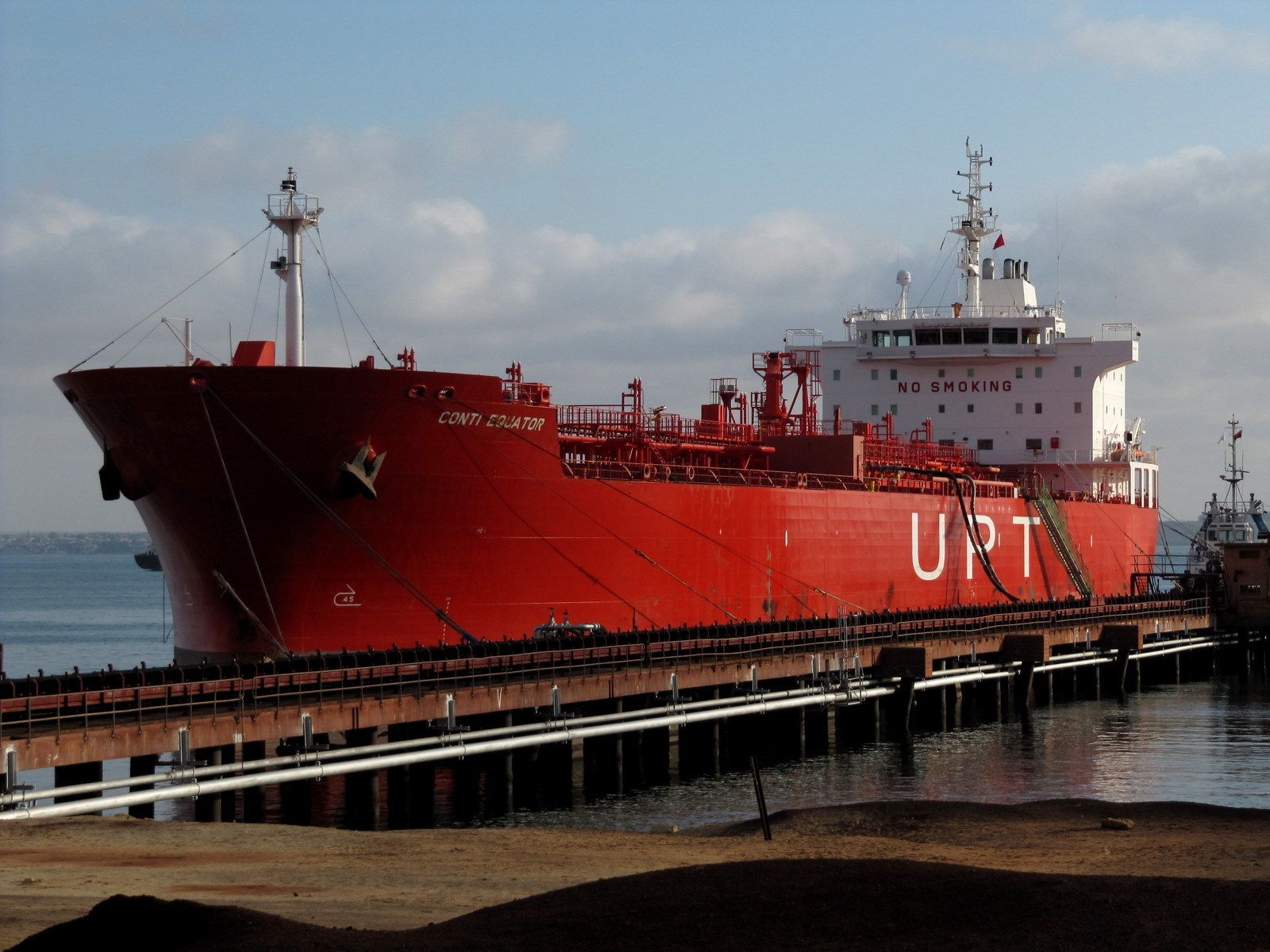
Cargo minéralier à Namibe (Angola) en 2010. L'Afrique concentre environ 30 % des réserves minérales mondiales.

Entre 1960 et 1980, le PIB des pays africains triple sans pour autant que les conditions de vie des Africains ne s’améliorent sensiblement. La gestion de l'économie, qu'elle s'appuie sur une idéologie libérale ou socialiste, ne permet pas de « décoloniser » le tissu productif des nouveaux États. L'agriculture de subsistance continue à cohabiter avec l'agriculture de rente destinée à l'exportation, et les matières premières sont massivement exportées, sans produire de valeur ajoutée locale. Les débouchés se trouvent dans les pays développés qui, dans le contexte des « Trente Glorieuses », ont besoin des ressources du continent pour nourrir leur croissance. Le continent s'endette massivement durant les années 1970 — à cette époque, les États africains sont considérés comme solvables grâce à la hausse des cours des matières premières et aux faibles taux d'intérêt —, auprès des banques qui recyclent ainsi leurs liquidités en eurodollars puis pétrodollars. Les investissements sont pharaoniques et comprennent quelques éléphants blancs ; le montant de la dette atteint près du quart du PIB africain en 1980.
Mais, alors que depuis les indépendances les recettes d'exportation croissaient, « entre 1979 et 1982 les prix des principales exportations africaines retombent, en termes réels, à leur plus bas niveau depuis 1950. » Simultanément, les taux d'intérêt augmentent de manière « vertigineuse ». Les recettes d'exportation baissent, les taux d'intérêt grimpent ; prise ainsi dans un effet de ciseaux, l'Afrique s’engage dans une spirale de crise. Les possibilités d'investissement décroissent drastiquement, les déficits budgétaires se creusent et la dette devient un boulet financier. En 1990, elle représente 106,1 % du PNB en Afrique subsaharienne et de 52 % (Algérie) à 126 % (Égypte) en Afrique du Nord. Il n'y a plus d'argent pour les projets et l'aide publique au développement sert avant tout à soulager les banques occidentales de leurs créances devenues douteuses. Les bailleurs de fonds internationaux (le FMI et la Banque mondiale essentiellement) accordent des prêts en les conditionnant à la mise en œuvre de politiques d'ajustements structurels visant à réformer l'ensemble de l'économie des pays ou, au minimum, des secteurs entiers (énergie, éducation), ce qui en modifie profondément le fonctionnement. Inspiré par une pensée économique libérale, l'ajustement structurel consiste notamment à privatiser, le plus souvent au profit d'entreprises étrangères, des pans entiers de l'économie, à lever les barrières aux échanges commerciaux, à réduire le poids de l'État y compris les aides aux plus défavorisés. En 1992, presque tous les pays du continent sont concernés par l'ajustement structurel. Au regard des critères libéraux, l'économie s'en trouvera assainie, mais il faudra plus de vingt ans pour cela et le bilan social en est « terrifiant » : chômage, mise à mal des systèmes de santé et d'éducation, accroissement des inégalités,… Politiquement, les pays sont soutenus même lorsque leurs fondements démocratiques ne sont pas en place, confortant de facto des régimes autoritaires ou des démocraties imparfaites.
Au début des années 1990, à la suite de la chute du mur de Berlin, les aspirations démocratiques du continent s'amplifient. C'est la période du discours de La Baule, des « conférences nationales » en Afrique francophone — qui instaurent, notamment, le multipartisme —, de la fin de l'apartheid, de l'indépendance de la Namibie et de l'Érythrée. La démocratie ne progresse cependant pas massivement dans un contexte de tensions ethniques et régionalistes et de conflits armés. Cela fait qu'encore aujourd'hui le continent présente un visage contrasté, « les jeunes démocraties cohabitant avec les tyrans sanguinaires ».
D'un point de vue économique, profitant d'un retournement de cycle, la dette des pays d'Afrique subsaharienne baisse de moitié en quinze ans et redescend à un niveau plus soutenable, passant de 85 % en 2000 à 40 % du PIB à la fin des années 2010,. La croissance économique du continent est soutenue depuis le début du XXIe siècle, aux alentours de 5 % par an pour la production réelle et de 4 % pour le PIB,,.

#### Conflits
Le continent reste fortement touché par des affrontements violents : « L’Afrique retient l’attention car elle apparaît […] comme le théâtre du plus grand nombre de conflits actuels » et « Les conflits violents durent plus longtemps et sont plus meurtriers en Afrique que dans les autres régions du monde ». « Entre 1989 et 2002, 10 à 15 conflits ont éclaté chaque année, entraînant des conséquences néfastes pour le développement socioéconomique et infrastructurel de l’Afrique. De 1994 à 2003, on a dénombré 9,2 millions de morts en raison des conflits armés, et à partir de 2003, 15,6 millions de personnes déplacées à l’intérieur de leur propre pays. »

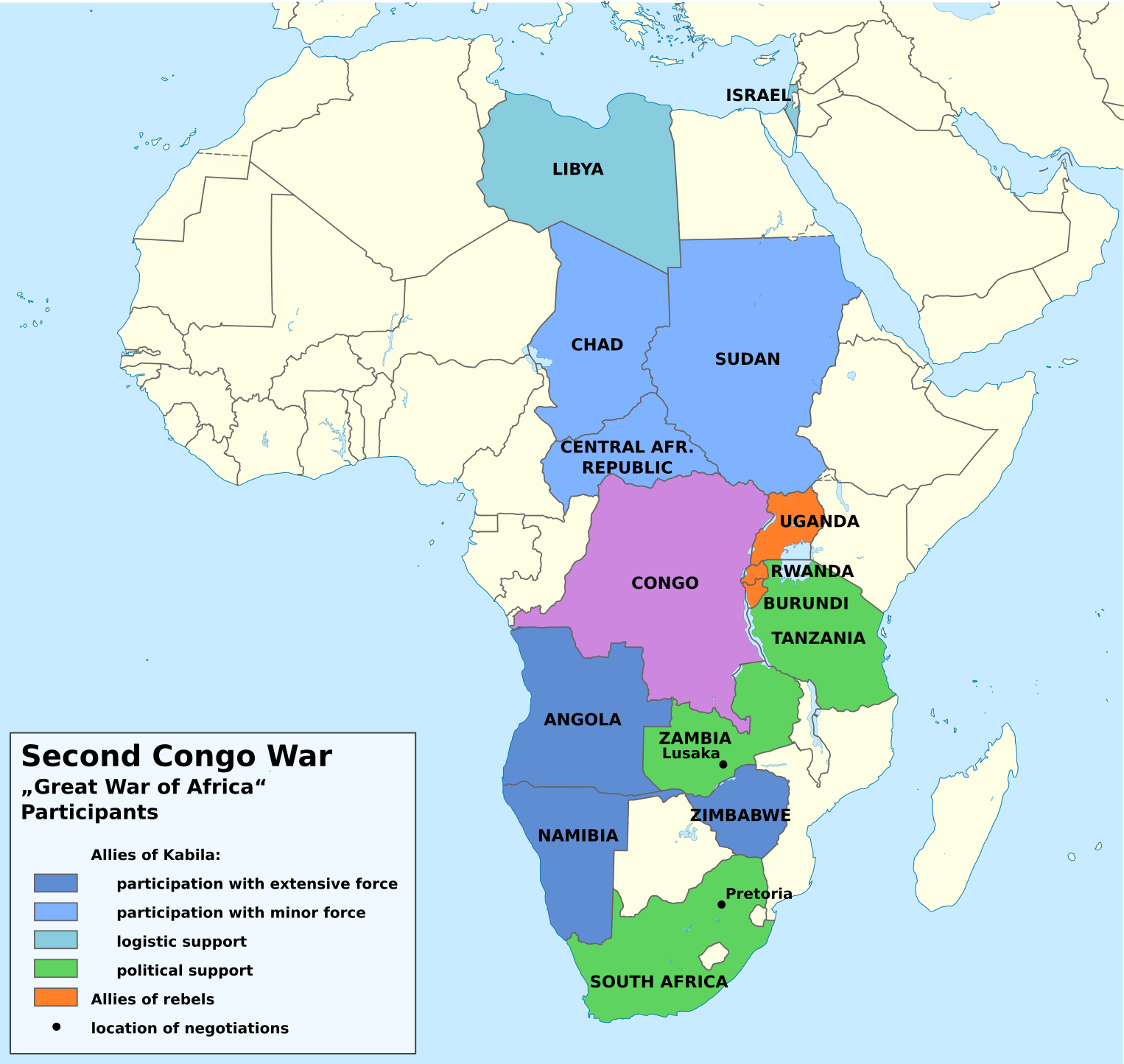
Participants de la Deuxième guerre du Congo

En 2008, sur 35 conflits graves répertoriés dans le monde, 13 sont situés en Afrique, où 15 pays sur 53 sont concernés par une « crise d’intensité moyenne à haute ». La situation ne s'améliore pas au fil du temps ; en octobre 2015, sur seize opérations de maintien de la paix menées par l'ONU, neuf se situent en Afrique, et, en mai 2016, sur dix « situations sous enquêtes » à la Cour pénale internationale, neuf concernaient l'Afrique. De même, le conflit du Rwanda a été juridiquement qualifié de génocide.
S'il est possible de caractériser globalement les conflits africains (ils sont locaux ou transfrontaliers mais pas inter-étatiques), l'historiographie moderne échoue à trouver des explications partagées à ce sujet,, chaque situation étant, in fine, considérée comme particulière.
Il existe néanmoins des facteurs de contexte fréquemment évoqués : la faiblesse voire la défaillance des États (Burundi, République centrafricaine…),,, phénomène souvent corrélé à un faible niveau de revenu et à une répartition inégalitaire des revenus sur des bases ethniques ou géographiques. Cela nourrit les antagonismes ethniques (Côte d'Ivoire, Rwanda, Touareg au Mali…), lesquels, parfois, traversent les frontières (Liberia et Sierra Leone, Rwanda, Burundi et Ouganda, Guinée-Bissau et rébellion casamançaise…). Ces inégalités économiques, pour l'aspect géographique, entraînent des luttes pour l'appropriation des zones où se situent les ressources naturelles, sources des richesses (Soudan du Sud, Somalie, république démocratique du Congo,…)
Ces facteurs se conjuguent de manière complexe, d'autant que dans un monde globalisé, les diasporas jouent un rôle, par le financement, l'appui à l'organisation des rébellions et la propagation des idéaux dans les pays extérieurs au continent (Érythrée…), et que l'Afrique s'inscrit aussi dans une « mondialisation criminelle » des « foyers terroristes […] qui se concentrent dans un croissant s’étirant du Pakistan au Sahel. » Cette mondialisation a aussi pesé de tout son poids dans les printemps arabes de 2011 en Égypte et en Tunisie,, ainsi que, conjuguée à la problématique terroriste, dans le conflit libyen, à dimension internationale,.

##### Insurrections djihadistes

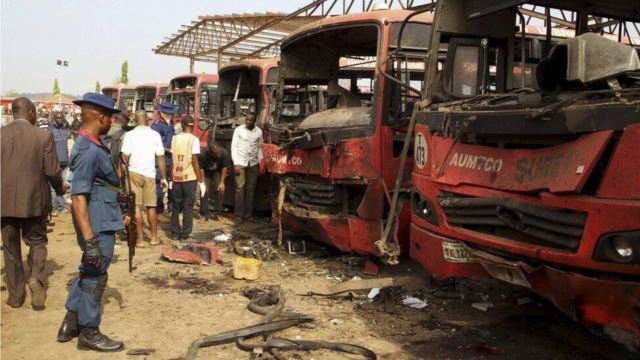
Scène de l'attentat perpétré par Boko Haram à Nyanya, Nigeria, le 14 avril 2014.

Depuis la fin du XXe siècle, l'Afrique est massivement concernée par les insurrections djihadistes. Dans les années 1990, l'Algérie sombre dans une guerre civile. À partir de 2003, les troubles commencent à s'étendre au Sahel. En 2006, les islamistes s'emparent de Mogadiscio, la capitale de la Somalie. En 2009, une insurrection éclate au nord-est du Nigeria. En 2012, le nord du Mali passe sous le contrôle de groupes liés à al-Qaïda.
Les principaux groupes salafistes djihadistes en Afrique sont les shebabs du mouvement Al-Shabbaab (opérant en Somalie et au Kenya), Boko Haram (opérant Nigeria, au Niger, au Cameroun, au Tchad), AQMI (opérant en Algérie, Mali, Mauritanie, Niger, Tunisie et Libye) et divers autres groupes sahéliens liés à al-Qaïda (Ansar Dine, le MUJAO, Les Signataires par le sang, Al-Mourabitoune, Ansarul Islam et le Groupe de soutien à l'islam et aux musulmans). L'État islamique apparaît également sur le continent au milieu des années 2010 avec notamment le ralliement d'une partie de Boko Haram qui forme l'État islamique en Afrique de l'Ouest, le ralliement d'une partie d'al-Mourabitoune qui forme l'État islamique dans le Grand Sahara, et les ralliements du Majilis Choura Chabab al-Islam en Libye, d'Ansar Baït al-Maqdis en Égypte, de Jund al-Khilafah en Algérie et de quelques autres groupes en Tunisie, en Somalie et au Mozambique.
La montée en puissance des mouvements djihadistes et la multiplication des conflits armés sur le continent entraînent plusieurs interventions internationales, notamment celles de la France (au Sahel avec l'opération Serval puis Barkhane) et des États-Unis (opération Enduring Freedom - Trans Sahara). Ces interventions visent à soutenir des gouvernements alliés mais aussi à affaiblir des foyers djihadistes susceptibles de constituer des bases pour des attaques terroristes contre l'Europe.
Selon le Global terrorism index, entre 2014 et 2015, le Nigeria est après l'Irak le deuxième pays le plus touché au monde par les attentats terroristes islamistes, en nombre de morts. L'Afrique subsaharienne possède en outre le sinistre record du plus grand nombre moyen de morts par acte terroriste (6,7 morts) et Boko Haram est le groupe terroriste le plus meurtrier de la planète en 2014.

## Démographie

### Estimations alternatives de la population africaine, 0-2018 (en milliers)
Source : Maddison et autres : Maddison et autres. (Université de Groningue).
| Année   | 0       | 1000    | 1500    | 1600    | 1700    | 1820      | 1870      | 1913      | 1950      | 1973      | 1998      | 2018      | 2100 (projeté) |
| ------- | ------- | ------- | ------- | ------- | ------- | --------- | --------- | --------- | --------- | --------- | --------- | --------- | -------------- |
| Afrique | 16 500  | 33 000  | 46 000  | 55 000  | 61 000  | 74 208    | 90 466    | 124 697   | 228 342   | 387 645   | 759 954   | 1 321 000 | 3 924 421      |
| Monde   | 230 820 | 268 273 | 437 818 | 555 828 | 603 410 | 1 041 092 | 1 270 014 | 1 791 020 | 2 524 531 | 3 913 482 | 5 907 680 | 7 500 000 | 10 900 000     |

### Parts de l'Afrique dans la population mondiale, 0-2020 (% du total mondial)
Source : Maddison et autres (Université de Groningen).
| Année   | 0   | 1000 | 1500 | 1600 | 1700 | 1820 | 1870 | 1913 | 1950 | 1973 | 1998 | 2020 | 2100 (projeté) |
| ------- | --- | ---- | ---- | ---- | ---- | ---- | ---- | ---- | ---- | ---- | ---- | ---- | -------------- |
| Afrique | 7,1 | 12,3 | 10,5 | 9,9  | 10,1 | 7,1  | 7,1  | 7,0  | 9,0  | 9,9  | 12,9 | 18,2 | 39,4           |

### Pyramide des âges
La société africaine est extrêmement jeune. En 2004, un Africain sur deux a moins de 20 ans. En 2012, 70 % de la population du continent avait moins de 30 ans, et 44 % de sa population avait, en 2006, moins de 15 ans, ce qui en fait « incontestablement la plus jeune région du monde »,

### Évolution de la population

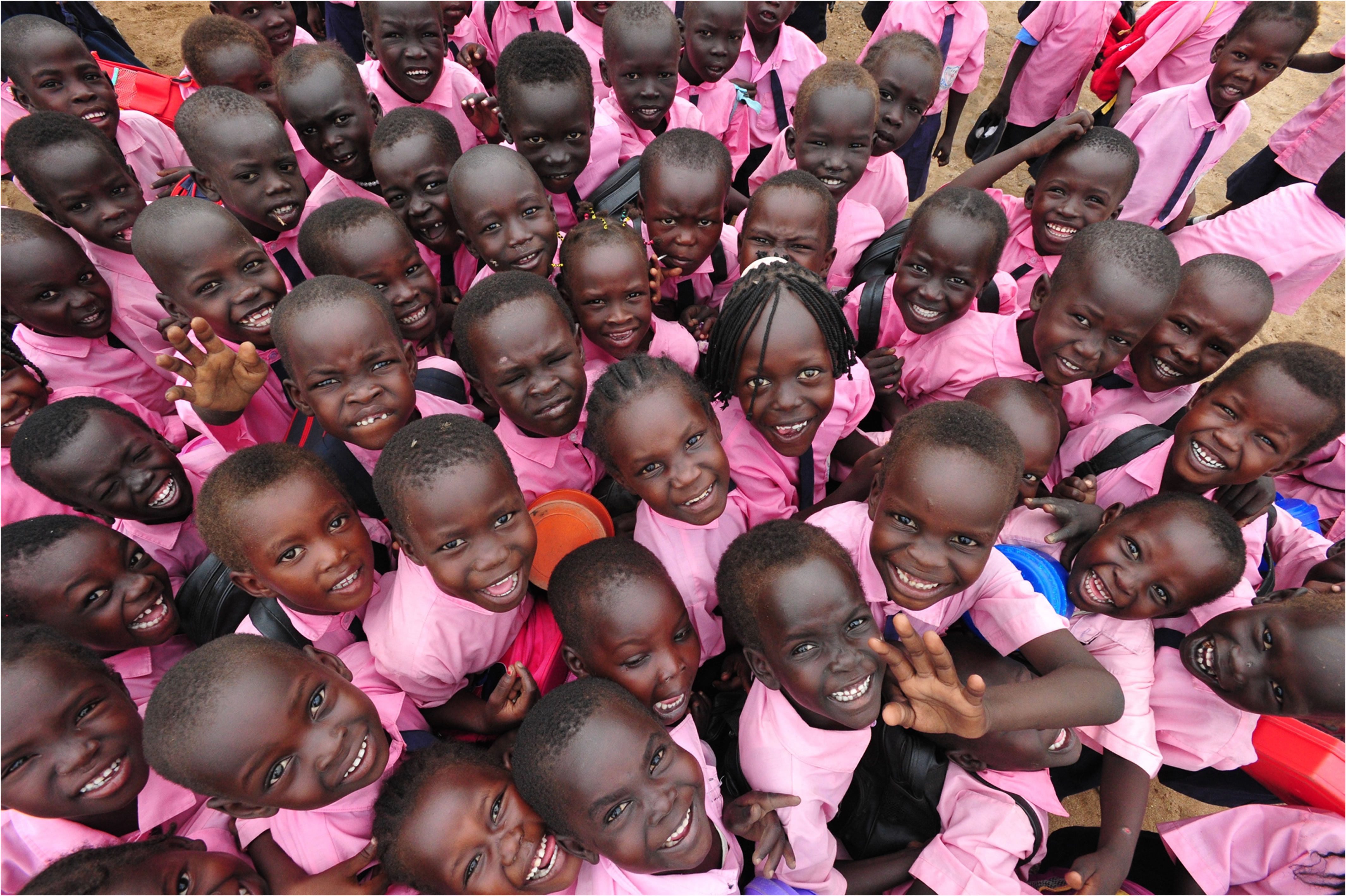
Enfants sud-soudanais.

#### Croissance de la population

##### Historique
L’estimation de la population africaine avant 1950 est un problème complexe en raison de l’absence de données fiables pendant la période coloniale et, plus encore, pendant la période précoloniale. Tous les chiffres avant 1950 sont des estimations basées sur des données plus ou moins lacunaires et sur des projections.
Il a longtemps été pensé que la densité de population africaine avant 1850 était faible comparativement aux autres continents et avait augmenté rapidement à partir du début de la colonisation au milieu du XIXe siècle. Certains chercheurs pensent aujourd'hui au contraire que la population était assez importante et que son taux de croissance était faible. De 140 millions d’individus en 1850 la population aurait peu varié jusqu’en 1920 puis elle aurait augmenté plus rapidement pour atteindre 280 millions en 1960 et 800 millions en 2000.
L'impact de l'esclavage en Afrique jusqu'en 1850 a été différent suivant les régions. Selon  Patrick Manning, la croissance de la population africaine s'est globalement ralentie et dans les régions les plus touchées l'esclavage a entraîné le déclin de sous-populations,. Toujours selon Patrick Manning, les taux de croissance relativement faibles au XIXe siècle et les estimations plus élevées de la taille de la population africaine à la période précoloniale impliquent que l'impact négatif de l'esclavage sur ces populations a été moins sévère que précédemment estimé. La nature des populations victimes de l'esclavage souvent jeune et majoritairement des femmes permet d'expliquer l'impact sur la croissance des populations.
La fin du commerce des esclaves coïncide avec la conquête coloniale. Il est estimé que les régimes coloniaux, en particulier français et belge, ont provoqué des déclins de population, en grande partie à cause de la propagation de maladies, en particulier par les fonctionnaires coloniaux africains et européens. Dans certaines régions, comme les régions côtières, l'augmentation de la productivité a entraîné une augmentation de la croissance de la population. Lors de la période coloniale, les Africains ont connu des changements dramatiques de leurs conditions de vie, des taux de croissance accélérés, de brusques changements dans les modèles de migration et les débuts spectaculaires de l'urbanisation. L'espérance de vie, bien que faible par rapport à celle des autres régions et changeant peut-être avec un certain retard, s'est néanmoins allongée de façon impressionnante. Entre 20 et 25 ans, au début du XIXe siècle, l'espérance de vie à la naissance était passée à 36,7 ans pour la période 1950-1954.

##### XXesiècleetXXIesiècle
L'Afrique est le continent dont la population en pourcentage a le plus augmenté depuis le début du XXe siècle et dont le taux d'accroissement naturel, avec 2,5 % en 2015, est le plus élevé. Estimée à 133 millions d'habitants en 1900 soit 8,1 % de la population mondiale, la population de l'Afrique est passée en 1950 à 228 millions soit 9,1 % puis à 808 millions en 2000 soit 13,2 %, et à 1,1 milliard en 2012 soit 16 % de la population mondiale. Selon les estimations de l'ONU, la population de l'Afrique pourrait être de 2,5 milliards en 2050, soit 25 % de la population mondiale, et de 4,4 milliards en 2100, soit 39 % de la population mondiale,,. Le Nigeria, la république démocratique du Congo et l'Éthiopie seront, en 2050, parmi les dix pays les plus peuplés de la planète.
Cela n’est cependant qu'une forme de rattrapage puisqu'en 2030, la population du continent retrouvera la proportion, environ 20 % du total mondial, qu'elle représentait au XVIe siècle avant les traumatismes démographiques de la traite négrière et de la colonisation,.

##### Conséquences
Cette croissance démographique est susceptible d'avoir des effets contrastés selon que l'on adopte un point de vue malthusien et afro-pessimiste ou non. Ainsi la Banque mondiale présente-t-elle en 2015 un rapport intitulé « La transition démographique africaine : dividende ou désastre ? » Le rapport expose qu'une partie de l'Asie a connu une situation similaire avant sa transition démographique et le décollage économique des tigres asiatiques,. On peut citer comme exemple positif le fait que la concentration des populations en ville crée des marchés solvables pour les agricultures locales. Ou bien encore constater que l'accroissement démographique est un bienfait pour le développement du marché de la téléphonie mobile, ce qui a été à la base de la « bancarisation » (mobile banking) fulgurante du continent qui permet à l'Afrique d'être la « championne du monde du paiement par téléphone mobile ». La croissance de la population est donc aussi celle de la consommation domestique et du développement économique qui l'accompagne notamment grâce aux « classes moyennes » qui croissent plus vite (3,1 %) que la population dans son ensemble (2,6 %).
Dans ce contexte, la transition démographique du continent, entamée dans certains pays (Kenya, Sénégal, Botswana…), si elle se confirme, est une chance potentielle, grâce à la baisse du taux de dépendance qu'elle entraînerait avec une population active plus importante que celle des inactifs. Quelques pays (Ghana, Côte d’Ivoire, Malawi, Mozambique et Namibie) ont déjà été identifiés comme étant sur cette voie.
Les positions malthusiennes, à rebours, invitent à considérer la croissance de la population comme un fardeau en parlant de « suicide démographique », avançant que la transition démographique est loin d'être globalement acquise et que les taux de dépendances sont, pour l'heure, extrêmement élevés. De même, les investissements, notamment en éducation, qui devront accompagner la transition démographique pour la transformer en vraie chance, sont considérables. La population, en tout état de cause plus nombreuse, devra s'entasser car même si la densité globale du continent est faible (36 hab/km2), certaines zones sont inhabitables ce qui fait que l'on constate, en certains endroits du Nigeria, pays le plus peuplé du continent, des densités de l'ordre de 190 hab/km2 et de 420 hab/km2 au Rwanda, et que 62 % des urbains d'Afrique subsaharienne vivent dans des « quartiers précaires ». À l'inverse, l'Afrique du Nord est la région qui connaît la plus faible proportion de population urbaine vivant dans des bidonvilles (13 %).
Une caractéristique principale du continent est que son indiscutable croissance économique ne bénéficie que peu à ses populations. C'est le concept de « la croissance sans le développement », proposé par George Ayittey.

### Natalité et mortalité
Le taux de fécondité (nombre d'enfants par femme) pour l'Afrique subsaharienne est de 4,7 en 2018, soit le plus élevé au monde. Tous les pays d'Afrique subsaharienne avaient un taux de fécondité (nombre moyen d'enfants) supérieur au seuil de remplacement en 2019 et représentaient 27,1 % des naissances vivantes dans le monde. En 2021, l'Afrique subsaharienne représentera 29 % des naissances mondiales.
La croissance démographique est liée au taux de fécondité lequel, en Afrique, est le plus élevé au monde avec 4,7 enfants par femme pour la période 2010-2015, contre une moyenne mondiale de 2,5.
Si la majeure partie des pays africains ont un taux de natalité élevé, ils font également face à une mortalité infantile très élevée. En 2013, deux pays africains avaient un taux de mortalité infantile supérieur à 100 ‰ et 34 un taux supérieur à 50 ‰. Par ailleurs, les quatre pays ayant l'espérance de vie la plus faible dans le monde en 2012 étaient tous africains.
Le sida est devenu la première cause de mortalité en Afrique à la fin du XXe siècle. C'était encore le cas en 2007, où ONUSIDA estimait à 22 millions le nombre de personnes infectées en Afrique. En 2013, sur 35 millions de personnes infectées, 24,7 millions vivaient en Afrique subsaharienne, dont 58 % de femmes. Le VIH a fait 1,3 million de morts sur le continent en 2009, mais il en faisait 1,4 million en 2001. Entre 2005 et 2013, les cas de nouvelles contaminations ont cependant baissé de 33 % en Afrique subsaharienne.
La mortalité infantile a chuté de 30 % en 20 ans et l'espérance de vie s'est accrue de 15,4 ans depuis 1950. Mais, en Afrique subsaharienne, 1 enfant sur 8 meurt avant ses 5 ans contre 1 pour 143 dans les pays développés.
Les conditions sanitaires sont largement indépendantes de l'économie. Malgré un niveau de revenu cinq fois inférieur, l'Éthiopie, (573 $/hab), grâce à sa politique en la matière, présente de meilleurs indicateurs sanitaires que le Nigeria (3 203 $/hab.) : mortalité infantile 47 ‰ (78 ‰ au Nigeria), mortalité maternelle 350 ‰ (630 ‰ au Nigeria). De la même manière, l'aridité est corrélée avec la malnutrition mais, pour des raisons politiques, cette dernière sévit lourdement en république démocratique du Congo, pourtant un des pays les plus arrosés de la planète.

#### Mouvements de population
Les migrations volontaires de l'Afrique subsaharienne sont massivement internes, ce qui est sans équivalent sur les autres continents. Les trois-quarts, voire plus, des migrations d'Afrique subsahariennes sont intra-continentales. Elles concernent de 20 à 70 millions de personnes selon les sources. Les migrations volontaires extra-continentales sont donc fortement minoritaires et, a fortiori, ne représentent qu'un flux et un stock très minoritaire des immigrés dans les pays de l'OCDE : l'Afrique subsaharienne représente « 6 % des flux migratoires vers les pays de l’OCDE, et 5 % du stock de migrants ». En ce qui concerne l'Afrique du Nord, les migrants qui en sont issus représentent 7 % du stock total de migrants de la zone OCDE.
Du fait de la conflictualité du continent, aux migrations volontaires, essentiellement économiques (travail, commerce), s’ajoutent les déplacements forcés ; les personnes déplacées internes (dans leur propre pays) et réfugiées (personnes déplacées ayant franchi une frontière internationale), étaient 17 millions en 2014.

#### Urbanisation

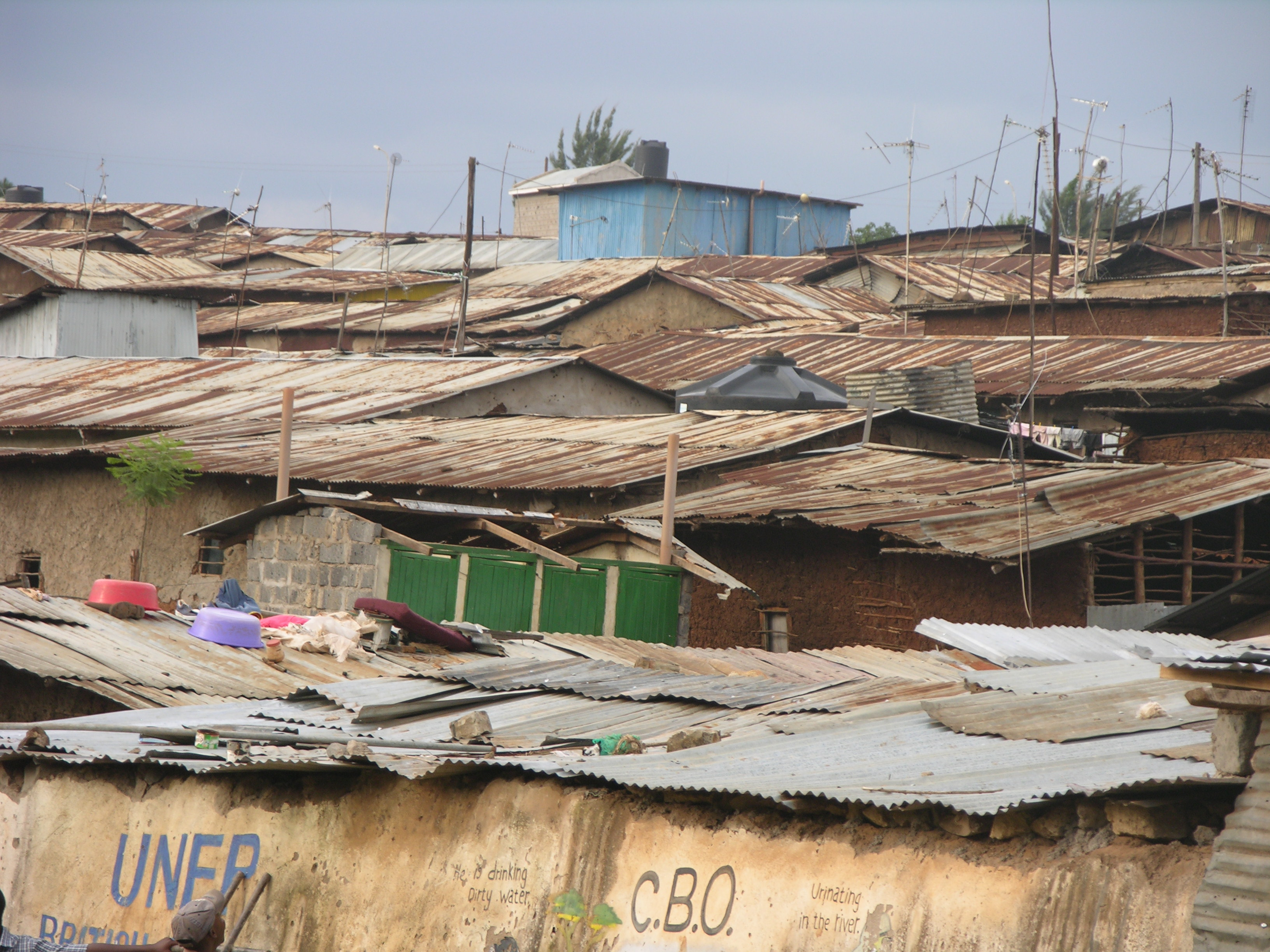
Bidonville à Nairobi, Kenya.

La croissance de la population s'accompagne d'un exode rural massif et d'une croissance vertigineuse des villes : « Durant la seconde moitié du XXe siècle, la population des villes d'Afrique subsaharienne a été multipliée par 11. » Il s’agit, là encore, d'un phénomène de rattrapage, car l'Afrique est le continent le plus faiblement urbanisé de la planète.
L'urbanisation est massive, rapide, et mal contrôlée, d'où la prévalence des bidonvilles ; les nouveaux urbains sont essentiellement des « pauvres », issus de l'exode rural. En ville, les habitants tendent à se regrouper par communauté, région ou village d'origine, tentant de préserver une solidarité dans le nouveau contexte urbain.
La société africaine est donc de plus en plus constituée de jeunes urbains, lesquels développent une culture spécifique qui, notamment grâce à l'internet, se diffuse au niveau international ; cela concerne principalement la danse et la musique, zouglou, kuduro,… Les jeunes sont aussi les premiers concernés par les intenses mouvements de population intra-continentaux qui caractérisent l'Afrique. Mais, exaspérés par le chômage et le mal logement, ils sont aussi les acteurs d'une préoccupante violence urbaine,,.

## Société

### Éducation

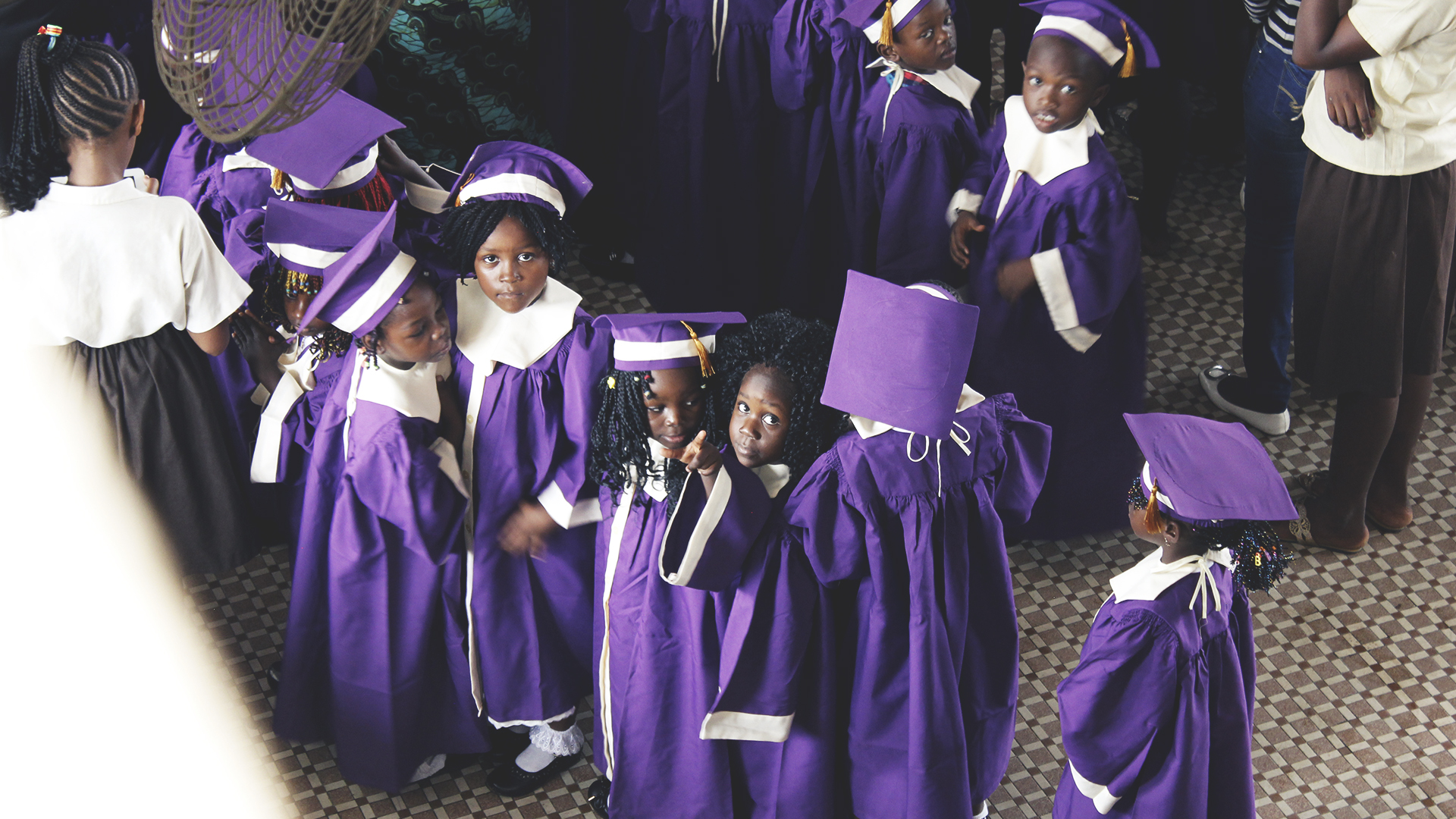
Cérémonie de remise des diplômes, Cameroun, 2015.

La jeune population africaine souffre d'un manque d'éducation. Les programmes d'ajustements structurels ont eu tendance à mettre à mal les politiques en la matière du fait des coupes claires effectuées dans les budgets des États concernés : « les taux de scolarisation primaire sont descendus en Afrique subsaharienne à 71 % en 1990 […] loin du maximum de 79 % atteint en 1980 ». Les taux de scolarisation secondaire ont, eux, progressé, passant de 14 % des scolarisables à 27 % entre 1980 et 1996. Les disparités sont cependant importantes entre pays et, globalement, ces chiffres sont nettement supérieurs en Afrique du Nord.
Pour ce qui concerne l'enseignement supérieur, il y a, selon l'Unesco, en 2012, 4,8 millions d'étudiants dans des établissements d'enseignement supérieur des pays subsahariens, soit près de vingt-cinq fois le chiffre de 1970. La poussée démographique et les moyens déployés par les États pour améliorer l'accès à l'enseignement primaire et secondaire expliquent la hausse de fréquentation des campus africains. Le continent reste en retard sur le reste du monde, avec un taux de scolarisation dans l'enseignement supérieur de 6 % selon l'Unesco, contre 13 % dans le sud et l'ouest de l'Asie et 72 % en Amérique du Nord et en Europe occidentale.

### Classes moyennes
Le continent est pauvre, 47 % des Africains vivent en dessous du seuil de pauvreté, avec moins de 1,25 US$ PPA par jour. Mais, contrepartie de l'urbanisation, le continent voit aussi émerger une classe moyenne — quoique les contours en soient discutés, — de plus en plus importante en nombre et en proportion des habitants, aspirant à la démocratie et à la bonne gouvernance, soucieuse de s'inscrire dans la mondialisation culturelle et économique. Elle fut d'ailleurs un acteur important des printemps arabes,,. Cette classe moyenne est au cœur du changement de l'Afrique, d'abord par l'effet d'entraînement économique lié à sa consommation. Ensuite, moins féconde que la moyenne, elle participe à la transition démographique qui permettra peut-être de concrétiser le « dividende démographique » lié à la baisse du taux de dépendance (ratio inactifs/actifs) qui ferait de la démographie africaine un atout et non pas un boulet,,. Une des conditions du dividende démographique est que le niveau d'éducation s'élève ; les classes moyennes et aisées ont plus accès que les autres à un enseignement de qualité, notamment grâce aux établissements privés en plein essor.

### Gouvernance politique et liberté de la presse
Malgré quelques progrès depuis la chute du mur de Berlin et les conférences nationales sur le continent,, 12 % de la population d'Afrique subsaharienne vit dans un pays considéré comme libre selon Freedom House ; les autres Africains vivent dans des pays « non libres » ou « partiellement libres ». L'indice de démocratie, avec des indicateurs différents, donne des tendances très similaires.
Quant à la liberté de la presse, elle n'est que très partielle sur tout le continent, sauf quelques rares contre-exemples telle la Namibie, à la 17e place mondiale (Canada 41e, France 45e) sur 180 pays étudiés par Reporters sans frontières.

### Structure sociale

#### Organisation sociale
Massivement utilisé depuis son invention au XIXe siècle, le concept d'ethnie est cependant aujourd'hui encore largement discuté quant à sa définition et sa portée. Fait éternel du continent pour les uns, invention en grande partie coloniale pour les autres,, outre qu'il est mal défini : « Le concept d'ethnie compte parmi les plus usitées et les moins précises des notions sociologiques », le concept ethnique est accusé d'être parfois utilisé à tort, là où l'analyse sociale sans coloration ethnique suffirait,.
La famille et l'ethnie sont les deux piliers de la sociologie du continent.
L'Afrique est souvent présentée comme une mosaïque de peuples et de cultures (on compte plus de 1 000 ethnies sur le continent), c'est la principale caractéristique de sa sociologie car l'ethnie est le fondement de la solidarité et de la cohésion communautaire bien plus que l'État-nation,.
L'aspect clé du fait ethnique est le sentiment d'appartenance : « L’ethnie constitue donc un ensemble […] que l’on s’accorde à définir à partir d’un critère empirique : celui de la conscience ethnique » ; elle est la base de l'identité à laquelle se réfèrent les individus, sur le fondement d'une ascendance commune revendiquée, réelle ou mythologique. Multiséculaire ou inventée par le colonisateur, revendiquée par les individus quelle qu'en soit la réalité scientifique, elle peut être mobilisée militairement, comme ce fut tragiquement le cas au Rwanda,, ou pour bénéficier de soins à l'hôpital ou, plus pacifiquement encore, pour traiter d'une tradition musicale,.
L'ascendance commune est relatée dans de grands mythes fondateurs, qui existent sur tout le continent, certains étant communs à plusieurs ethnies. Ces mythes cosmogoniques servent encore de références à l'époque contemporaine ; ils se transmettent de nos jours au travers de la littérature écrite après l'avoir été oralement.
En parallèle, les systèmes de parenté, famille élargie, clans et lignages, sur les mêmes fondements d'ancêtres communs, en principe réels dans ce cas, complètent les bases sociales fondamentales, : « Une organisation sociale puissante fondée sur la famille étendue exerce […] une action de premier plan dans la stabilité de la société ».
Les structures sociales pré-coloniales et les modes de gestion qui les caractérisent coexistent aujourd'hui avec les États modernes. Les relations sociales se régulent selon des étages sociaux distincts : « […] il a dans la société africaine des affaires qui relèvent du niveau du lignage, de l'ethnie, de la tribu… et d'autres qui relèvent du niveau de l'État » ; les régulations sociales, y compris dans certains aspects juridiques, échappent à l'autorité étatique.
En effet, l'État-nation et les concepts relatifs ont été brutalement importés via la colonisation, sans qu'il y ait eu un temps de maturation historique, particulièrement dans les sociétés segmentaires et lignagères : « il est de vastes régions en Afrique qui n’ont connu avant la colonisation ni chefferies ni États, l’organisation sociopolitique étant de type lignager »,. Même là où existèrent de puissants royaumes ou empires, l'organisation politique ne suivait pas le modèle occidental, la différence essentielle étant l'absence de recouvrement systématique entre le royaume ou l'empire et un territoire délimité,. Cette importation ne s'est pas faite sans heurts, y compris dans les consciences individuelles et les institutions préexistantes ont perduré de facto mais aussi de jure, les États actuels confiants souvent et officiellement des fonctions aux chefs traditionnels aujourd'hui encore,,,.
Les deux systèmes ne fonctionnent pourtant pas sur les mêmes bases, les fonctions du chef coutumier étant culturellement très éloignées de celle d'un fonctionnaire d'administration centrale ou locale. Le rapport à la terre et au pouvoir sont notamment très différents de la conception purement juridique et il existe une composante sacrée absente des bureaux administratifs.

##### Castes
En certains endroits, l'Afrique de l'Ouest, dans une quinzaine de pays (Mali, Guinée…) et autant d'ethnies (Malinkés, Bambaras…), connaît aussi un système de castes liées au métier, hérité de l'empire du Mali du XIIIe siècle. Les castes les plus typiques sont celles des forgerons (considérés, même dans les sociétés sans castes, comme ayant des relations particulières avec le monde spirituel) et des griots, porteurs de la culture orale traditionnelle,,.

#### Rapport au pouvoir et à la terre
Le rapport africain à la terre et les formes d'organisation productives agricoles se distinguent de leurs homologues des autres continents. Concernant la production agricole, le lot commun, y compris en Afrique, est l'étape de la société paysanne, organisée autour de l'auto-production familiale.
Mais la distinction fondamentale avec les autres parties de la planète, c'est que la terre n'est pas un bien matériel susceptible d'être possédé formellement par un individu, qu'il soit simple citoyen ou dirigeant d'une organisation politique (chefferie ou empire). Même la monarchie d'essence divine ne s'accompagne pas pour autant, en Afrique, d'une possession formelle de territoires délimités. Le « chef » africain n'est pas essentiellement un dirigeant politique gérant des terres, il était (et reste dans ses formes traditionnelles), un intercesseur entre le sacré et le profane ; dans la conception africaine, « la terre n’est pas un bien matériel au sens où nous l'entendons en Occident, mais le lieu sacré où se rencontrent le visible et l'invisible. » Les figures du propriétaire terrien et de l'aristocrate foncier sont absentes du système de production africain : « la conception que se font de la propriété privée le droit romain, le Code civil et Marx ne s'est développée en Afrique que pour certains biens meubles d'utilisation domestique mais pas pour cet essentiel facteur de production qu'est la terre. » De ce fait, la « tenure » africaine, y compris contemporaine, est originale au regard des conceptions occidentales et asiatiques, et complexe par le fait.
Cela ne fut pas sans causer des difficultés au moment de la colonisation. Ainsi, la pratique de l’indirect rule britannique, consistant à s'appuyer sur des leaders indigènes, conduisit à fabriquer des chefs là où il n'y en avait pas. Ce fut le cas au Nigeria par exemple, pour les Igbos ; leur système social décentralisé, inadapté aux conceptions européennes et aux visées coloniales, lesquelles nécessitaient un chef territorial, amena la création de chefferies artificielles.
De cette conception du rapport à la terre découle une problématique foncière. À l'époque actuelle, le droit coutumier et le droit foncier moderne sont encore et toujours en concurrence, le premier étant frontalement attaqué car considéré comme empêchant la modernisation et le développement de l'agriculture sur un continent en proie à l'insécurité alimentaire. Les femmes représentent jusqu'à 70 % des exploitants agricoles en Afrique subsaharienne mais le droit coutumier fait qu'elles n'ont pas de titres de propriété sur les terres qu'elles exploitent, la coutume ne concédant que des droits d'usage. Sachant que, par ailleurs, 10 % seulement des terres rurales africaines sont enregistrées, 90 % sont donc gérées de manière informelle et coutumière. Le développement de la propriété foncière et la prise en compte de la place des femmes sont donc considérés comme des leviers indispensables au développement agricole du continent,,.

### Religions

#### Religion de l'Égypte antique

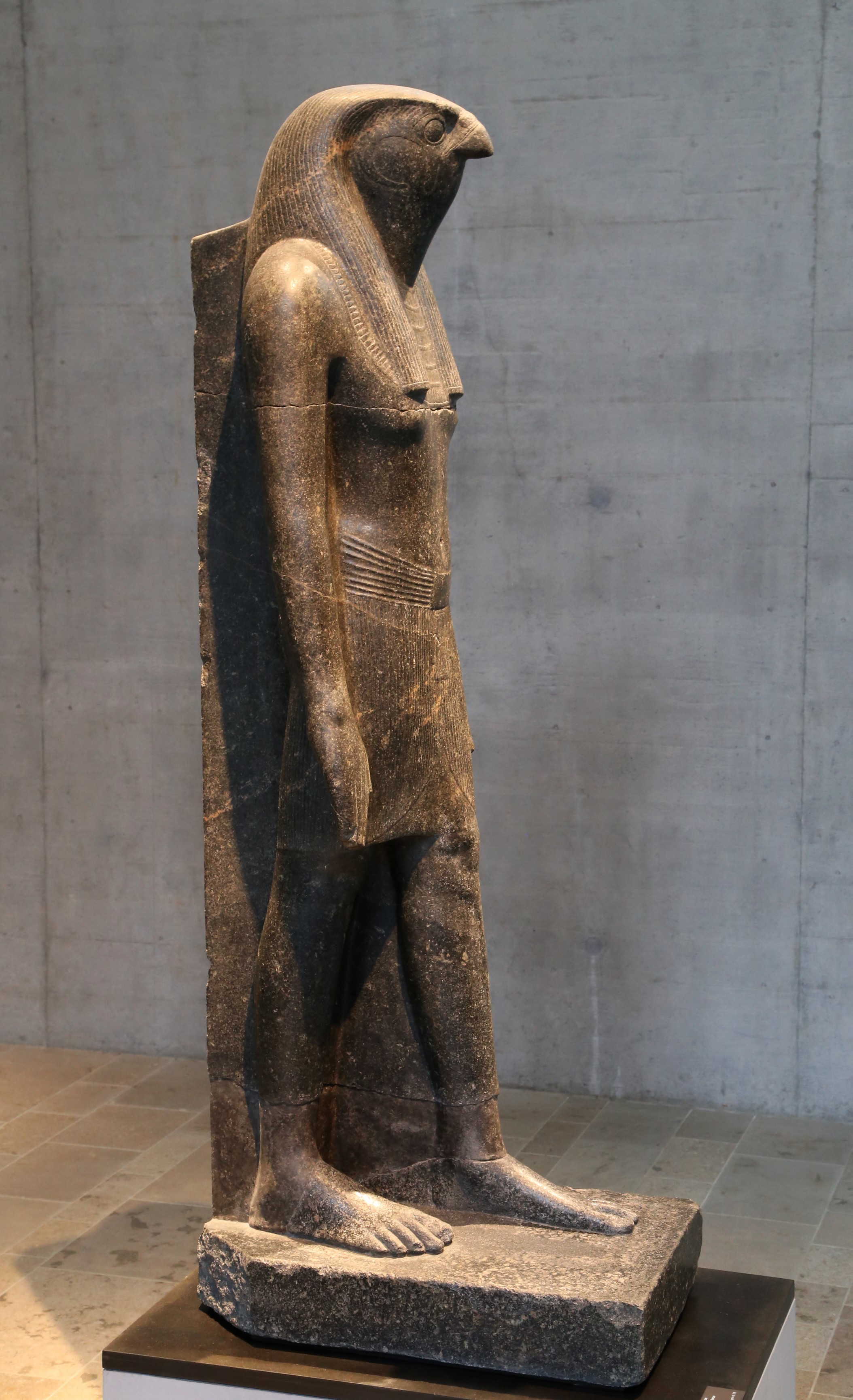
Statue d'Horus, XVIIIe dynastie, Musée national d'art égyptien de Munich.

La religion de l'Égypte antique, polythéiste, date au moins du IVe millénaire av. J.-C. et disparait avec son interdiction par l'empereur romain chrétien Théodose Ier à la fin du IVe siècle. Elle plonge ses racines dans la préhistoire : le panthéon égyptien zoomorphe ne contient que des animaux correspondant au biotope prédynastique. Aucun dieu n'est représenté sous la forme d'un animal appartenant à une espèce apparue plus tardivement.
Cette religion mêle le culte des génies de la nature (génie du blé, déesse des moissons…) à des dieux cosmiques d'importance supérieure, qui se manifestent sous forme de phénomènes physiques (Rê, le soleil, Geb, la Terre…). Les Égyptiens anciens représentent leurs dieux sous une forme zoomorphe, incarnés dans des animaux ou sous des formes mixtes, en partie anthropomorphes. Horus, par exemple, est représenté comme un homme à tête de faucon.
Les rituels sont pratiqués par des prêtres, délégués de Pharaon, dans des temples qui deviennent monumentaux lorsque leurs constructeurs commencent à utiliser la pierre au lieu de la brique. Les différents dieux sont en général propres à une zone donnée, autour d'une ville principale dont ils sont la divinité tutélaire. Ces zones correspondent à peu près aux nomes (subdivisions administratives) quoique certains cultes aient rayonné plus largement.
Dans la civilisation égyptienne, la religion joue un rôle de tout premier plan. Pharaon, roi, est aussi l'intermédiaire entre les hommes et les dieux, il est lui-même assimilé à un dieu vivant. Le thème de la vie après la mort, particulièrement important dans l'Égypte antique, conduit à la construction des mastabas puis des pyramides, tombeaux monumentaux, ainsi qu'à des rituels de momification (réservés aux couches sociales les plus élevées). Tout cela s'inscrit dans le contexte d'une société fortement stratifiée, l'une des premières de l'histoire à atteindre le stade de proto-État.
Cette religion connaît une résurgence dans la deuxième moitié du XXe siècle sous la forme du kémitisme, le terme désignant soit une revendication politique radicale panafricaniste où le kemet égyptien est considéré comme à la base de toute civilisation, thèse qui se prévaut de celles de Cheikh Anta Diop, soit un mouvement spirituel de la mouvance du néopaganisme,.

#### Religions traditionnelles

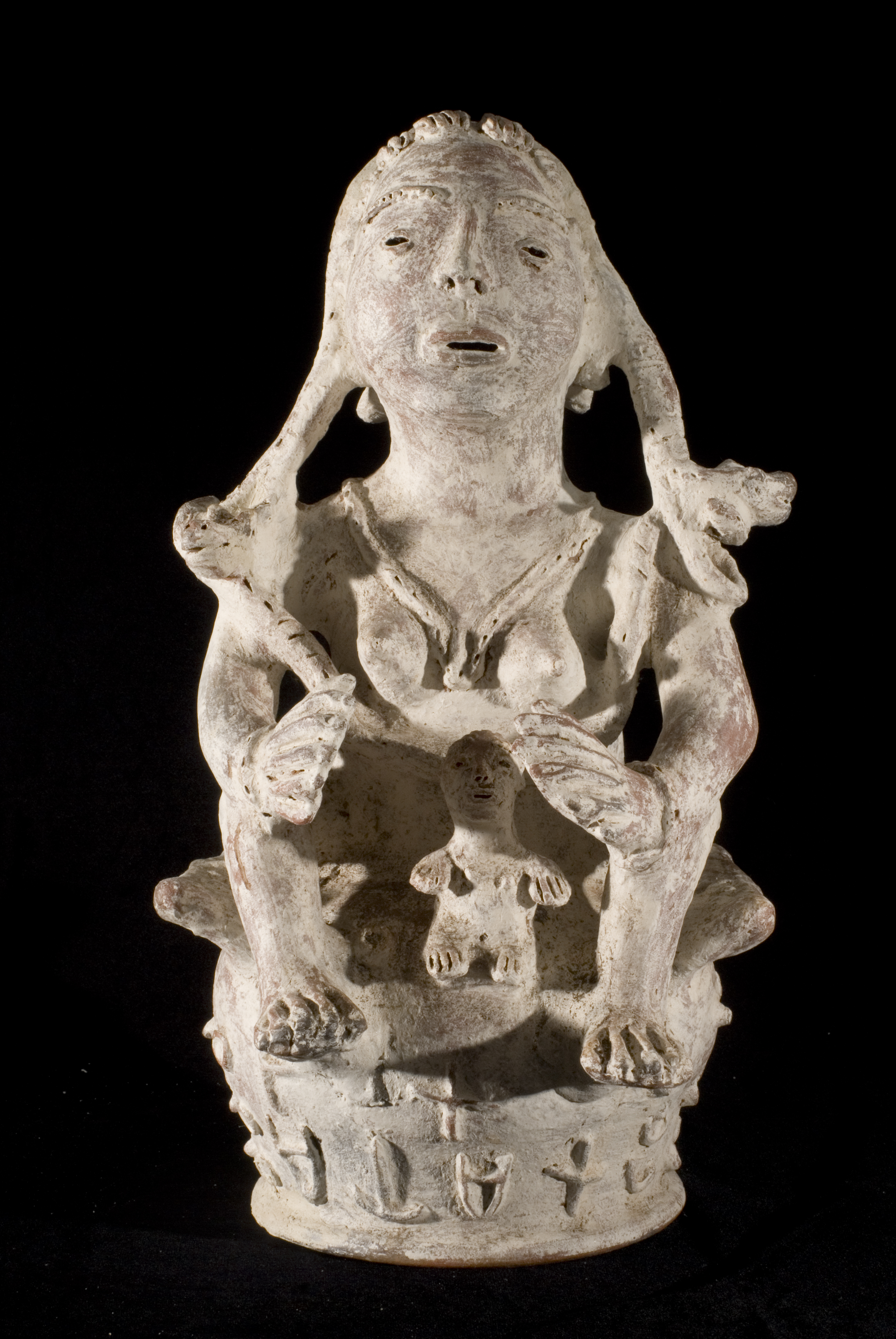
Représentation contemporaine de Mami Wata.

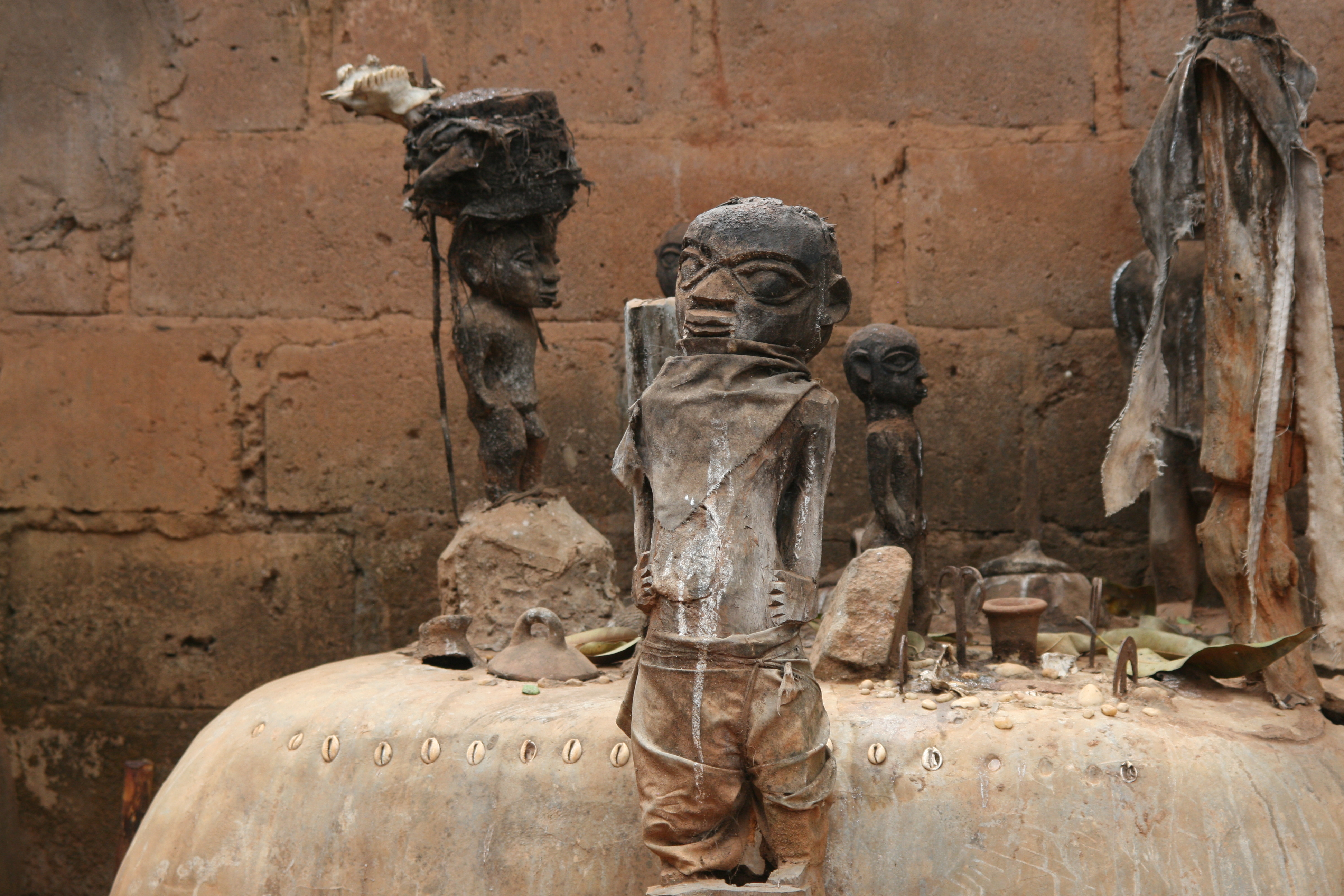
Autel vaudou à Abomey, Bénin.

Le fait religieux africain autochtone est vulgarisé typiquement comme une forme d'animisme monothéiste,. Cependant, la définition même de l'animisme, due à Edward Tylor dans Primitive culture en 1871, le fait que l'animisme puisse être une religion, ou que la définition s'applique aux pratiques africaines sont encore débattus. Symbole de cette difficulté à caractériser ce fait culturel et religieux, la terminologie actuelle de « religions traditionnelles africaines » n'est apparue que récemment, en 1965.
Les traits communs des religions traditionnelles africaines sont qu'elles postulent l'existence d'un être suprême, créateur et organisateur de l'univers. Il est en général décrit comme éloigné des hommes et inaccessible. À côté, il existe des esprits, dont ceux des ancêtres, ainsi que des divinités mineures, en lien avec la nature (génie des eaux, par exemple), plus accessibles, qui sont fréquemment invoqués car susceptibles d'intervenir sur Terre pour favoriser ceux qui l'invoquent ou pour rétablir l'ordre troublé (maladie, mauvaises récoltes, etc.) et l'harmonie du monde. En effet, les difficultés de la vie et de la société sont considérées comme causées par la violation des tabous et des règles sociales,, : « La religion traditionnelle a donc pour double but d'intégrer les individus dans le cosmos et de perpétuer l'ordre social. »
Les rituels, entre autres d'initiation, nombreux et fortement codifiés, sont pratiqués sous l'égide d'experts religieux (oracles, guérisseurs…). Il n'existe pas de corpus dogmatique (« textes sacrés ») écrit, à l'inverse des religions du Livre, et la transmission des savoirs afférents est orale. Y sont associées de nombreuses et diverses représentations sous forme de statuettes, masques… classiques de l'art africain.
Les religions traditionnelles sont le plus souvent propres à une ethnie et à une aire géographique donnée ; cependant les ethnies itinérantes peuvent les propager sur de vastes territoires. Certaines religions ont même essaimé, essentiellement via les esclaves africains, tels le vaudou à Haïti, la santeria à Cuba, le candomblé au Brésil,,.
La religion traditionnelle conduit à une conception du monde où l'imbrication du sacré et du profane est forte : « La religion africaine traditionnelle était (et reste) inextricablement liée à la culture africaine » ; il n'y a pas de distinction entre religion et culture puisqu'il est toujours possible d'interpréter ce qui se passe dans le monde prosaïque comme étant causé par l'action des divinités ou des esprits. Ainsi, il est coutumier de dire qu'en Afrique, on ne meurt jamais de mort naturelle : « L'expression mort naturelle ne couvre pas le même champ sémantique en Afrique ou en Occident. En Afrique, la mort […] résulte […] d'une intervention (faute du défunt = viol de l'interdit, vengeance de l'ennemi, maléfice du sorcier). » Entre pratique cultuelle et pratique culturelle, le statut de certains rites est d'ailleurs parfois difficile à définir. En 1972, le bwiti était défini par certains auteurs comme une « société initiatique mixte qui tend de plus en plus à devenir une véritable religion. »
Cette conception du monde a un impact politique. Le dirigeant porte simultanément l'aspect politique, profane, par exemple la gestion des conflits ; dans le même temps, il est intercesseur avec le sacré et il partage le plus souvent son pouvoir avec d'autres intercesseurs. Cela reste vrai à l'époque actuelle, notamment dans les sociétés rurales, quoique pas uniquement.
Cette intrication explique les syncrétismes apparus en Afrique subsaharienne à l'occasion de l'implantation des religions importées, islam et christianisme.

#### Iersiècle: christianisme primitif
Le christianisme est présent dès le Ier siècle en Afrique romaine et en Égypte et s'y développe rapidement. Au IIIe siècle, l'Église d'Alexandrie est un des piliers du christianisme oriental où naît le monachisme chrétien et son Didascalée une des plus grandes écoles théologiques. La communauté chrétienne d'Afrique romaine est numériquement, à ce moment, la plus importante du christianisme latin. En est issu Augustin d'Hippone, père de l'Église dont la pensée a eu une influence déterminante sur l'Occident chrétien au Moyen Âge et à l'époque moderne.
Déchirées par des conflits théologiques, ces communautés ne subsistent pas longtemps lors de la conquête musulmane de l'Afrique du Nord.
Un christianisme orthodoxe sous la forme monophysite existe à l'heure actuelle en Éthiopie, Érythrée et Égypte depuis l'Antiquité tardive. L'Éthiopie se considère comme la seconde plus ancienne nation chrétienne au monde, après l'Arménie, faisant remonter cette tradition à l'an 330.

#### VIIesiècle: expansion de l'Islam en Afrique
L'islam s'installe en Afrique du Nord à partir du VIIe siècle et se diffuse ensuite vers l'intérieur de Afrique de l'Ouest et la côte d'Afrique de l'Est.
Le commerce caravanier et l'expansion islamique permettent de nouer de nouvelles relations entre l'Afrique du Nord et le reste du continent. L'islamisation se fait de trois manières : volontaire (les croyants le deviennent par conviction, pacifiquement), contrainte (les populations se convertissent pour ne plus être prises en esclavage et pour échapper à la double-imposition) ou forcée (lors des conquêtes militaires, les vaincus n'ont parfois d'autre choix que la conversion ou la mort). L'islam sunnite se répand surtout au Maghreb, l'islam chiite dans certaines oasis sahariennes et en Égypte, d'où il sera supplanté ultérieurement.
Les prêtres et « sorciers » des nombreux cultes animistes sont parfois les premiers à se convertir, afin de sauvegarder leurs positions sociales et leurs savoirs traditionnels ; ils forment de puissantes confréries comme les Mourides et les Tidjanes en Afrique occidentale. De ce fait, le christianisme et l'islam présentent parfois des particularités syncrétiques et initiatiques typiquement africaines, que les intégristes de chaque religion et les missionnaires combattent.

#### XVesiècle: missionnaires chrétiens

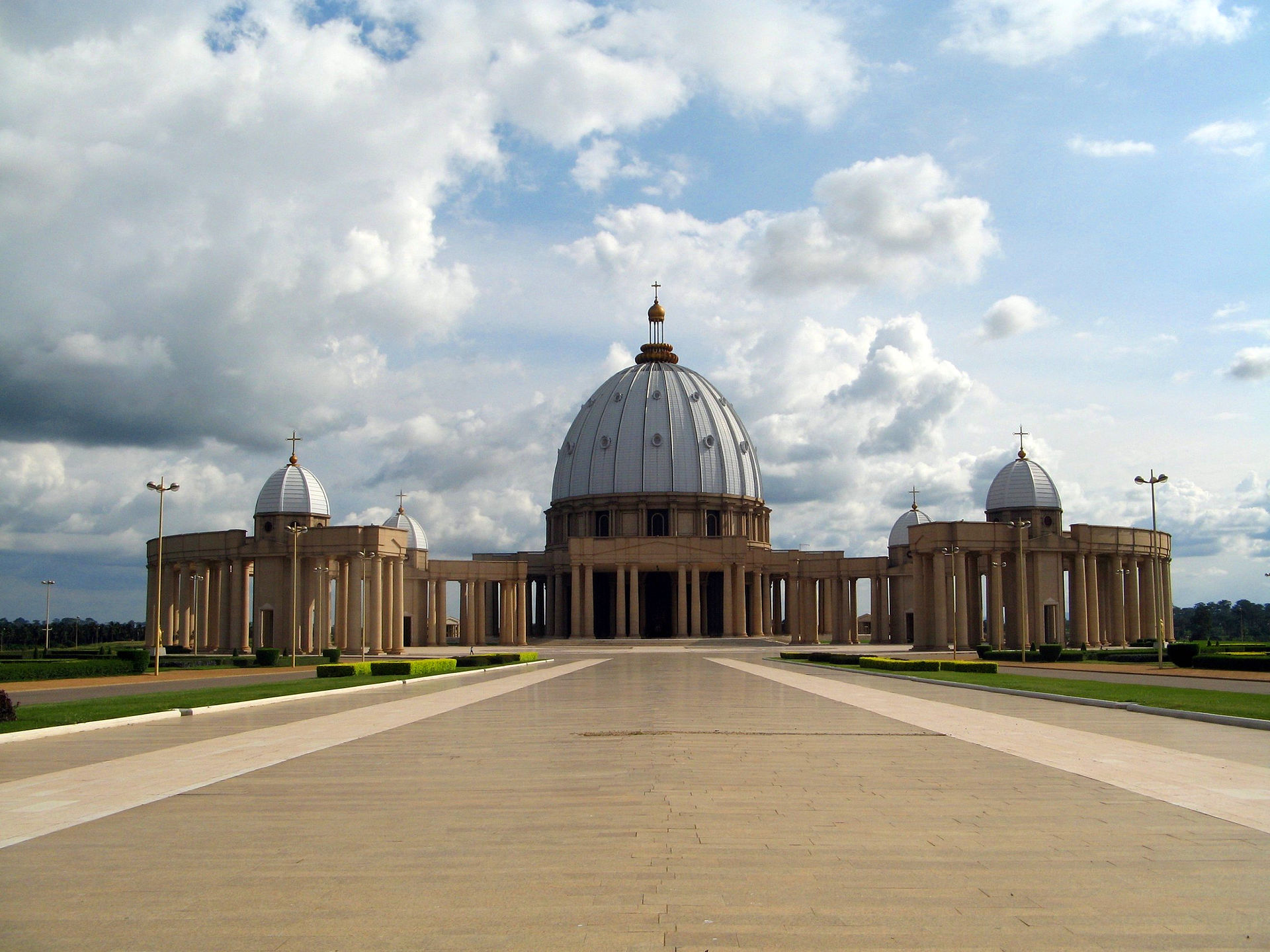
Basilique Notre-Dame-de-la-Paix de Yamoussoukro, en Côte-d'Ivoire. Construite entre 1986 et 1989, c'est le plus grand édifice chrétien du monde. Son coût a été estimé à 6 % du budget annuel du pays.

Au XVe siècle, la papauté concède au Portugal l'exclusivité du commerce avec l'Afrique mais aussi l'activité de mission par le principe du padroado. Les Portugais évangélisent quelques rois, ce qui facilite les traites négrières, notamment dans l'empire Kongo où le fils du Manikongo devient le premier évêque noir, mais la christianisation touche surtout les esclaves déportés aux Amériques et non les Africains.
Les efforts des missions chrétiennes qui interviennent au XIXe siècle lors du partage de l'Afrique ne rencontrent pas un grand succès ; au début du XXe siècle, seuls 9 % des africains sont chrétiens.
Les religions traditionnelles africaines, qui dominaient historiquement les régions d'Afrique de l'Est, d'Afrique centrale, d'Afrique australe et la région côtière d'Afrique de l'Ouest restaient très pratiquées.

#### XXesiècle: essor du protestantisme évangélique et des nouvelles religions
Au XXe siècle, un nouvel essor du christianisme apparaît en Afrique, surtout dans la partie subsaharienne où foisonnent de multiples confessions. Il est dû en partie au prosélytisme des protestants évangéliques, mais aussi à l'émergence de prophètes créant de nouvelles Églises. Ces Églises d'institution africaine, évaluées à près de 6 000 en 1968, étaient estimées à plus de 11 500 en 2004, la plupart étant totalement inconnues en dehors de l'Afrique.
Au début du XXIe siècle, l'Afrique est le continent où le nombre de chrétiens augmente le plus vite.

#### Contexte religieux contemporain

Carte des religions en Afrique.
Majorité animiste
Pluralité animiste
Majorité catholique
Pluralité catholique
Pluralité hindouiste
Majorité orthodoxe
Pluralité orthodoxe
Majorité protestante
Pluralité protestante
Majorité musulmane sunnite
Pluralité musulmane sunnite

Les religions traditionnelles africaines ont moins de pratiquants aujourd'hui qu'avant l'arrivée des Européens, mais elles restent importantes dans certains pays, par exemple au Bénin et au Togo. Les pratiques religieuses africaines sont syncrétiques ; la chose est du reste parfaitement revendiquée, à tel point que l'Afrique subsaharienne a inventé l'aphorisme « 50 % chrétien, 50 % musulman, 100 % animiste »,,,, pour caractériser la répartition des religions dans la région.
Dans les pays du Maghreb, l'islam, très majoritaire, est religion officielle. La Tunisie et la plupart des pays d'Afrique de l'Ouest ont une constitution laïque qui garantit la liberté de religion.
Une minorité juive est présente essentiellement en Afrique du Sud, où l'on compte plus de 70 000 juifs, pour la plupart des ashkénazes d'origine européenne. Dans la partie nord du continent, la présence des séfarades « Tochavim » remonte à l'ère phénicienne. Les séfarades dits « Megorachim », contraints à l'exil à la suite du décret de l'Alhambra, arrivent quant à eux après 1492. Les Juifs éthiopiens, dont la présence remonte, dit-on, à l'ère du roi Salomon et de la reine de Saba, sont présents en Éthiopie. Certains peuples, comme les Lembas et les Abayudaya, se revendiquent aussi du judaïsme,.
Il existe un pays africain où l'hindouisme est la religion majoritaire, Maurice,.

### Langues

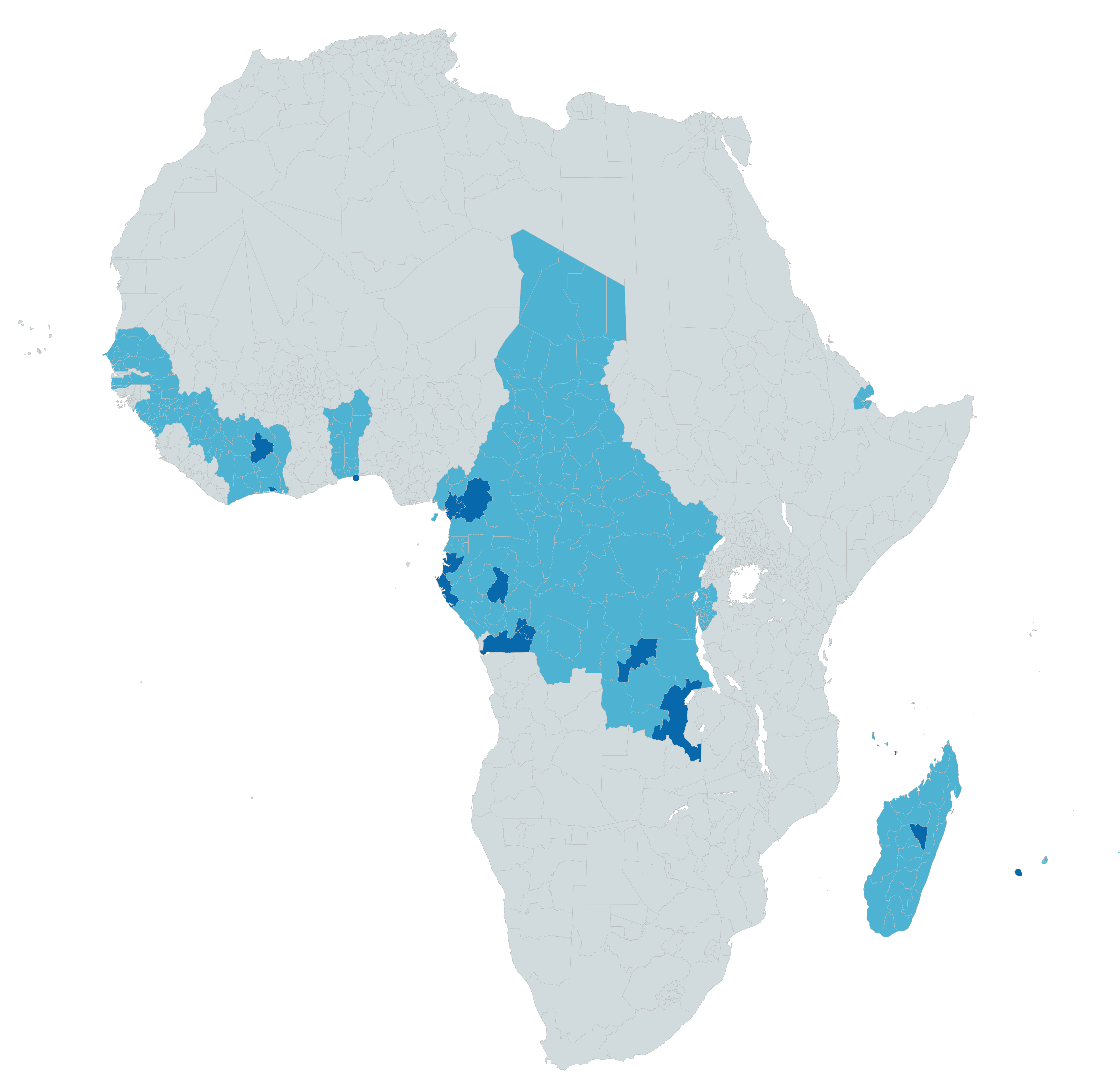
Afrique francophone.

Carte simplifiée des familles linguistiques en Afrique.

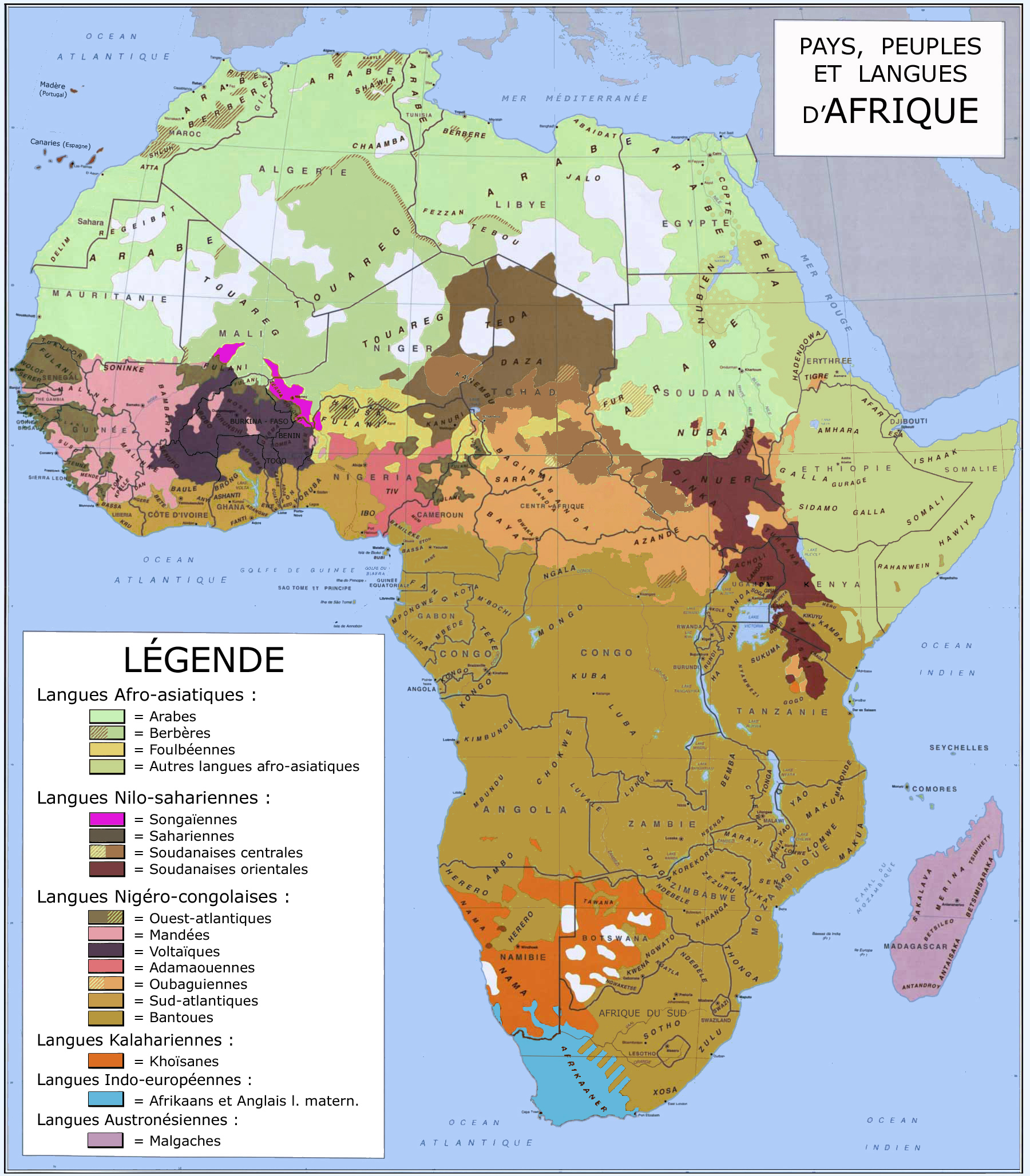
Une représentation simplifiée des langues autochtones en Afrique. Leur multiplicité a déterminé la majorité des États à adopter comme langue officielle celle de leur ancienne puissance coloniale.

Les linguistes recensent environ 2 000 langues vivantes sur le continent africain, (soit environ le tiers des langues du monde), regroupées en quatre grandes familles, exclusion faite des langues de souche non africaine.
La famille afro-asiatique (ou chamito-sémitique), composée de 366 langues vivantes dont 299 parlées en Afrique, totalisant 411 millions de locuteurs, n’est pas exclusivement africaine. Elle s’étend également sur la péninsule Arabique et ne couvre que la partie nord de l’Afrique de l'Ouest. Elle inclut notamment le berbère, la langue originelle des habitants de l'Afrique du Nord, ainsi que l’arabe qui est la première langue d'Afrique en nombre de locuteurs.
La famille nilo-saharienne (env. 200 langues vivantes et 31 millions de locuteurs) couvre une partie du Sahara, le haut bassin du Nil et certains hauts plateaux de l’Afrique de l'Est. Selon les auteurs, elle est composée de six, dix-sept ou douze groupes de langues dont seulement deux sont localisés en Afrique de l'Ouest : le songhaï (Mali, Niger, Burkina Faso, Bénin) et le Kanuri (Niger, Nigeria, Cameroun et Tchad autour du lac du même nom).
La famille khoisan (22 langues vivantes et 360 000 locuteurs) est la plus petite famille linguistique africaine. Elle est centrée sur la Namibie et l’Angola, elle rayonne également sur le Botswana et l’Afrique du Sud. Dans le passé, les langues khoisan étaient parlées dans la majeure partie de l’Afrique australe et orientale. Elles ont été progressivement évincées de maints endroits par les langues bantoues puis européennes.
La famille Niger Congo compte près de 1 500 langues vivantes, ce qui fait d’elle la plus grande famille linguistique du monde (22 % des langues de la planète et 71 % des langues africaines). Elle couvre la plus grande partie du territoire ouest-africain et concerne l’immense majorité de la population de la région. Elle compte en son sein un groupe, le bantou, qui couvre à lui seul la quasi-totalité de l’Afrique sub-équatoriale à l’exception de l’aire khoisan. On retrouve dans cette famille la langue swahili (parfois appelée kiswahili).
Beaucoup de spécialistes estiment que le foyer originel des Bantous se situe au sud de la Bénoué, à la frontière du Cameroun et du Nigeria. Il y a de cela 4 000 ans, les Bantous entament une longue migration vers l’Afrique centrale, sans doute poussés par l’aridification du climat et le développement de l’agriculture et de l’élevage. Cette expansion prend près de trois millénaires. Les Bantous n’atteignent le sud du continent qu’aux XVIe et XVIIe siècles av. J.-C., fuyant les Massaï venus de la haute vallée du Nil. Les nombreuses similitudes entre les langues bantoues ainsi que leur remarquable extension géographique en font une zone linguistique spécifique très souvent distinguée du reste de la famille nigéro-congolaise.
Il existe d'autres familles linguistiques présentes sur le continent :
- les langues austronésiennes avec, notamment, le malgache ;
- les langues indo-européennes avec, notamment, le français, le portugais, l'anglais et l'afrikaans.

Le français joue actuellement un rôle important en Afrique, servant de langue véhiculaire ou de langue maternelle (au Gabon, Côte d'Ivoire, république du Congo, république démocratique du Congo, Cameroun et Bénin notamment) dans un grand nombre de pays, et son utilisation s'intensifie.
Entre 1992 et 2002, le nombre d'apprenants du et en français en Afrique subsaharienne et océan Indien a augmenté de 60,37 %, passant de 22,337 millions à 34,563 millions de personnes. On peut observer une tendance similaire au Maghreb. Cependant, les chiffres fournis par l'Organisation internationale de la francophonie pour le Maghreb ont été réunis avec ceux du Moyen-Orient, le décompte exact pour les pays du Maghreb n'est donc pas possible mais on observe une augmentation de 10,47 millions à 18 millions d'apprenants pour cet ensemble, quand bien même le français n'est pas langue officielle (cas de l'Algérie par exemple). D'ores et déjà, il y a plus de francophones en Afrique qu'en Europe.
L'Académie africaine des langues a été créée en 2001 afin de gérer ce patrimoine linguistique.

## Économie

### Histoire économique
L'échange de biens économiques apparaît avec le passage de l'économie de prélèvement (ou de prédation) à l'économie de production, au moment de la révolution néolithique et de la sédentarisation.
Dès 3000 av. J.-C. l'Égypte antique voit la naissance d'un État puissant ; à sa tête, le Pharaon contrôle le commerce et l'exploitation des mines. Le bois, rare dans la région, est un élément important des échanges.
En Afrique subsaharienne, l'échange de biens est attesté au néolithique récent et aux débuts de l'âge du fer, durant le Ier millénaire av. J.-C. Il porte sur le fer et la pierre (pour les outils et les armes), le cuir, le sel, les céréales, le poisson séché, les tissus, la céramique, les bois travaillés, les noix de cola et les parures en pierre et en fer.
Durant le Ier millénaire av. J.-C. et les premiers siècles de l'ère chrétienne, l'Afrique du Nord avec les comptoirs phéniciens, grecs, romains et l'Afrique subsaharienne prospèrent aux deux extrémités des routes du commerce transsaharien tandis que se continue le commerce vers le Proche-Orient. Un peu avant le début de l'ère chrétienne, l'Afrique du nord, notamment la Cyrénaïque, est le grenier du monde antique. Au début de l'ère chrétienne, le royaume d'Aksoum est une puissance de premier plan du commerce mondial ; les textes font allusion à une large gamme de produits exportés : obsidienne, ivoire, cornes de rhinocéros, peaux d’hippopotames, singes, tortues, poudre d’or, parfums, animaux vivants et esclaves.
Dès le Ve siècle, l'Afrique subsaharienne est qualifiée de « terre de l'or ». À partir du VIIe siècle, l'expansion arabo-musulmane en Afrique s’accompagne d'une intensification du commerce intra et inter-continental de l'or, du sel et des esclaves. Grâce à cela, l'empire du Ghana devient une grande puissance continentale à partir du VIIIe siècle. Le commerce de l'or africain passe quasi exclusivement aux mains des musulmans et la traite arabe s'organise. Les grands centres du commerce de l'époque, Ouadane, Chinguetti, Tichitt, Oualata, Djenné, Gao, Tombouctou, Ségou, Mopti, etc., sont situés en zone sahélienne, zone de contacts entre l'Afrique des arabes et le pays des Noirs. L'empire du Mali, à partir du XIe siècle, le royaume du Kanem-Bornou et l'empire songhaï, à partir du XIVe siècle, se développent sur les mêmes bases économiques.
Avec l'arrivée des Portugais au XVe siècle, commencent l'économie de traite (exportations de biens agricoles et de produits miniers), l'économie de plantation (utilisation de main-d'œuvre servile dans les plantations destinées à l’exportation) et la traite esclavagiste atlantique. Progressivement, les centres d'activité se déportent du Sahel vers les zones côtières. Les royaumes côtiers commercent avec les Européens et l'économie devient celle de la razzia. Cela, poursuivi par la colonisation, entraîne un collapsus démographique tel qu'il ne commence à se combler qu'aux XXe et XXIe siècles.
Le continent, colonisé au XIXe siècle et jusqu'à la fin du XXe siècle, voit ses richesses agricoles et minières se diriger vers les métropoles, au bénéfice quasi-exclusif de ces dernières. L'Afrique ne connaissant globalement pas une colonisation de peuplement, le nombre de colons est infime au regard de celui des autochtones. Le développement économique interne et l'accumulation locale du capital ne sont donc pas à l'ordre du jour. Par conséquent, l'économie africaine coloniale est essentiellement extravertie et, dans une logique de tirer profit des avantages comparatifs, fortement spécialisée pour chacune des colonies. Ces deux caractéristiques perdurent jusqu'à aujourd'hui.
Les nouveaux États, indépendants à partir des années 1960, reprenant les frontières coloniales, sont majoritairement des États rentiers où des oligarchies captent la rente (pétrolière et/ou minière) mise en place au moment de la colonisation,. Les richesses africaines ont permis l'accumulation du capital en Europe, préalable à son industrialisation, mais le continent africain en a été privé. L'économie de l'Afrique reste donc rentière, extravertie et la logique redistributive l'emporte sur celle d'accumulation.

### Contexte macro-économique contemporain

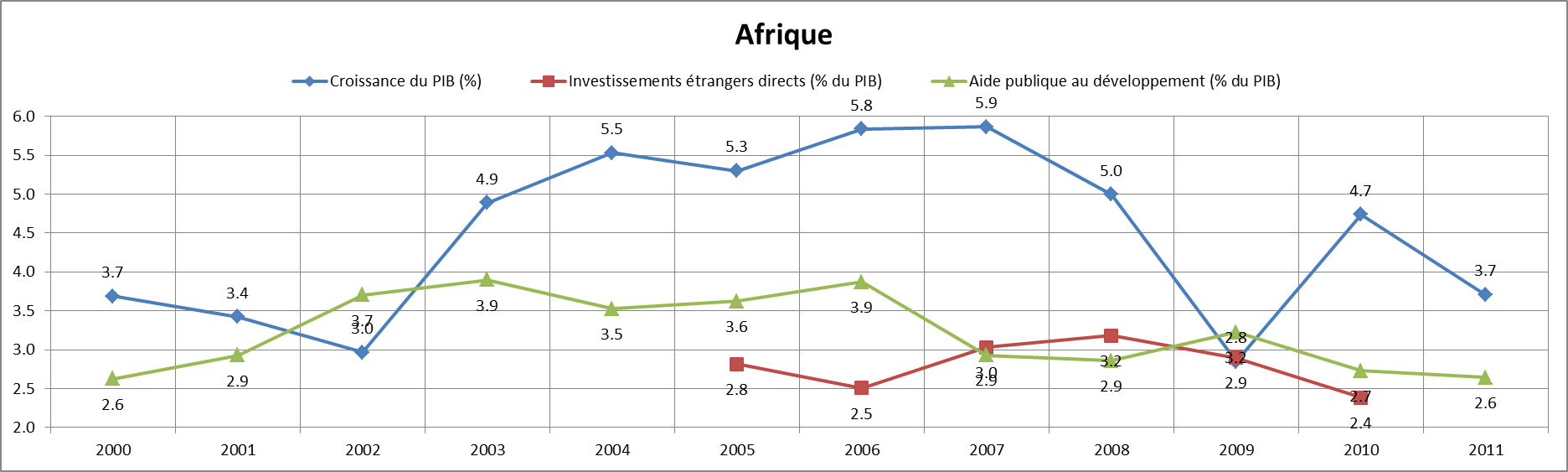
Croissance du PIB, investissements étrangers directs et aide publique au développement en Afrique, au XXIe siècle.

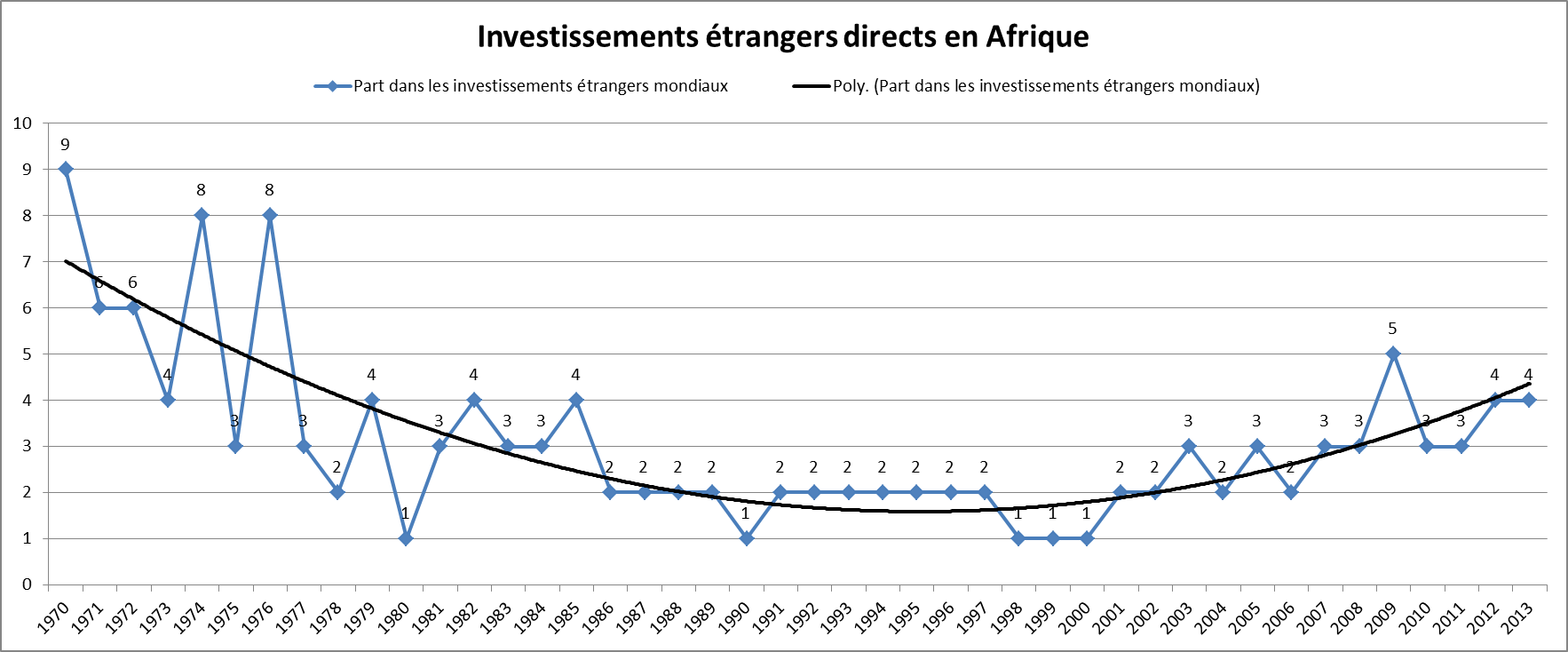
IDE en Afrique, part dans l'investissement mondial.

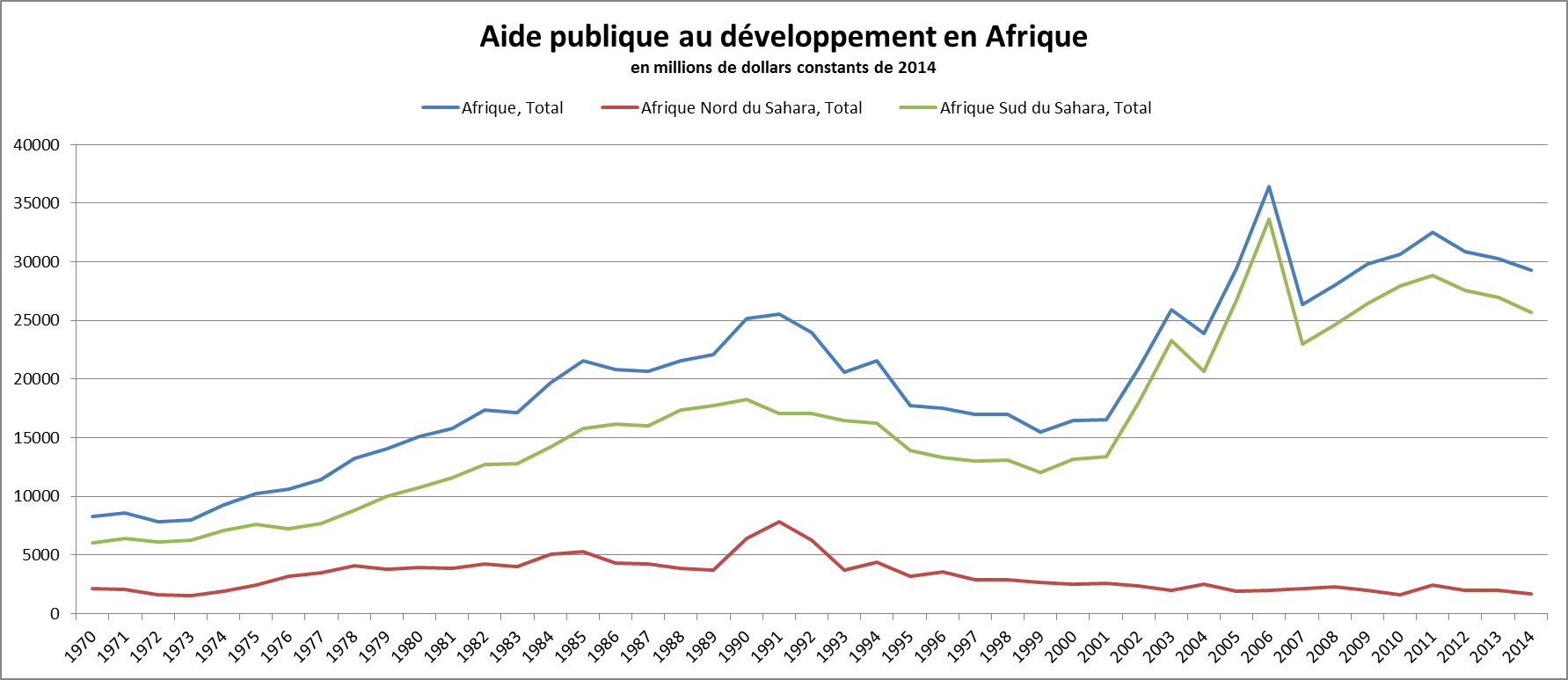
Aide publique au développement en Afrique, en dollars constants.

La caractéristique la plus générale du continent est que son économie et ses exportations reposent sur les industries extractives,, : « la moitié environ des pays d’Afrique subsaharienne sont exportateurs nets de produits de base et, contrairement à ce qui s’est passé ailleurs, les exportations de produits des industries extractives ont vu leur importance augmenter depuis les années 1990, ce qui a fait de cette région l’une des parties du monde les plus fortement tributaires des produits de base, plus ou moins à égalité avec la région Moyen-Orient et Afrique du Nord. » Cela entraîne une forte dépendance aux cours internationaux des matières premières. À titre d'exemple, 80 % des exportations de l'Algérie sont constituées de produits pétroliers. En 2014, pour l’ensemble du continent, le pétrole et ses dérivés ajoutés au gaz naturel liquide ou gazeux, représentaient 53,3 % des exportations.
S'il est riche en pétrole et le plus riche de la planète en matière de minerais avec 30 % des réserves minérales mondiales, il l'est aussi en terres agricoles disponibles, ce qui crée une nouvelle « ruée sur l'Afrique » notamment de la part de pays du Golfe et de pays émergents comme l'Inde et la Chine,, qui achètent des terres sur le continent. Environ 5 % de la surface du continent appartient ou est louée pour une longue durée à des pays étrangers. Ce phénomène est appelé « accaparement des terres ».
Profitant d'un supercycle haussier des matières premières, la croissance du PIB de l'Afrique, notamment subsaharienne, est continue et soutenue, supérieure à la moyenne mondiale, depuis le début du XXIe siècle : « L’Afrique a enregistré un taux de croissance de 5,1 % entre 2000-2011 malgré le décrochage de la crise mondiale qui a fait chuter ce taux à 2,5 % en 2009 ; la productivité a affiché une croissance de l’ordre de 2,7 % au cours de la décennie 2000 ». Les disparités entre pays et entre sous-régions sont cependant importantes, ; en 2011, le PIB/hab. en parité de pouvoir d'achat de l'Afrique du Nord (7 167 $) est presque le triple de celui de l'Afrique subsaharienne (2 391 $). L'inégalité sociale est également très forte. La croissance a marqué le pas en 2015 du fait de la baisse du cours des matières premières, principales sources de revenus pour le continent, comme cela avait été le cas en 2009 du fait de la crise mondiale. La forte demande des classes moyennes émergentes devrait malgré tout entretenir la croissance et les perspectives de long terme sont bonnes.
Cependant, le continent est « en retard » (34 des 48 pays les moins avancés se situent en Afrique) et présente de faibles performances ; en 2014, le PIB par habitant en parité de pouvoir d'achat est de 3 513 $ pour l'Afrique subsaharienne, alors que la moyenne mondiale se situe à 14 956 $. En 2018, le PIB du continent africain est estimé à 2 510 milliards de dollars (USD) par le FMI, cela représente 2,8 % de l'économie mondiale.
Partant, de nombreuses études existent sur les causes de ce phénomène, que d'aucuns appellent la « malédiction des tropiques ». On a ainsi mis en avant les facteurs démographiques (fécondité…), politiques (faiblesse des États de droit…), historiques (influence de la colonisation…), infrastructurels (production d'énergie insuffisante…), ou invoqué la malédiction des frontières (États trop petits, enclavés…) ou bien encore, constatant le poids des industries extractives, le syndrome hollandais (ou « malédiction des matières premières »),, et le phénomène d'État rentier qui l'accompagne (captation des revenus de la rente par une oligarchie au détriment de la population).
Il existe néanmoins quelques « miracles » économiques permettant d'éviter une généralisation abusive. Le Botswana, riche en diamant, mais sans accès à la mer, a réalisé aux XXe et XXIe siècles une performance économique exceptionnelle, à l'encontre du syndrome hollandais et du handicap lié à l'enclavement, tout en ayant une gouvernance et une transparence sans égales à comparer du reste du continent,. On déplore cependant une prévalence du SIDA très élevée avec un taux de 25,2 % pour la tranche d'âge 15-49 ans,. Maurice, partant d'une situation où le sucre représentait 20 % du PIB et plus de 60 % des recettes d’exportations, a misé sur l'industrialisation dans le secteur textile, puis sur les services dont le tourisme. Sa croissance a été de 5 % par an pendant 30 ans et son revenu par habitant qui était de 400 $ au moment de l’indépendance s'établit aujourd'hui à 6 700 $ (estimé à 18 900 $ PPA en 2014). Son système éducatif est performant et son rang dans le classement Doing Business (climat des affaires) de la Banque Mondiale (28e) est meilleur que celui de la France (31e),. Le Rwanda est un autre miraculé. Après le génocide de 1994 qui le laisse en ruines, le pays, fermement repris en main depuis par Paul Kagame, a su se développer fortement malgré une densité de population extrêmement élevée de 420 hab./km2, plus de dix fois supérieure à la moyenne du continent. Atteignant la transition démographique et misant sur l'éducation de sa population, outre les aides internationales, il est devenu un modèle de redistribution et de croissance inclusive en Afrique, attestant que le retard économique n'est pas une fatalité.
Le continent n’a donc pas de handicaps géographiques, culturels ou structurels indépassables, de malédiction qui l'accablerait, c'est la politique qui a créé la Rising Africa (« l'Afrique montante ») et qui lui permettra de prospérer à l'avenir.
Pour l'heure, le retard est bien réel, l'usage même du terme « miracle » indiquant qu'il ne s'agit que de contre-exemples dans une Afrique qui reste le « continent de la pauvreté ». Plus d'un tiers de la population africaine vit en dessous du seuil d'extrême pauvreté, soit 460 millions de personnes, selon la Banque mondiale, et le nombre de personnes pauvres continue d'augmenter. Parmi les objectifs du millénaire, les indicateurs concernant l'insécurité alimentaire et la pauvreté sont ceux qui progressent le moins.
Le continent reste extrêmement inégalitaire : les quatre milliardaires les plus riches d'Afrique (le Nigérian Aliko Dangote, les Sud-Africains Johann Rupert et Nicky Oppenheimer, ainsi que l'Égyptien Nassef Sawiris) possèdent, en 2025, plus d'argent que la moitié de la population du continent, soit 750 millions de personnes. L'ONG Oxfam indique que le creusement des inégalités est en grande partie lié à un manque de volonté politique des dirigeants africains, qui maintiennent des systèmes fiscaux favorables aux plus riches et peu efficaces.

#### Investissements étrangers
D'après les Nations unies, en 2016, les cinq principaux investisseurs étrangers sur le continent africain, en termes de stock d'IDE, étaient les États-Unis (57 milliards de dollars USD), le Royaume-Uni (55 milliards), la France (49 milliards), la Chine (40 milliards) et l'Italie (23 milliards).
Les flux d'investissements étrangers à destination du continent ont chuté de 21 % en 2017 par rapport à l'année 2016. La valeur totale des flux IDE vers l'Afrique pour l'année 2017 s'est élevée à 42 milliards de dollars (13 milliards vers l'Afrique du Nord et 29 milliards vers l'Afrique subsaharienne). Les flux d'IDE intra-continentaux ont en revanche progressé de 8 %, essentiellement grâce aux entreprises marocaines et sud-africaines.

#### Dette

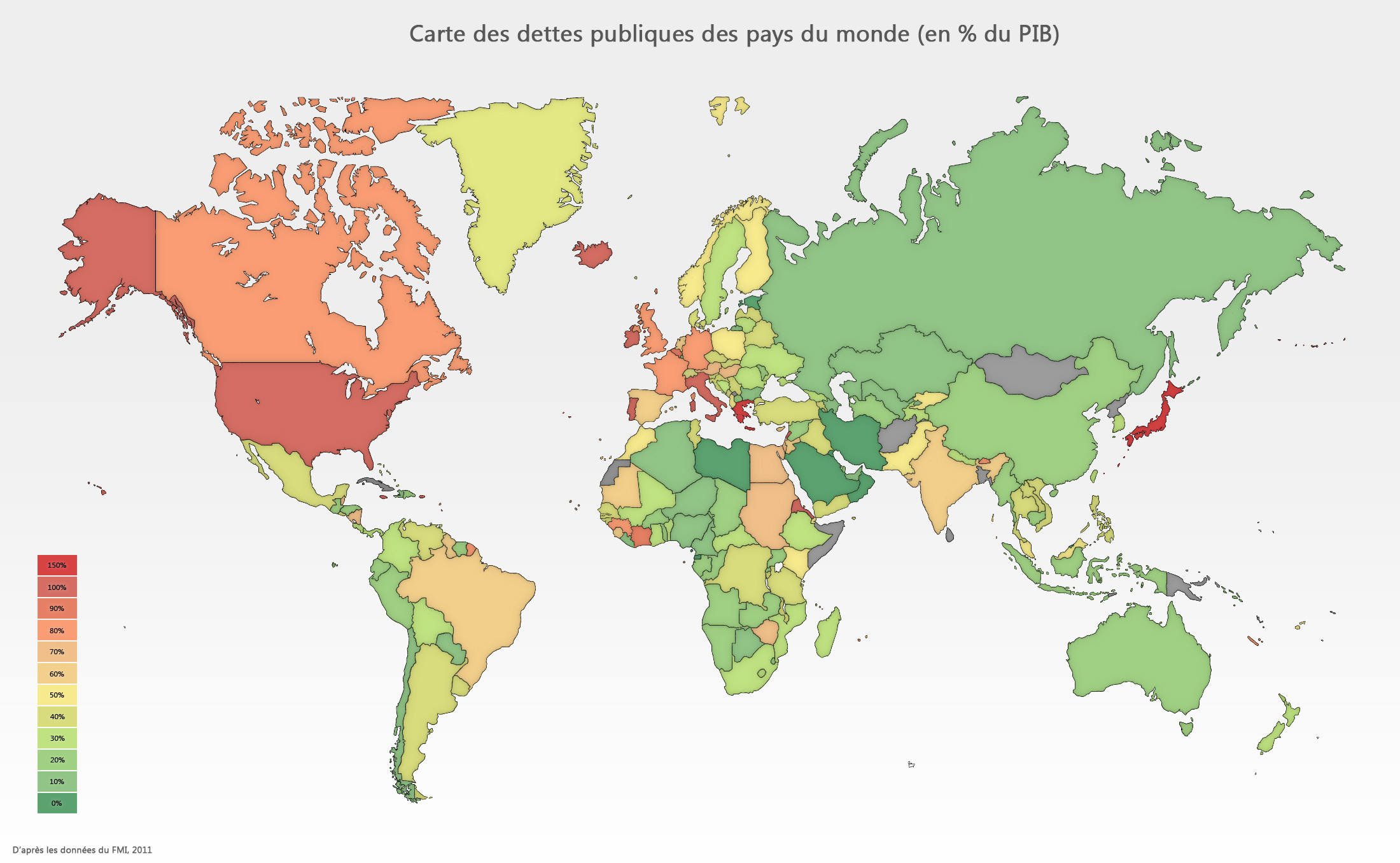
Dette publique par pays en 2011, en % du PIB.

Les années 1980-1990 sont marquées par la crise de la dette ; le relèvement des taux d'intérêt et la baisse des revenus d'exportation plongent le continent dans une crise financière qui amène la mise en place des programmes d'ajustement structurels. Dans le même temps, l’aide publique à l'Afrique diminue notablement, réorientée vers l'Europe de l'est ; c'est l'époque de « Adieu Bangui, bonjour Varsovie ». L'organisation politique et économique des États est drastiquement revue notamment par le démantèlement des appareils étatiques jugés coûteux et inefficaces et celui des entreprises para-étatiques à la compétitivité critiquable. Cette purge libérale crée la « génération ajustée » ou « génération déflatée », ; mais, conjuguée au retournement des cycles internationaux en matière de taux d'intérêt, à une reprise des aides publiques vers l'Afrique et à une reprise des investissements directs étrangers depuis l'an 2000,, (avec notamment une forte implication chinoise), cela conduit à une baisse de la charge de la dette dans les finances des États. À la fin de la première décennie du XXIe siècle, l'Afrique est moins endettée que les pays occidentaux développés, même si sa dette reste sous surveillance : « La viabilité de la dette est une préoccupation croissante ».

#### Infrastructures

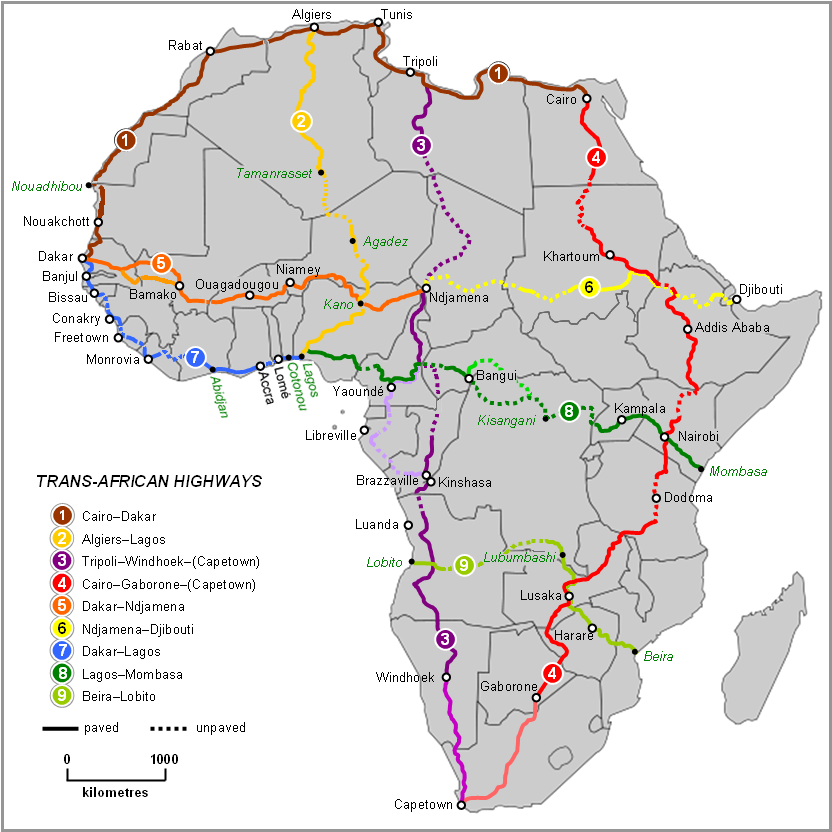
Le réseau des routes transafricaines.

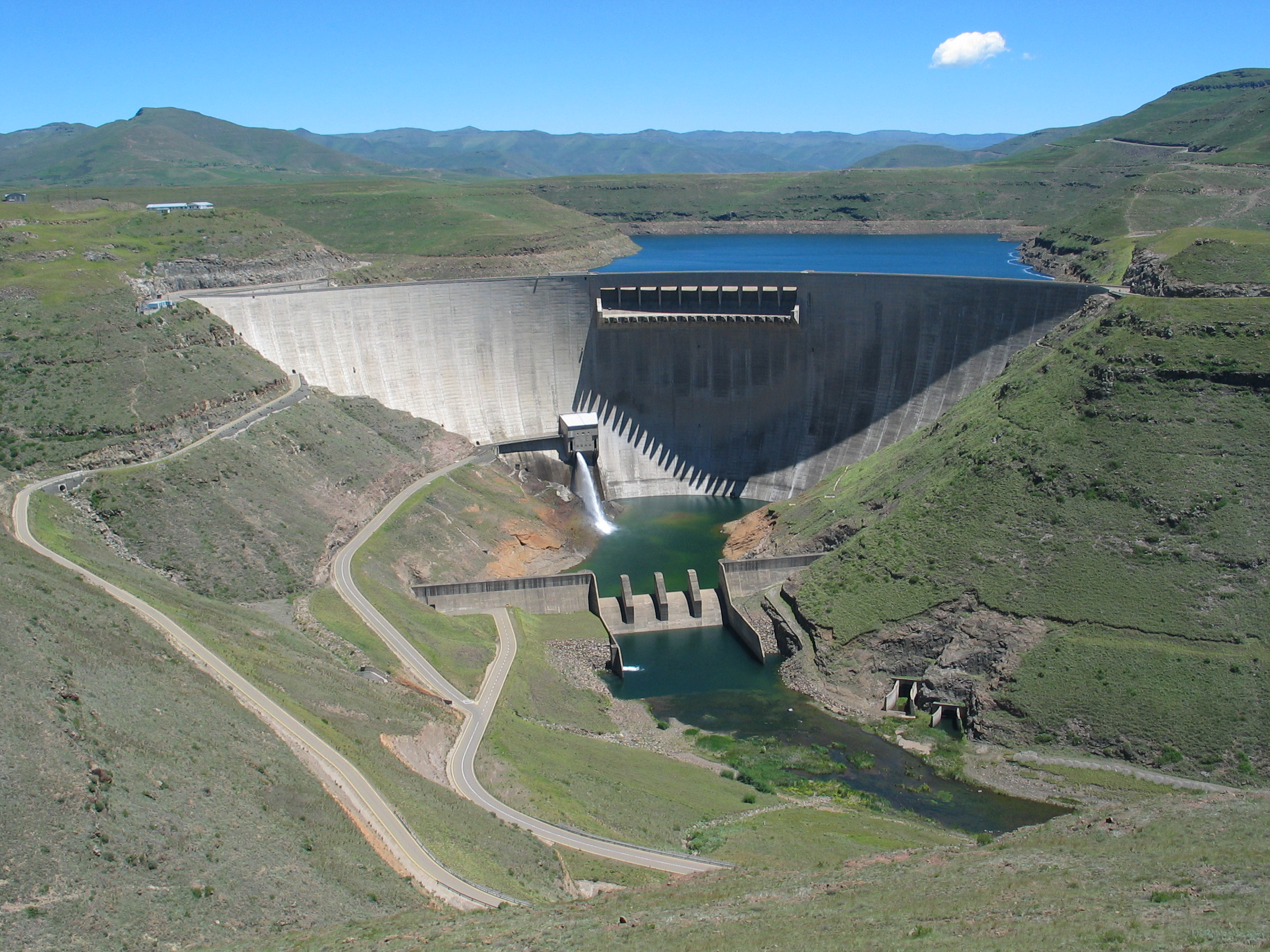
Barrage de Katse au Lesotho.

Le continent souffre d'un déficit d'infrastructures (électricité et transport essentiellement) qui lui coûte le chiffre énorme d'environ deux points de croissance annuelle ; or l'investissement en infrastructures est nécessaire à la croissance économique, aux entreprises, mais aussi au bien-être des populations grâce à un accès à l'eau, à laquelle 65 % des africains sont reliés, et surtout à l'électricité, qui présente un taux d'accès de 29 % seulement, sachant que « la production cumulée de 48 pays d’Afrique subsaharienne ne dépasse pas les 68 000 mégawatts [68 gigawatts], soit l’équivalent de l’électricité produite par l’Espagne » en 2005, dont 40 gigawatts pour la seule Afrique du Sud,.

#### Gouvernance
La gouvernance est, avec les infrastructures, l'autre point d'amélioration majeur de l'Afrique,.
Depuis 2007, l'indice mis en place par la fondation Mo Ibrahim évalue l'efficacité de l'action publique des États africains et, avec les notes obtenues (de 1 à 100), établit un classement. La note moyenne du continent a faiblement évolué, passant de 49,9 en 2007 à 50,1 en 2016. La meilleure moyenne régionale se situe en Afrique australe : 58,9 ; et la plus faible en Afrique centrale : 40,9.
L'Afrique est l'un des continents où la corruption est la plus répandue selon l'ONG Transparency International : « 3 pays parmi les 10 plus mal classés sont dans la zone Moyen-Orient et Afrique du nord - Irak, Libye et Soudan. […] En Afrique subsaharienne […] 40 des 46 pays de la région montrent de sérieux problèmes de corruption
,. »

#### Économie informelle

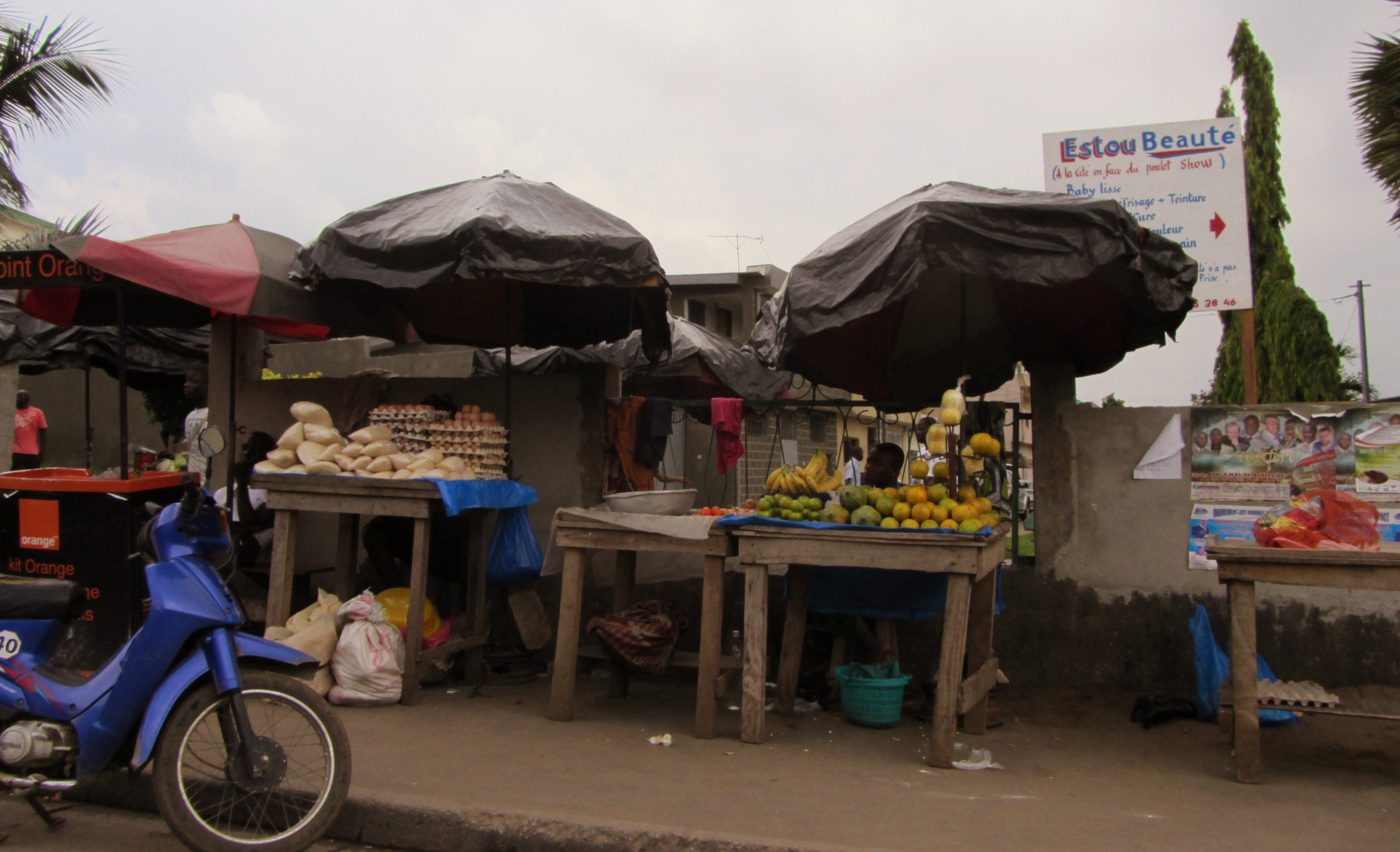
Échoppes à Abidjan, Côte d'Ivoire.

En lien avec la gouvernance, l'économie informelle est une caractéristique importante de l'économie du continent.
L'économie informelle est définie par le Bureau international du travail depuis 1993, avec une révision en 2003, ce qui permet d'avoir des mesures comparables d'un pays à l’autre. Son poids dans l'économie du continent est considérable, compris entre 40 et 75 % du PIB (20 à 37 % en ne considérant que l'activité hors agriculture,,), causant notamment un manque à gagner fiscal important. La pression fiscale est cependant, en Afrique, une des plus basses du monde et elle est probablement insuffisante. Selon la Banque mondiale « pour déclencher un financement de développement durable, il faut 20 à 24 % de pression fiscale. La moyenne africaine se situe à environ 17 % (35 % dans les pays riches) ; la première puissance économique africaine, le Nigeria, atteint à peine 8 %. »
Macro-économiquement, l'économie informelle est un moyen de la résilience sociale et économique face à une croissance qui n'entraîne pas la création subséquente d'emplois. La proportion d'emplois relevant du secteur informel est estimée à 66 % en Afrique subsaharienne.
Au niveau micro-économique, outre l'évitement de l'impôt, l'économie informelle existe aussi par la volonté des opérateurs de contourner la corruption de l’administration et de se désolidariser de la mauvaise gouvernance et du mauvais usage systématique des fonds publics. Pour autant, les entreprises du secteur informel sont soumises aux mêmes mécanismes de corruption que les entreprises du secteur formel, essentiellement le « comportement prédateur des fonctionnaires cherchant des pots-de-vin ».

#### Mondialisation
L'Afrique est inscrite dans la mondialisation économique depuis toujours, notamment par sa façade méditerranéenne et orientale.
Durant l’antiquité, la puissante civilisation égyptienne est, grâce à sa position géographique à la jonction entre le monde méditerranéen et l'Arabie, ainsi qu'au Nil, par lequel transitent les marchandises, au centre d'un important commerce ; ses villes sont les têtes de pont du commerce intercontinental. À la suite, les cités marchandes phéniciennes installées dès le Ier millénaire av. J.-C. (fondation d'Utique en 1100 av. J.-C., de Carthage vers 814 av. J.-C.) sont les vecteurs de l'intégration économique du continent dans la « première mondialisation », ; ainsi et par exemple, au Ve siècle av. J.-C., les Carthaginois commercent-ils l'or du désert « au-delà des colonnes d'Hercule ». Un peu plus tard, Carthage vaincue est redevenue une grande ville, une des premières cités de l'empire romain.
Le Périple de la mer Érythrée, récit de voyages datant du Ier siècle, atteste d'un commerce intercontinental depuis une zone allant de l'Égypte à la Tanzanie, en direction de la péninsule arabique, de l'Inde et de la Méditerranée et portant sur des produits tels que l'ivoire, les épices, la cannelle, l'encens, le styrax, le lapis-lazuli, les topazes, les turquoises, la soie, l'indigo, sans oublier les esclaves qui se retrouvent en Inde et en Chine,.
Au IIIe siècle, le royaume d'Aksoum commerce avec plusieurs « contrées » de l'océan indien et de la Méditerranée. Le commerce, notamment d'ivoire, profite au développement du royaume par la création de villes-marchés. À l'autre extrémité des routes commerciales l'autre partie prospère aussi ; dans les premiers siècles de l'ère chrétienne, le royaume d'Awsân (actuel Yémen) doit son essor au commerce avec l'Afrique. À partir du VIIe siècle, l'islamisation de l'Afrique subsaharienne lui permet de s'intégrer encore plus fermement dans le commerce international, les arabes servant d'intermédiaires avec le monde occidental.
Dès l'an mil l'or du Monomotapa part vers l'Inde via Kilwa dans les ports duquel s'échangent cotonnades et verroteries. La période qui correspond au Moyen Âge européen est l'âge d'or de l'Afrique avec les grands empires du Ghana, du Mali et Songhaï. C'est aussi l'âge de l'or. Kanga Moussa, dixième mansa (roi des rois) de l'empire du Mali dans le premier tiers du XIVe siècle, considéré comme l’un des hommes les plus riches de l’histoire de l'humanité, contrôle de facto tout le commerce du métal précieux dans le bassin méditerranéen.
À partir de la fin du XVe siècle, le continent connaît la traite atlantique puis la colonisation au XIXe siècle, formes les plus tragiques d'intégration mondiale. Les déportations d'esclaves alimentent le développement de l'Amérique et les pays européens enclenchent leur processus d'industrialisation grâce aux ressources coloniales ; le volume du commerce entre l’Afrique et l'Europe décuple entre 1820 et 1850.
Après les indépendances, l'Afrique ne prend cependant pas le virage de l'industrialisation. La part en valeur de son économie et de son commerce décroit mécaniquement dans les échanges face à des productions incorporant plus de valeur ajoutée.
À l'époque actuelle, la place du continent dans le commerce mondial est minime, environ 3 % en valeur et il ne représente que 1,6 % du PIB mondial (4,5 % en parité de pouvoir d'achat).
Le continent est donc souvent présenté comme « périphérique » ou « en marge »,. « C'est indéniable si l'on raisonne en termes de PIB. » Cependant, on le considère aussi comme globalement (même historiquement) marginalisé alors que l'étude du temps long montre l'évidence du contraire, y compris à l'époque récente : « c'est faux pour d'innombrables raisons : économiques mais aussi stratégiques, démographiques, culturelles et humaines ».

#### Intégration régionale
L'Organisation de l'unité africaine (OUA), créée au lendemain des indépendances en 1963, devenue Union africaine (UA) en 2002, regroupe l'ensemble des pays africains. C'est l'instance la plus large de tout le continent. Il s'agit essentiellement d'un organe politique visant à favoriser la coopération entre les États.
À un niveau plus restreint, l'intégration régionale est considérée comme une des clés du développement économique du continent,,,,,. À cet effet, le continent s'est doté depuis les années 1970 de diverses institutions régionales à vocation intégrative (CEDEAO, UMA, UEMOA, SADC, CEEAC, EAC, IGAD pour les plus importantes) : unions douanières, marché commun, zones de libre échange, etc. Essentiellement tournées vers l'action économique, ces institutions ont aussi, plus tardivement, pris une dimension politique et diplomatique en contribuant notamment à la résolution des conflits ; ainsi, l'ECOMOG, sous l'égide de la CEDAO, est-elle une force d'interposition régionale similaire aux casques bleus de l'ONU.
L'intégration est cependant très en retard ; le commerce intra-africain ne représente que 10 % des échanges et est polarisé autour de quelques pays (Afrique du Sud, Côte d'Ivoire, Nigeria, Kenya, Zimbabwe et Ghana) et porte pour un tiers sur le pétrole, sachant que, par ailleurs, les échanges informels créent des zones de libre-échange de facto,.
Le projet panafricain « MAEP » (mécanisme africain d'évaluation par les pairs), quant à lui, vise, sous l'égide du NEPAD, à promouvoir la bonne gouvernance.

### Ressources naturelles

#### Industries extractives

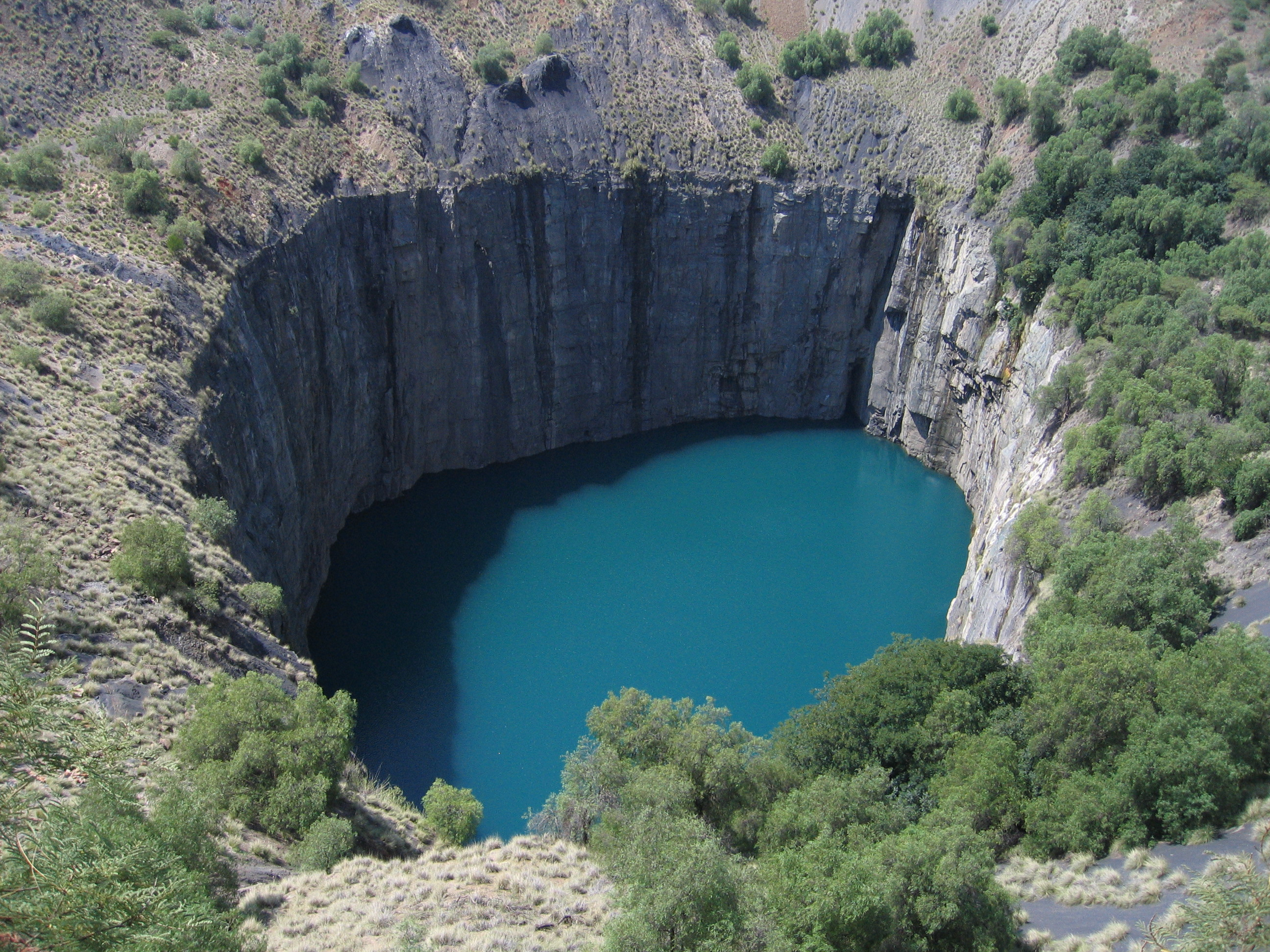
Le Big Hole, mine de diamant ennoyée en Afrique du Sud.

L'Afrique possède les réserves minérales les plus importantes de la planète, globalement 30 % des réserves mondiales, dont 75 % des réserves mondiales de platine, 50 % de celles de diamant et de chrome, 20 % de celles d'or et d'uranium, 85 à 95 % des réserves des métaux du groupe du chrome et du platine, 85 % des réserves de phosphate, plus de 50 % des réserves de cobalt, 33 % des réserves de bauxite ainsi que du charbon, du cuivre, du minerai de fer… et aussi 10 % des réserves mondiales de pétrole et 8 % de celles de gaz naturel. Qui plus est, le continent est « l'une des régions géologiques les moins connues de la planète » et, aux réserves prouvées, pourraient donc s'ajouter d'autres découvertes futures.
Ces richesses ont été exploitées durant la période pré-coloniale, notamment le sel, l'or et le cuivre, contribuant à créer des empires riches et puissants. Puis, durant la période coloniale, les économies ont été fortement spécialisées pour créer des rentes minières coloniales, léguant aux nouveaux États d'après l'indépendance des économies de rente extraverties et peu diversifiées (État rentier). À l'heure actuelle, la majeure partie (60 %) des exportations de l'Afrique concernent des matières premières ; elle en est donc fortement dépendante. En outre, elle exporte ses richesses sans les valoriser, faute d'industries locales,. C'est le syndrome hollandais (ou « malédiction des ressources naturelles ») : la rente procurée par les matières premières tend à mettre à mal les industries locales, notamment manufacturières,. Le niveau de formation des ressources humaines joue aussi dans la spécialisation africaine car des ressources abondantes et une main-d'œuvre relativement peu qualifiée poussent à exporter des matériaux bruts (ce qui est d'ailleurs aussi le cas pour l'agriculture).
Entre les années 1990 et la première décennie du XXIe siècle, l'activité du secteur a nettement augmenté (87 %) ; en conséquence, à l'inverse de la tendance globale, la part du continent dans l'extraction mondiale est en légère croissance : 7,5 % en 1980, 7,8 % en 2008. Les investissements directs étrangers (IDE), qui sont en hausse après avoir atteint un point bas dans les années 1990, et qui représentent une part notable du PIB des pays concernés, la proportion allant de 3,5 % pour les pays pauvres en ressources à 2,4 % pour les pays riches en ressources, concernent principalement les industries extractives. Mais cette orientation des investissements en direction de l'exploitation des matières premières ne produit pas les effets de développement dont le continent aurait besoin, notamment en ce qui concerne les créations d'emplois.
« Les plus importantes économies minières sont la Guinée (bauxite), le Liberia, la Sierra Leone et le Botswana (diamant), la Mauritanie (fer, pétrole), le Niger (uranium, pétrole), le Togo (phosphate), la république démocratique du Congo (cuivre, coltan) et la Zambie (cuivre). Les principales économies pétrolières [subsahariennes] sont l'Angola, le Congo, le Gabon, la Guinée équatoriale, le Nigeria, le Soudan du Sud et le Tchad. » En Afrique du Nord, l'Algérie et la Libye ont des économies qui reposent massivement sur le pétrole.
Selon le rapport 2023 de l'Agence internationale de l'énergie sur les investissements dans l'énergie, l'Afrique est la région qui a attiré le plus d'investissements dans le gaz naturel liquéfié (GNL) en 2022 derrière l'Amérique du Nord. La région devrait maintenir son niveau dans les prochaines années derrière les États-Unis et le Moyen-Orient. Les investissements dans le raffinage en Afrique devraient excéder ceux au Moyen-Orient en 2023, seulement dépassés par la Chine et l'Inde, avec un total d'une dizaine de milliards de dollars, soit le quart des investissements mondiaux. Les principaux projets dans le pétrole et gaz en Afrique sont « Area 1 LNG (T1-T2) » de TotalEnergies au Mozambique (10 milliards de dollars, 3 milliards de barils équivalent pétrole de GNL, production prévue en 2026), NLNG T7 de NNPC au Nigeria (2,5 milliards de barils équivalent pétrole de GNL, production prévue en 2024), Tilenga de TotalEnergies en Ouganda (1055 millions de barils de pétrole, production prévue en 2026-27), « Area 4 LNG (T1-T2) » d'Exxonmobil au Mozambique (925 millions de barils équivalent pétrole de GNL, production prévue en 2029), « Greater Tortue Ahmeyim FLNG phase 1 » de BP en Mauritanie (915 millions de barils équivalent pétrole de GNL et de pétrole, production prévue en 2023), Waha en Libye (775 millions de barils équivalent pétrole de gaz, production prévue en 2027), A&E Structures de Mellitah en Libye (705 millions de barils équivalent pétrole de gaz et pétrole, production prévue en 2025-26). La république démocratique du Congo estime ses réserves à 22 milliards de barils et n'en exploite que 4,5 % ; elle a lancé le processus de mise aux enchères de 27 blocs pétroliers. La république du Congo vient d'inaugurer sa première unité de liquéfaction de gaz, qui doit produire à terme 3 millions de tonnes par an. Le Sénégal compte commencer à extraire du gaz au plus tard en 2024 ; ses trois projets en cours, GTA exploité avec la Mauritanie, Sangomar et Yakaar Teranga, ont des réserves estimées à 650 millions de barils de pétrole et près de 1 000 milliards de mètres cubes de gaz. Les découvertes se multiplient au large de la Namibie, qui pourrait doubler son PIB en moins de dix ans.
| Pays                    | rang mondial |
| ----------------------- | ------------ |
| Nigeria                 | 11           |
| Angola                  | 14           |
| Algérie                 | 18           |
| Libye                   | 21           |
| Égypte                  | 27           |
| Guinée équatoriale      | 32           |
| République du Congo     | 33           |
| Soudan et Soudan du Sud | 34           |
| Gabon                   | 35           |
| Tchad                   | 42           |

| pays                                    | rang mondial | produit   |
| --------------------------------------- | ------------ | --------- |
| République démocratique du Congo (2012) | 1            | cobalt    |
| Zambie (2012)                           | 2            | cobalt    |
| Afrique du Sud                          | 1            | platine   |
| Botswana                                | 2            | diamant   |
| Angola                                  | 4            | diamant   |
| Afrique du Sud                          | 5            | diamant   |
| Afrique du Sud                          | 2            | manganèse |
| Guinée                                  | 5            | bauxite   |
| Afrique du Sud                          | 6            | or        |
| Rwanda                                  | 9            | étain     |

#### Agriculture et pêche

##### Contexte
Le continent est caractérisé par une insécurité alimentaire persistante. Liste non exhaustive, en 1967-70 le Biafra (Nigeria), en 1983-1985 le Lesotho, en 1972-74 et 1984-85 l'Éthiopie, en 2004 le Darfour (Soudan), en 2005 le Niger, en 2011-2012 la corne de l'Afrique… ont été touchés par la famine ou la malnutrition ; en 2016, elles sévissent encore, en république démocratique du Congo,, en Éthiopie, au Malawi… Les deux causes principales sont les événements climatiques et les conflits. Ainsi la sécheresse atteint-elle la corne de l'Afrique tandis que, en république démocratique du Congo, ce sont les conflits qui sont responsables de la situation. Et, parfois, les événements climatiques sont eux-mêmes causes de conflits comme au Darfour… Quoique l'Afrique du Nord soit épargnée et que la prévalence de la sous-alimentation diminue (27,6 % en 1990-92, 20 % en 2014-2016), du fait de la croissance démographique, le nombre de personnes touchées augmente (182 millions en 1990-92, 233 millions en 2014-2016), alors qu'à l'échelle planétaire les deux valeurs décroissent.
Dans ce contexte, l'agriculture africaine est au centre des préoccupations des économistes et des hommes politiques, car la rendre moins dépendante aux variations du climat, et plus performante permettrait de diminuer l'instabilité politique, d'améliorer la santé des populations et de fournir des millions d'emplois. Face à une croissance démographique sans égale, à une population rurale représentant 60 % de la population totale et en croissance constante en valeur absolue ainsi qu'à un secteur agricole proposant 65 % des emplois en Afrique subsaharienne, elle est considérée comme une des clés du développement africain.
Selon les estimations des Nations unies, un réchauffement de 2 °C du climat diminuerait de 10 % le rendement agricole en Afrique subsaharienne.

##### Agriculture et élevage

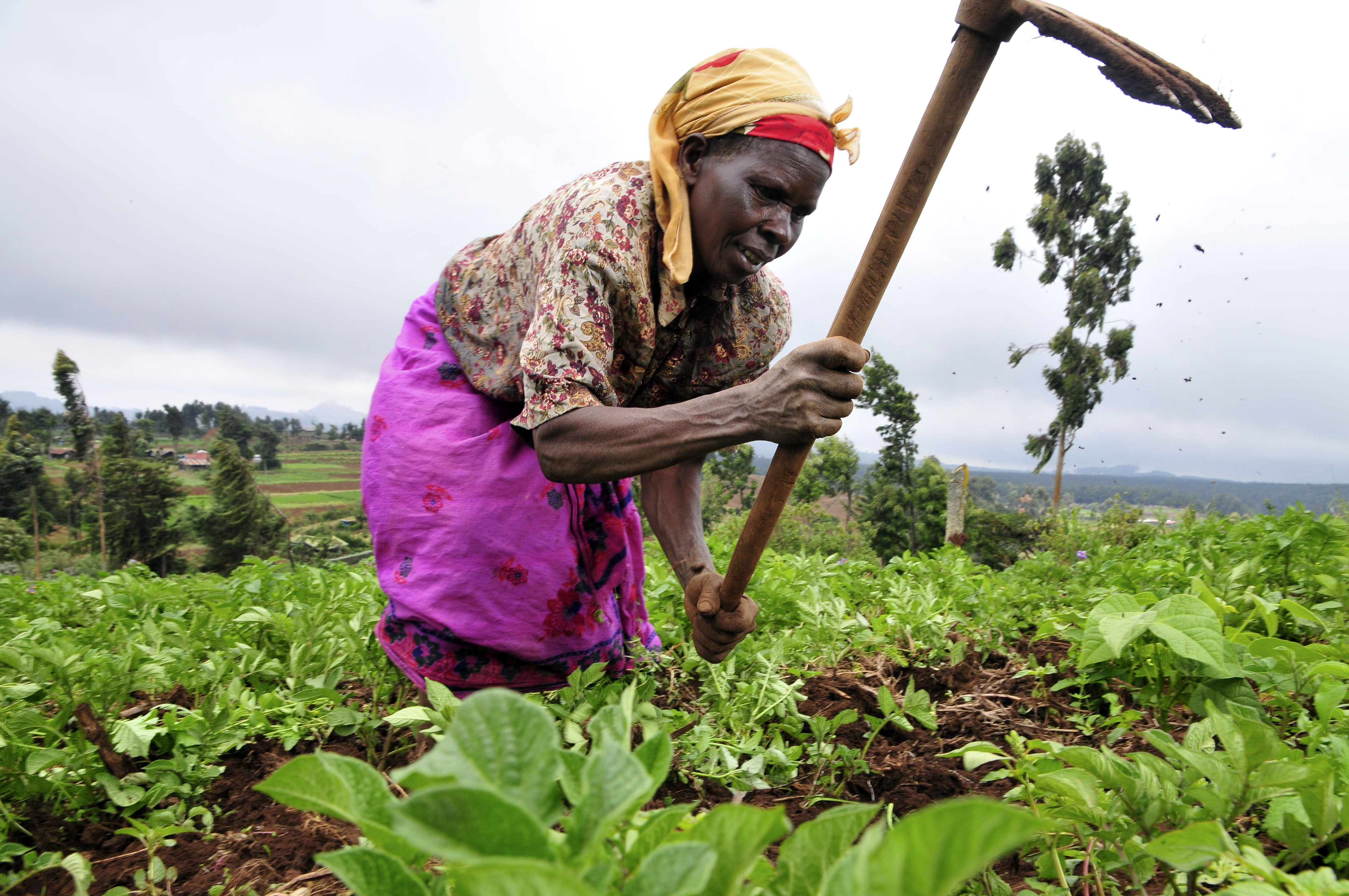
Une agricultrice kényane au travail dans la région du mont Kenya.

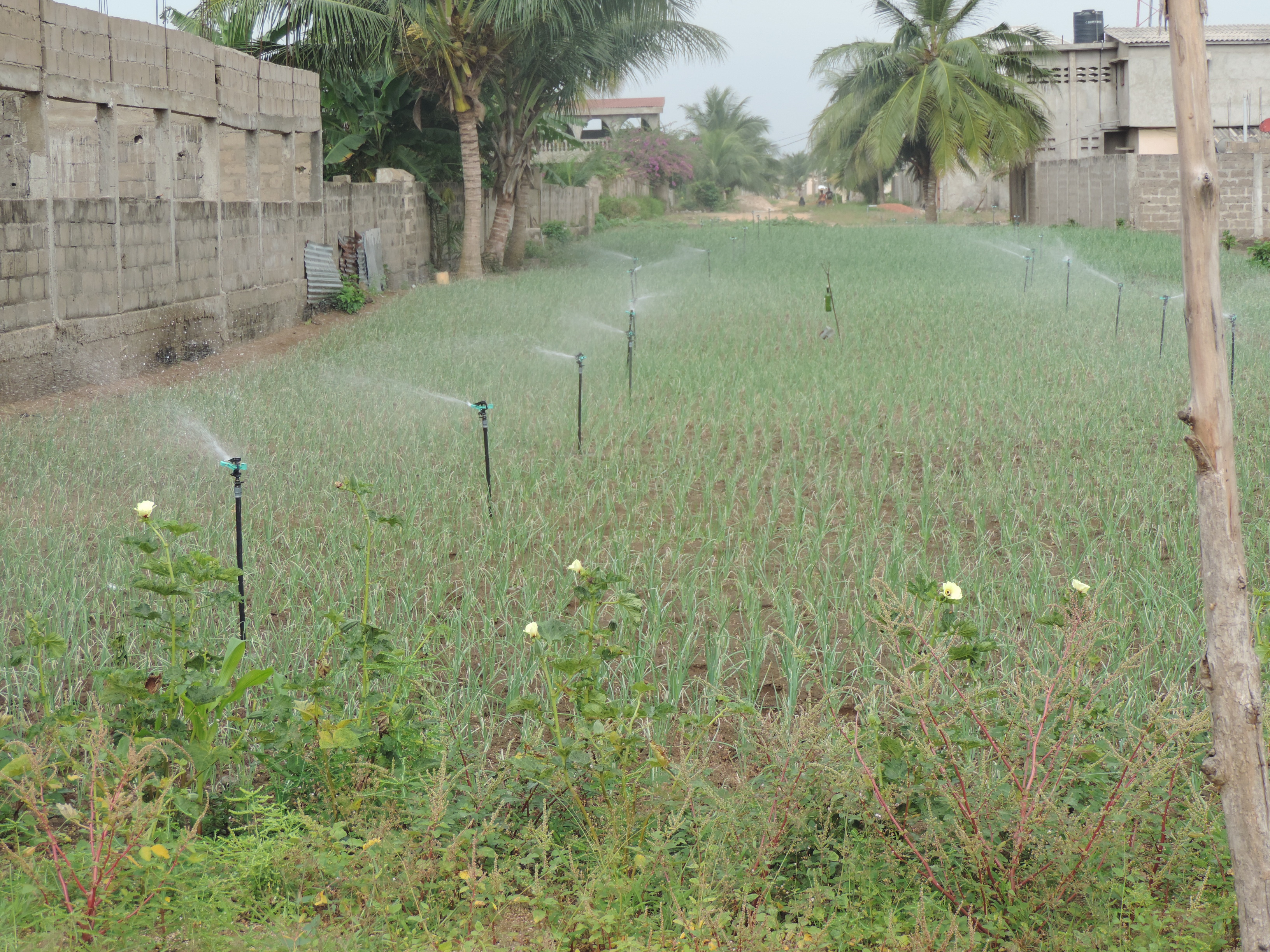
Culture maraîchère irriguée, Aného, Togo.

L'agriculture africaine n'a cessé de croître, triplant en valeur depuis les années 1980 ; cela s’est fait essentiellement par l'extension des superficies consacrées à la production vivrière, prises sur les forêts et la savane : « Au cours des trois dernières décennies, les gains de productivité agricole en Afrique ont été obtenus dans une large mesure par une expansion continue des cultures pluviales, en particulier, les cultures vivrières, sur des terres de plus en plus marginales et/ou par la réduction des périodes traditionnelles de jachère entre deux cycles de culture », ce qui pose des problèmes environnementaux notables, sachant qu'en outre les terres s'appauvrissent. Elle est caractérisée par sa faible productivité avec une quantité d'intrants (engrais…) très basse, l'absence d'irrigation et de mécanisation, et des exploitations de faible taille. À côté de l'agriculture vivrière, il existe des agricultures de rente et d'exportation (café, cacao, arachide, coton…), reposant sur des exploitations de taille et de productivité largement supérieures. Globalement, les produits agricoles représentent 20 % du commerce international africain en 2006, et 30 % du montant des exportations.
Les pays les plus urbanisés sont ceux où la valeur ajoutée et les prix payés aux producteurs sont les plus élevés, les marchés urbains denses créant une demande solvable permettant l'écoulement des surplus. La pauvreté et l'insécurité alimentaire concernent donc plus particulièrement les populations rurales des pays où le poids de l'agriculture dans l'économie est le plus élevé, ; les agriculteurs pauvres des pays ruraux ne peuvent valoriser leur production et sont insérés dans un système d'échanges faiblement monétarisés et, par conséquent, peinent à avoir accès au marché des intrants qui permettraient d'augmenter leur productivité.
Contrairement à une idée reçue, globalement, le continent « ne souffre pas d'une insuffisance de la production alimentaire ». Même les agriculteurs pauvres des pays ruraux ont vu leur disponibilité alimentaire augmenter. Les « émeutes de la faim » qui touchèrent le continent (et le reste de la planète) en 2008 étaient dues à des hausses de prix, pas à des quantités disponibles insuffisantes. Ce sont les politiques de prix et de distribution ainsi que les droits fonciers qui sont en cause dans l’insécurité alimentaire africaine. Pour ce qui concerne les prix, les politiques libérales ont mis l'agriculture africaine en concurrence avec celles des pays développés, largement subventionnées et l'ont soumise à une instabilité des prix qui fait que le continent, faute d'intégration régionale qui permettrait une répartition intra-continentale, en vient à importer des produits qui sont en concurrence avec ses propres productions. Quant au droit foncier, le droit coutumier qui concerne 90 % des terres agricoles exclut les femmes de la propriété de la terre alors qu'elles représentent la majorité, jusqu'à 70 % des exploitants agricole d'Afrique subsaharienne,.
Depuis le début du XXIe siècle, on assiste à l'exploitation des ressources naturelles par de nouveaux intervenants, notamment les pays asiatiques dont la Chine et l'Inde ou les États pétroliers en manque de place ; des terres agricoles sont achetées ou louées,,. Certains parlent de recolonisation de l'Afrique à ce sujet.
| produits | céréales | huiles et graisses | oléagineux | produits laitiers | viande et produits à base de viande | sucre | légumes et fruits | boissons | animaux vivants | café, cacao, thé | épices | autres produits alimentaires |
| %        | 5,1      | 3,7                | 1,7        | 1,2               | 1,5                                 | 5,9   | 21                | 5        | 1,9             | 25,8             | 1,4    | 25,9                         |

##### Pêche et aquaculture

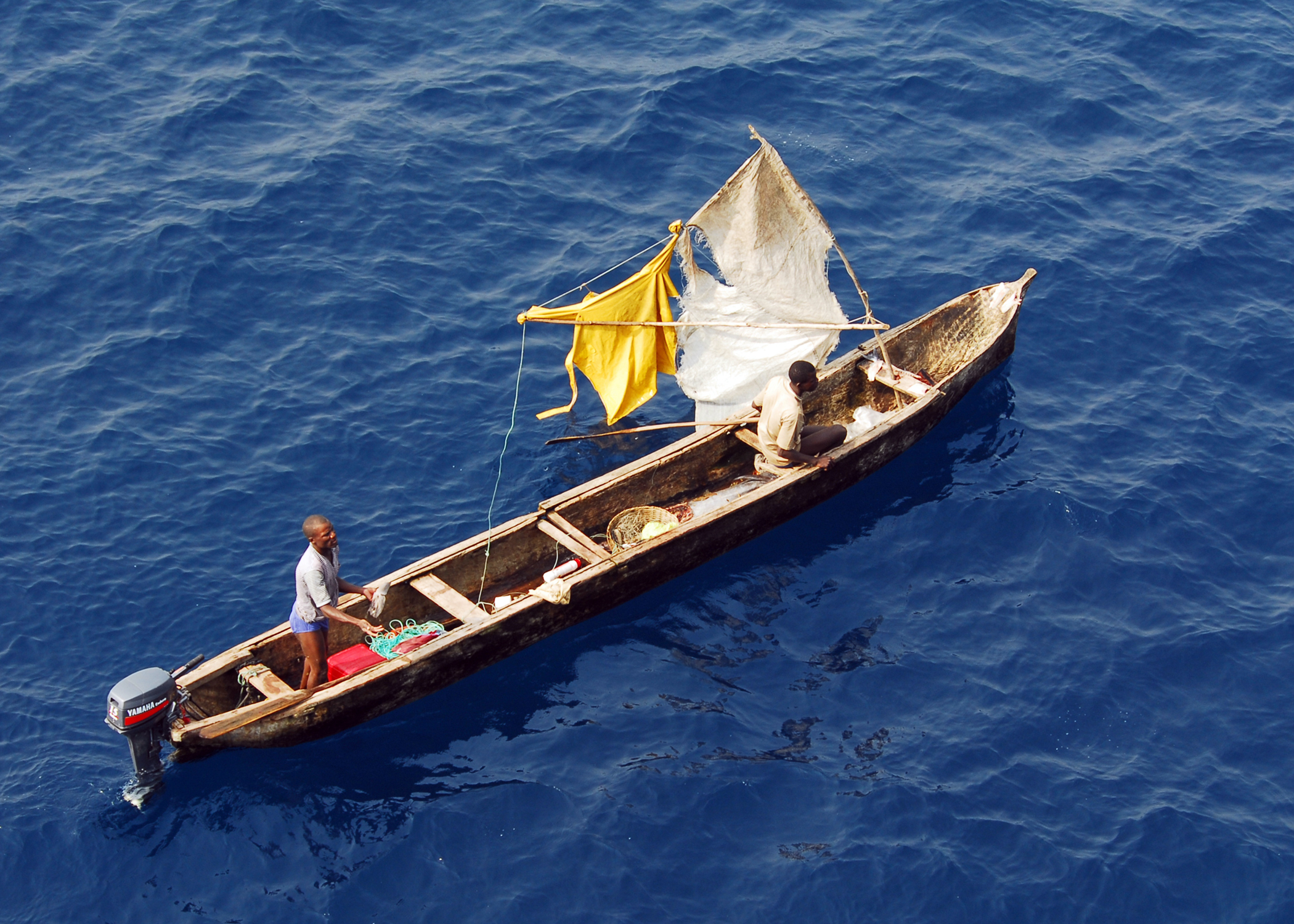
Pêcheurs au large de São Tomé.

L'Afrique est le deuxième continent, loin derrière l'Asie, par le nombre de bâtiments de pêche mais cette flottille est la plus faiblement motorisée de la planète, 1⁄3 des embarcations seulement possèdent un moteur. Le continent ne place donc qu'un pays, le Maroc, à la 17e place mondiale des 25 pays représentant 82 % de la pêche mondiale.
Il s'agit, de la part des Africains, d'une pêche vivrière et artisanale occupant de nombreux actifs ; en 2014, les pêcheurs et aquaculteurs d'Afrique sont 5,7 millions,, et « le poisson assure des moyens d’existence à quelque 30 à 45 millions d’Africains. »
Cette activité montre cependant de faibles performances : l'offre de poisson par habitant (en kg/an) est la deuxième plus faible du monde à 9,8 kg/hab/an alors que la moyenne mondiale s'établit à 19,7. La performance n'est pas meilleure en matière de transformation : « en Afrique, certaines estimations donnent des pertes après capture comprises entre 20 et 25 pour cent, et allant même jusqu’à 50 pour cent. » La pêche continentale quant à elle, hormis pour partie dans les grands lacs d'Afrique de l'Est (lac Victoria, lac Tanganyika et lac Malawi), est peu industrialisée. À l'instar de la pêche en mer, la pêche continentale voit le nombre de captures baisser, du fait de la pollution, de la dégradation de l'environnement et d'une tendance à la surexploitation. Quant aux produits aquacoles, leur production, exprimée en kg/personne est, en Afrique, la plus faible du monde. La zone la plus productive de ce point de vue est l'Afrique du Nord, avec un peu plus de 5 kg/personne ; les autres sous-régions de l'Afrique étant à moins d'1 kg/personne.
La pêche en mer est, elle, industrialisée. Mais l'exploitation est le fait de compagnies européennes, et chinoises qui tendent à épuiser les ressources. Ainsi, « la production totale des pêches de capture dans l’Atlantique Sud-Est est restée stable ces dix dernières années, à environ 1,4 million de tonnes par an. La majeure partie de ces captures provient maintenant des ZEE des trois pays côtiers Angola, Namibie et Afrique du Sud, les prises en haute mer d’espèces autres que les thonidés ayant chuté pour s’établir à quelques centaines de tonnes ces dernières années. » Outre le problème de la surpêche industrielle, se pose celui de la pêche illégale qui représente un manque à gagner important pour les économies africaines,,.
La pêche concourt au solde positif des échanges car, « en valeur, l’Afrique est un exportateur net depuis 1985 (sauf en 2011). En revanche, en volume, le continent est depuis longtemps un importateur net, ce qui traduit la valeur unitaire plus faible des importations (surtout pour les petites espèces pélagiques). »
Le poisson est très important dans la sécurité alimentaire du continent. Il représente 22 % des apports protéiques animaux en Afrique subsaharienne et ce taux peut atteindre 50 % lorsque les autres sources de protéines sont rares ou chères et, dans les pays côtiers d'Afrique de l'Ouest, « la proportion de protéine animale provenant du poisson est extrêmement élevée : 47 % au Sénégal, 62 % en Gambie et 63 % en Sierra Léone et au Ghana ». Pour l'Afrique intérieure, c'est la pêche continentale qui est vitale : « En Afrique […] les vastes habitats aquatiques intérieurs et les pêches continentales fournissent une alimentation et des moyens d’existence essentiels aux communautés qui vivent près des cours d’eau et des zones humides. » Plus étonnamment, le poisson est aussi un aliment clé pour les zones arides du continent.

### Industries de transformation

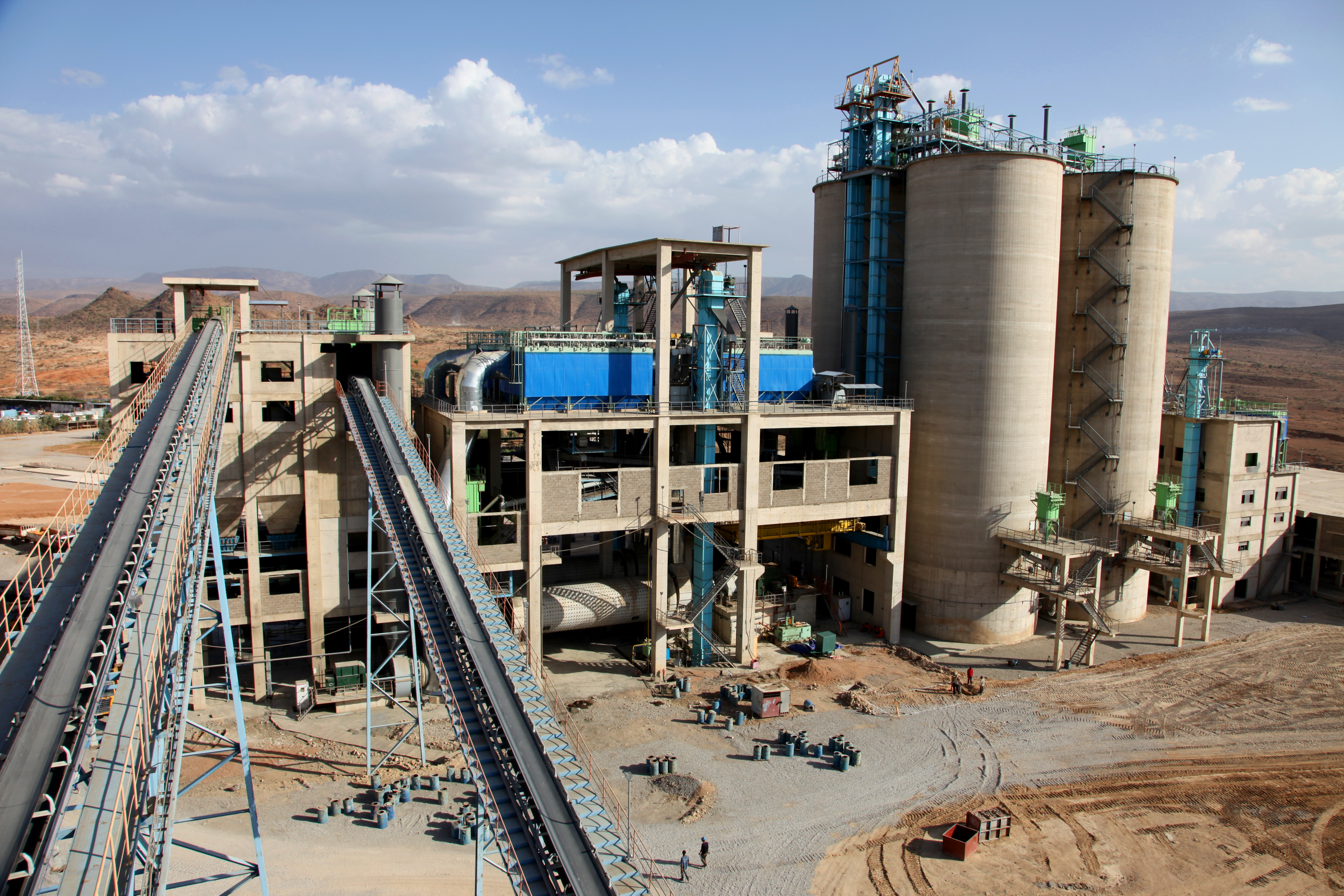
Usine de ciment en Éthiopie, à Dire Dawa.

L'industrie de transformation manufacturière est, de tout temps, le parent pauvre de l'économie africaine. L'accumulation du capital ayant manqué, car le continent a vu ses ressources servir à l'accumulation européenne mais pas à la sienne,,, l'industrie de transformation ne s'est jamais vraiment mise en place. Pire encore, au cours des décennies allant des années 1990 à 2010, la part de l'activité manufacturière dans la valeur ajoutée produite n'a cessé de baisser, passant de 13 % en 1990 à 10 % en 2011.
Quelques pays ont cependant réussi, partant d'une situation de rente minière ou agricole, à créer des filières de transformation significatives, générant plus de valeur ajoutée : la Côte d'Ivoire avec la transformation du poisson et du bois, le Sénégal et la transformation du poisson, le Botswana, riche de ses diamants, avec la transformation de la viande, le traitement de peaux animales, les aliments pour animaux…, Maurice avec l'industrie textile,, la Tunisie, pour laquelle l'industrie représente 30 % de son PIB… Il convient de faire une place particulière au géant économique qu'est l'Afrique du Sud, qui représente à elle seule entre 20 et 30 % du PIB continental et est dotée d'une industrie diversifiée qui emploie près du quart de la population active et représente près de 30 % de son PIB.
La désindustrialisation n'est cependant peut-être pas inéluctable car, faute d'accumulation locale, le capital pourrait provenir de l'étranger. Les investissements directs à l'étranger, qui reprennent en Afrique au début du xxie siècle, notamment ceux en provenance de Chine, sont plus diversifiés qu'auparavant ; ils concernent moins le secteur primaire (agriculture et industries d'extraction) et plus l'industrie manufacturière ; ainsi, depuis 2008, le principal investisseur dans le secteur manufacturier éthiopien est la Chine et, au Rwanda, les IDE chinois ont comme cible, après le secteur tertiaire, les activités de transformation.
Pour l'heure, cependant, l'industrie manufacturière est globalement « au point mort », selon l'expression employée par le forum économique mondial en 2015.

### Services
Quoiqu'on caractérise l'Afrique par l'abondance de ses ressources naturelles, les services représentent plus de 50 % du PIB des pays concernés et le secteur est en croissance constante.
Le continent présente un profil de transformation structurelle atypique. Contrairement aux économies occidentales et à celles de l'Asie du Sud et du Sud-Est, la régression tendancielle de l'agriculture n’a pas profité à l'industrie puis aux services ; il y a eu « de moins en moins d'agriculture » et « de plus en plus de services » dans l'économie africaine sans qu'elle passe par une phase intermédiaire d'industrialisation. Au contraire, l'activité manufacturière a décliné alors que croissait la part des services.
Les services accompagnent principalement les activités d'exportation y compris agricoles ; par exemple, « les services comptent pour 83 pour cent du prix de vente des roses éthiopiennes aux Pays-Bas. » Mais, parmi les exportations, ce sont celles des biens manufacturés qui sont le plus associées aux services ; pour le Lesotho et la Tunisie, exportateurs de tels biens, le poids des services dans leur économie (61,7 %), est supérieur à la moyenne. Les pays les moins concernés sont les exportateurs de pétrole, chez qui les services représentent 33,9 % du PIB (mais c'est dans ces mêmes pays que la croissance des services est la plus forte). Certains petits pays sont fortement dépendants de ce secteur, car essentiellement tournés vers des services de voyage et de tourisme ; en 2013, les services représentaient 75 % du PIB du Cap Vert et 74 % de celui de Maurice.
La croissance des services, outre les exportations, est aussi causée par la consommation intérieure. L'accroissement démographique a entraîné une forte demande, notamment en matière de télécommunications, malgré l'insuffisance des infrastructures. Le secteur des télécommunications a attiré 74 % de l’investissement privé dans les infrastructures durant la période 1990-2013.
En termes de ressources humaines, le secteur des services représente 32,4 % de l’emploi total en Afrique au cours de la période 2009-2012 (56,5 % pour l’agriculture et 11 % pour l’industrie) soit largement moins que sa proportion dans le PIB. L'importance de l'emploi informel en est la cause, sachant que l'essentiel des services est assuré par de petites entreprises informelles, notamment dans les sous-secteurs du commerce de gros et de détail ainsi que dans la restauration et les transports.
Les pays africains sont quelques-uns à avoir identifié explicitement les services comme priorité économique : le Botswana pour la saisie et l'analyse de données informatiques ; le Cameroun mise sur les centres d'appel et le télétraitement des données à l'instar du Rwanda, lequel promeut aussi les services financiers ; la Namibie vise à devenir un hub régional de transport. Enfin, certains pays sont massivement dépendants du tourisme : Cap Vert, Comores, Ghana, Kenya, Lesotho, Seychelles…
Sur le plan international, l’Afrique est un acteur mineur du marché des services ; elle représente 2,2 % des exportations mondiales de services, et 4 % des importations totales mondiales ; sa compétitivité est faible, freinée par des réglementations et des politiques inefficaces et par le déficit d’infrastructures.

#### Tourisme
Le tourisme en Afrique ne cesse de croître. Les visiteurs internationaux du continent étaient 37 millions en 2003, ils sont 65,3 millions en 2014 ; le chiffre d'affaires correspondant est de 43,9 milliards de $ en 2013. Les premières destinations touristiques du continent sont, dans cet ordre, le Maroc, l'Égypte, l'Afrique du Sud, la Tunisie et le Zimbabwe,.

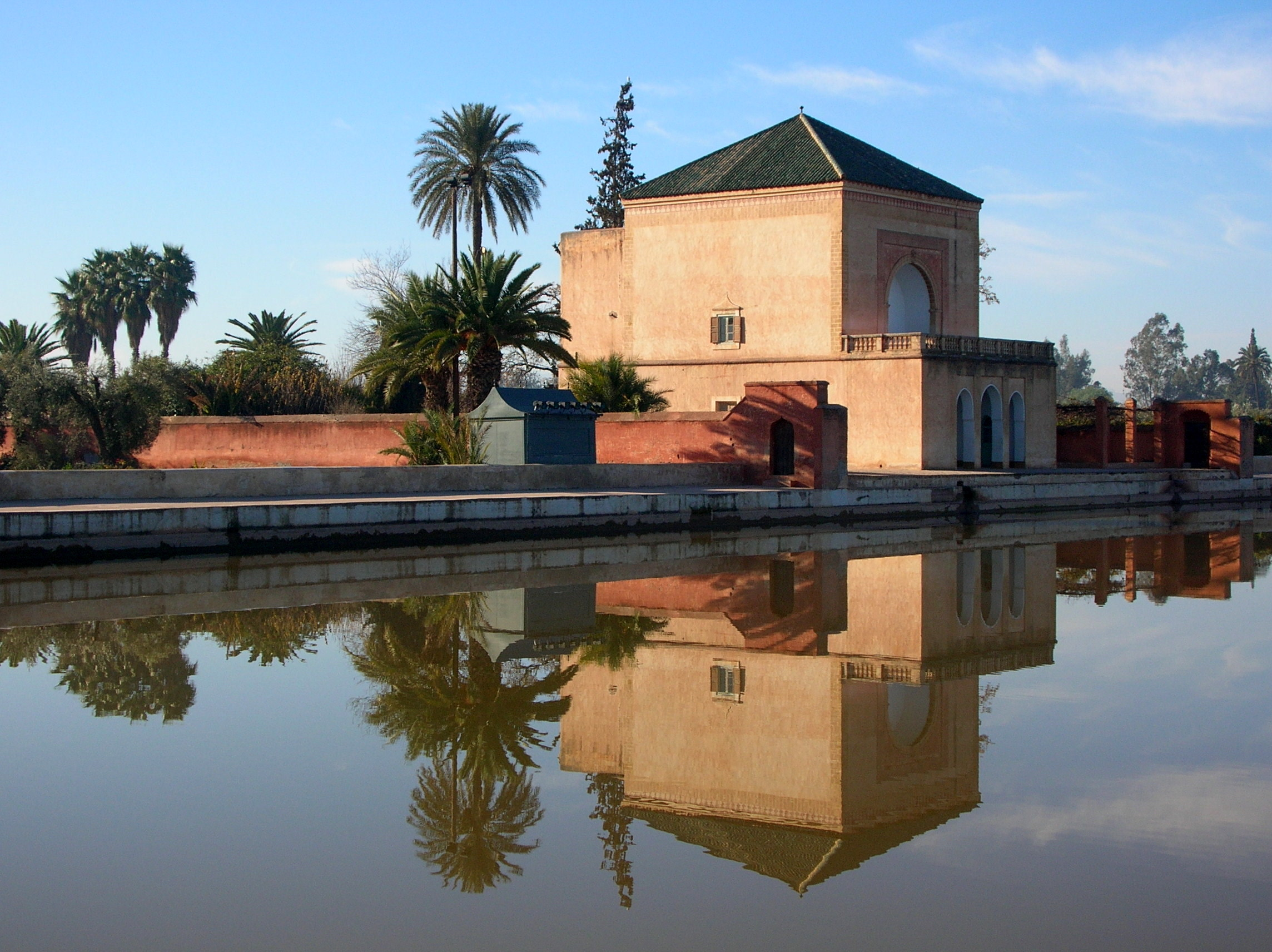
Jardin de la Ménara, Marrakech, Maroc.
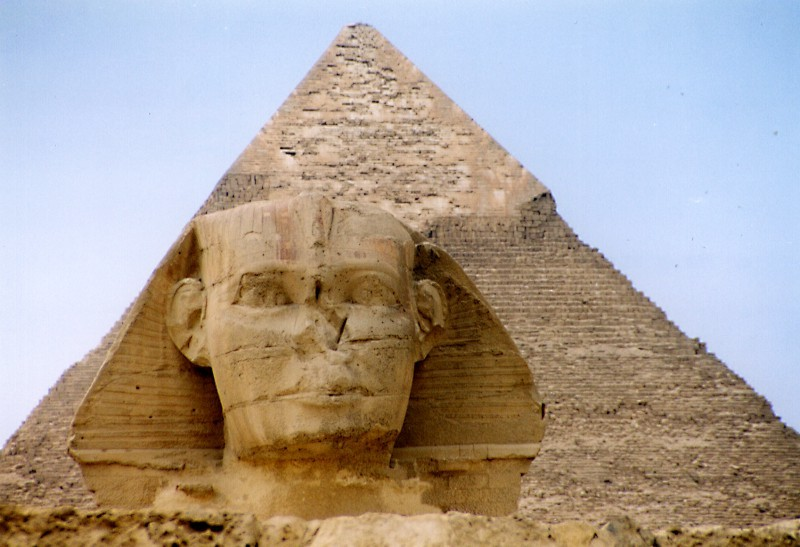
Sphinx de Gizeh en Égypte.
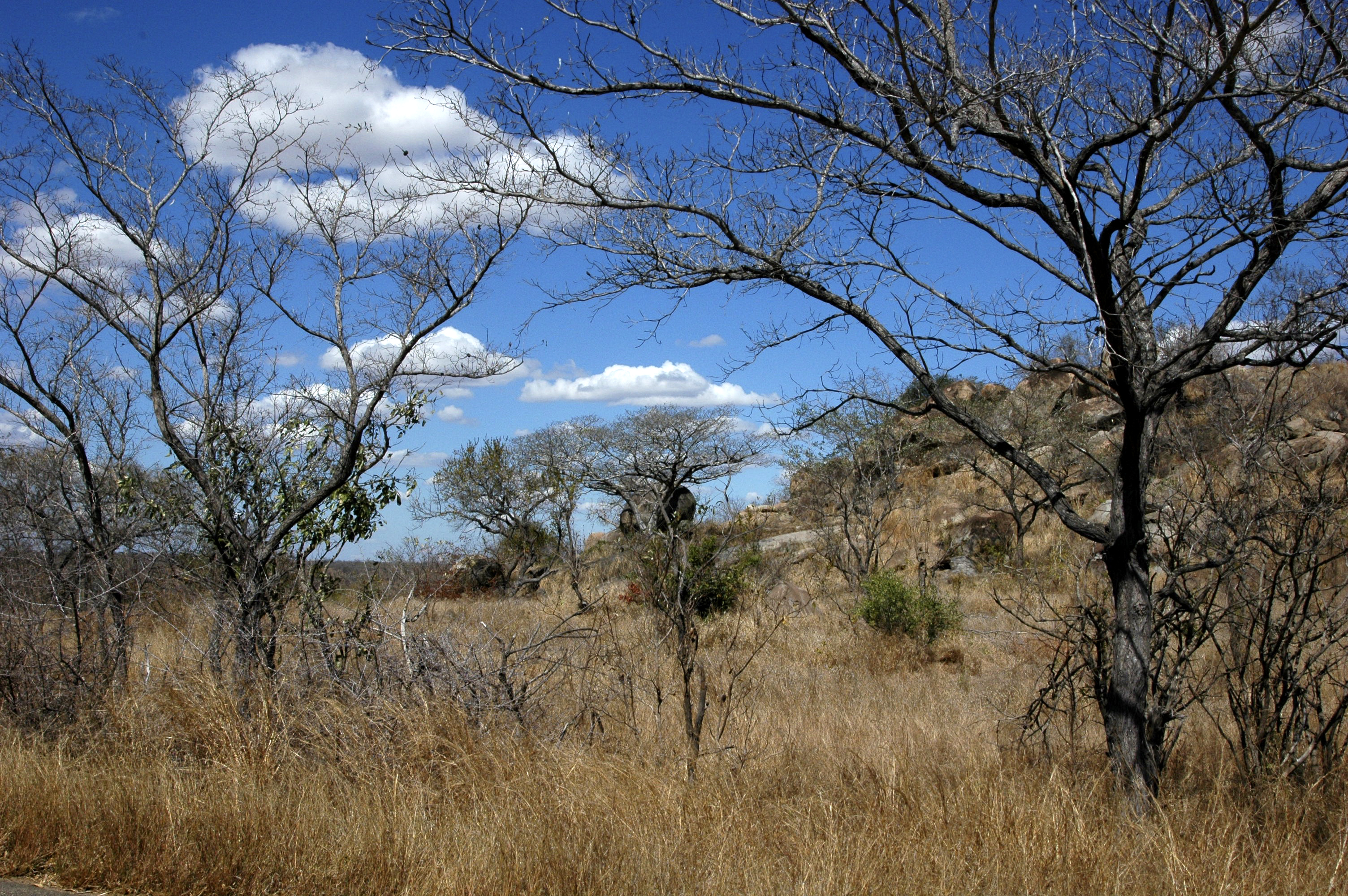
Paysage du parc national Kruger, en Afrique du Sud.
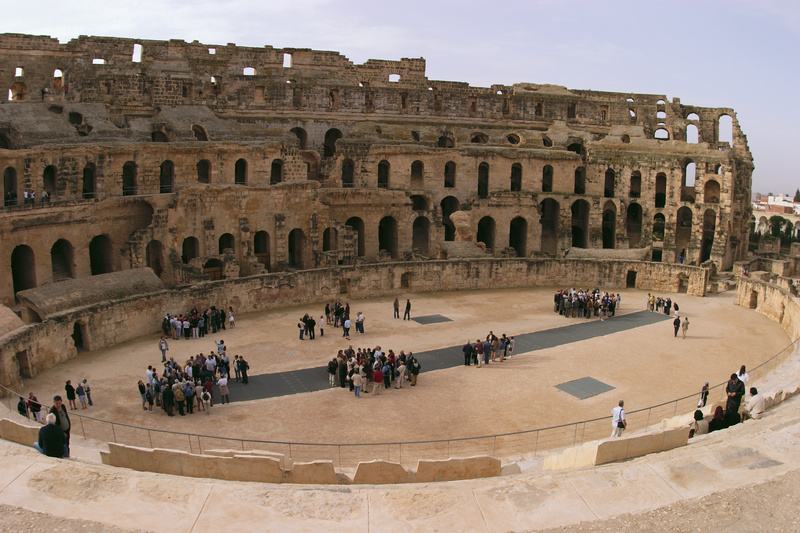
Amphithéâtre d'El Jem, Tunisie.
Chutes Victoria, à la frontière du Zimbabwe et de la Zambie.

## Arts et littérature, loisirs

### Perspectives socio-historiques

#### Pensée symbolique et art

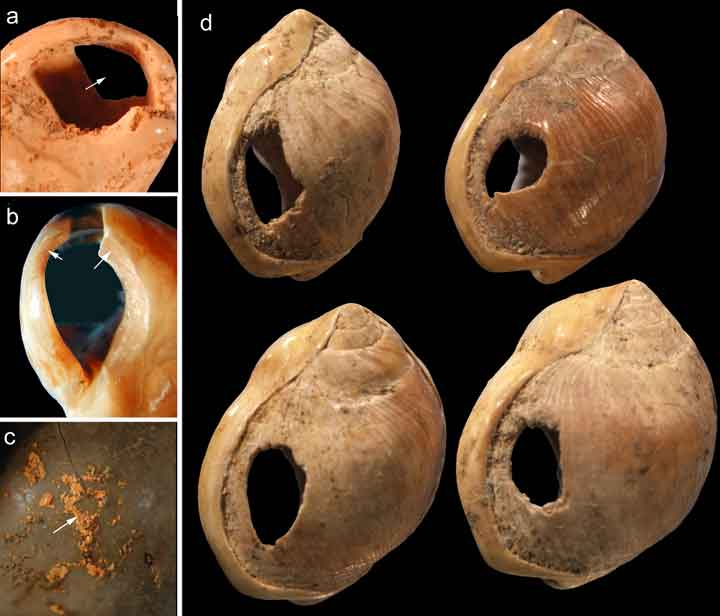
Perles d'ornementation en coquillage, Blombos, Afrique du Sud, 72 à 75000 ans.

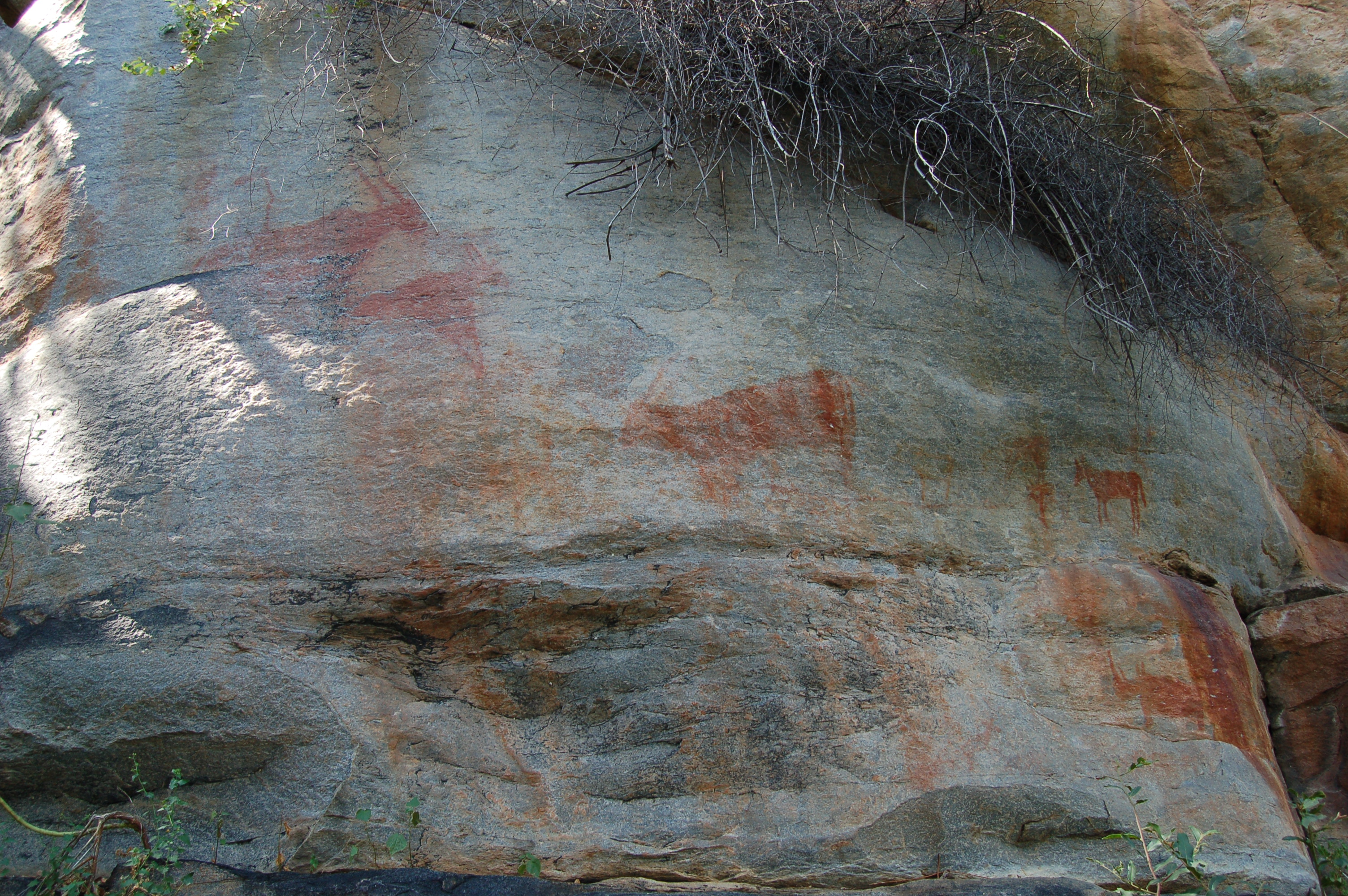
Peinture rupestre à Tsodilo, Botswana (site du patrimoine mondial).

L'Afrique est le « berceau de l'humanité »,, et, peut-être, le berceau de l'émergence de la pensée symbolique chez l'homme moderne. Le continent abrite environ 200 000 sites préhistoriques, grottes et abris sous roche ; c'est le plus riche de la planète en la matière. Des représentations artistiques parmi les plus anciennes qui soient,,, tels que des objets de parure et des gravures abstraites, marqueurs de la pensée symbolique,,, y ont été trouvées.
Ainsi, au début des années 2000, dans la grotte de Blombos en Afrique du Sud, on découvre des perles d'ornement, faites de coquilles de Nassarius, datées de 72 000 à 75 000 ans ainsi que des plaquettes d'ocre gravées, datant de 100 000 ans. Il s’agit des représentations artistiques parmi les plus anciennes au monde avec celles d'Oued Djebbana, en Algérie, qui recelait aussi des perles ornementales datées de 100 000 ans,, et celles de la grotte des pigeons à Taforalt, au Maroc, qui a livré des perles de Nassarius gibbosulus datant de 82 000 ans,.
Cela tend à faire reculer la date de l'émergence d'artefacts artistiques d'au moins trente millénaires car « bien longtemps, il a été admis que les plus anciennes parures, alors datées autour de 40 000 ans, provenaient d'Europe et du Proche-Orient. Mais, depuis la découverte, en Afrique du Sud, de parures et d'ocres gravées âgées de 75 000 ans, cette idée est remise en cause ».

#### Art et architecture proto-historiques et historiques
L'Égypte antique, puissante et durable civilisation dans laquelle la religion occupe une place importante, produit de nombreuses œuvres dont beaucoup représentent des divinités ou des pharaons, sous forme de peintures, bas-reliefs, hauts-reliefs, sculptures, poteries décorées, bijoux métalliques… L'écriture y apparaît vers 3200 av. J.-C. et sa littérature, faite de textes religieux et profanes, est l'une des plus anciennes qui soient, attestée dès 2700 av. J.-C. par des textes complexes sur papyrus. L'architecture est aussi un témoin majeur de l'art égyptien,, surtout l'art des pyramides qui lui confère une réputation universelle. La pyramide de Khéops (vers 2560 av. J.-C.) est l'une des Sept Merveilles du monde antique, la seule qui soit parvenue jusqu'à nous ; elle fut la plus haute construction humaine durant 4 000 ans,.
L'Afrique du nord, sous l'influence de l'aire méditerranéenne puis de l'Islam à partir du VIIe siècle, abrite l'art de l'Antiquité tardive — avec, par exemple, le site archéologique de Carthage — (périodes punique, romaine, vandale, paléochrétienne et arabe) puis l'art musulman, avec la grande mosquée de Kairouan en Tunisie, érigée en 670, qui en est l'un des symboles. Dans la partie islamisée de l'Afrique subsaharienne, l'art musulman cohabite avec l'art indigène.
L'Afrique subsaharienne livre des artefacts caractéristiques des cultures (au sens archéologique du terme) qui la peuplent au fil du temps. Ces objets sont d'abord des objets d'histoire ; l'absence de sources écrites indigènes sur l'Afrique ancienne au sud du Sahara fait qu'ils sont presque les seuls témoins du passé ; même les bâtiments sont souvent absents— on ne sait toujours pas avec certitude où se trouvait la capitale de l'empire du Mali (XIIe – XVe siècle), d'où l'intérêt des ruines du grand Zimbabwe —, et les sources écrites, arabo-musulmanes, ne traitent pas du sujet de l'art. Ces artefacts, historiquement précieux, acquièrent aussi, au XXe siècle, le statut d'œuvres d'art, ce qui leur vaut une place de choix dans les musées, sur le marché international actuel et génère aussi un commerce illicite florissant,.

Architecture, quelques sites du patrimoine mondial de l'UNESCO
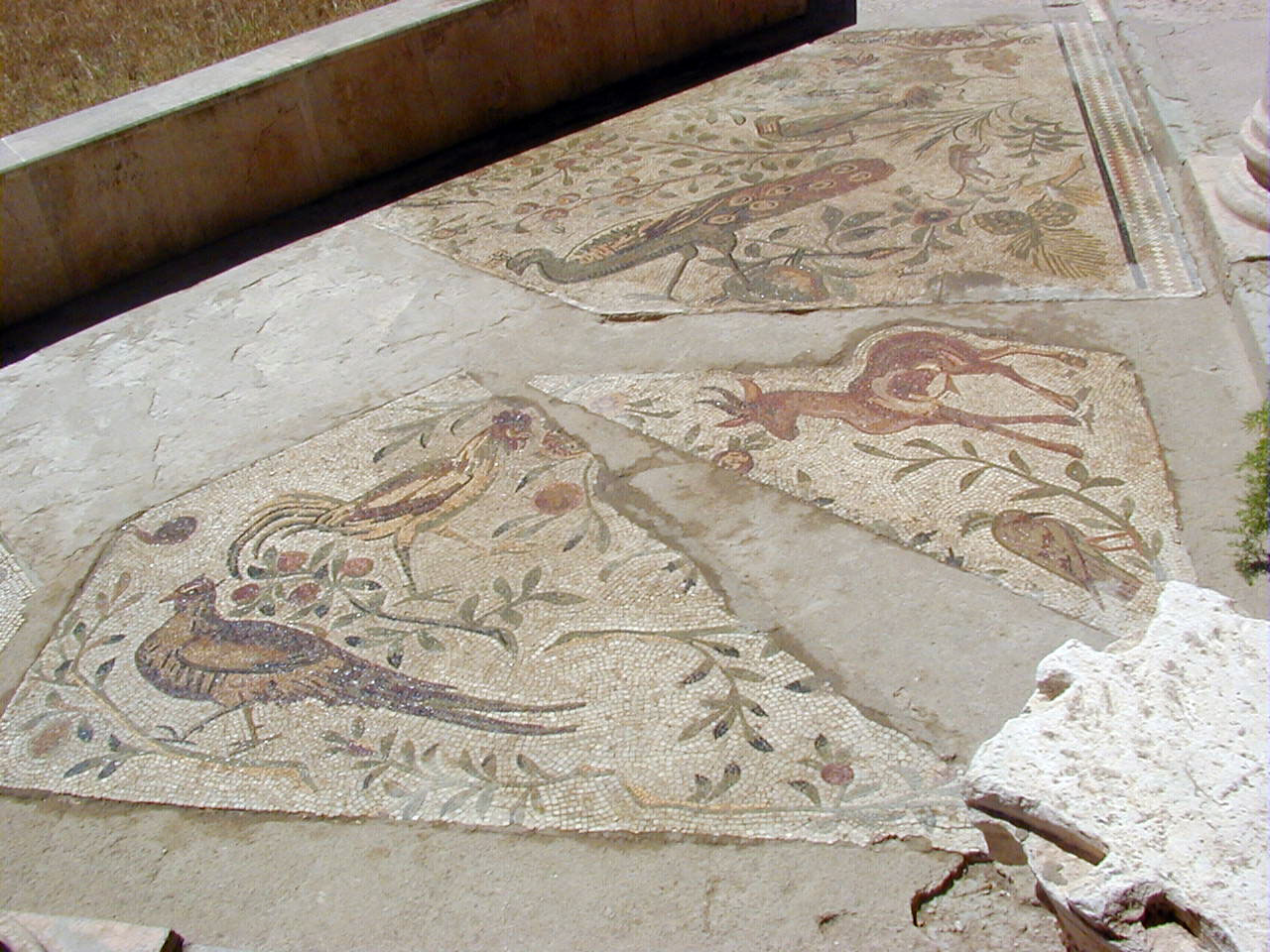
Mosaïque « de la volière », Carthage (IVe siècle).
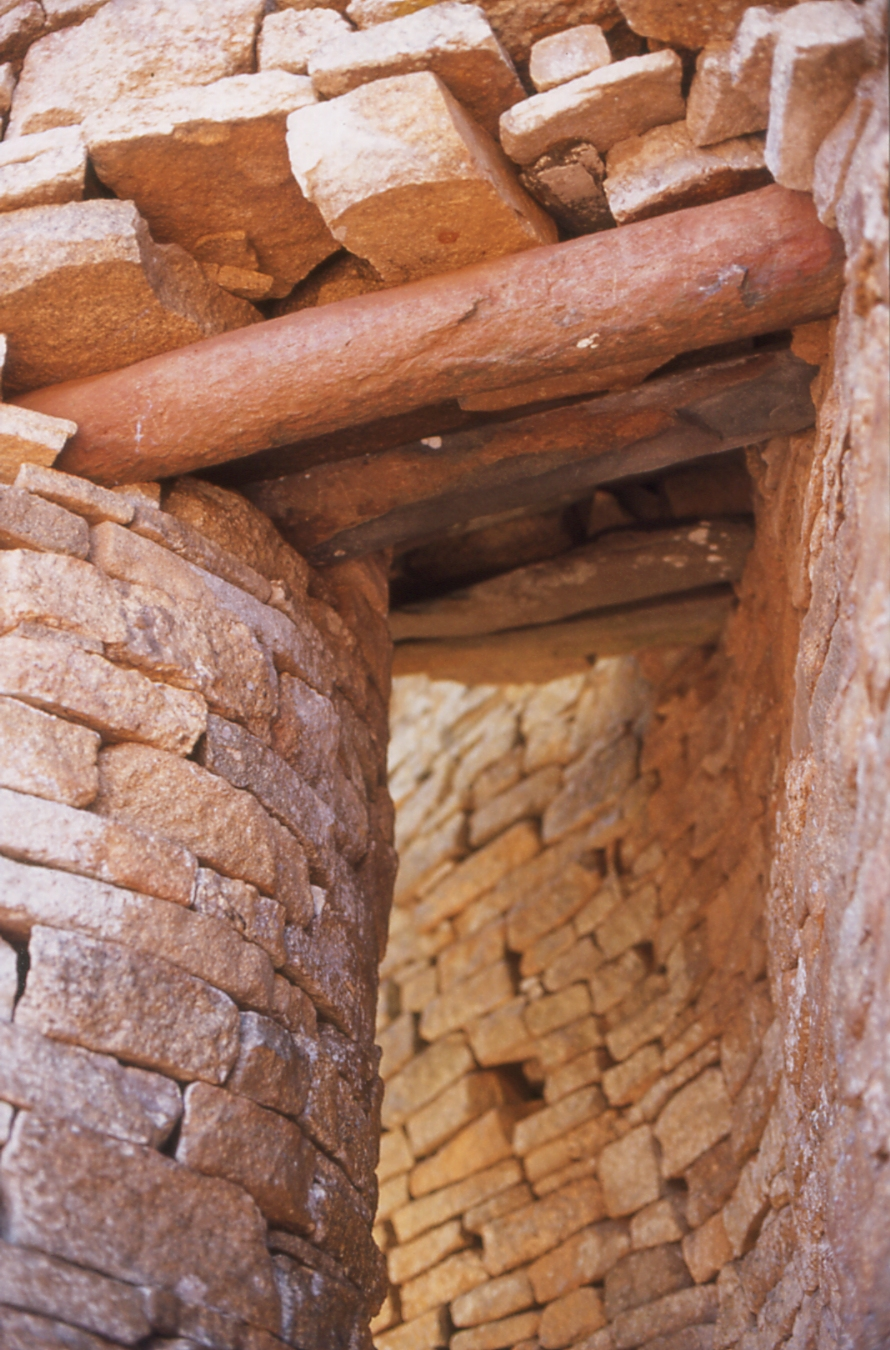
Linteau en pierre, complexe du grand Zimbabwe (1100 - 1450).
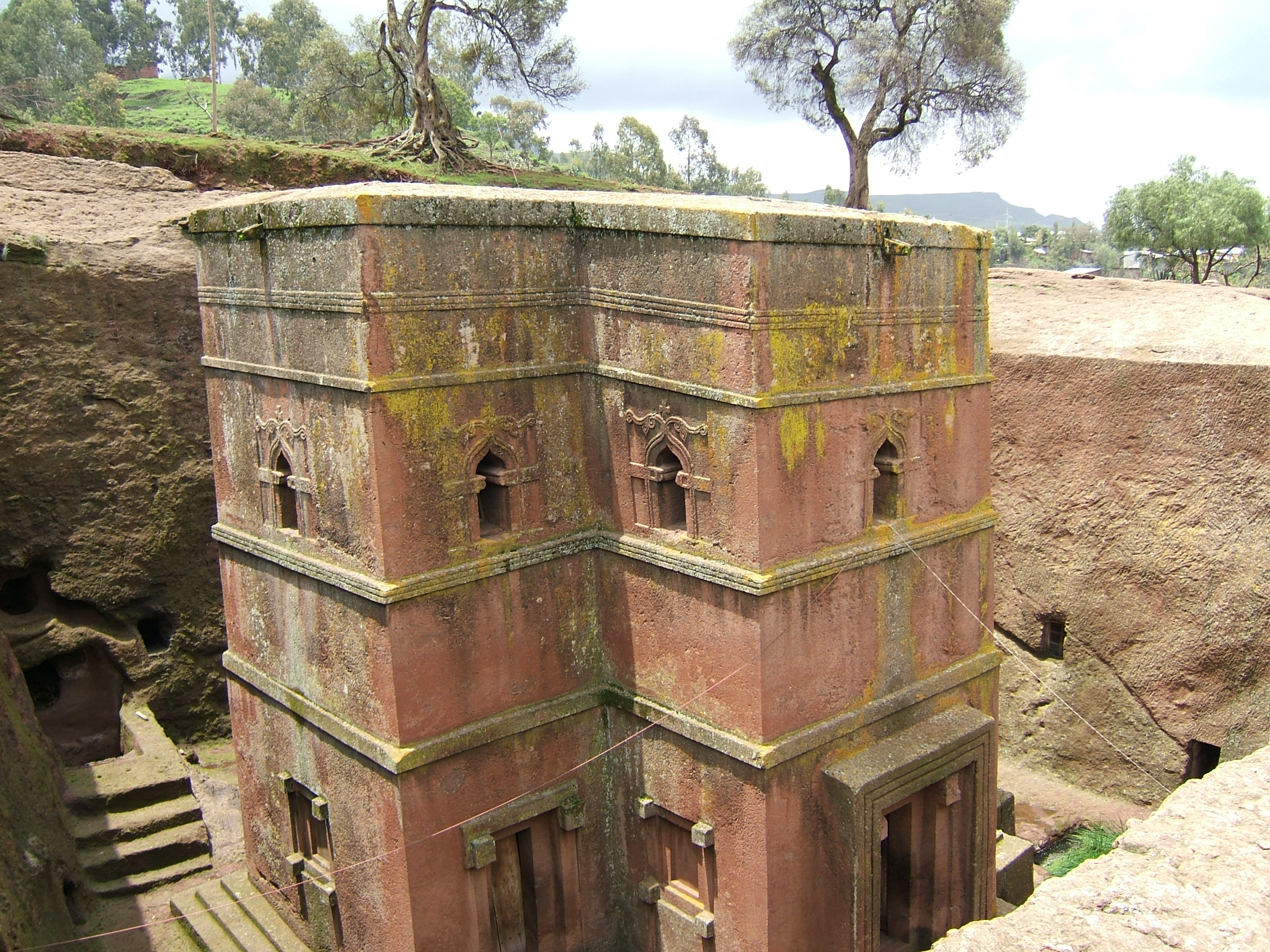
Église monolithe Saint-Georges à Lalibela, Éthiopie (XIIIe siècle).

#### Arts duXVeauXXIesiècle

##### Arts visuels et architecture
« Les arts africains, principalement la sculpture, sont connus en Europe depuis la fin du XVe siècle » grâce aux premiers explorateurs portugais qui rapportent des pièces d'ivoire sculptées, dont certaines réalisées à leur demande. Les pièces rejoignent les cabinets de curiosité puis les musées qui leur succèdent à partir du XVIIe siècle. Mais l'art africain n'est pas reconnu en tant que tel, les Européens de la Renaissance, férus d'art gréco-romain, considèrent les productions africaines avec mépris, utilisant le terme « fétiche » — mot venant du portugais du XVe siècle, servant à désigner les objets de culte des religions traditionnelles —, lequel connote la notion d'artificiel, de magique et de grossier,.

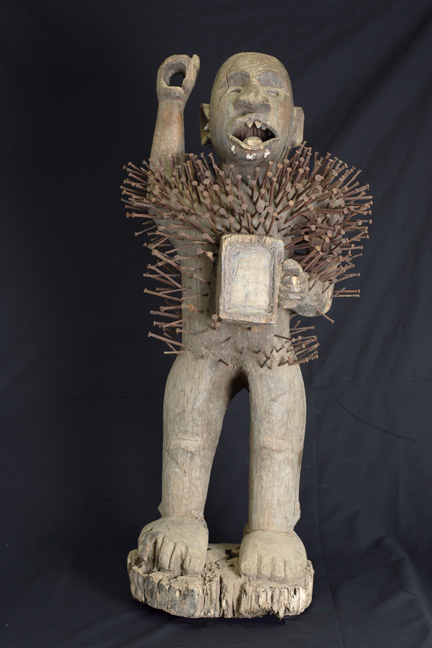
« Fétiche » kongo.

Ces connotations persistent pendant au moins cinq siècles, jusqu'au début du XXe siècle ; ainsi, David Livingstone, dans ses relations de voyage datées de 1859, écrit, à propos d'un « fétiche », qu'il s’agit de l'« image grossière d'une tête humaine […] barbouillée de certaines substances enchantées » et le Grand Larousse du XIXe siècle, dans sa définition du mot « fétiche », utilise l'expression « culte grossier des objets matériels ».
La pénétration coloniale, à la fin du XIXe siècle et au début du XXe siècle, permet de découvrir des artefacts, et les objets recueillis commencent à être étudiés sous l'angle archéologique et ethnologique. Ainsi et par exemple, l'art rupestre des grottes de Tsodilo au Botswana (site occupé depuis 100 000 ans av. J.-C.) est-il connu depuis le milieu du XIXe siècle ; l'art rupestre du Sahara (6000±900 ans av. J.-C.) est étudié depuis la même époque.
Les premières sculptures d'Ife (avant 800 av. J.-C. — XVIIe siècle) sont mises au jour en 1911, à peu près en même temps que les têtes sculptées de la culture de Nok (1000 av. J.-C. — 300 apr. J.-C.), lesquelles commencent à être étudiées dans les années 1910 et 1930. Parmi les premiers à rédiger des monographies sur le sujet, Marcel Griaule étudie les masques dogon dans les années 1930… C'est la sculpture, notamment la sculpture sur bois — dont les masques —, qui mobilise l'attention au détriment d'autres représentations, considérées comme subsidiaires.
Marcel Mauss disait : « Un objet d'art, par définition, est l'objet reconnu comme tel par un groupe ». C'est donc à la même époque, vers 1906, que les arts africains commencent à être traités en tant que tels sous l'angle artistique et esthétique : « les arts africains n'ont acquis leur qualité d'expression artistique authentique qu'après 1906 », lorsqu'ils commencent à intéresser, sous le vocable d'« art nègre » — l'expression apparaît en 1912 —, Picasso et Guillaume Apollinaire, notamment, et qu'ils inspirent le fauvisme et le cubisme, puis, au début des années 1920, le sculpteur Alberto Giacometti.
Même si le jugement artistique a évolué, l'« enchantement » de Livingstone continue à être invoqué au XXe siècle
 car l'intrication du sacré et du profane, caractéristique de la culture africaine, se retrouve tout particulièrement dans l'art, tel celui des masques et des sculptures qui intéresse particulièrement les Européens : « L’un des principaux traits communs à l’ensemble de l’Afrique noire, dans le domaine de la sculpture, est que les masques sculptés ne sont pas conçus pour être contemplés comme œuvres d’art, mais pour être utilisés à l’occasion de cérémonies rituelles sociales ou religieuses » ; on considère donc que « l’art africain et, plus généralement l’ensemble des arts premiers, se définissent non pas à partir de leur esthétique, mais à partir de leur rôle. L’art animiste possède en tout premier lieu une fonction : la communication avec les esprits. » L'Occident postule en conséquence qu'on ne peut étudier un objet sans examiner son contexte socio-historique. L'art africain est donc analysé par les Occidentaux sous le double angle esthétique et ethnologique : « le rapport entre le matériel conservé et la connaissance de sa réalité contextuelle doit être recherché par un effort particulier et assidu de documentation, bien au-delà du premier regard esthétique. » Des expéditions ethnologiques, telle la mission Dakar-Djibouti qui, en 1931-1933, ramène 3 500 objets, partent étudier la culture africaine in situ, filmant les danses et les chants qui accompagnent l'exposition des masques et consignant des témoignages de la culture orale,.
À l'instar du regard esthétique, le regard ethnologique sur l'art africain n'est cependant pas toujours dépourvu de préjugés ou de biais méthodologiques. L'association entre l'art et le sacré renvoie l'art africain au « primitif » : « L'image de la sculpture africaine comme « primitive » et comme associée à des rituels secrets et dangereux continue à influencer la perception de « l'art africain » », surtout lorsque les connotations (relation avec la mort, sacrifice…) véhiculées par les objets sont prises au pied de la lettre : « Est-ce que l'historien de l'art de la Renaissance oserait parler des images de la Crucifixion comme des représentations d'un sacrifice humain ? Ou des représentations du Saint Sacrement comme centrées sur l'image du cannibalisme ? »

##### Réappropriation

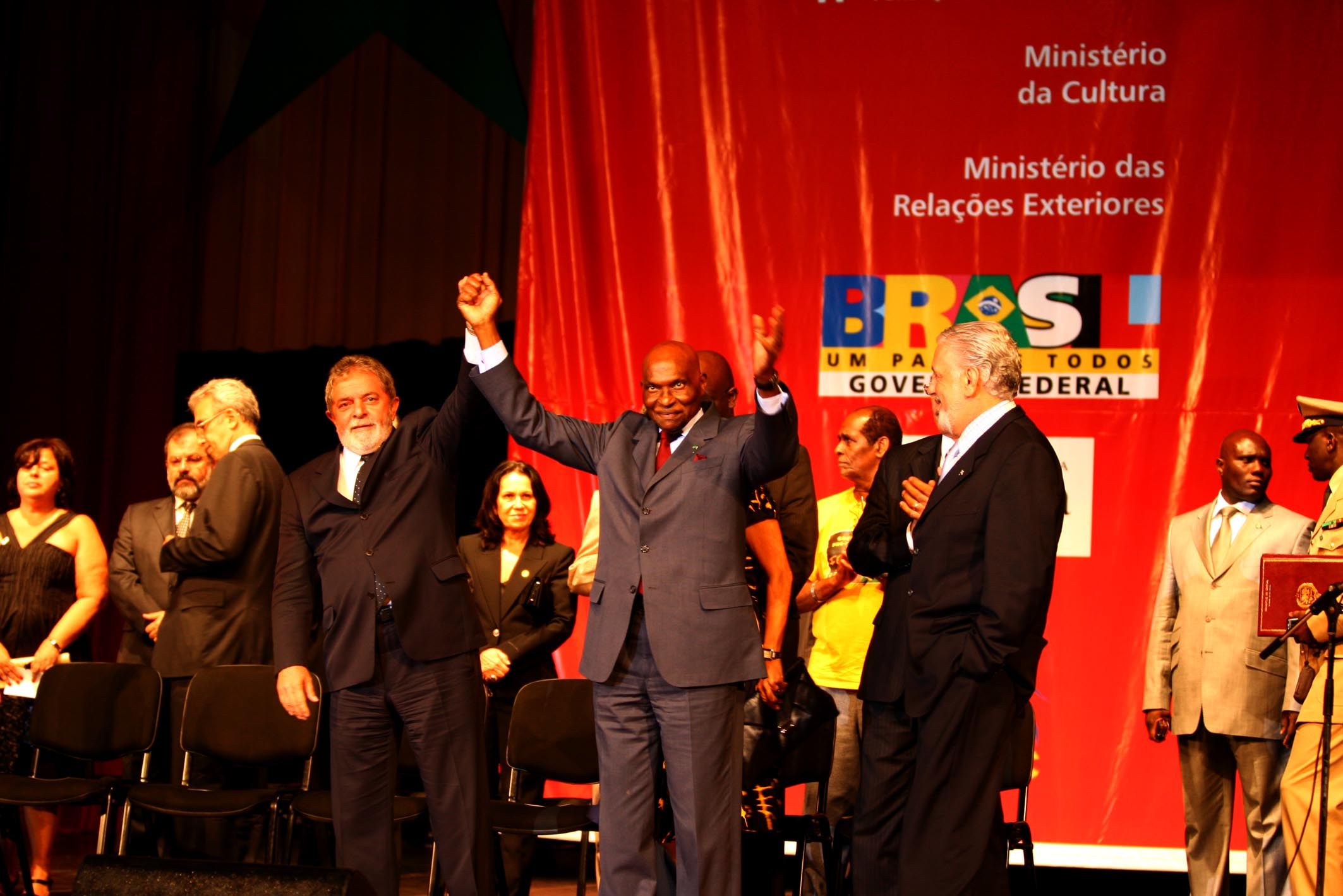
Présentation (au Brésil), du Festival des arts nègres de 2009, tenu à Dakar, Sénégal.

Le discours sur l'art africain est monopolisé par l'Occident depuis sa découverte par les Blancs ; le discours africain sur l'art africain apparaît avec des mouvements tels que celui, littéraire, de la « négritude » qui émerge durant l'entre-deux-guerres et les mouvements politiques de l'afrocentrisme — mené par des universitaires, dont Molefi Kete Asante — et de la Renaissance africaine — avec à sa tête l'ancien président d'Afrique du Sud Thabo Mbeki —, ainsi que via la reconnaissance croissante de la spiritualité traditionnelle au travers de la décriminalisation du vaudou et des autres formes de spiritualité, qui visent à faire (re)découvrir et (re)valoriser les cultures africaines traditionnelles.
D'un point de vue plus directement artistique, des rencontres mettant en avant la culture et les artistes du continent sont organisées dès 1956 avec le congrès des intellectuels noirs. En 1966, à Dakar, le premier festival mondial des arts nègres est un symbole de la volonté d'appropriation de l'art par les Africains eux-mêmes ; la problématique de la restitution aux pays d'origine des œuvres présentes dans les musées et chez les collectionneurs occidentaux y est déjà présente. C'est aussi l'occasion de montrer la diversité de l'art (peinture, sculpture, littérature…) au-delà des masques et des fétiches,. Il est suivi du premier festival panafricain d'Alger en 1969, considéré par certains comme le symbole de la « renaissance culturelle de l’Afrique ».

##### Marché de l’art et spoliation des biens culturels de l'Afrique
Outre les pièces proprement historiques, les masques, statuettes, sculptures et autres ont acquis le statut d'œuvres d'art. Il ne s’agit pas d'objets très anciens, « le plus ancien masque africain conservé date du XVIIIe siècle », le bois, le raphia et les tissus qui les composent ne se conservant pas. Citons, comme pièces représentatives valant des sommes importantes sur le marché, les statues de Nok au Nigeria (700 av. J.-C. - 300 apr. J.-C.), les têtes en terre cuite d'Ifé au Nigeria (XIIe au XIVe siècle), les bronzes du royaume du Bénin, actuel Nigeria (XVIe et XVIIe siècles), la statue en métal du dieu Gou, venue du Bénin (XIXe siècle), les reliquaires des Kota du Gabon, les masques Gouro, les masques-cimiers ciwara des Bambaras du Mali, les statues Sénoufos du Burkina Faso et de Côte d'Ivoire, ainsi que celles des Luba, les masques Fang du Gabon…

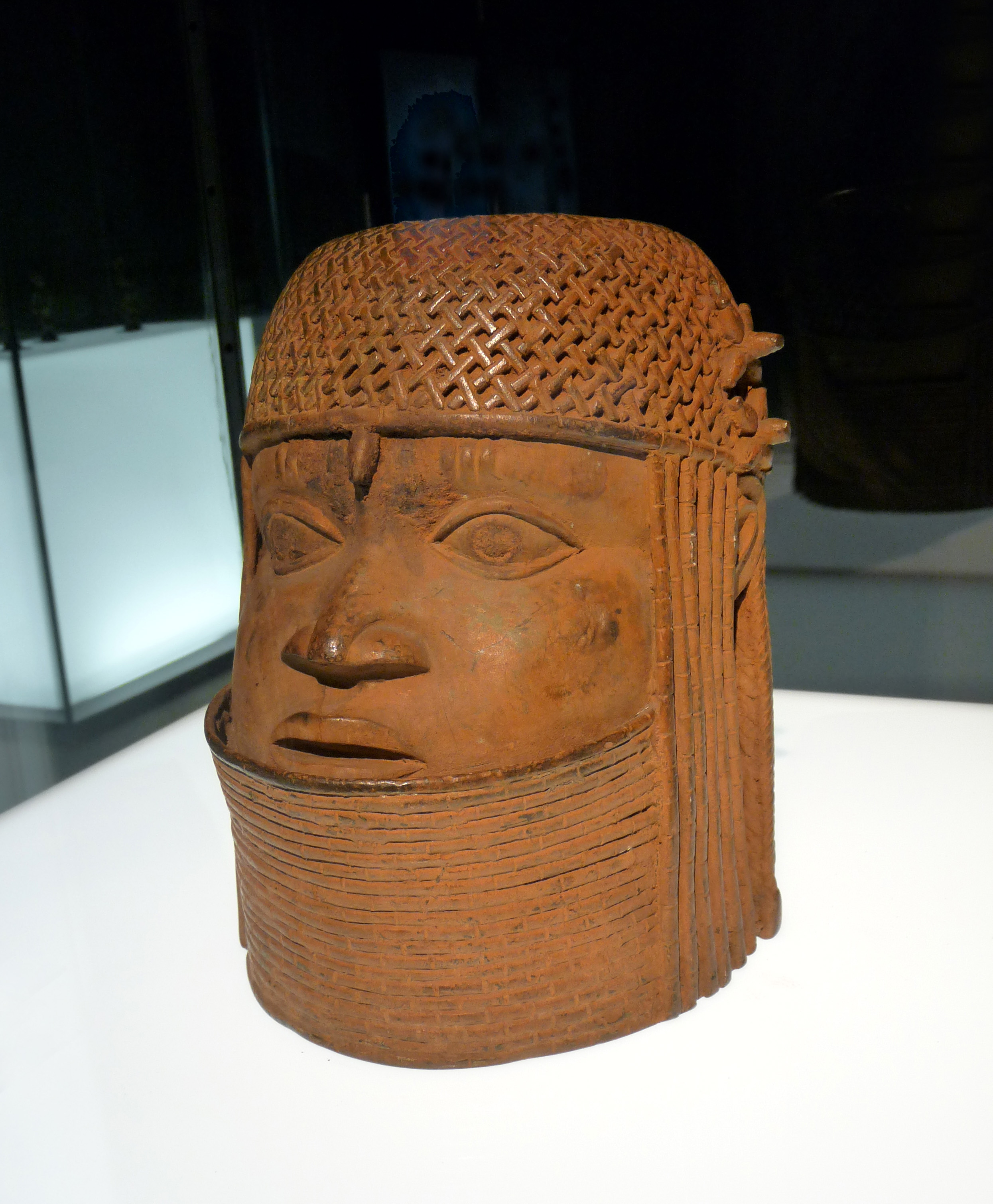
Tête commémorative de roi (oba) du royaume du Bénin, Nigeria, XVIIIe siècle.
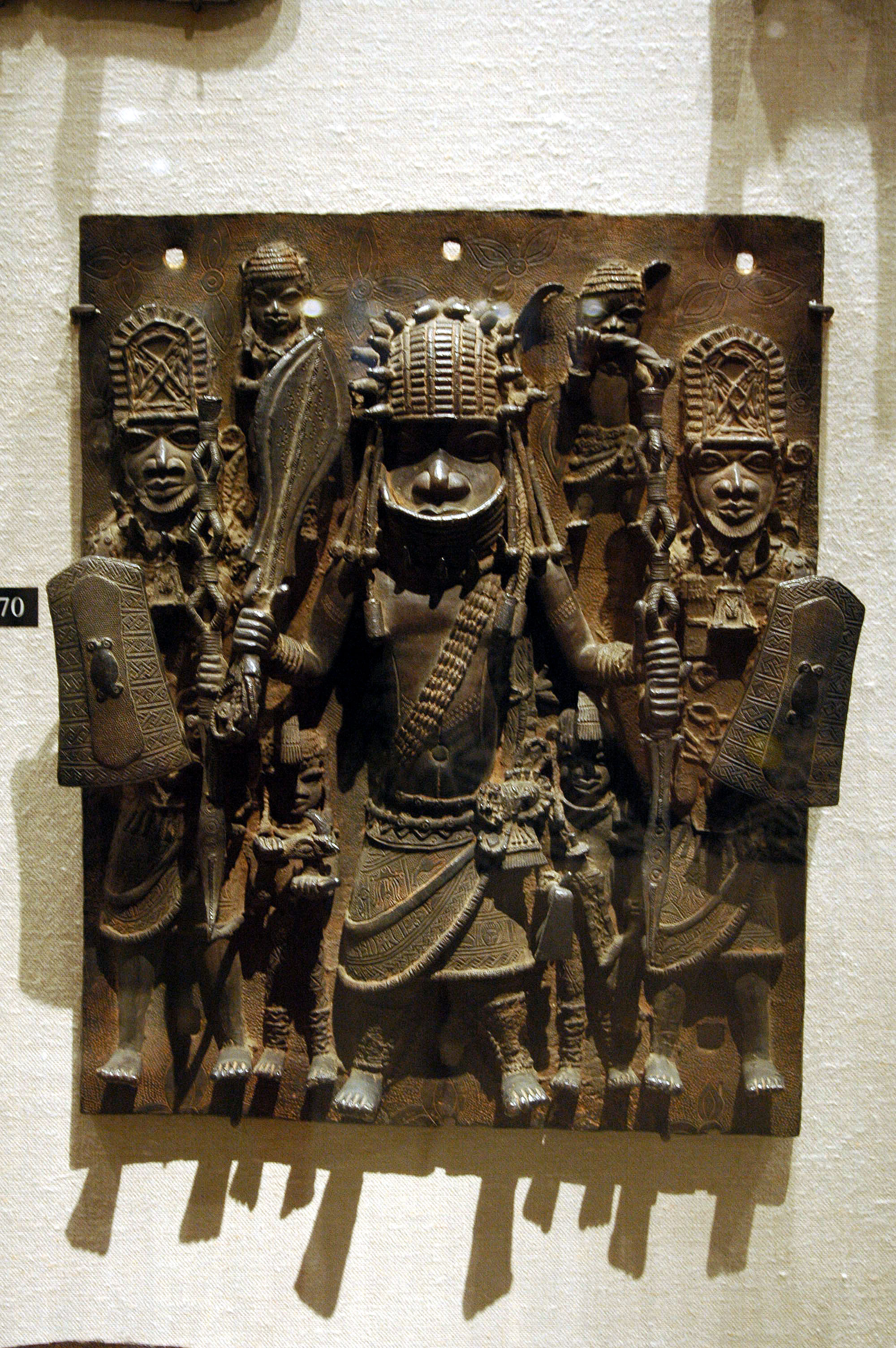
Plaques de bronze du palais du roi du royaume du Bénin, XVIIe siècle.
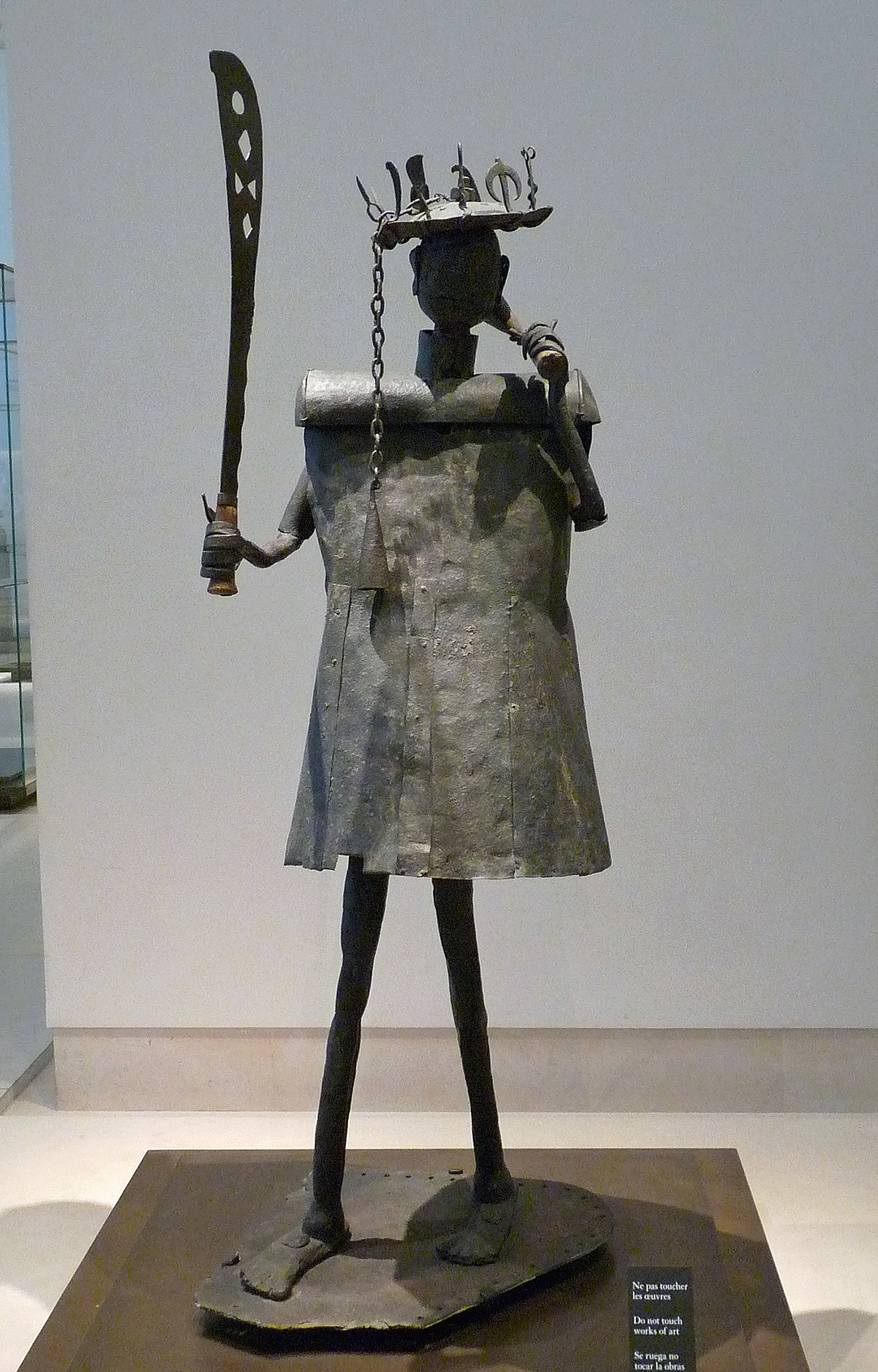
Statue en métal du dieu Gou, Bénin, av. 1858.
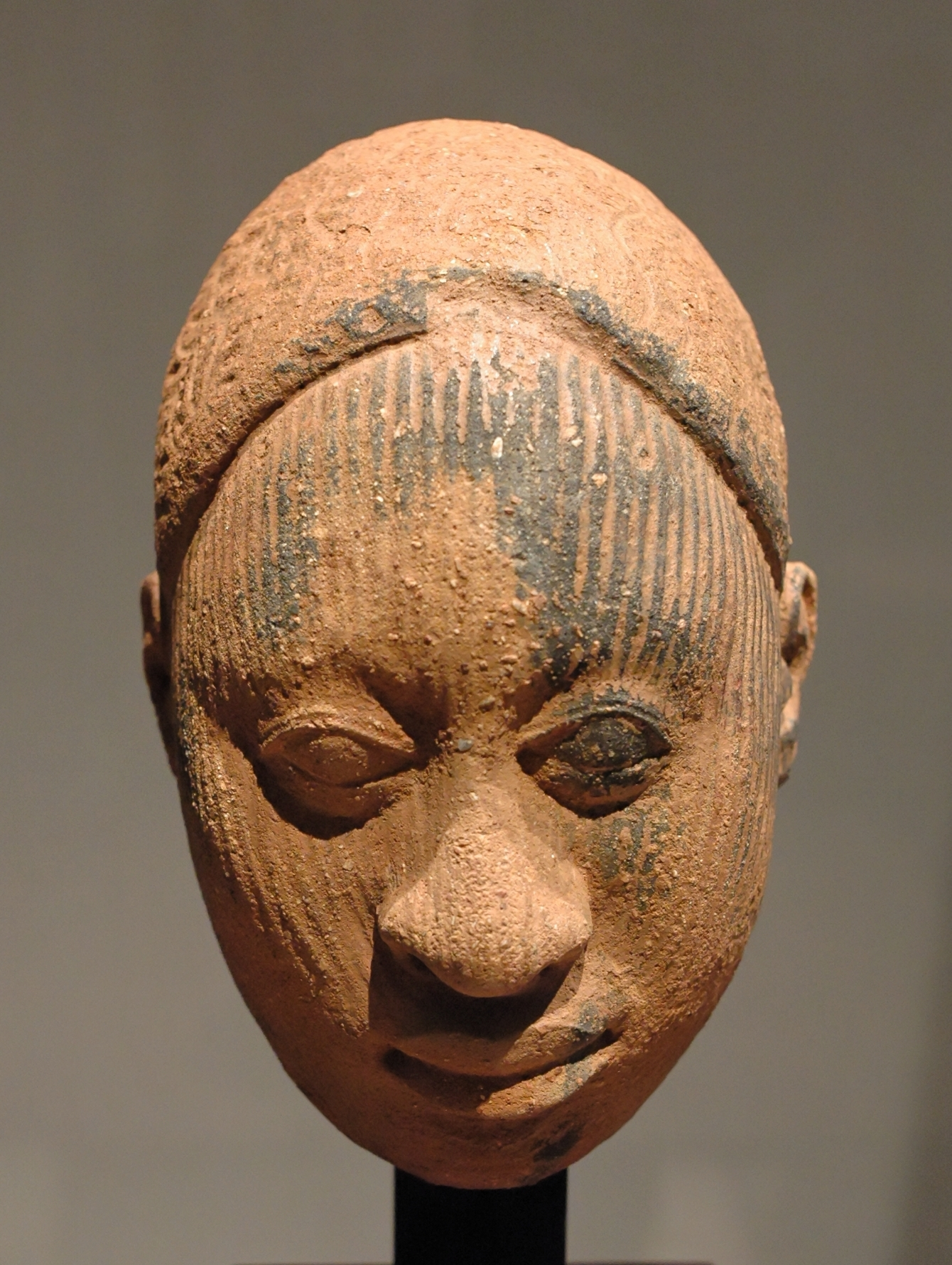
Tête en terre cuite, Ifé, Nigeria, entre le XIIe et le XIVe siècle.
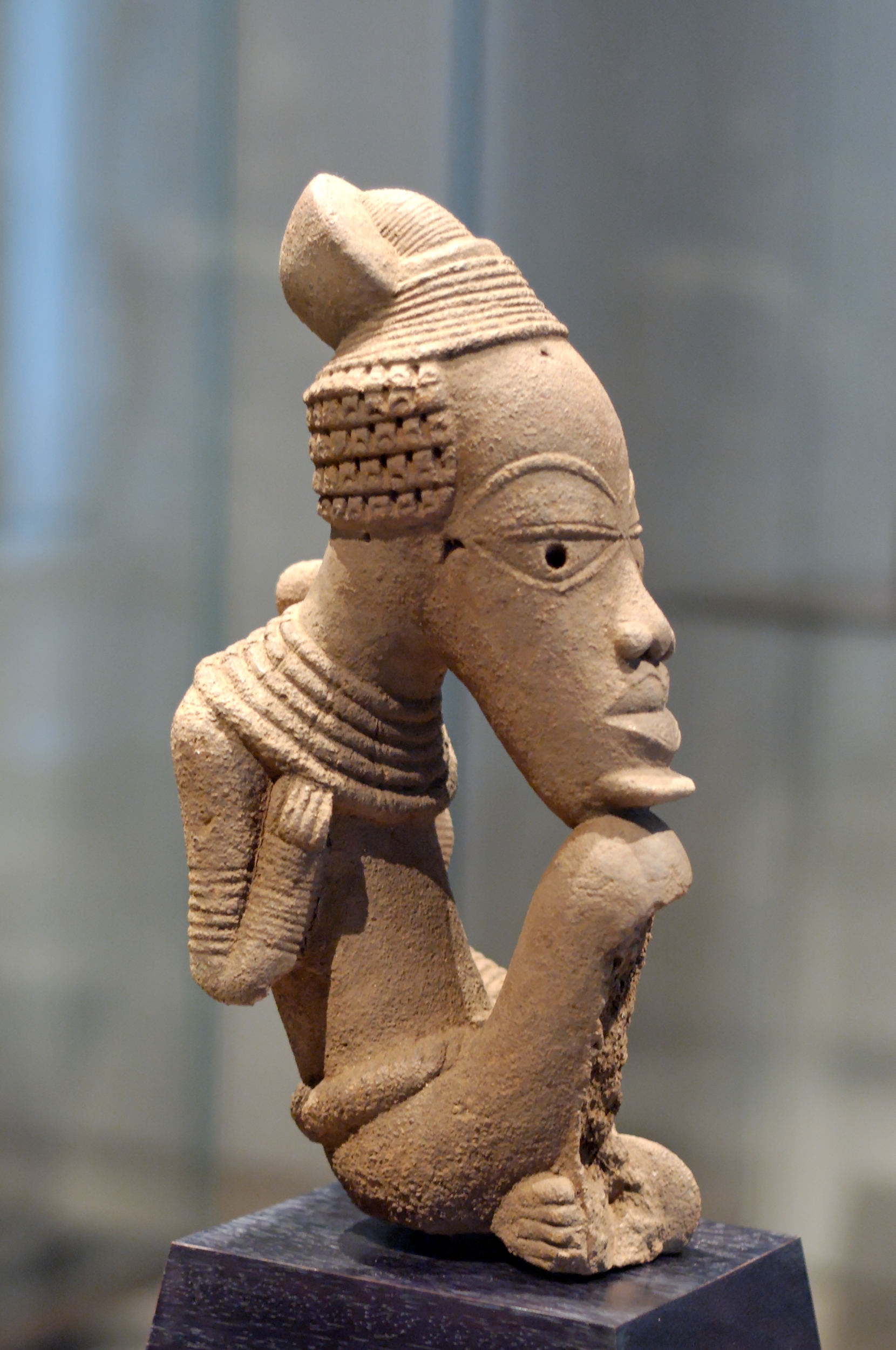
Tête sculptée de la culture de Nok, Nigeria, vers -500.
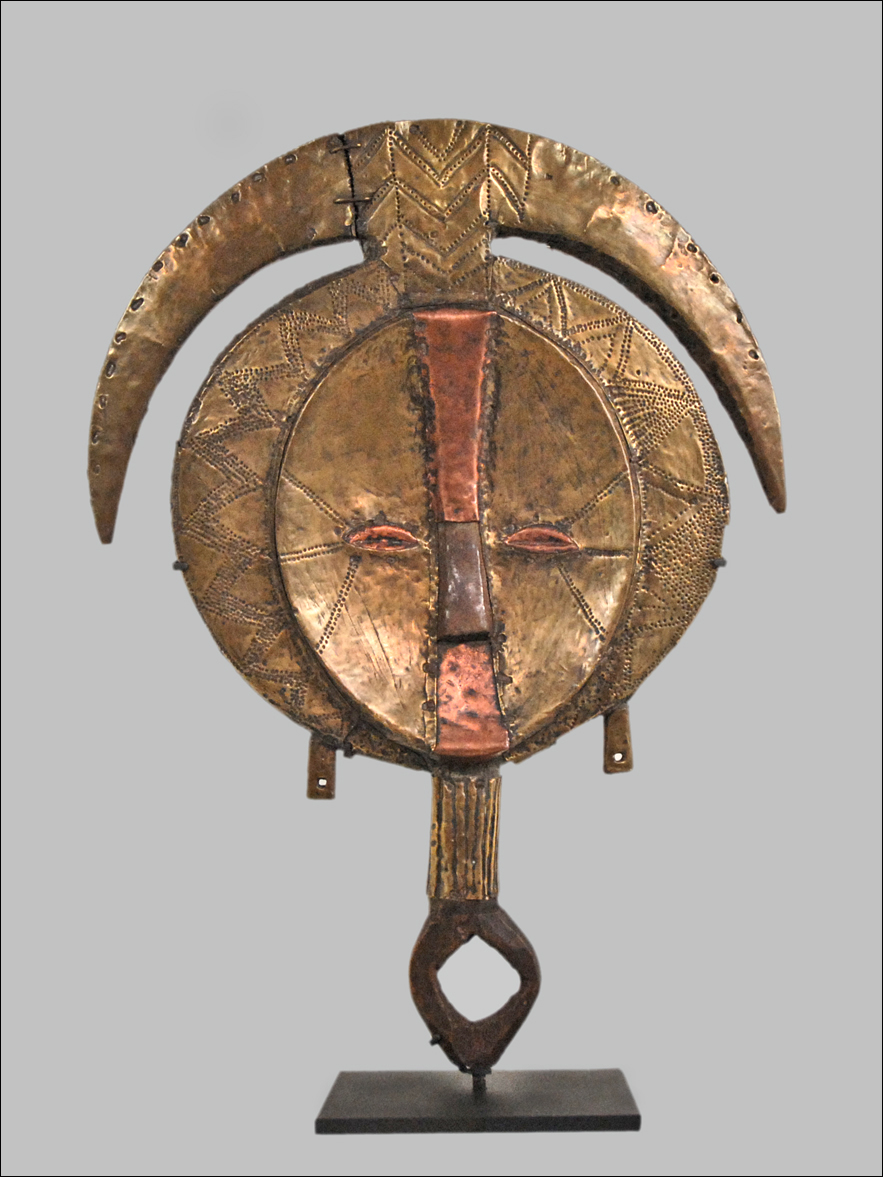
Reliquaire Kota, Gabon, contemporain.
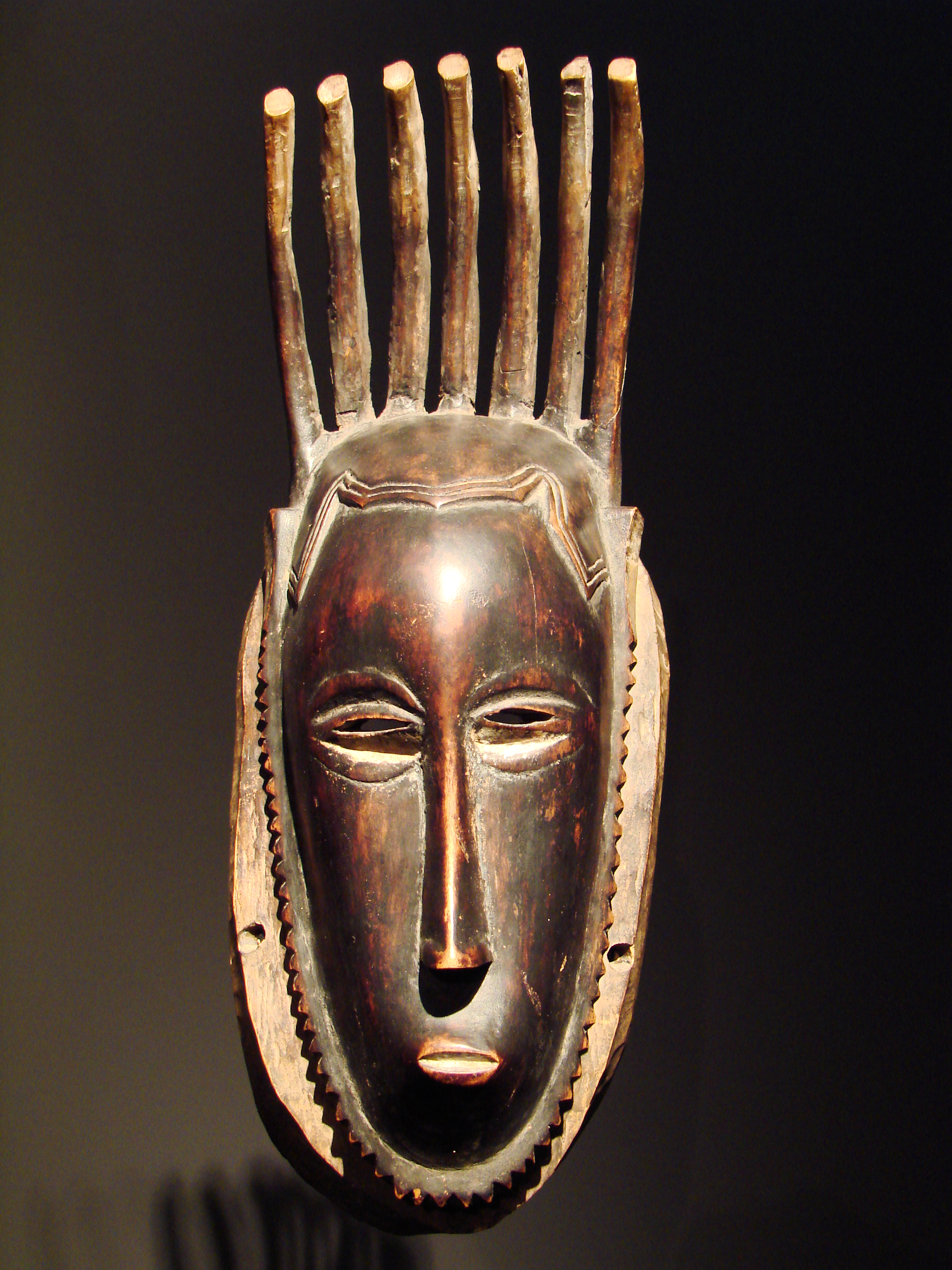
Masque Gouro, Côte d'Ivoire, XIXe siècle.
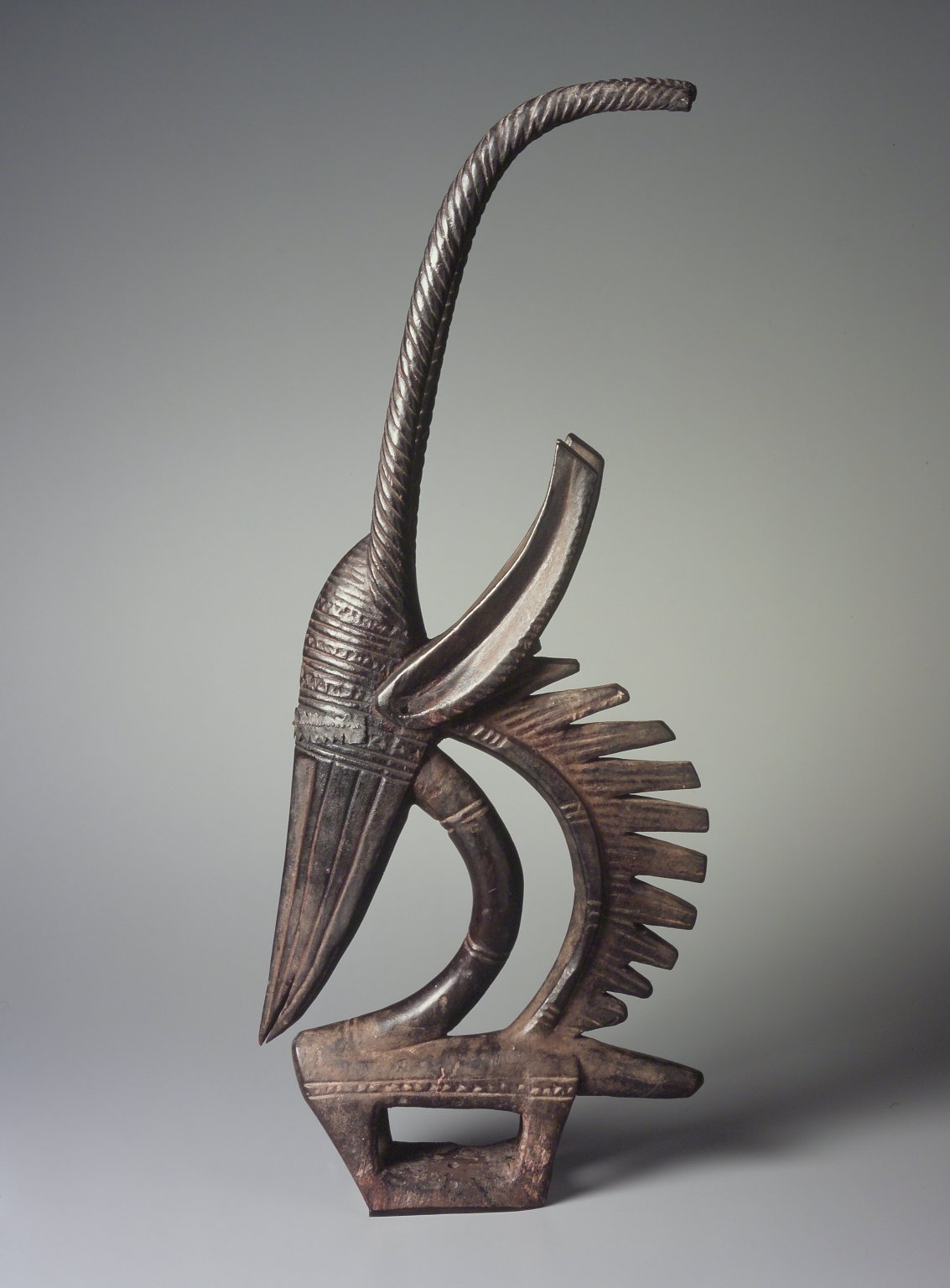
Cimier ciwara, Mali, fin XIXe siècle, début XXe siècle.
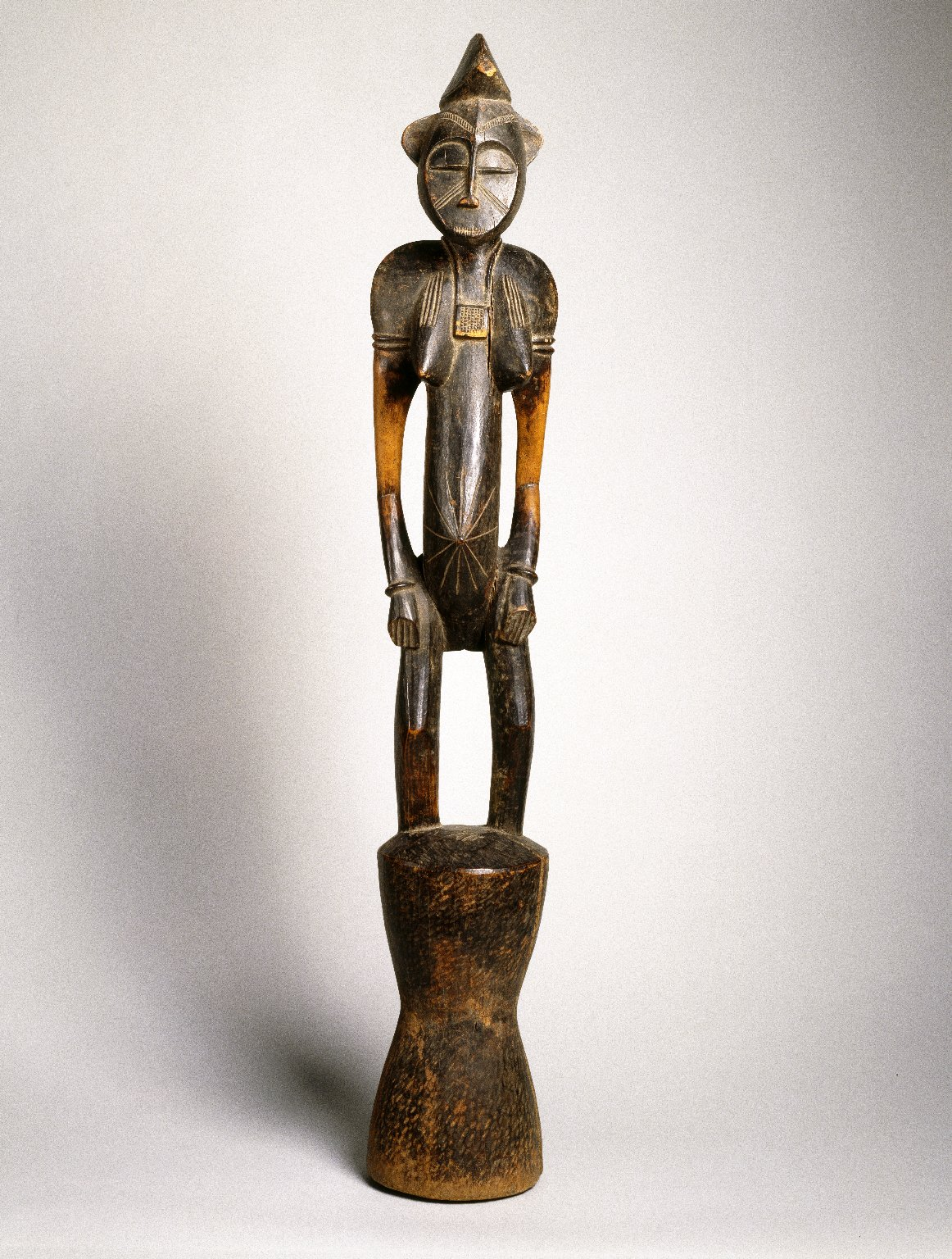
Statue Sénoufo, Côte d'Ivoire, XXe siècle.
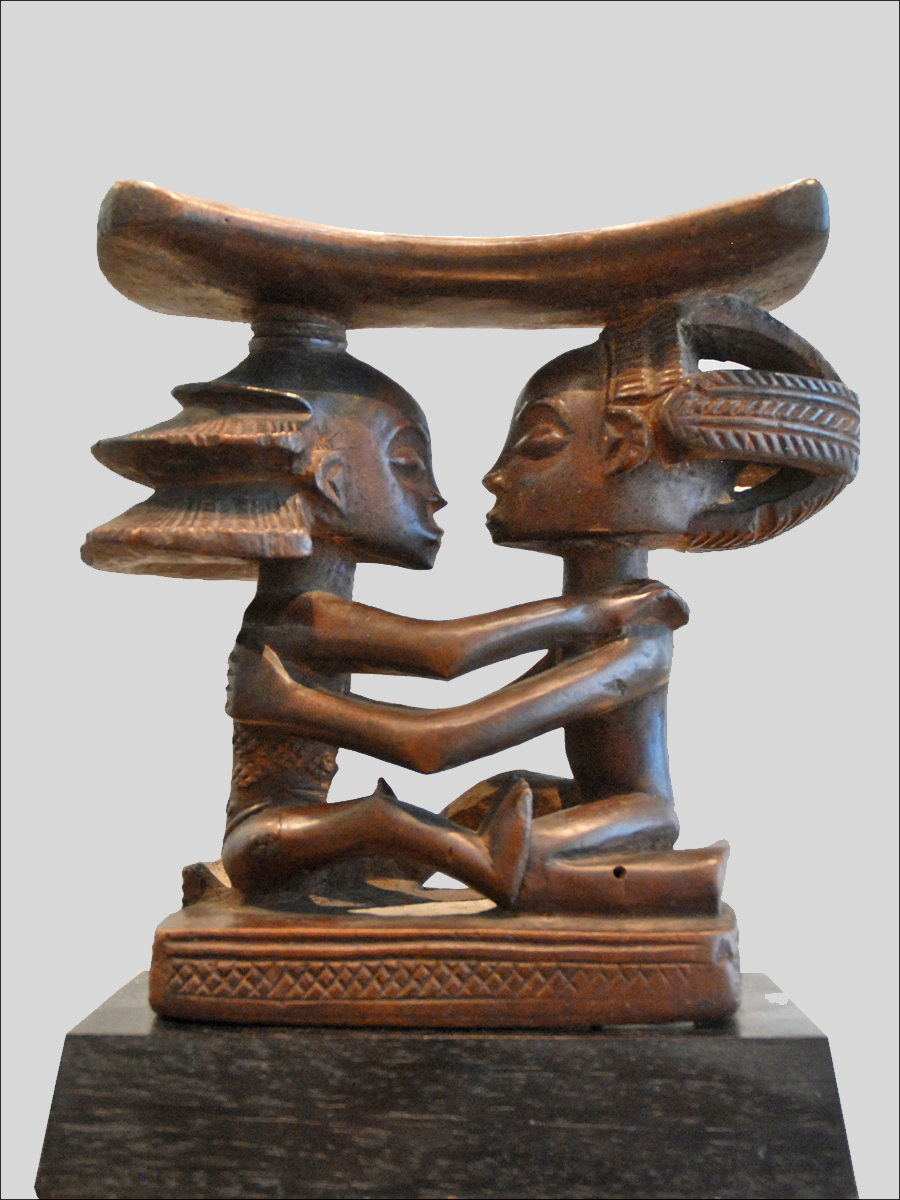
Appui-tête Luba, république démocratique du Congo, XIXe siècle.
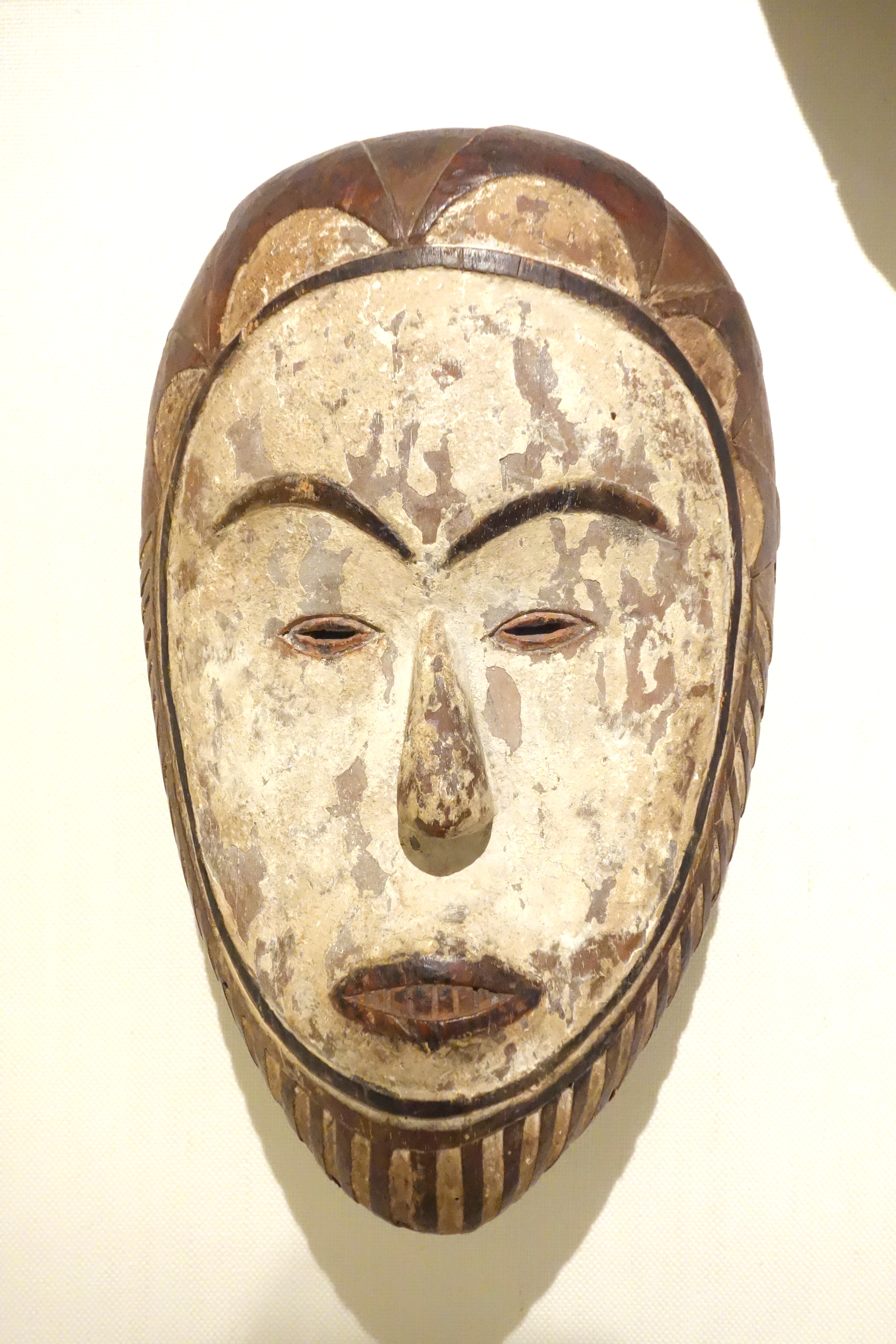
Masque Fang-Betsi, Gabon, XIXe siècle.

La présence de ces œuvres africaines dans les collections et musées occidentaux pose, par ailleurs, le sujet de la spoliation des biens culturels des pays africains. Les puissances coloniales ont prélevé de nombreuses pièces archéologiques et artistiques à l'époque de la colonisation et le florissant marché contemporain de l'art africain contribue à entretenir des pratiques contestables qui amènent la communauté internationale à légiférer. Acte marquant, durant l'été 2016, le Bénin dépose auprès de la France une demande officielle, une première pour une ancienne colonie d'Afrique francophone, celle de lui restituer les œuvres emportées à l'époque de la colonisation ; la demande porte sur environ 5 000 pièces,.

##### Musique et danse

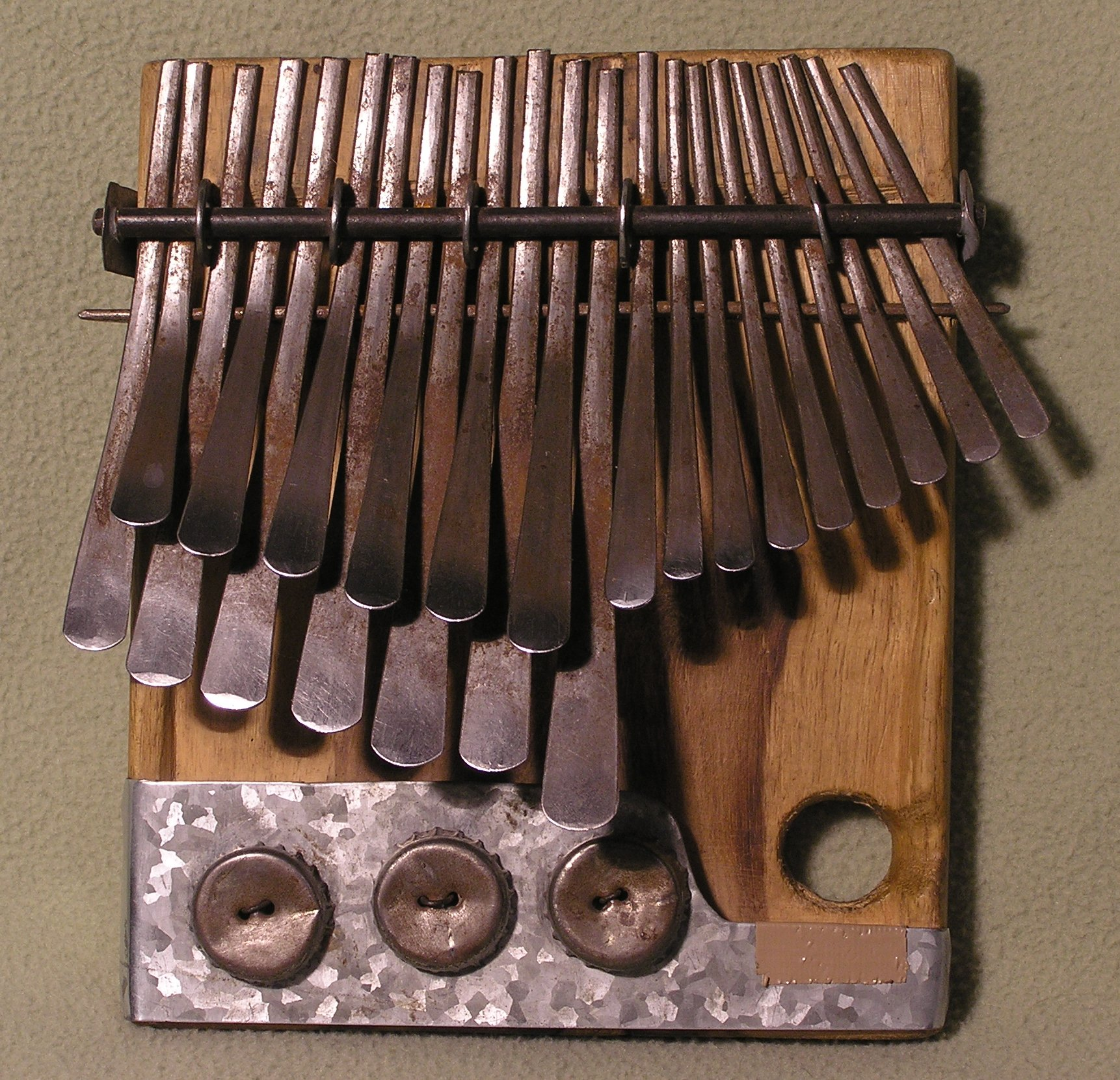
Détail d'une Sanza ou « piano à pouces ».

Outre les masques, les danses et les chants qui, souvent, les accompagnent, ont conféré à l'Afrique subsaharienne une identité propre. Avec mille ethnies et un milliard d'habitants, l'Afrique est culturellement multiple, mais les musiques et les danses africaines partagent quelques traits distinctifs. Dans la culture traditionnelle, musique, danse et exposition des masques forment fréquemment un triptyque. La musique est essentiellement rythmique et centrée sur la transmission orale, d'où la grande importance du texte. Les instruments sont très divers mais la rythmique fait la part belle aux percussions et, notamment, aux tambours.

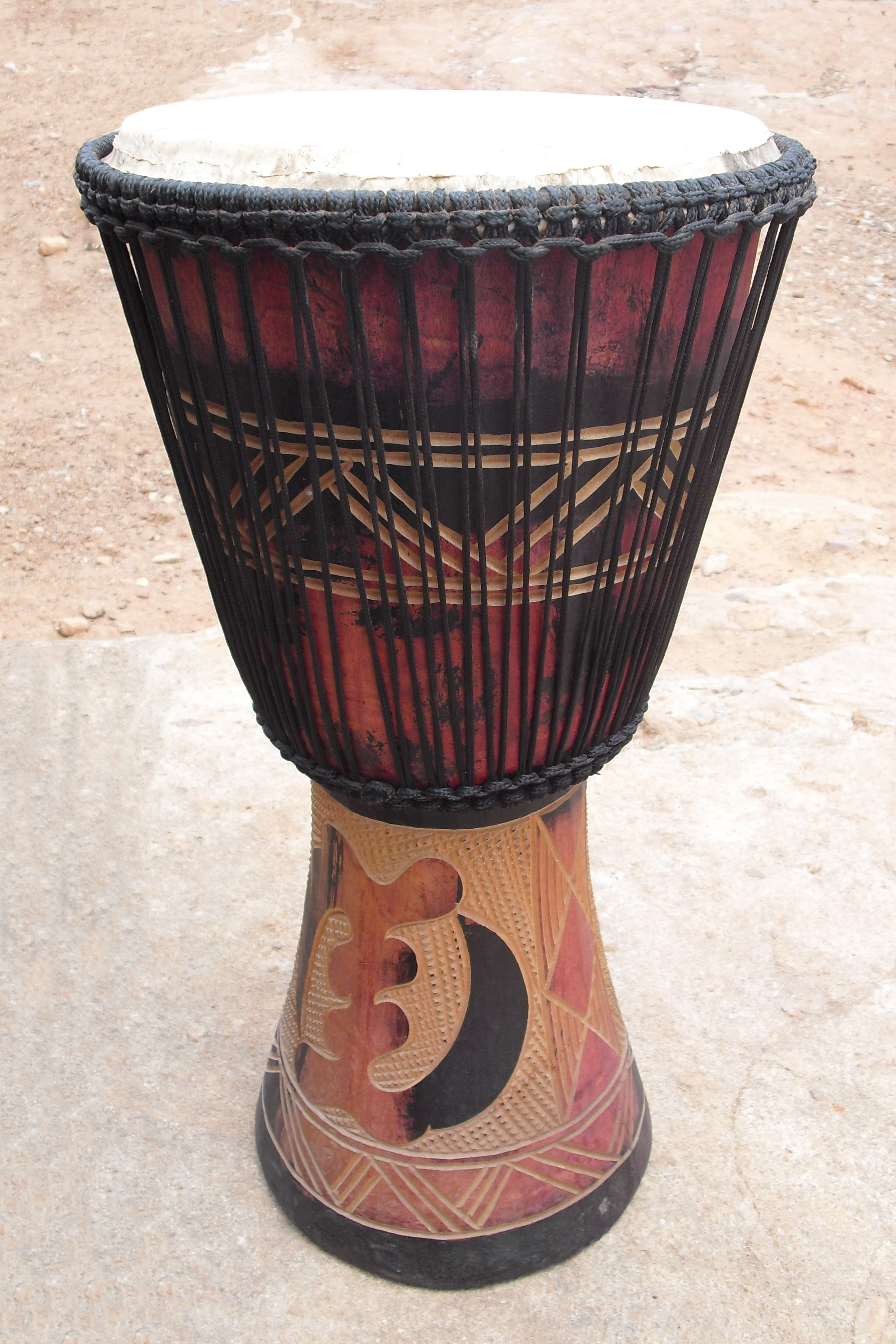
Djembé du Ghana.

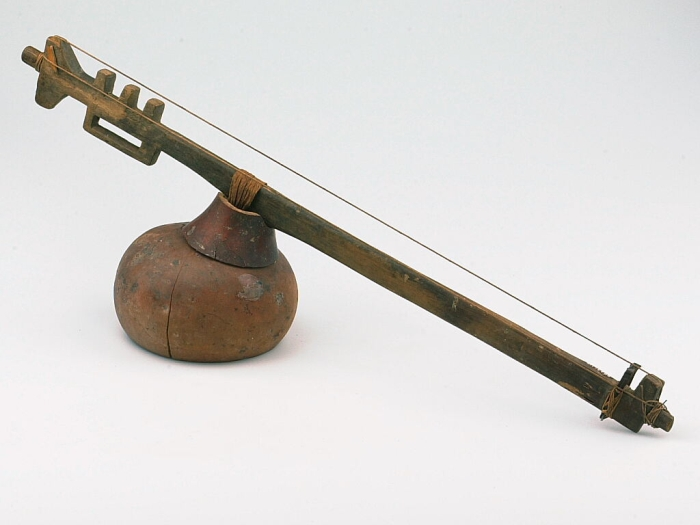
Harpe mvett.

Malgré une rencontre « traumatique » entre les cultures, l'Afrique a aussi influencé certaines musiques occidentales, tels le jazz, directement inspiré par les rythmes de l'Afrique de l'Ouest et créé par les esclaves noirs déportés en Amérique, l'afrobeat (années 1970), créée par Fela Kuti, le highlife (années 1920)… Ses propres musiques de l'époque contemporaine, rumba congolaise, soukous, coupé-décalé par exemple, s’exportent dans le monde entier à partir des années 1960, et encore plus avec les métissages croisés de la world music, qui naît en 1986 avec l'album Graceland de Paul Simon,,. « L’art nègre a inspiré Picasso et d’autres artistes ; et les rythmes syncopés de la musique et des danses africaines résonnent aujourd’hui dans le monde entier. »
L'Afrique du nord, quant à elle, propose essentiellement la musique berbère, prolongement de la culture des premiers habitants libyques, suivie de la musique arabo-andalouse.

##### Littérature
« D’une manière générale, toutes les traditions africaines postulent une vision religieuse du monde ». Dans la culture typique de l'Afrique, la parole est considérée comme possédant une puissance qui permet d'agir sur le maintien ou la rupture de l'harmonie du monde. Il y a donc un « grand respect de la parole […] particulièrement lorsqu’il s’agit de transmettre les paroles héritées des ancêtres ou des aînés. » Dans des sociétés aux langues non-écrites, l'oralité est donc un élément culturel, notamment pédagogique, fondamental.
Le récit oral africain prend les deux formes principales de l'épopée et du conte. L'épopée raconte la vie de héros fondateurs, plus ou moins historiques, comme dans l'épopée de Soundiata et celle de Silâmaka et Poullôri, ou bien relate le mythe fondateur d'un peuple, comme dans le Mvett, légende des origines du peuple Fang,. Le conte, quant à lui, véhicule une morale et un système de valeurs,. Les deux mettent l'accent sur le poids des actes mais aussi des paroles qui peuvent changer le monde pour le bien ou le mal. L'épopée (chant épique) et le conte sont le plus souvent chantés,.
Certains récits sont consignés par écrit assez tôt, dès 1828, et d'abord examinés sous l'angle de l'ethnologie (le texte considéré comme « reflet de la culture ») et de la linguistique (phonologie, commentaires linguistiques).
Il faut attendre longtemps, jusqu'aux alentours des années 1970, pour qu'apparaisse l'étude critique, au sens « critique littéraire », des œuvres (stylistique…),. C'est ainsi que paraît, en 1970, Oral litterature in Africa de Ruth Finnegan, ouvrage important en la matière,. Cette évolution dans le regard porté sur la littérature orale se produit au moment où la littérature négro-africaine, écrite dans la langue du colonisateur, commence à obtenir de la visibilité, avec, par exemple pour l'aire culturelle francophone, Léopold Sédar Senghor, Mongo Beti, Ferdinand Oyono, Ousmane Sembène (Sénégal), Guillaume Oyônô Mbia, … Certains auteurs, tel Léopold Sédar Senghor, se déclarent, du reste, explicitement héritiers de la culture orale africaine et, en particulier, de sa poésie.
D'autres personnalité de la littérature sont Bessie Head (Afrique du Sud/Botswana), Lília Momplé (Mozambique), Grace Ogot (Kenya), Ama Ata Aidoo et Amma Darko (Ghana), Amadou Hampâté Bâ, Francis Bebey (Cameroun), Mongo Beti (Cameroun), Mia Couto (Mozambique), (Ghana), Emmanuel Dongala (République populaire du Congo), Nuruddin Farah (Somalie), Ben Okri (Nigeria), Waris Dirie (Somalie) et Damon Galgut (Afrique du Sud).

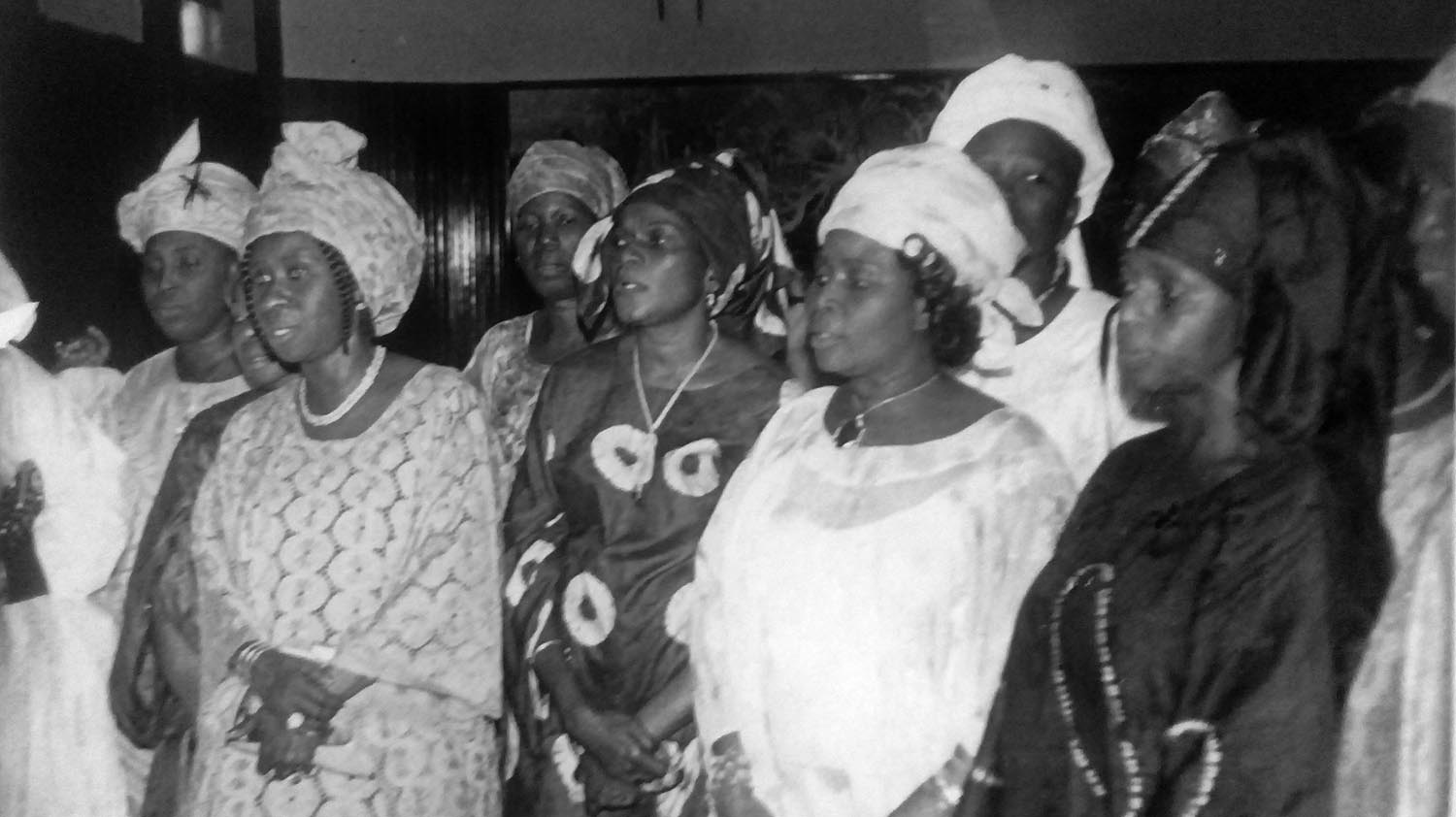
Amicale des Legoffiennes (Mariama Bâ à gauche) dans les années 1970 Unesco Domaine public

La Sénégalaise Mariama Bâ est la première romancière africaine francophone à décrire la place faite aux femmes dans sa société dans son livre Une si longue lettre,
La littérature, qui commence à émerger avant les indépendances, présente d'abord un aspect protestataire à l'encontre des colonisateurs ; après l'émancipation politique, à partir des années 1960, elle traite des difficultés internes aux nouveaux États, notamment la critique des dictateurs. Mais le XXIe siècle, quant à lui, voit les auteurs déclarer vouloir s'affranchir de leurs identités africaines et revendiquer une identité artistique purement littéraire.
En 2016, l'Afrique compte trois lauréats du prix Nobel de littérature : Wole Soyinka, 1986, nigérian, d'expression anglaise ; Naguib Mahfouz, 1988, égyptien, d'expression arabe ; Nadine Gordimer, 1991, Sud-Africaine, d'expression anglaise. J.M. Coetzee, d'expression anglaise, originaire d'Afrique du Sud, naturalisé australien en 2006, reçoit le prix Nobel en 2003.

##### Spectacle vivant

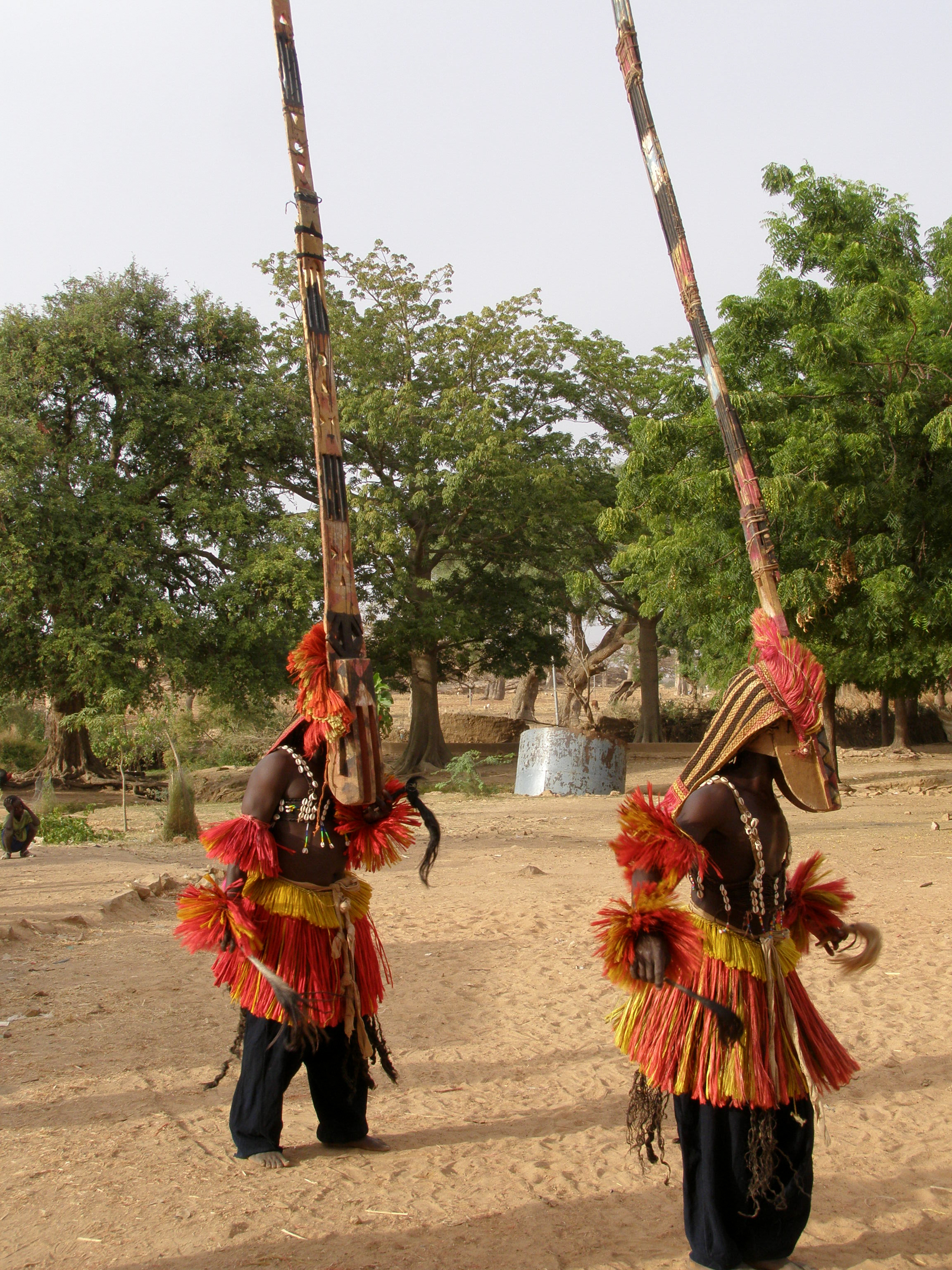
Masques Sirigé, danse des masques, village de Sangha, Pays Dogon, Mali (2007).

La représentation publique est commune en Afrique depuis longtemps ; les mascarades au sens premier, c'est-à-dire des spectacles où l'on montre des masques, avec accompagnement de danses et de chants, sont consubstantielles à la culture africaine. Même dans le cas d'initiations secrètes, certaines parties des rites sont publiques comme dans la mascarade Makishi en Zambie, inscrite au patrimoine culturel immatériel de l'humanité, tout comme est publique l'invocation des esprits (danse de la pluie…), occasion typique des mascarades. Les danses et chants traditionnels ont même été promus par les colonisateurs — à l'inverse de leur attitude générale au regard de la culture africaine — car leur potentiel touristique — avec des danses devenues « folkloriques » car dépouillées de leur connivence culturelle (ne fût-ce que la langue) et religieuse entre les acteurs et les spectateurs — a été perçu dès la fin de la Seconde Guerre mondiale. La littérature orale, quant à elle, par définition, est destinée à un public écoutant le texte en direct.
Les acteurs, danseurs, chanteurs, conteurs ne sont pas nécessairement des professionnels du spectacle — sauf à la cour des rois et, pour la partie concernée de l'Afrique de l'Ouest, la caste des griots — et les troupes de danseurs professionnels rémunérés se créent pendant la colonisation dans les années 1930.
Le théâtre « consistant à jouer une intrigue sur une scène […] en utilisant un texte appris par cœur » est absent de la culture traditionnelle. Propre à la culture urbaine, il est importé par les Occidentaux et s'implante progressivement à l'époque moderne.

##### Arts corporels

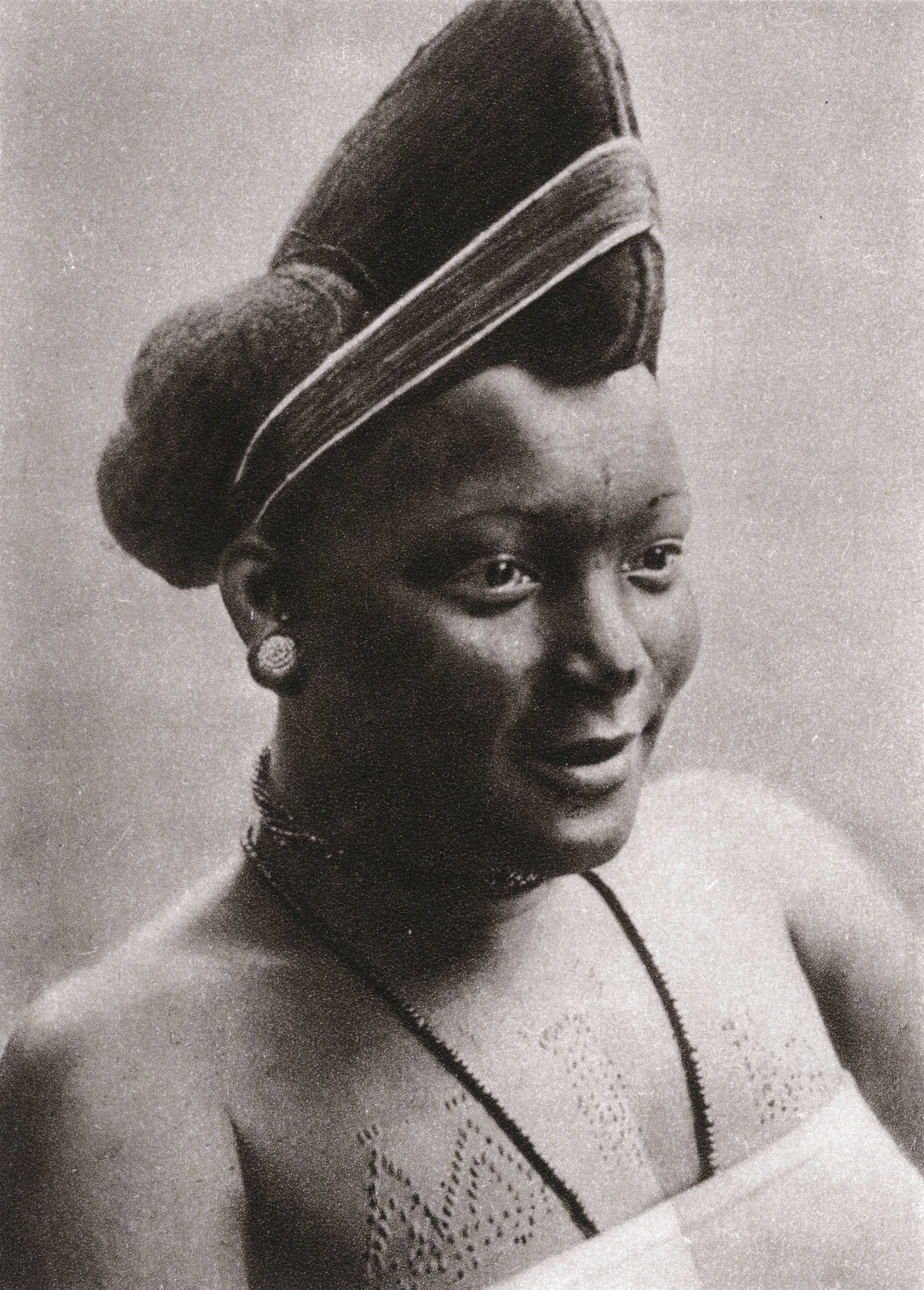
Portrait d'une favorite du roi Njoya (Cameroun), vers 1911-1915.

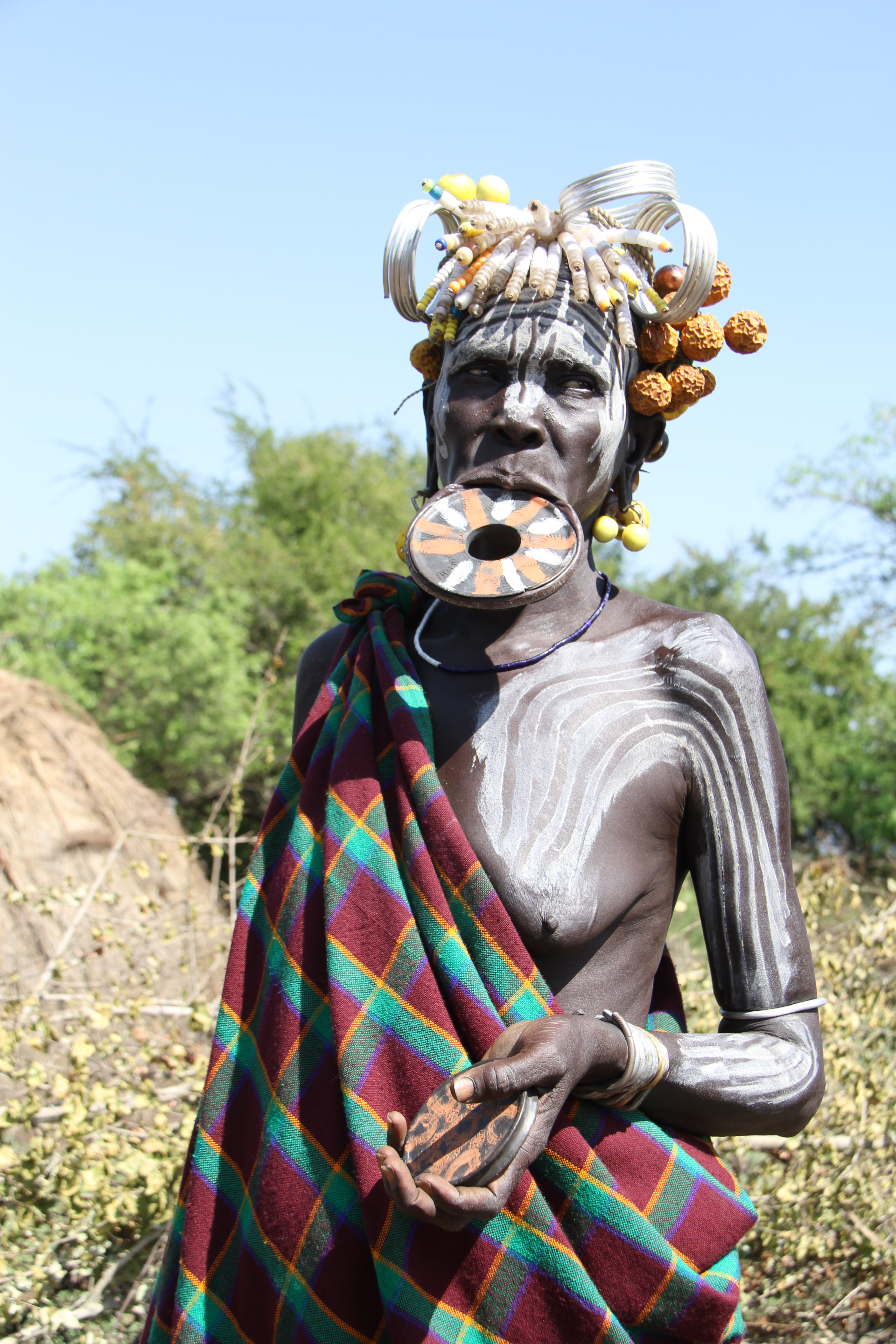
Femme de l'ethnie Mursi, Éthiopie, 2013, portant un labret.

L'art des costumes, des bijoux et parures diverses, des coiffures, des peintures corporelles et des scarifications est aussi varié que peut l'être la culture africaine aux mille ethnies. L'art corporel servait à matérialiser l'appartenance à une ethnie, une religion, était typique d'un sexe, d'une classe d'âge, d'une situation matrimoniale, de la situation sociale…
Le régime colonial était fortement opposé à ces pratiques et d'incessantes campagnes furent menées pour mener à de « saines habitudes de décence » en matière d'habillement et éliminer tout art corporel. Les études sur le sujet sont donc rares et tardives. Les gouvernements d'après l'indépendance n'ont pas eu plus de tolérance de ce point de vue, certains régimes créant même de toutes pièces des « costumes nationaux » dont le port était censé refléter l'adhésion à l'identité nationale du nouvel État,.

### Contexte artistique contemporain
Aucun domaine de l'art n'échappe à l'Afrique au XXIe siècle, sculpture, peinture, bande dessinée, littérature, cinéma, mode, cuisine, danse, musique… L'art et les artistes africains sont présents partout, thématiquement et géographiquement, dans un marché de l'art devenu planétaire. Les influences croisées sont innombrables et très anciennes : les premières cuillères sculptées en Afrique datent du XVIe siècle, elles étaient inconnues avant l’arrivée des Portugais qui les commandèrent aux artisans locaux et, en sens inverse, l'Afrique inspira l'Occident en matière de peinture, de mode, de musique…
Les artistes contemporains sont, pour beaucoup, porteurs d'une culture « hybride »,, certains tournant même les stéréotypes culturels en pastiches afin de s’en démarquer. L'art africain n'est plus et ne veut plus être celui de la tradition, de la contestation coloniale, de la critique sociale ou de la négritude, mais un art « inséré dans l’art contemporain universel », qui veut être jugé uniquement sur ses qualités à l'instar de tous les autres.
Depuis les années 1990, il est constaté « une mondialisation de la scène artistique qui se traduit par une extension multiculturelle de l’offre ». Les espaces de diffusion connaissent donc une plus grande expansion geographique et des manifestations culturelles de rang international, telles que la Biennale de Dakar, les Écrans noirs, le MASA et bien d’autres, se multiplient chaque année et attirent des milliers de visiteurs ainsi que des experts et acteurs culturels originaires du continent africain et d’ailleurs.

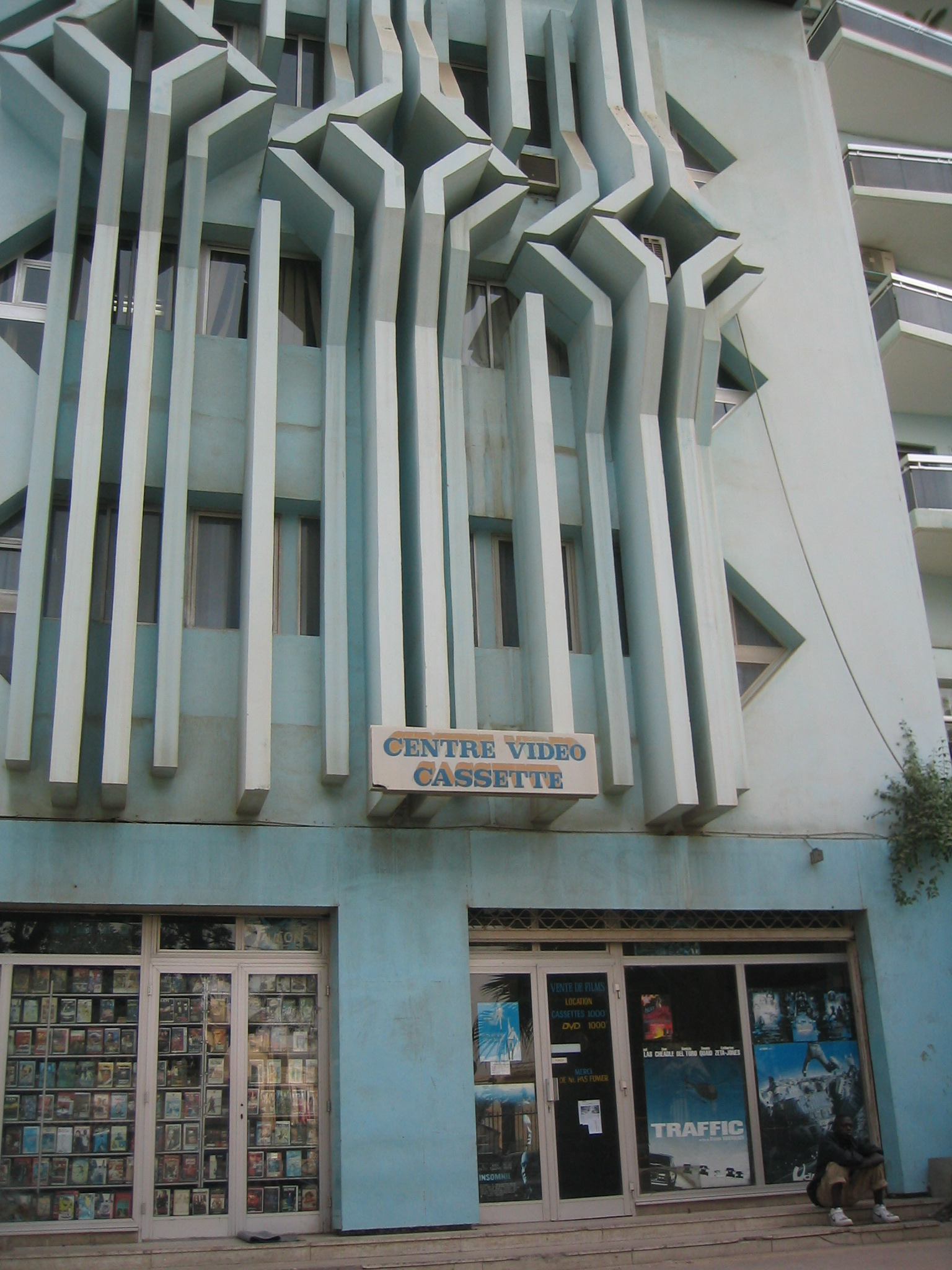
Vidéo-club à Dakar (2007).

#### Cinéma

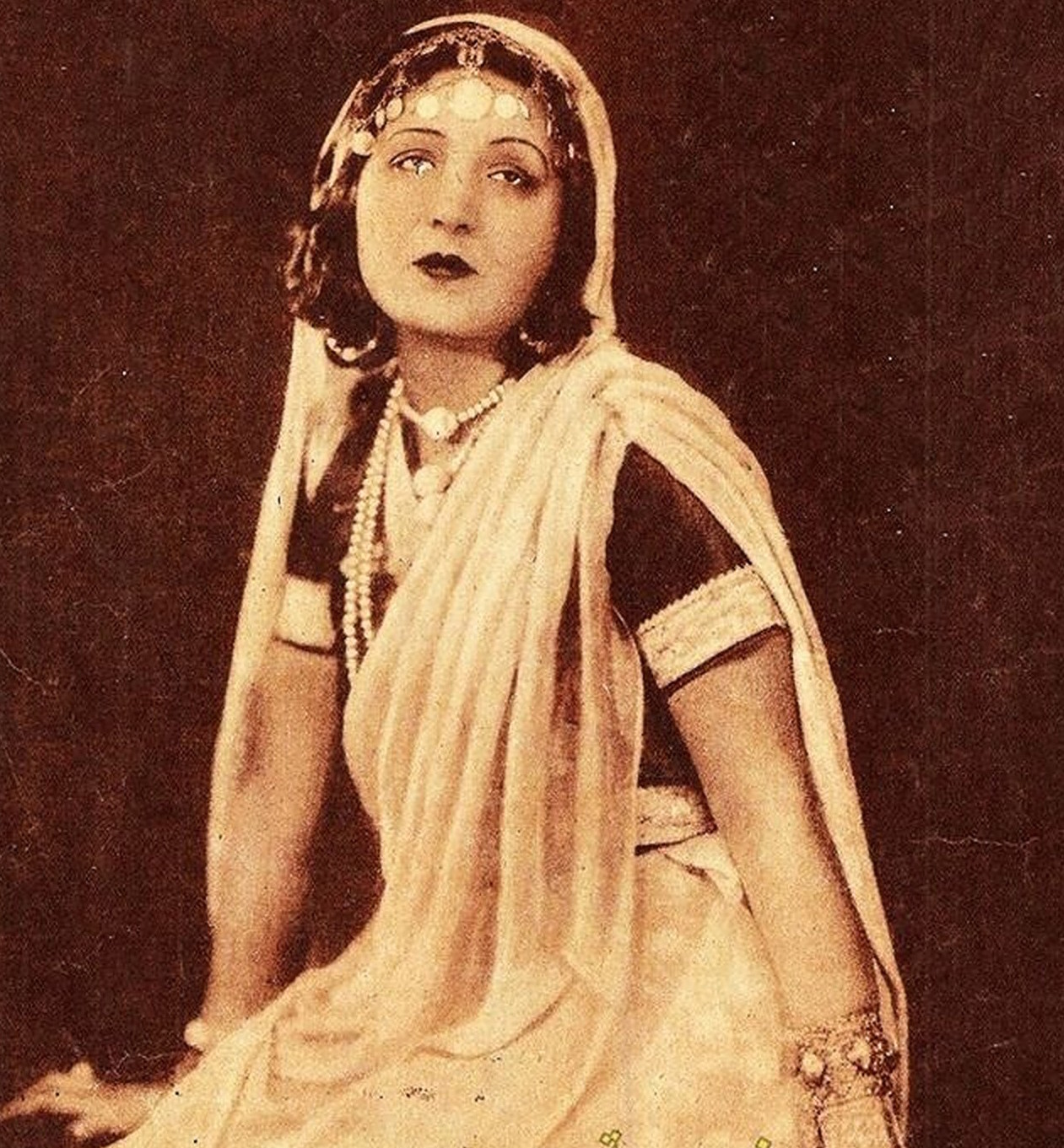
Aziza Amir dans son premier long métrage, Laila en 1927.

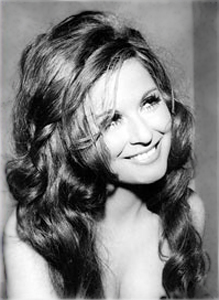
Souad Hosni, l'une des actrices les plus populaires de l'âge d'or du Cinéma égyptien

Les premières séances de cinéma en Afrique datent de 1905 en Égypte et des années 1920 en Afrique subsaharienne ; les séances ont lieu dans des théâtres urbains et sous forme de projections itinérantes dans les zones rurales. Concernant la création, « le premier film tourné par un Africain est sans doute Zohra (1922), une production tunisienne, bientôt suivie de La Fille de Carthage (1924), Leila (1926) et de Zainab (1926) ».
Le cinéma égyptien et le cinéma tunisien sont parmi les plus anciens du monde. Le cinéma égyptien, en particulier, est une industrie établie et florissante en Afrique. Les pionniers Auguste et Louis Lumière ont projeté leurs films à Alexandrie, au Caire, à Tunis, à Suse, en Libye, et à Hammam-Lif, en Tunisie, en 1896. Albert Samama Chikly est souvent cité comme le premier producteur de cinéma africain indigène, projetant ses propres courts métrages documentaires au casino de Tunis dès décembre 1905. Aux côtés de sa fille Haydée Tamzali, Chikly produira d'importants films d'époque tels que La fille de Carthage (1924). En 1927, l'Égypte produit Laila, le premier long métrage d'Aziza Amir, considérée comme la marraine du cinéma africain.
En 1935, le Studio Misr du Caire commence à produire des comédies et des comédies musicales, mais aussi des films comme The Will (1939) de Kamal Selim. Le cinéma égyptien a prospéré dans les années 1940, 1950 et 1960, considérées comme son âge d'or. Le film phare de Youssef Chahine, Gare centrale (film) (1958), a jeté les bases du cinéma arabe.
Malgré ces débuts pionniers, les réticences des gouvernements coloniaux et le manque de moyens font cependant que la majeure partie du continent ne voit réellement émerger des réalisations locales qu'à partir des années 1970 et il est, jusqu'à nos jours, financé par des fonds occidentaux ; son développement reste cependant modeste.
Dès les années 1990, la production cinématographique s'effondre, tandis que les salles de cinéma ferment au point que certains pays n'ont actuellement plus aucune salle de cinéma sur leur territoire,. Le Festival panafricain du cinéma et de la télévision de Ouagadougou (FESPACO), un des plus grands festivals africains, dont la 24e édition s'est tenue en 2015, tente de préserver et promouvoir le cinéma africain.
Il existe cependant l'exception nigériane de Nollywood. Le Nigeria produit près de deux mille films par an, et est ainsi le deuxième producteur mondial en quantité, derrière l'Inde et Bollywood et devant les États-Unis. Il s'agit de sorties directes en VCD de productions à petits budgets, pour plus de la moitié en langues locales, dont la qualité artistique est jugée « contestable », et la qualité technique trop basse pour une exploitation ne fût-ce qu'à la télévision.
La production africaine est cependant capable de briller sur la scène internationale, comme dans les autres domaines artistiques, lorsque « la qualité, le genre, les thèmes des films prennent le pas sur des critères géographiques ou politiques », comme en témoigne sa présence dans les festivals internationaux tel celui de Sundance.

### Sports

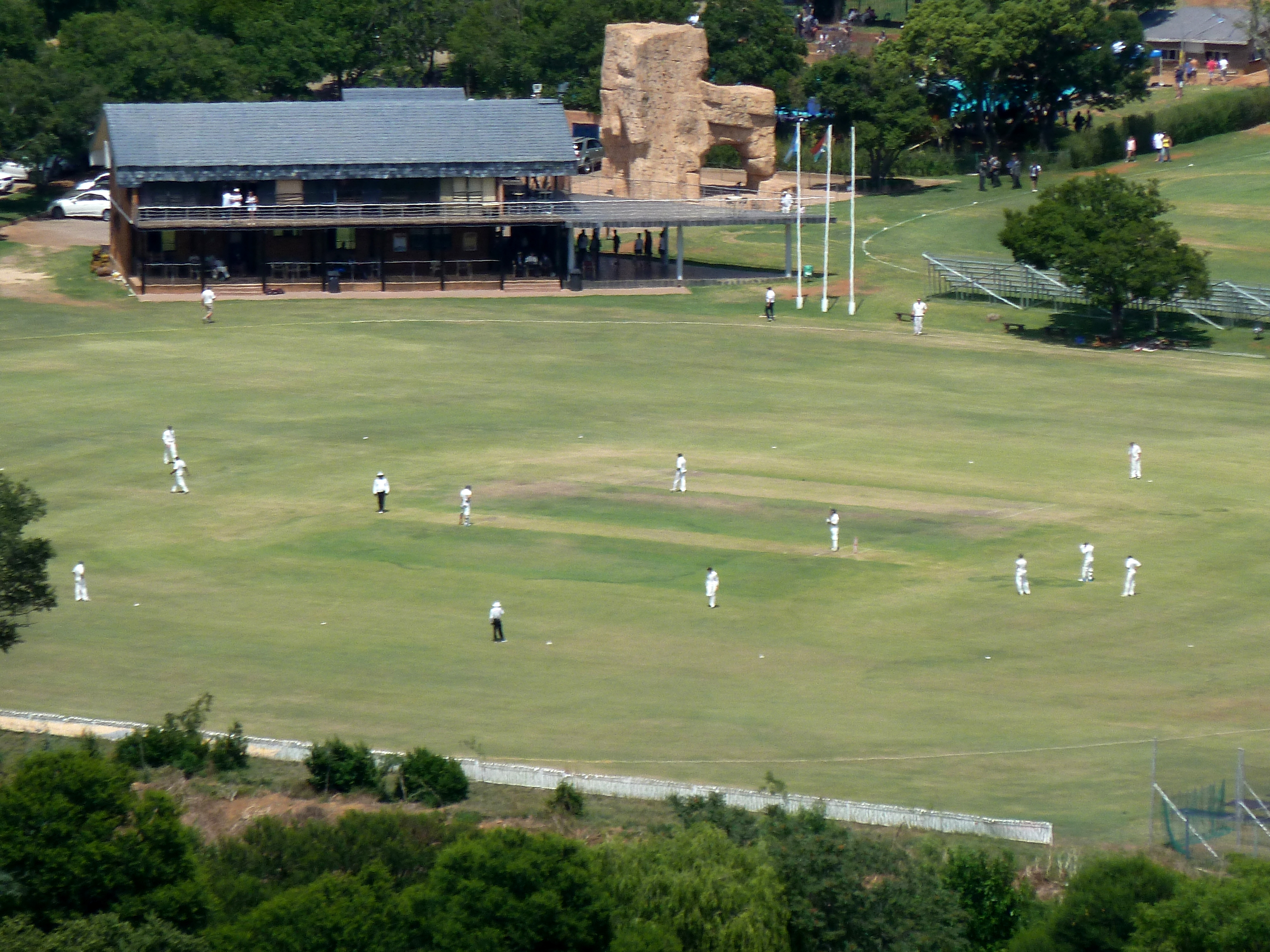
Match de cricket au Collège St Alban de Pretoria (Afrique du Sud).

Les cinquante-quatre pays souverains du continent ont une équipe de football faisant partie de la Confédération africaine de football. L'Égypte a remporté sept fois la coupe d'Afrique des nations, suivie par le Cameroun (cinq fois) ensuite le Ghana (quatre fois). L'Afrique du Sud accueille la coupe du monde de football de 2010, devenant le premier pays africain à le faire. Les clubs et les championnats locaux sont cependant confrontés au manque d'infrastructures et de financement.
Le rugby à XV est populaire en Afrique du Sud, Namibie, Zimbabwe et au Kenya. Neuf équipes africaines figurent parmi les cinquante premières du classement World Rugby. La compétition continentale est la coupe d'Afrique de rugby à XV, créée en 2000 ; en 2016, les équipes les plus titrées sont la Namibie (6 titres), l'Afrique du Sud (3 titres, mais n'a participé qu'à cinq reprises en raison de sa trop grande supériorité), le Maroc et le Kenya (2 titres), l'Ouganda et le Zimbabwe (1 titre). Il existe aussi une compétition, l'Africa Cup 2, pour les équipes de seconde division.
Le cricket est populaire en quelques endroits. L'Afrique du Sud et le Zimbabwe jouent au plus haut niveau (respectivement 3e et 12e places mondiales), le Test cricket, tandis que le Kenya était l'équipe africaine leader au niveau inférieur, le One-day International. Les trois pays ont conjointement accueilli la coupe du monde de cricket de 2003. La Namibie est l'autre nation africaine à avoir participé à la coupe du monde en 2003. Le Maroc a accueilli un tournoi de cricket en 2002, mais son équipe nationale n'a jamais été qualifiée pour un tournoi majeur.
Les Jeux africains, reconnus par le Comité international olympique, sont organisés tous les quatre ans par l'Association des comités nationaux olympiques d'Afrique ; ils ne mobilisent cependant pas nécessairement les meilleurs athlètes africains,.
La place du continent sur la scène sportive internationale est mineure si l'on considère sa place aux Jeux olympiques,.
Le sport, moderne et codifié, se développe sur le continent à l'initiative des États plutôt que de celui de la société civile (à l'inverse de l'Occident). Sous la coupe des politiques, il sert de levier et est, par exemple, un moyen du panafricanisme,. Le sport est aussi un élément de politique internationale en Afrique, par exemple via la construction de stades par les Chinois. Un exemple, parmi les plus connus, de la rencontre du sport et de la politique est le rugby, qui fut un outil de l'unité de l'Afrique du Sud post-apartheid en même temps qu'un symbole du rayonnement international du pays, avec l'organisation de la Coupe du monde 1995,. Le sport est par ailleurs considéré comme un moyen du développement social de la population et, à ce titre, bénéficie de l'aide internationale,,.

### Traductions
1. ↑  (en) « Africa’s climate is already changing and the impacts are already being felt[72]. »
2. ↑  (en) « African urbanization is a poverty-driven process and not the industrialization-induced socio-economic transition it represented in the world’s other major regions. »
3. ↑  (en) « 3 of the bottom 10 countries are from the Middle East and North Africa region – Iraq, Libya and Sudan. […] in Sub-Saharan Africain […] Forty out of the region’s 46 countries show a serious corruption problem. »
4. ↑  (en) « Libya's economy, almost entirely dependent on oil and gas exports. »
5. ↑  (en) « Africa has the greatest variety as well as some of the oldest art. »
6. ↑  (en) « traumatic encounter between Africa and Europe[936]. »